# モータースポーツにおけるメルセデス・ベンツ
モータースポーツにおけるメルセデス・ベンツでは、ドイツの自動車メーカーであるメルセデス・ベンツ・グループ社のブランドである「メルセデス・ベンツ」車両で行われてきたモータースポーツ活動の歴史について記述する。「メルセデス・ベンツ」ブランドが誕生する1926年以前の、ベンツ社とダイムラー社（Daimler Motoren Gesellschaft、DMG）の活動についても記述する。

## 概要
メルセデス・ベンツのモータースポーツ活動は1894年に始まり、以降、休止期間を挟みつつも125年以上に渡り、様々な自動車レースにおいてその活動の足跡を残している。2022年11月現在は、フォーミュラ1（F1）に自社チームを参戦させているほか、メルセデスAMGを通じてGTカーによるカスタマーレーシング事業を行っている（各運営組織の概要は「#現在の組織」を参照）。
この記事では基本的に19世紀末の草創期の出来事から順を追って扱うが、モータースポーツにおけるメルセデス・ベンツの活動は多岐に渡り、「#インディカー」、「#最高速度記録」のように関った期間が断続的なカテゴリーもあるため、一部の項目は節を分けている。
長い歴史
メルセデス・ベンツの源流であるベンツ社とダイムラー社（DMG）はどちらも19世紀末にガソリン自動車を発明し、最古の自動車メーカーに数えられる会社である。両社はモータースポーツ草創期からレース活動をしており、メルセデス・ベンツを擁するメルセデス・ベンツ・グループ社は、現在もレース活動をしている自動車メーカーとしてはフランスのプジョーと並んで最古のメーカーのひとつである。レース活動を休止していた期間もあるものの、必然的にその歴史はモータースポーツの歴史と等しい長さを持っている（主な出来事の時系列は「#沿革」を参照）。
歴史が長いだけではなく、レース参戦の初期から主要なレースにおいて強豪として活躍をしている。中でも、1930年代の「シルバーアロー」時代から1950年代にかけてのレース活動では他を圧倒して一時代を築き、当時の車両がまとったカラーリングから、シルバー（銀色）はメルセデス・ベンツのレーシングカーを象徴する色として認知されている（詳細は「シルバーアロー」を参照）。
「メルセデス・ベンツ」を持つダイムラー社（現在のメルセデス・ベンツ・グループ社）の社運はレースの優勝によって上がるのが伝統と言われており、各時代における活躍と積み重ねてきた歴史は同社にとっての重要な資産になっていると考えられている。
幅広い活動
2020年代の今日、自動車レースの最高峰と位置付けられているフォーミュラ1世界選手権（F1）は、20世紀初頭にヨーロッパで始まった「グランプリ」レースを源流に持ち、メルセデスはその第1回大会である1906年フランスグランプリから参戦している。その後もメルセデス（メルセデス・ベンツ）のレース活動の中で、グランプリレースへの参戦は中心的な活動であり続けた。ル・マン24時間レースをはじめとしたスポーツカーレースにも、スポーツカーレースが厳密なカテゴリーとして成立する以前の草創期から参戦をしており、時期によってはこちらが活動の中心となっている。このふたつのカテゴリーには、多くの場合、自社チーム（ワークスチーム）で参戦を行っている。その他、自社チームによる参戦例は限られるものの、各国で開催されているツーリングカーレース、GTカーレース、ラリー（ラリーレイド）、トラックレースにもカスタマーチームを支援する形で幅広く参戦している。
活動地域の範囲はモータースポーツ黎明期から広く、自動車レース発祥の地であるヨーロッパだけではなく、大西洋を渡りアメリカ合衆国の自動車レースでも早くからその足跡を残している。アメリカ合衆国初の自動車レースであるタイムヘラルド自動車レース（1895年）にはベンツ車が参戦しており、その後も、同国初の国際レースである第1回ヴァンダービルト杯（1904年）をはじめ、アメリカグランプリの前身である第1回アメリカングランドプライズ（1908年）、第1回インディアナポリス500（1911年）のいずれにもメルセデスもしくはベンツが参戦し、1910年代までに優勝を果たしている。ダイムラー自体が進出して行ったものではないが、東アジアの日本でも1920年代からアート商会がダイムラーの航空機用エンジン（コピー製品）を搭載した自動車でレースに参戦を始め、1936年（昭和11年）に開催された全日本自動車競走大会にもメルセデス・ベンツの車両が参戦している。

## 自動車レースの始まり
1886年にカール・ベンツが、1889年にゴットリープ・ダイムラーとヴィルヘルム・マイバッハがそれぞれ別個にガソリン自動車を発明した。両者はそれぞれベンツ社（Benz & Cie.）とダイムラー社（Daimler Motoren Gesellschaft、DMG）を設立し、自動車の製造販売に乗り出した。ガソリン自動車はドイツで発明されたが、ドイツでは自動車という新しい概念の受容に時間がかかり、自動車レースは新しい発明を柔軟に受け入れたフランスで始まり、以降もフランスを中心として発展していくこととなる。

### 史上初の自動車レース (1894年・1895年)
ドイツでガソリン自動車が発明されると、フランスでそれを使った競走を行う機運が起こり、自動車を使った最初のイベントが、1894年にパリ～ルーアン間で行われた（パリ・ルーアン）。
このイベントは速さを競う「レース」というより走行会に近いものであったが、ダイムラーからライセンスを受けて製造されたガソリンエンジンを搭載したプジョーの車両と、同じくパナール・エ・ルヴァソールの車両が優勝を分け合った。ダイムラーとは異なりガソリンエンジンと車体を不可分のものと考えていたベンツからは、エミール・ロジェが「ヴィザヴィ」（Vis-à-Vis。ヴィクトリアの派生車）でこのレースに参加し、126㎞のコースを10時間1分で走り切り、14位完走という記録を残した。 
翌1895年に世界初の本格的な自動車レースとされるパリ・ボルドーレースが開催されると、やはりダイムラーからライセンスされたエンジンを搭載したプジョーとパナール・エ・ルヴァソールが優勝を含む上位を独占した。その後も19世紀末の間にフランスを中心に自動車レースが開催されるようになり、この時点でガソリンエンジンとして高い完成度を持ったダイムラー製エンジンは広く用いられた。

## 最初期のレース車両
自動車レースが始まった当初、レースに使われたのは市販車をそれぞれの持ち主が改造した車両だった。一方、自動車の販売を手掛ける者たちはレースの結果と自動車の売れ行きとの間に強い結びつきがあることに気づきつつあり、この流れから必然的に、1900年頃になるとレース専用車両（レーシングカー）やレースを念頭に置いた高性能車両が登場することになる。

### ベンツ・レンワーゲン（1899年 - 1900年）
カール・ベンツは自動車を馬車に代わる輸送機関としての側面から捉えていたため、レースに自社の車両を持ち込むことは気が進まなかったが、彼の息子たちはベンツ車の優秀さを証明したいと考え、ベンツ社としては最初のレースカーを製造し1899年に完成させた。この8馬力の「レンワーゲン」（レーシングカー）は1899年7月2日にケルン～フランクフルト間で開催された都市間レースに2台が出走し、1-2フィニッシュを飾る。優勝したフリッツ・ヘルトは193.2㎞の距離を平均時速22.5㎞で走り切った。
この車両は馬力を倍の16馬力にまで強化した上で1900年から1901年にかけて量産され、希望する顧客に15,000マルク（金マルク）で販売された。この車両は当時の自動車レースにおいて主流だった都市間レースで活躍し、未舗装路面の道路を平均時速50㎞という驚異的なスピードで走破した。
続いて、ベンツのゲオルク・ディール（Georg Diehl）は水平対向4気筒エンジンを搭載した新たなレース車両（20馬力から33馬力程度）を開発した。1900年7月29日にフランクフルトの道路を封鎖して特設されたレーシングサーキット（周回路）でレースが開催され、同車はこのレースで圧勝した。

#### カール・ベンツによる反対
このようにベンツのレース用車両の開発は順調に進展しており、1900年の時点ではダイムラーよりも先行していた。しかし、時速50㎞という高い速度で公道を走ることは道路を行き交う人々の命を危険に晒すと考えたカール・ベンツは、今後は都市間レースに参加しないことを自社の従業員たちに宣言した。カール・ベンツは、自分が発明した自動車が文明を大きく転換させるものであることを早くから確信していた。そして、ドイツの自動車産業が最高の目標とすべきなのは、速さではなく、信頼性と経済性だと考えていた。そもそも自身の発明品では常に安全を重要視しており、レースのような最高速度を競うようなものは彼の目指すところではなかった。
そうしたカール・ベンツの哲学の下、当時の主流である都市間レースに参加できなくなったことで、1900年7月のフランクフルトのレース以降、ベンツの「レンワーゲン」開発は停滞することになった。

### メルセデス・35PS（1901年）
フランス・ニースに住む実業家であるエミール・イェリネックからの要望を受け、1900年末、ヴィルヘルム・マイバッハとパウル・ダイムラーは「'''メルセデス・35PS'''」（メルセデス・35HP）を完成させ、1901年からレース仕様の35PSが活躍を始めた。
メルセデス・35PSは単に性能が優れていたというだけではなく、旧来の馬車の姿を引きずったデザインから脱却し、乗用車としてあるべき姿を考えて設計され、「その後の全ての乗用車の原型になった」と言われている。
この車両が自動車工学に大きな変化をもたらすものであることは当時の人々にもすぐさま知覚され、フランス自動車クラブ（ACF）の共同創設者であり事務総長のポール・メヤンはメルセデスの先進性を認めて「我々はメルセデス時代に入った」と評した。

#### 由来となった人物
今日、メルセデス・ベンツ・グループ社の乗用車やトラック・バスの名前として使われている「メルセデス」とは、ダイムラー（DMG）の重要な顧客だったエミール・イェリネックの娘メルセデス（Mercédès）を由来とする名前で、元々は彼がレースに参加するにあたってドライバーや車両の登録名として用いていたものである。
イェリネックはオーストリア＝ハンガリー帝国の外交官（ニース駐在総領事）かつ実業家で、自動車の将来性に早くから着目して、1896年からダイムラーの車両を購入し始め、やがて販売代理業をするようになっていた。イェリネックは資産家や地方貴族にも顔が広く、1900年頃にフランスで自動車の強固な販売網を築いており、ダイムラーに対しても強い発言権を持っていた。
1899年3月、第1回ニース・スピードウィークが開催され、イェリネックは当時のダイムラーの最高性能車であるフェニックスを「メルセデス」の名で登録して参加させた（ドライバーはダイムラーの技師長ヴィルヘルム・バウアー）。
この年の優勝を逃したイェリネックはダイムラーにフェニックスの改良を依頼して翌年も同じレースに挑んだが、スピードウィーク中のヒルクライムレースでドライバーのバウアーが死亡する事故が起きる。バウアーの事故死はダイムラーに衝撃を与え、フェニックスの設計上の問題が提起されることになった。
折り悪く、同じ1900年3月に創業者でエンジンの設計者であるゴットリープ・ダイムラーが死去し、ダイムラー社が及び腰になる中、イェリネックはレーシングカーの更なる開発を依頼する。

#### 「メルセデス」の誕生
イェリネックはダイムラーに高性能車の開発を依頼するとともに、それが完成した際は36台購入することを確約した。そうして、マイバッハとパウル・ダイムラーが互いに協力して35馬力の新型車（後に「メルセデス・35PS」として知られるようになる）を開発し、最初の1台は1900年10月25日に完成し、走行テストを経て、12月22日にイェリネックに届けられた。
この車両を注文する際、イェリネックは新型車に高性能のエンジンの搭載と、車体をより「低く、幅広く、長く」することを望むとともに、名前を「メルセデス」にするよう条件を付けた。マイバッハは性能面の要求を満たし、「ダイムラー・メルセデス」は馬車を引きずった旧来のデザインから脱却した先進的な車両として完成した。
1901年3月、この35馬力の「ダイムラー・メルセデス」はニース・スピードウィークで開催されたほとんどのレースを圧勝し、「メルセデス」の名は知れ渡ることとなる。
この成功から、ダイムラーは1902年に「メルセデス」を自社の商標として登録し、自動車のブランド名として用いるようになった。

### ベンツ・パルシファル（1902年）
カール・ベンツの方針によりレース活動から遠ざかっていたベンツ社では、フリッツ・アールが会社から許可をもらって当時の「メルセデス」のトレンドに沿った車両の開発を細々と行っていた。
レースに消極的なカール・ベンツの姿勢は、共同経営者で高性能車の開発を望んでいたユリウス・ガンス（Julius Ganß）との間で対立を生じさせる。ガンスはフランス人技術者のマリウス・バルバロウを雇い入れて、独自に開発部隊を設け、バルバロウは1902年に直列2気筒エンジンを搭載したベンツ・パルシファルを完成させた。この車両はレース専用車ではないが、レース仕様車はそれに匹敵する高性能だった。これにより、カール・ベンツとガンスの対立は深まり、1903年にカール・ベンツは開発の一線を退いた。
1903年5月に開催されたパリ・マドリッドレースにベンツは改良したパルシファル（60馬力）を投入し、バルバロウ自ら同車のステアリングを握って参戦したが、このレースでは散々な結果に終わった。しかし、バルバロウはさらに改良を施した車を翌月のレースに投入し、ここでは総合性能では上回るメルセデス・シンプレックス（60馬力）を超える結果を出した。この車両は大きな成功はしなかったものの、その後のベンツのレーシングカーの足掛かりとなった。

## ゴードン・ベネット・カップ（1903年）
19世紀末の初期の自動車レースは規則らしい規則もなく無秩序に開催されていたが、自動車メーカーの参加や国境をまたいだ参加が常態化していくにつれて、競技規則の整備が急務となる。そこで、フランス在住の富豪ジェイムズ･ゴードン･ベネット・ジュニアとフランス自動車クラブ（ACF）が協力して規則を策定し、1900年に国別対抗の自動車レースであるゴードン・ベネット・カップを初開催した。
ドイツ勢は初年度こそベンツがエントリーしたものの、その後の2大会はどのメーカーも興味を示さず、ダイムラーは1903年の第4回大会で初めて出場した。
この大会に出場するため、ダイムラーは90馬力に強化したメルセデス・シンプレックスを用意して7月2日のレース開催日に備えた。ところが、6月9日深夜、カンシュタットにあるダイムラー本社工場で火災が発生し、レース用に用意していた5台の車両を全て焼失する不幸に見舞われる。市販用に在庫していた90台も全て焼失してしまった上、工場が全焼したことで生産設備も失い、レースに間に合うよう再製造することも不可能となった。しかし、ダイムラーはレース参戦を諦めず、顧客から借用するなどして60馬力のシンプレックス3台をなんとか用意し、突貫工事でレース仕様に改造してレースに間に合わせた。
車両は開催地のイギリス・アイルランド島に送られ、荒れた道路で530㎞に及ぶレースに挑むことになり、3台のメルセデスの内、2台はリタイアとなる。一方、残った1台を駆るベルギー人カミーユ・ジェナッツィは、ライバルより馬力で劣る車両にもかかわらず、数々のカーブを巧みなスロットル制御で高速でクリアする離れ業を見せ、2位以下に大差をつけて優勝した。
ダイムラーとドイツ車にとってこれは国際的な自動車レースにおける初めての優勝となり、メルセデスの名声はこの勝利で確固たるものとなった。この勝利による宣伝効果は絶大なもので、ダイムラーには500万ドル相当のメルセデスの注文が寄せられた

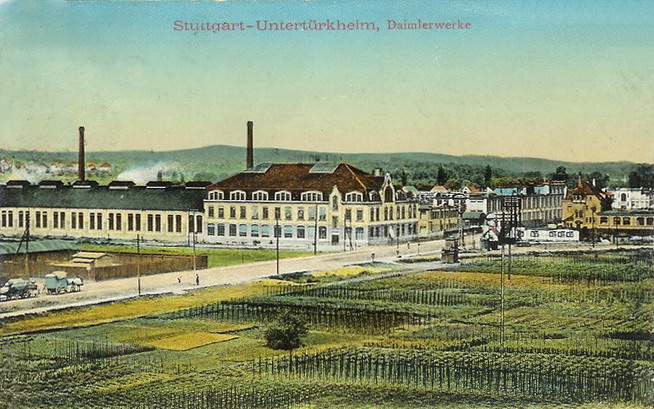
ダイムラー（DMG）のウンターテュルクハイム本社工場（1911年）

ダイムラーは全焼した工場に代わる新たな本社工場をカンシュタットに隣接するシュトゥットガルト北部のウンターテュルクハイムに建設し、レースカーの開発拠点もそちらに移った。

## グランプリレース黎明期（1906年 - 1914年）
ゴードン・ベネット・カップはその厳格すぎる規則が敬遠されたことから1905年の第6回大会で終了となり、続いて、フランスで新たな国際的な自動車レースとして「グランプリ」レース（ACFグランプリ）が創設された。「グランプリ」は基本的にはゴードン・ベネット・カップの規則を踏襲したが、同レースで敬遠された国別の出場台数制限（ゴードン・ベネット・カップでは各国3台まで）や、出場する車両の部品に自国の製品しか使ってはいけないという規則が撤廃された。
1906年6月26日、フランスのル・マン近郊の公道コースで史上初のグランプリとなる第1回フランスグランプリ（ACFグランプリ）が開催された。

### 初期の参戦（1906年 - 1908年）
ダイムラー（メルセデス）は第1回大会から参戦し、最初の2年（2レース）は平凡な成績に終わり、新規定が導入された第3回大会・1908年フランスグランプリを迎える。
新規定に合わせて新たなエンジンを設計するにあたって、マイバッハは設計を巡って起こった対立から1907年4月にダイムラーを去った。そのため、設計はマイバッハの後任として技術部長に任命されたパウル・ダイムラーが手掛けた。
このレースにおいてダイムラーが投入したメルセデス・140PSの速さは圧倒的で、オープニングラップからオットー・ザルツァーが1周の平均時速126.5㎞という当時としては驚異的なファステストラップを記録し、チームメイトであるクリスティアン・ラウテンシュラガーがメルセデスにとってのグランプリ初優勝を遂げる。
一方、ベンツはこのレースのためにベンツ・120PSを用意し、グランプリ初参戦にもかかわらず、2位と3位を占めてメルセデスに続いた（ドライバーは2位ヴィクトル・エメリ、3位ルネ・アンリオ）。そうして、フランス車とイタリア車が強かったそれまでの2大会とは一転して、上位をドイツ車が占める結果となった。
しかし、この年のヨーロッパを襲った景気後退（1907年恐慌の余波）により、年末にルノーがグランプリからの撤退を発表する。他社も景気後退の影響を受け、ダイムラーとベンツもフランスの自動車メーカーの大部分と歩調を合わせ、自動車メーカーとしての参戦（ワークス参戦）を1909年から1912年までの間は自粛するという取り決めを交わして活動自粛を決定する。ACFグランプリ（フランスグランプリ）自体も1909年と1910年は開催されないことになった。
1909年から数年はプライベーターへの支援のみを行うこととなったが、小改良が重ねられた1908年型メルセデスとベンツはしのぎを削りつつ活躍を続けることとなる。

### ベンツのアメリカ進出

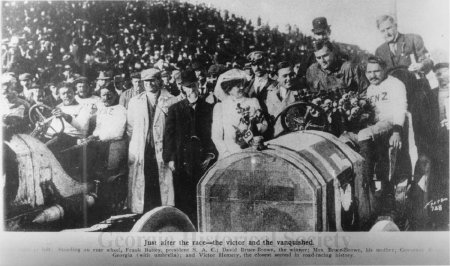
ベンツ・150PS（1910年アメリカングランドプライズ優勝車）

ベンツの車両は、アメリカ合衆国で行われた最初の自動車レースである、1895年11月のシカゴタイムス・ヘラルドレースから参戦しており、アメリカ合衆国の自動車レースでは草創期から使用されていた。
1908年にニューヨーク市に輸入代理店ベンツ・オート・インポート社を設立してアメリカ進出の足掛かりを作ったベンツは、同年11月に開催された第1回アメリカングランドプライズ（アメリカグランプリの前身）に参戦し、1908年型グランプリカーであるベンツ・120PSを強化したベンツ・150PSによって2位と4位を獲得した。その後、ベンツ社のレース用車両はアメリカで勝利を重ね、その活躍はアメリカにおけるベンツ車の売上を大幅に伸ばすことになる。
前述の経緯で1909年からベンツとしてヨーロッパのレースに出走することはなくなったため、1908年型グランプリカーをベースにこの時期に技師長になったハンス・ニベルの主導によりブリッツェン・ベンツなどの速度記録車の開発を進め、それらもアメリカを主要な舞台として新記録を樹立していくことになる（詳細は「#最高速度記録」を参照）。

### 1914年フランスグランプリ
1914年6月28日にオーストリア＝ハンガリー帝国の大公フランツ・フェルディナント夫妻が暗殺される事件（サラエボ事件）が起きたことから、その翌週7月4日のフランスグランプリはヨーロッパ中が緊迫した政治情勢下にある中で開催されることになった。このレースは名勝負となったことから、後に「グランプリの中のグランプリ」と呼ばれることになる。
この年のフランスグランプリでは1908年以来6年振りにエンジン規定に変更が加わり、最大排気量を4,000cc以下とすることが定められていた。ダイムラーにとってはそれまで製作したことのない小排気量だったが、パウル・ダイムラーはダイムラーが航空機エンジンで培ってきた技術を取り入れ、3,200rpmの高回転エンジン「M93654」を開発することでこれに対応した。
このレースをグランプリ復帰戦にするつもりのダイムラーは準備に力を入れ、チームの責任者に任命されたワークスドライバーのマックス・ザイラーはレースの数か月前から技術者をコースに派遣し入念な下調べを行い、現地の雪が解けると入念な走り込みまで行ってレースに備えた。レースは当時最高のドライバーの一人とみなされていたジョルジュ・ボアロが駆るプジョーとメルセデスのザイラーのトップ争いで幕を開け、次いでメルセデスのラウテンシュラガーがボアロと争い、ボアロがファイナルラップでリタイアしたことにより、ラウテンシュラガーが優勝を手にし、2位と3位もメルセデスが入賞し、復帰戦を1-2-3フィニッシュで上位を独占する結果となった。
大きな成功を収めたこのレースは後のメルセデス（メルセデス・ベンツ）のレース活動においてひとつの指標のような位置付けとなり、1934年と1954年のグランプリレース復帰時はいずれもフランスグランプリまでに復帰を遂げることが目標として設定されている。

#### その後のメルセデス・18/100PS

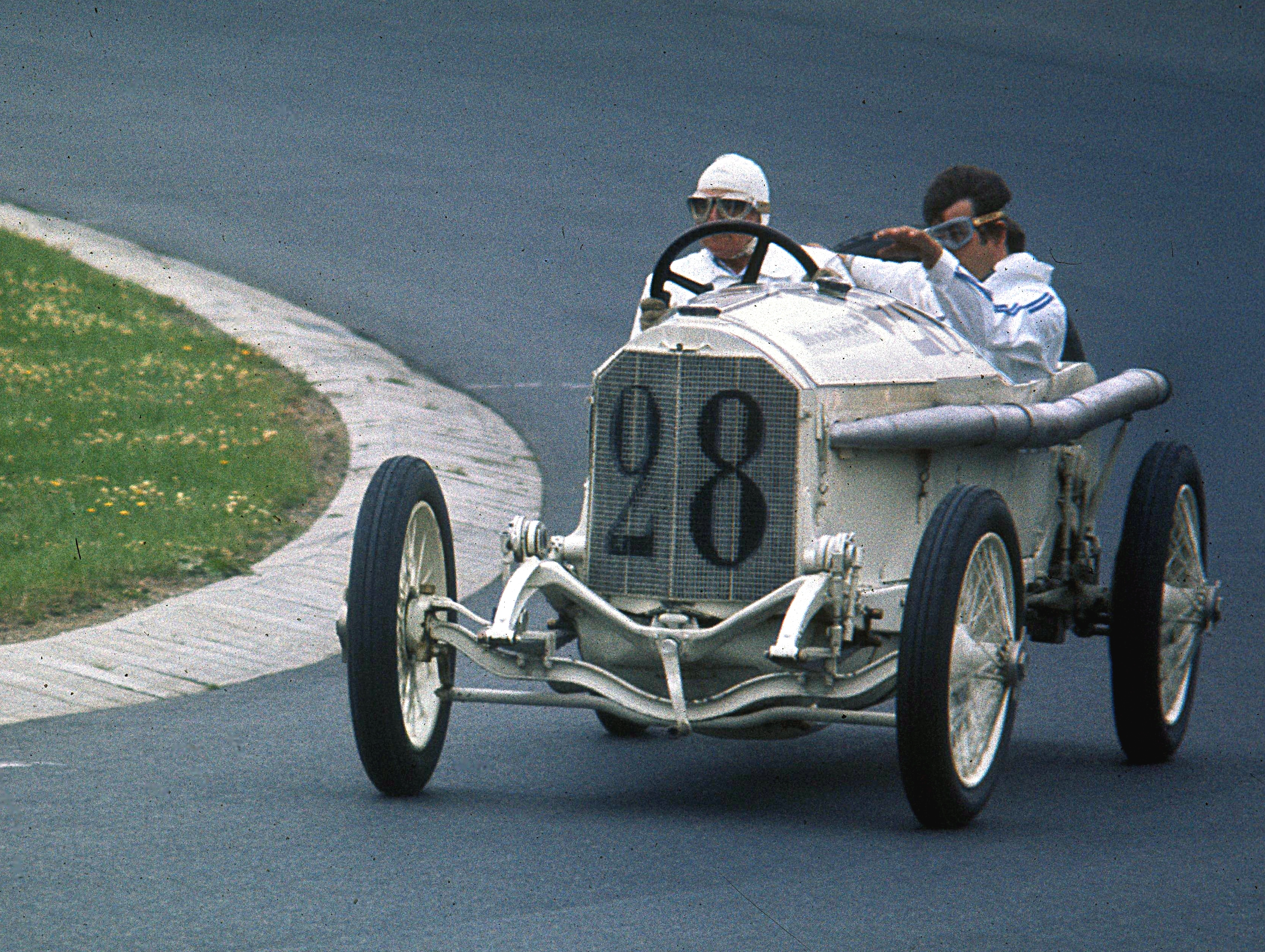
現存している1914年型メルセデス・18/100PS

復帰戦を華々しい勝利で飾ったメルセデスチームだったが、その同月末、1914年7月28日に第一次世界大戦が勃発し、ヨーロッパにおけるレース開催は不可能となる。活躍の場を失った1914年型メルセデス・18/100PSはその後、様々な運命をたどった。
開戦前にイギリスの販売店に展示用に送られていた1台（ラウテンシュラガーの優勝車だと考えられている）は戦争省によって没収され、ロールス・ロイスに引き渡され、エンジンの技術は航空機用のホークエンジンに大きな影響を与えたと言われている。また、1919年に設立されたベントレーもこの車両から恩恵を受けたとされる（「ベントレー・3リットル」も参照）。
フランスGPで3位になったザルツァーが乗っていた車両は、同レースに参戦していたラルフ・デ・パルマに売却されてアメリカ合衆国に渡り、1915年のインディ500を制覇した（「#インディカー」も参照）。デ・パルマはパッカードと縁が深かったことから、この車両のエンジンもまた解析され、パッカードを経由して航空機用のリバティエンジンに影響を与えたとされる。この車両は1920年以降は消息不明となるが、一説にはイギリスのコレクターの手に渡ってヨーロッパに戻ったとも言われている。
終戦後の1922年には公道レースのタルガ・フローリオに3台が出走し、その内の1台は同レースで優勝した（「#ラリー」も参照）。
技術面では、1914年型グランプリカーでは、水冷エンジン用のウォータージャケットを設けるにあたって、シリンダーブロック製作時に鋳物でウォータージャケットを設けるのではなく、鋼板で製作したウォータージャケットをシリンダーブロックに溶接するというメルセデス独特の「ウェルデッド・ウォータージャケット」構造（welded-on water jacket）という技術が用いられた。これは冷却効率に優れ、高回転エンジンに向いていたことから、1930年代の「シルバーアロー」時代を経て、1950年代のW196のM196エンジンにまで使われ続けることとなる。

## 戦間期のグランプリ・白の時代（1921年 - 1931年）
1918年に第一次世界大戦が終結するとヨーロッパでも終戦翌年の1919年半ばから徐々にレースが再開され、ダイムラーは1921年5月のタルガ・フローリオにおいてレースに復帰した。
敗戦国となったドイツの経済は1920年代前半にインフレに伴う不況に襲われ、ダイムラーとベンツは合併による生き残りを図る。これにより、1926年に「ダイムラー・ベンツ」が設立された。

### スーパーチャージャーの導入
パウル・ダイムラーは、1922年からAIACRが施行した「2リッターフォーミュラ」規定に合わせた車両を開発し、そこでその後のメルセデス（メルセデス・ベンツ）のレース用車両で1950年代まで長きに渡って使われ続けることになる新技術「スーパーチャージャー」を投入した。
第一次世界大戦中に航空機エンジンの開発と製造を担っていたダイムラーは、そこで得たスーパーチャージャーの技術を自動車用エンジンに応用した。エンジンに空気を強制的に送り込むことによって小排気量のエンジンでも大きな馬力を得ることができるこの装置はレース用エンジンにとって強力な武器となった。
この時期、ダイムラーの技術部門にはもうひとつの大きな変化が起こった。フェルディナント・ポルシェの加入である。1923年に技術部長としてダイムラーに加入したポルシェは前任者のパウル・ダイムラーが残していった仕事を引き継ぎ、レース関連ではまずスーパーチャージャーの改良に尽力して、その技術水準を一挙に高めた。ポルシェが改良した車両は1923年にインディ500に参戦し、ここでは結果が出なかったが、翌1924年はワークスドライバーのクリスティアン・ヴェルナーが4月のタルガ・フローリオとコッパ・フロリオを連覇して「完全制覇」を達成し、両レースとも2位をラウテンシュラガー、3位をアルフレート・ノイバウアーが占め、メルセデスチームが完勝を果たした。

### ベンツ・トロップフェンワーゲン（1923年）
1921年9月にエドムント・ルンプラーがベルリンモーターショー（IAA）にルンプラー・トロップフェンワーゲン（涙滴型自動車）を出品した。ベンツの設計主任ハンス・ニベルはこの流線形の車両に関心を持ち、ベンツはルンプラーからライセンスを受け、1923年にレース用車両のベンツ・トロップフェンワーゲンを完成させた。
1923年9月、ベンツはモンツァ・サーキットで開催されたイタリアグランプリ（第1回ヨーロッパグランプリ）で「ベンツ・RH」と名付けたトロップフェンワーゲン3台を初めて出走させた。「RH」は「Rennwagen Heckmotor」すなわち「リアエンジンのレーシングカー」を意味し、この車両のもうひとつの大きな特徴に由来している。
当時メルセデス以外でも採用されつつあったスーパーチャージャーをベンツは持たなかったため、90馬力程度の出力しか持たないこの車がグランプリで活躍することはなかった。その一方、足回りに四輪独立懸架式サスペンションを備え、エンジンを車体後方にミッドシップに搭載するという設計思想の先進性は当時から大いに讃えられた。こうした設計は1930年代のアウトウニオンのレーシングカーに受け継がれ、1950年代のクーパーの活躍以降はレーシングカーの主流となっていく。

### 「メルセデス・ベンツ」の誕生（1926年）
第一次世界大戦の終戦後、敗戦国となったドイツの景気は低迷し、ドイツの自動車メーカー各社は1920年代を通じて深刻な経営難の中にあった。ダイムラーとベンツはともに苦境に立たされた末、1923年頃から非公式な提携関係を結んでいた。
そうした状況から、1926年6月28日にダイムラーとベンツは合併し、「ダイムラー・ベンツ」（Daimler-Benz AG）が設立された。自動車のブランド名は「メルセデス・ベンツ」に統一される。レース用車両においてもダイムラーのフェルディナンド・ポルシェ、ベンツのハンス・ニベルをはじめとする両社の技術者が合流し、それぞれメルセデスチームに名車をもたらしていくことになる。

#### カラツィオラと「監督」ノイバウアーの登場（1926年）
1926年という年は「メルセデス・ベンツ」が誕生した年であると同時に、同社の自動車レース活動にとって大きな転機となる出来事が起きた年でもある。この年に開催された第1回ドイツグランプリで優勝した新人ルドルフ・カラツィオラの登場と、それまでダイムラーのワークスドライバーだったアルフレート・ノイバウアーの「監督」への転身である。
カラツィオラは1920年代後半からメルセデスチームのエースとして活躍し、1930年代の「シルバーアロー」時代を象徴する存在となるドライバーである。晴天のレースで強かっただけでなく、雨のレースに天賦の才能があり、雨で路面が濡れ視界も遮られた状況で抜群の強さを発揮したことから、「レーゲンマイスター」（レイン・マスター）としても知られることになる。
大雨となった1926年ドイツグランプリを制したカラツィオラの驚異的な走りは、彼より10歳年長のノイバウアーにドライバーとしての自身の限界を悟らせることになった。それと同時に、そのカラツィオラでもレース中の自身の順位すらよく知らなかったという事実はノイバウアーに啓示を与え、レースチームの「監督」（レンライター）というポジションを着想させた。
ノイバウア―は色のついた旗や信号板を使ってピットから走行中のドライバーに情報を伝達する方法を考案し（これはサインボードの起源となる）、これにより自動車レースに「レース戦略」という概念を持ち込んだ。ノイバウアーはライバルチームのドライバーたちの心理や気質を読むことに長けていたことから、自チームのドライバーのペースをコントロールすることでライバルたちのエンジンやタイヤに負担を与えてリタイアに追い込むといった戦術を駆使した。ノイバウアーはチームをまとめる能力にも優れ、史上最初にして最高のレースチーム監督と讃えられることになる。
類いまれな才能を持ったカラツィオラとそれをチーム力と戦略で支えるノイバウアーのコンビネーションは強力で、後述する「S」シリーズがこれに加わり、メルセデスチームは多くの勝利を重ねた。

### 「ホワイト・エレファント」（1927年 - 1931年）
1920年代後半、AIACRによって新たなフォーミュラカーの規格が毎年のように改定されるようになり、ダイムラー・ベンツは大きな投資が必要になるレース専用車両の新規開発に慎重になり、当面はレース専用車両を開発しないことを決定した。
そこで同社はフェルディナント・ポルシェが設計した市販スポーツカーであるメルセデス・ベンツ・Sタイプ（W06）をレース用に転用してレースを続けることにした。ダイムラー・ベンツと同様の考えから、レース主催者である各地域の自動車クラブや、参加者である他の自動車メーカーたちもAIACRが策定したフォーミュラを支持しなかった。そのため、1920年代後半は年1戦から3戦のみのAIACR主催レースを除けば、レースの大部分はフォーミュラ・リブレやスポーツカー規格で開催され、Sタイプとその発展形の車両は数々のレースで活躍することが可能となった。

#### メルセデス・ベンツ・Sの登場（1927年）
市販車ながらSタイプが搭載するM06エンジンはスーパーチャージャーを使うことで230馬力もの出力を発生させることができたことから、レース仕様に改造された車両は1927年に参戦を始めるとすぐに高い戦闘力を発揮した。他チームの車両と区別しやすくするため、ノイバウア―の指示でボディは従来と同様にドイツのナショナルカラーである白に塗装され、Sタイプとその後継車両はその巨体から「ホワイト・エレファント」（白い象）と通称されるようになった。
1928年にはSタイプを発展させたSS（Super Sport）が製造され、同年にはSSからさらにレーシングカーとしての要素を強めて、275馬力のエンジンを搭載し、ホイールベースを短縮したSSK（Super Sport Kurz）が登場し、やはりレースで活躍することとなる。これらの車両は乗用車として一般にも販売されたことから、自費でレースに参加するプライベーターたちにも活用された。
1928年限りで技術部長のポルシェがダイムラー・ベンツから去った後は、旧ベンツの設計主任で職位としてはポルシェと同格だったハンス・ニベルが同車の開発を引き継ぎ、1931年にSSKをより軽量化させたSSKL（Super Sport Kurz Leicht）を完成させた。SSKLのエンジンには「エレファント」と呼ばれる巨大かつ強力なスーパーチャージャーが装着され、最大出力は300馬力まで向上した。スーパーチャージャーの大型化があったにもかかわらず、SSKLではSSKと比較して車両全体で125㎏の軽量化が達成された。
レースにおけるSシリーズの活躍はメルセデス・ベンツのイメージにとって大きな宣伝効果をもたらし、メルセデス・ベンツの名で売られている全ての車種が高級車とみなされるようになり、機構としては平凡な中級車に過ぎない370S（W10）まで、外観はSシリーズに似ていると言えなくもないことから「中級の素晴らしいスポーツカー」と讃えられるようになった。ニベルはSシリーズで培ったスーパーチャージャーの知見を市販車に積極的に取り入れていき、元々の得意分野である独立懸架式サスペンションなどの足回りの技術を大型高級車から小型車まで乗り心地の良さという形で導入し、ダイムラー・ベンツは1930年代前半に770/770K（W07）、170（W15）、500K（W29）をはじめとした数々の名車を世に送り出すこととなる。

#### チーム・カラツィオラ（1931年）

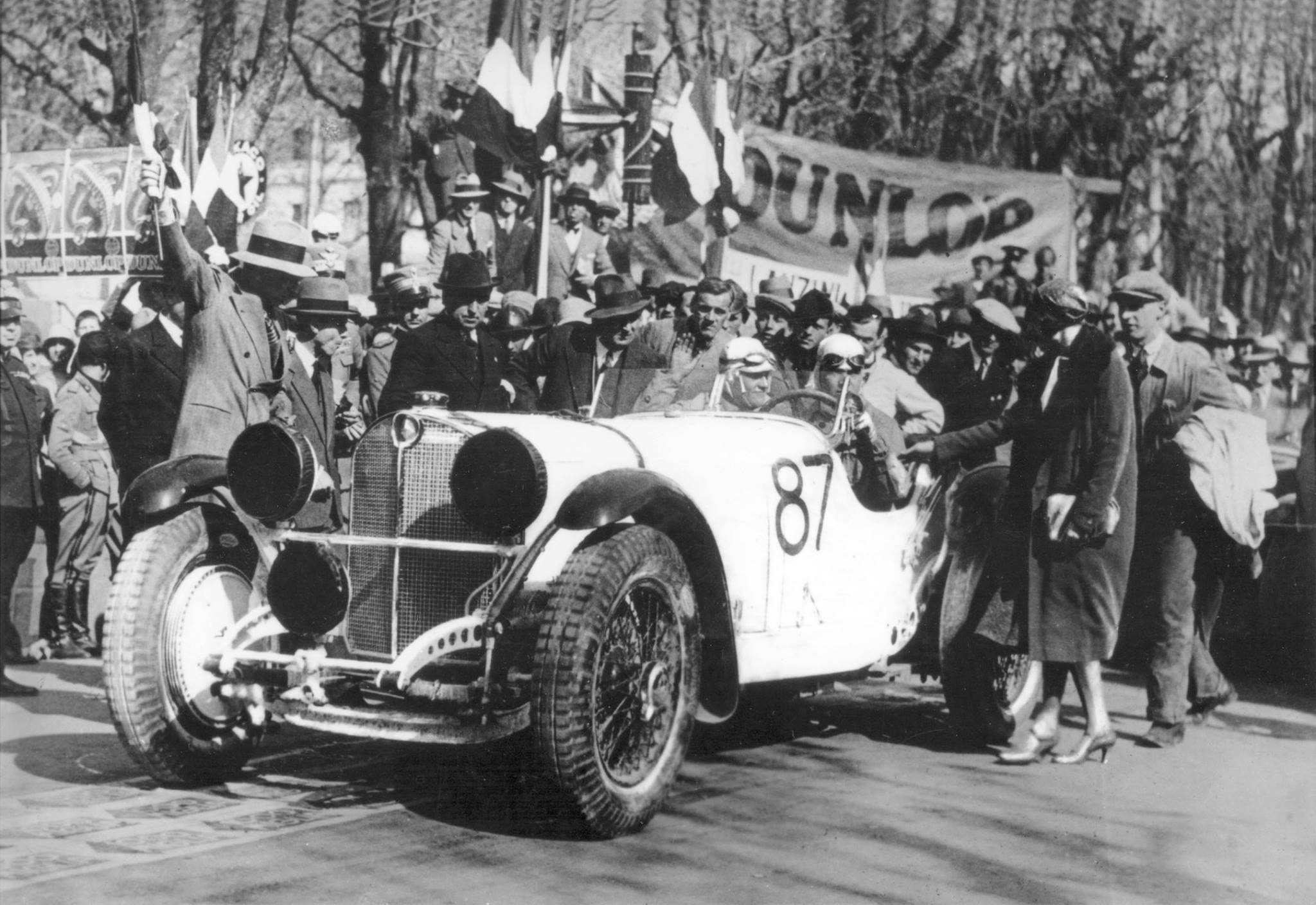
SSKL（1931年ミッレミリア）

1929年に始まった世界恐慌による経済不況から、ダイムラー・ベンツはレース活動を中止することを決定して、1930年をもってカラツィオラらワークスドライバーたちとの契約を終了した。しかし、カラツィオラがイタリアチームに流出してしまうことを恐れたノイバウアーはダイムラー・ベンツの取締役会議長であるヴィルヘルム・キッセルに掛け合って譲歩を引き出し、賞金を折半することなどを条件に、カラツィオラへの支援を続けさせるとともに、ワークスチーム向けに製造された希少なSSKLを格安で提供させ、彼を中心としたプライベートチームを設立した。
このチームはカラツィオラと、必要に応じて助っ人コ・ドライバー（ライディングメカニック）として参加したヴィルヘルム・セバスチャンの他は、監督のノイバウア―と3名ほどの整備士がいるだけのごく小規模なチームだった。しかし、5月のミッレミリア、7月のドイツグランプリ（ニュルブルクリンク）、8月の第1回アヴスレンネンをはじめとしたレースで優勝を飾り、気を吐くこととなる。この年のレースの中でも、圧倒的多数であるイタリアの地元チームを破って得たミッレミリアの勝利は、外国車と外国人が初めてイタリア勢を破って優勝を飾ったことから記録として意義が大きいことに加え、少ない人数ながら効率的にチーム運用をして得た勝利であり、特筆されることが多い。

#### 「ホワイト・エレファント」のライバルたち
この時期のメルセデスチームは、カラツィオラ、ノイバウアー、Sシリーズという強力なトリニティを有したとはいえ、後の「シルバーアロー」時代のようにイタリアとフランスのチームに対して圧倒的な優位を築いたわけではなく、イタリアのアルファロメオとマセラティ、フランスのブガッティはメルセデス・ベンツと同等かそれ以上に有力だった。
フォーミュラ・リブレであったことからSシリーズのライバルはSシリーズとは趣の異なる車が多く、ヴィットリオ・ヤーノが750㎏の2リッターフォーミュラとして設計したアルファロメオ・P2（1924年）や、スポーツカーのアルファロメオ・8C 2300（1931年）、エットーレ・ブガッティによるブガッティ・タイプ35シリーズ（1924年）、マセラティ兄弟のマセラティ・ティーポ26（1926年）、8C 2500（1931年）がSシリーズの強力なライバルとなる。いずれも出力は90馬力から190馬力程度で、275馬力から300馬力程度を出力するSSK、SSKLほどの大馬力は持たなかったが、その多くは軽量な2リッターフォーミュラであり、車重は1,500kgを超えるSシリーズに対して半分ほどしかなく、優れた操縦性を武器にしてSシリーズと激しい競争を繰り広げた。1932年には軽量な車体はそのままにエンジン出力を215馬力まで引き上げた先進的なシングルシーターのアルファロメオ・P3が登場し、「ホワイト・エレファント」は止めを刺されることとなる。

## レース活動の休止（1932年 - 1933年）
世界恐慌の影響は続き、ダイムラー・ベンツは1931年には従業員数を1928年の半分に減らさざるを得ないほどの苦境に陥った。そのため、1931年まで行っていたカラツィオラへの支援も終了し、会社としてのレース活動は完全に停止し、1932年は前年で生産を終えたSSKなどをプライベーター向けに細々と販売するのみとなった。レース活動の先行きが不透明となったメルセデスチームの関係者には、1932年に創設されたアウトウニオンから勧誘の声がかかるようになる。

### SSKLストリームライナー（1932年アヴスレンネン）
SSKLは1931年シーズンを前に4台が製造され、最初の2台はワークスチーム用に確保され、3台目はホーエンローエ＝バルテンシュタイン伯爵家所有となり、4台目はハンス・フォン・ツィンマーマン男爵が入手した。ツィンマーマン男爵はいとこであるマンフレート・フォン・ブラウヒッチュのレース活動のパトロンをしており、この車両はブラウヒッチュが使用することとなる。
1932年5月のアヴスレンネンに出場するにあたって、高速サーキットのアヴス用にブラウヒッチュのSSKLには空気力学の専門家であるラインハルト・フォン・ケーニッヒ＝ファクセンフェルトの設計による流線形（ストリームライン）のボディが架装された。コーチビルダーのヴェッターの手になるボディは無塗装であるためアルミ合金そのままの銀色をしており、何よりもその異形は大いに注目を集め、その形状から「キュウリ」であるとか「タイヤを付けたツェッペリン」といったあだ名が付けられた。その形状は奇をてらったものではなく、この改造によりアヴスで重要となる最高速は通常仕様のSSKLと比べて20 km/h向上したとされ、レース中の平均時速は当時としては驚異的な194 km/hを記録した。
このレースは前年限りでメルセデスを去ったカラツィオラが駆る白く塗装されたアルファロメオ・8C 2300モンツァとブラウヒッチュの銀色のSSKLストリームライナーによる一騎打ちとなった。カラツィオラが経験の浅いブラウヒッチュを相手に首位を入れ替えつつレースの主導権を握り、最終ラップではカラツィオラが首位を走行していたが、ブラウヒッチュが最後に逆転して4秒弱の僅差で優勝を飾った。
このレースのラジオ生中継で実況をしていたパウル・ラベンはブラウヒッチュが駆る銀色のSSKLのことをレース実況の中で「Silbernen Pfeil」（シルバープファイル、日本語で「銀色の矢」、すなわち「シルバーアロー」）と形容した。こうしてレース前に「キュウリ」と呼ばれたこの車両は、「シルバーアロー」という新たな異名を得たのである。このSSKLストリームライナーは、1920年代から続いていたSシリーズの時代と1934年以降の「シルバーアロー」時代をつなぐ橋渡し役を担った車両として後に評価されることになる。

### ライバルとなるアウトウニオンの創設（1932年）
1932年6月29日、ダイムラー・ベンツと同様に経済的な苦境に陥っていたドイツの4社の自動車メーカーが合併して「アウトウニオン」が設立された。同社は設立されてすぐに1934年の750㎏フォーミュラ開始に合わせて参戦を始めるべく行動を開始し、フェルディナント・ポルシェに設計を依頼してグランプリカーを開発し、参戦に向けた準備を進めた。アウトウニオンはノイバウアーをヘッドハントしようと試みるなどしたため、その計画は1932年時点で早々にダイムラー・ベンツ側の知るところとなる。ノイバウアーはこの時に一度はアウトウニオンとの契約に合意して署名しており、退職願を受け取ったダイムラー・ベンツの取締役会議長のキッセルがレースへの復帰を約束して翻意させていなかったら、その後のモータースポーツの歴史は様相の異なるものになっていただろうと言われている。
ノイバウアーの獲得には失敗したアウトウニオンだったが、ノイバウアーの助手だったヴィリー・ウォルブやチーム・カラツィオラの一員だったヴィルヘルム・セバスチャンをチームに迎え、ウォルブにチーム運営を任せた。こうして、メルセデスチームにとっては、技術面でも運営面でも手の内を互いによく知る相手がライバルとなり、1934年から1939年にかけてレースの勝利や最高速度記録をかけて激しく競い合うこととなる。

### レース復帰の決定（1933年）
1932年10月12日、AIACRは安全性の向上を理由としてレーシングカーの重量（乾燥重量）を最大750㎏とする新たな規則を定め、1934年から施行することを決定した。これにより、規則が施行される1934年以降はSシリーズ（S/SS/SSK/SSKL）でレースを続けることは難しくなり、ダイムラー・ベンツは新型車を開発してレースを続行するか、レースから完全に撤退するかの岐路に立たされる。
そんな中、1933年1月30日に国家社会主義ドイツ労働者党（ナチス、ナチ党）の指導者であるアドルフ・ヒトラーが首相に任命され、ヒトラー内閣が成立した。翌2月のベルリンモーターショー（IAA）で、ヒトラーはドイツの自動車産業振興を謳い、自動車レースにおける勝利の重要性を訴える演説を行った。
1933年3月、ダイムラー・ベンツの首脳陣は翌年からのレース復帰を決定し、新型レーシングカーの開発を承認した。ダイムラー・ベンツは自動車レースへの復帰は自社の宣伝が主目的だと説明した。キッセルはノイバウアーとの約束を守ったことになるが、レース復帰が可能となった要因として、自動車産業に並々ならぬ情熱を持ったナチス政権の後押しによって、会社の財政状況に改善の目途が立ったことが大きかった。
ナチス政権は労働組合を禁止するとともに（「ドイツ労働戦線」も参照）、ダイムラー・ベンツのような企業には兵器などの軍需製品の発注を大幅に増やし、これらの政策はダイムラー・ベンツの経営陣を安堵させることになった（同社の大株主だったドイツ銀行もナチス政権に協力した）。実際に、1930年代半ば以降、ダイムラー・ベンツの売上はナチス・ドイツ政府からの航空機エンジンやトラックの発注によって拡大し続けることとなり、経営基盤が盤石となったことで、それまでのように経営状況によってレース活動が左右される心配はなくなった。

## 「シルバーアロー」時代（1934年 - 1939年）
| 1934 | メルセデス・ベンツ、レースに復帰。W25完成 「シルバーアロー」伝説の始まり (6月) 速度記録への挑戦開始 (10月)             |
| 1935 | カラツィオラがタイトル獲得 (9月)                                                                                       |
| 1936 | W25ショートカーの失敗による不振の一年                                                                                  |
| 1937 | W125による圧勝。カラツィオラがタイトル奪還                                                                             |
| 1938 | 公道最高速度記録樹立 (1月) W154登場。カラツィオラがタイトル連覇                                                        |
| 1939 | 最後のシーズン シーマンの死亡事故 (6月) ラングによるヒルクライム制覇 (8月) 第二次世界大戦開戦によるレース中断 (9月 - ) |

1934年に自動車レースに復帰したメルセデスチームは強力な「シルバーアロー」を擁し、アウトウニオンとともにヨーロッパ中のレースを席巻した。ドイツ勢のこの活躍は第二次世界大戦が勃発してレース自体が中止される1939年9月まで続くこととなる。
この時期のメルセデスチームは組織としても当時としては他に類を見ず、本社では総勢300名のエンジニアがレース用車両の開発にあたり、サーキットでは軍隊式に訓練された50名のメカニックたちが作業にあたり、「監督」ノイバウアーの下でドイツ機甲師団のように統率されたチームがヨーロッパ、アメリカ、北アフリカなどの各地に遠征し、優勝カップをシュトゥットガルトに持ち帰った。
この期間、メルセデス・ベンツとアウトウニオンがあまりにも強力だったため、イギリス、フランスの自動車メーカーは競争について来られず早々に脱落し、最後まで奮闘していたイタリアのアルファロメオも1938年には選手権で0勝となるほどにドイツ勢が圧倒的な戦績を収めた。自動車レースは極端にプロ化した状態に変質し、1920年代のようにプライベーターが入り込めるような余地は全くなくなっていった。
この項目では、ドライバーと各シーズンについては大略を記載し、車両については概要とそれぞれの車両間で関連する部分を中心に記載する。この時期のメルセデスチームは、グランプリレース以外に、最高速度記録やヒルクライムにも参加した。それらについては別項で扱う。（→#最高速度記録、#ヒルクライム）

### ナチスとの関係
第一次世界大戦後の不況に続き、世界恐慌による不況下にあったドイツではナチ党が急速に台頭し、1933年1月に党首ヒトラーがドイツ共和国首相に任命され、一党独裁体制を確立させていった（詳細は「ナチ党の権力掌握」、「ナチス・ドイツ」を参照）。
前記したように、同政権の発足とその政策はダイムラー・ベンツにレース活動の再開を可能とするだけの経営上の安定をもたらすことになった。同社は挙国一致体制の下でナチス・ドイツに協力し、自動車レースにおいてはメルセデスチームの活躍は国威発揚のための宣伝に利用されることになる。この期間、メルセデスチームのモータースポーツ活動は国家社会主義自動車軍団（NSKK）の管理下に置かれ、同軍団の指導者であるアドルフ・ヒューンラインはほぼ全てのレースに姿を現した。

#### レース活動への介入
「ドイツのレースでドイツ人がドイツの車両で優勝する」ことを求められたと考えられている1934年のアイフェルレンネンのような例もいくつかあるものの、基本的にはチームのレース活動そのものへの介入は大きなものではなかった。ヒューンラインと彼の部下たちはメルセデスチームとアウトウニオンにあれこれと指図したが、レース中のそれは強制力を伴うものではなかったため、両チームはそれを無視することができたとされる。
第二次世界大戦開戦（1939年）の数年前からイギリスとは激しい対立があったにもかかわらず、イギリス人のリチャード・シーマンをドライバーに起用したり、母親がイギリス人のルドルフ・ウーレンハウトが在籍したりすることは問題視されなかった。シーマンを加入させるにあたってダイムラー・ベンツはヒトラーに了承を求め、メルセデス・ベンツに甘いヒトラーはこれを許可した。その後、外国人ながらメルセデス・ベンツを駆って活躍するシーマンはむしろヒトラーのお気に入りのドライバーとなった。その一方で、アウトウニオンのアドルフ・ローゼンベルガーはユダヤ人であることから競技ライセンス発行が拒否されており、レースチーム関係者だからといって常に例外的に寛容に扱われたわけでもなかった。

#### ナチス政権による資金援助
ナチス・ドイツはメルセデスチームとアウトウニオンに対してそれぞれ年間22万5千ライヒスマルクの支援を行い、各レースで好成績に対して数万ライヒスマルクのボーナスを支給した。
賞金を合計しても年間50万ライヒスマルク程度であり、これは政府による交付金として考えれば多額であったが、この額はダイムラー・ベンツがレース活動に費やしていた年間予算の1/10以下であり、それだけで活動を左右するほどの金額ではなかった。そのことからノイバウアーはナチスの資金面の援助を「無いよりはまし」程度のものだったと自伝に記している。それを引用する形でナチス政権からの直接の資金援助は微々たるものだったと結論づけられることが多いが、2000年代までの研究調査により、そうした支援金とは別にメルセデスチームのために年間100万マルク程度の追加援助をするよう、キッセルがNSKKのヒューンラインに要請していたことも明らかになっている。

#### チームの置かれた状況と評価
米国ではナチスと同一視されたことから、1937年7月にヴァンダービルト杯に出場するためにメルセデスチームがニューヨークで上陸した際はデモ隊の抗議にあい、陸揚げされたシルバーアローの車両には腐ったキャベツが投げ込まれた。
「シルバーアロー」時代のメルセデスチームはナチスとの関連によって語られることも多いが、この時代の活躍については、監督のノイバウアーの統率力、カラツィオラをはじめとする優れたドライバーたち、ハンス・ニベル、フリッツ・ナリンガー、ルドルフ・ウーレンハウトら並外れた技術陣があってこその成果であることは衆目の一致するところである。

### 最初のシルバーアロー「W25」（1934年 - 1936年）
ワークスチームの活動再開を決定したダイムラー・ベンツはレース専用に設計した新型車両を開発し、完成した新型車メルセデス・ベンツ・W25は後述の逸話から、後に最初の「シルバーアロー」として知られるようになる。
メルセデスチームは、初年度の1934年のグランプリシーズンは参戦開始当初こそトラブルもあったが、後半からはアウトウニオンと勝利を分け合い、1935年には他を圧倒し、この年にヨーロッパ・ドライバーズ選手権が掛けられていた7戦中5戦で優勝したルドルフ・カラツィオラがヨーロッパチャンピオンに輝いた。

#### W25の基本コンセプトと開発
1933年初めに翌年に向けた新型レースカーの開発を承認したダイムラー・ベンツはその開発費用として250万ライヒスマルクの予算を認め、かつてのワークスドライバーの一人で当時は中央設計本部の本部長という要職にあったマックス・ザイラーを開発計画の責任者に据えた。車両の開発は中央設計本部で行われ、全般の責任者はハンス・ニベル、車体の設計はマックス・ヴァグナーに委ねられ、他の分野も1920年代以前からのベテランたちに担当が任された。
開発体制が固まった時点で1934年3月のシーズン開幕まで残り1年ほどとなっていたため、開幕に間に合わせることには固執せず、1914年フランスグランプリから20年後のレースとなることから、1934年7月のフランスグランプリに参戦することを当座の目標として定めて新型車の開発は進められた。
ベンツ出身のニベルは新型車を開発するにあたって、かつて自身が設計したトロップフェンワーゲンと同様、リアエンジン（リアミッドシップ）にすることも検討し、フロントエンジンとリアエンジンのどちらが有利となるか実験と検証を行った。重量に与える影響では、リアエンジンであればドライブシャフトが不要なので軽量化が見込めると考えられていたが、実験の結果、それほど違いはなく、空力面でも差がないことが判明する。また、重量物であるエンジンを車体前部に搭載することにはフロントタイヤの接地性で優位性があることも明らかとなる。結局、当時の技術水準ではフロントエンジンのほうが総合的には有利であると判断し、ドライバーの慣れの要素なども考慮に入れた上で、フロントエンジン・リアドライブ（FR）というSSKL以前と同様のオーソドックスなレイアウトを新型車でも踏襲することにした。エンジンレイアウトはオーソドックスなものとした一方で、足回りはベンツ以来の知見を取り入れて、四輪全てに独立懸架式サスペンションを採用した。これはダイムラー・ベンツが1933年2月に発表した量産車の380（W22）から刺激を得たもので、フロントをダブルウィッシュボーン、リアをスイング式とした独立懸架式サスペンション、スーパーチャージャーを統合した直列8気筒エンジンという組み合わせは同車からの影響とされ、当時の同社の知識が結集された。
基本コンセプトが優れていたW25は2年目となる1935年には内部機構を大きく進歩させた上で継続使用され、上記のように初年度以上の活躍を見せることになる。
エンジンの開発はアルベルト・ヘスを中心としたチームが担当し、ヘスは1930年代を通じてメルセデス・ベンツのレース用車両のエンジンを手がけることとなる。1934年の完成時に搭載されていた直列8気筒のM25A（3,360cc）の時点でSSKLを上回る354馬力という高出力だったが、ライバルであるアウトウニオンに対抗する必要が生じたことから、同年中に徐々に排気量の大きなエンジンに換装されていった。2年目の1935年に開発されたM25Cエンジンでは排気量は4,310ccにまで拡大し、それに伴い出力も462馬力にまで増大した。最終的に、1936年のME25エンジンでは排気量4,740ccとなり、最高出力は494馬力に到達した。

#### 最初のドライバーたち
ドライバーの人選は監督のノイバウアーが行い、1934年はブラウヒッチュ、ルイジ・ファジオーリ、カラツィオラの3名と契約した。ブラウヒッチュは以前からプライベーターとしてSSKLを走らせていたことから、彼を起用することは順当で、起用は最初に決定した。ファジオーリは既にキャリアの下り坂にあったが、ノイバウア―はブラウヒッチュが新人である上、彼の激しやすい性格も知っていたことから、すでに名声があり実力も安定しているファジオーリとの契約に至った。そして、メルセデスの活動休止期間にチームから離れていたカラツィオラを呼び戻すことをノイバウアーは当然考えるが、カラツィオラは1933年のモナコグランプリで負った足の大怪我から回復できていなかったため、走行に耐えられるかテストした上での再起用となった。
1935年途中からはそれまでファジオーリのメカニックを務めていたヘルマン・ラングが適性を見出されてドライバーとなり、この3名に加わった。

#### 「シルバーアロー」伝説の始まり（1934年）
1934年6月3日、デビュー戦のアイフェルレンネンにあたって、レース前日にW25を計量したところ車重が規定より1㎏重いことが発覚し、削れる部品などないため、ナショナルカラーである白い塗装を剥がして1㎏軽量化して車検を通過し、銀色のアルミニウムボディがむき出しとなったW25がデビューレースを圧勝し、「シルバーアロー」の時代が始まった、という伝説的な逸話で知られる。この年から銀色のメルセデス・ベンツとアウトウニオンのレーシングカーがヨーロッパ中のレースを席巻し、W25とその後継車両は「シルバーアロー」と呼ばれるようになり、その異名は轟くこととなった。

#### W25ショートカーの失敗（1936年）

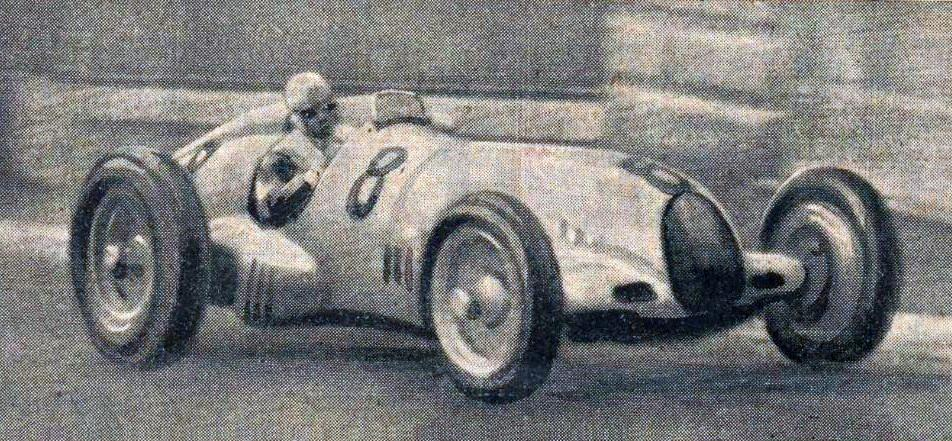
W25ショートカーのデビュー戦、1936年モナコグランプリ。激しい雨となったこともあってカラツィオラが優勝した。

ダイムラー・ベンツの技術部長でW25の設計者であるニベルが1934年末に急死し、技術部長としての地位はザイラーによって引き継がれた。
当時ダイムラー・ベンツの取締役で中央設計本部長という要職にあったザイラーは、レーシングカーの開発に専念することはできなかったため、W25のさしあたりの開発は中央設計本部のエンジニアたちに任され、ベンツ時代からニベルの片腕を務めていたマックス・ヴァグナーが車体の設計を行うこととなる。1936年に向けて従来の直列8気筒エンジンに代えてV型12気筒（V12）エンジンを搭載することになり、軽量化を求められたことから、ホイールベースを短縮することでその要望に応え、W25ショートカーが製作された。V12エンジンは大きすぎたことから搭載は見送られて、従来のM25Cエンジンの発展形である直列8気筒の「ME25エンジン」が搭載された。出力の増大やホイールベースの短縮により、リアサスペンションを従来のW25のスイングアクスル式サスペンションのままにした場合、コーナーで接地性に難が出るため、W25ショートカーではリアのみド・ディオン式に改められた。
この車両は要望通り軽量化されたことに加え、空力的に洗練されたボディ形状に改良されていることが売りであったが、ステアリングの振動、車体の揺れや衝き上げがひどい、レース中にハンドリング特性が悪化していくといった不具合があり、加えて、風の影響を受けやすく、ハンドリングが難しい車両になっていた。こうして、1936年のメルセデスチームは車両の戦闘力不足に苦しめられ、シーズン途中で残りのレースへの参戦を中止し、体制の立て直しを図ることになる。

#### 「レース部門」の設立とウーレンハウトの登場
W25ショートカーの失敗を受けて、ダイムラー・ベンツは1936年半ばに参戦体制の見直しを図る。ノイバウアーが率いるメルセデスチームの意見を車両開発に反映させやすくするため、レースチームと中央設計本部のエンジニアたちを直結した「レース部門」（Rennabteilung）が新たに設立された。レース部門は組織系統としては車両テスト部門の責任者のフリッツ・ナリンガーの直下となり、レース用車両の開発はレース部門が主導し、車両の開発、製造からテストまで担い、中央設計本部はそれに必要な支援を行うという形に体制が改められた。
レース部門の責任者には、この年30歳になる若いルドルフ・ウーレンハウトが抜擢され、結果的にこの人事はダイムラー・ベンツのレーシングカー開発の歴史においてひとつの転換点（ウーレンハウト時代の始まり）をもたらすことになったと評価されている。
レース部門はW25ショートカーの分析が最初の仕事となり、1936年8月にカラツィオラとブラウヒッチュを招集してニュルブルクリンクでテストを行い、二人が日程を終えた後は、ウーレンハウトが自らW25のステアリングを握ってテスト走行を行った。ウーレンハウトは自らテスト走行することによってドライバーたちが報告していた問題の原因を探り当て、車体の剛性不足に根本的な原因があることを突き止めたことから、最終的には「新型車を開発したほうが良い」という結論をナリンガーとノイバウアーに報告することとなる。ウーレンハウトの指摘が正しかったことは翌年のW125の活躍で証明され、ノイバウアーはウーレンハウトに絶大な信頼を置くようになった。

#### ローゼマイヤーの台頭
結果として、シルバーアロー時代の中でもこの1936年シーズンは最大のライバルであるアウトウニオンに対して競争力に欠けた年となり、この年のヨーロッパドライバーズチャンピオンはアウトウニオンのベルント・ローゼマイヤーの手に落ちた。この年のローゼマイヤーはデビュー2年目に過ぎなかったが、ノイバウアーは今後は彼がメルセデス・ベンツにとって最大のライバルとなると直感し、翌年から徹底的に心理戦を仕掛けていくことになる。

### 最強のグランプリカー「W125」（1937年）
1936年シーズンをもって終了する予定だった「750㎏フォーミュラ」が1年延長されたことと、前年のW25ショートカーの失敗から、メルセデスチームは1937年シーズンのために新型車W125を用意した。ドライバーも補強を行い、チームとの折り合いの悪かったファジオーリに代えてリチャード・シーマンを採用して臨んだ。
この年は前年の雪辱を果たし、ヨーロッパ・ドライバーズ選手権が掛けられた5戦中3戦で優勝したカラツィオラが自身2度目となるヨーロッパチャンピオンを獲得し、残り2戦の内のモナコグランプリではブラウヒッチュが優勝し、メルセデスチームとしては5戦4勝で圧勝となった。

#### W125の開発
1934年に始まった「750㎏フォーミュラ」は元々の予定では1936年で終了し、1937年からは新しい車両規則が適用されるはずだった。しかし、新規定の「3リッターフォーミュラ」の内容が1936年半ばを過ぎてもまとまらなかったことから、「750㎏フォーミュラ」は1年延長され1937年も使用されることになった。
1935年8月、車両試験部門のナリンガーはウーレンハウトによる報告からW25ショートカーの改善すべき点をまとめ、「車体剛性の向上」、「フロントサスペンションのストローク確保」、「リアサスペンションの前後振れの規制」、「ホイールベースの延長」の4点を改善の骨子として、これを基にマックス・ヴァグナーが新たな車体を設計した。車体の剛性確保のため、フレームは鋼管の断面形状を従来の箱型断面から楕円断面に変更し、材質もニッケルクロムモリブデン鋼に変更した。この変更により捻じれ剛性はシャシーのみの状態で従来の3倍、エンジンを搭載した状態でも従来の2倍にまで強化された。
レース部門では1937年の新規定の導入が延期されるであろうことを技術陣は予想していたため、新規定車（W154）の設計と並行して、750㎏フォーミュラが延長された場合を想定した開発計画もあらかじめ温めていた。W125は1937年の1年のみの使用となることを承知の上で開発されたわけだが、そこには、新規定向けに構想していたコンセプトを先行投入して実戦で実験することは無駄にはならないという計算も働いていた。
ナリンガーが立てた方針は正しく、W125ではW25ショートカーで起きていた不具合は発生しなくなった。

#### 最強のM125エンジン
この年のW125で何より特筆されるのはそのエンジン出力の大きさで、この車両に搭載されたスーパーチャージャー付き5,600cc・直列8気筒のM125エンジンは、1937年終盤には646馬力を発生した。この馬力は1980年代のターボ時代のF1カーによって凌駕されるまで50年近くにわたって、グランプリカーとしては並ぶもののない高出力だった。
前年のME25エンジンでは中速域以上でアウトウニオンと勝負にならないことが明らかとなったことから、1937年だけのためにこれほどの高出力エンジンが開発されるに至った。
W125はグランプリレースでの使用は1937年のみとなったが、その後はその高出力を活かしてヒルクライムレースに転用された（詳細は「#ヒルクライム」を参照）。

#### シーマンの加入

シーマン

ノイバウアーは前年の不振の責任の一端はドライバーにもあると考えた。円熟期にあったカラツィオラはともかく、ファジオーリは不服従な性格による問題や年齢による衰えがあったことに加えてリウマチによる不調を抱え退潮著しく、新人のラングはまだ経験不足だった。ブラウヒッチュはピットからの指示に従わないことがあって信頼性に欠ける上に、たびたびカラツィオラと張り合ったり、労働者階級出身のラングを見下して無用の争いを起こしたりするところがあり、協調性の面でも問題を抱えていた。このことから、ノイバウア―はドライバーの補強を考え、同年11月に見込みのある30名の新人をニュルブルクリンクに集めて大規模なオーディションを行い、翌1937年に向けてチームとしては初のイギリス人ドライバーとなるリチャード・シーマン（ディック・シーマン）を獲得した。
ファジオーリはアウトウニオンに移籍し、1937年のメルセデスチームはシーマンを加えた新たなカルテットとなった。シーマンは初年度こそ選手権開幕前に事故で負った怪我から不調となるが、シーマンはカラツィオラに似た速さと安定感を兼ね備えたドライビングテクニックを持っており、翌年度からは期待に応えて実力を示していくことになる。また、副作用として、シーマンはイギリス人であることからドイツ社会の階層意識には頓着せずラングとも問題なく付き合い、機転が利き冷静な性格でもあったことから、ブラウヒッチュとラングの喧嘩を仲裁するようになり、ドライバーたちの間にある程度の調和をもたらした。

#### ラングの躍進
1935年と1936年の2年間でラングは目立った活躍をしないままであり、1937年シーズンを前にノイバウアーはドライバー契約の打ち切りを本人に示唆した。それで発奮したのか、ラングはこの年5月のトリポリグランプリとアヴスレンネンを立て続けに優勝するという活躍を見せる。その後、ラングのレースは再び落ち着きを見せるが、この活躍はチームのエースであるカラツィオラとブラウヒッチュを刺激し、その後、ラングはレースの内外で二人のチームメイトから対抗心を燃やされることとなった。

### W154登場（1938年）

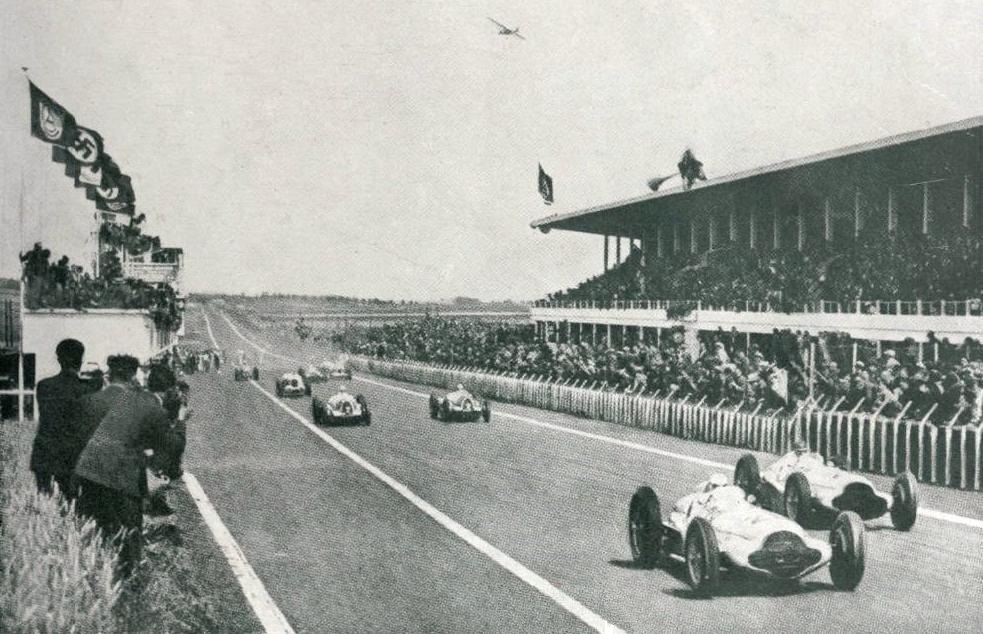
1938年フランスグランプリ。出走した3台のW154で易々と1-2-3フィニッシュを達成した。

1938年シーズンからAIACRは新規定を導入し、排気量に制限が課された。しかし、メルセデスチームの優位は前年と変わらず、シーズン開幕前の1月にアウトウニオンのローゼマイヤーが事故死したこともあって、この年のタイトルはカラツィオラが易々と連覇した。メルセデスチームとしては選手権のかかった4戦中3勝し、前年は不調だったシーマンが本領を発揮したこともあって、ランキングの1位から4位までを独占した。

#### W154（1938年型）の開発
1934年から施行された「750kgフォーミュラ」規定で馬力を制限できなかったことへの反省から、AIACRは1937年からの新規定では排気量の制限を行い、自然吸気エンジンの場合は排気量は1,000㏄以上4,500㏄以下、過給機付きエンジンの場合は排気量は666cc以上3,000cc以下の範囲内とするよう定めた。車重は排気量に応じて「最低重量」を定め、過給機付きの666㏄エンジンを搭載する場合は車重（乾燥重量）は400㎏以上、3,000ccエンジンを搭載する場合は800㎏以上とするよう定められ、チーム側にはその範囲内で開発の選択肢が与えられた。パワーウェイトレシオを考慮して、小排気量かつ軽量の車両にするという選択肢もあったが、メルセデスチームは迷わず過給機付きの大排気量エンジンを選択し、スーパーチャージャー付きの3,000ccのV12エンジンを製作することにした。
新規定は元々は1937年から導入される予定だったため、W154の設計は1938年シーズン開幕の1年以上前の1937年3月18日には完成していた。実質的にW154の派生型であるW125は同じ3月に車体が完成し、その完成から3ヶ月ほど経ってW125の開発が一段落ついたあたりから、W154の本格的な開発が進められた。上述のV12エンジン、M154エンジンは1938年2月7日に初始動し、3月中旬に完成したW154第1号車に搭載されてテスト走行が始められた。
選手権が始まるとすぐに高い戦闘力を発揮したが、完成初年度ということもあって様々な開発が試され、ボディ形状や装備はたびたび変更された。

### 最後のシーズン（1939年）

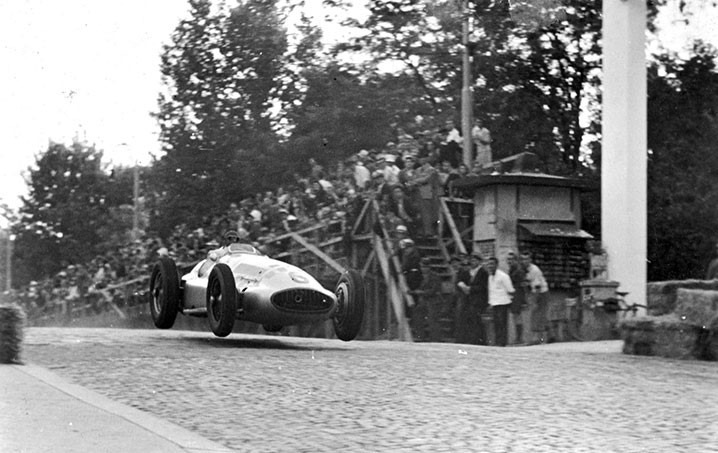
1939年ベオグラードGP。9月3日に開催されたこのレースはチームにとって1930年代最後のレースとなった。

1939年シーズンは6月のベルギーグランプリでシーマンが事故死するという不幸はあったが、チーム自体は前年と同様に圧倒的な力を示し、選手権の4戦中3勝を収めた。
この年は才能を開花させたヘルマン・ラングがチームのエースの座を実質的にカラツィオラから奪う活躍を見せた。ラングはヨーロッパドライバーズ選手権において8月のスイスグランプリまでの4戦中2勝を収めたが、9月1日にドイツがポーランドに侵攻し、第二次世界大戦が始まったことによってAIACRはこの年の選手権を打ち切った。
AIACRはこの年はヨーロッパチャンピオンの称号を誰にも授与しなかったが、1938年以前のポイント換算方法に沿うなら、第4戦の終了時点で、1位はアウトウニオンのヘルマン・パウル・ミューラーということになる。ラングは2位となるが、NSKKは独自にラングをヨーロッパチャンピオンと認定した（AIACRは認定していないので、これは非公式なものである）。
中止されたグランプリレースは第二次世界大戦の終戦後の1946年まで再開されることはなく、1934年から1939年まで6年間に渡って続いたメルセデスチームの黄金時代はその幕を閉じた。

#### W154（1939年型）の開発
1939年型のW154のほとんどは1938年型のW154を改装（コンバート）する形で製作され、最初から1939年型として新造されたのは1台のみである。1939年型ではボディの空力が大きく見直されたことと、ブレーキもより強力なものに変更されたため、1938年型とは異なる外観を持つことになり、一見すると前年型の改装には見えない車両となった。
1938年のM154エンジンは燃費が劣悪であったことから、エンジンは1940年も使用することを想定してM163エンジンが新規に開発された。一方で、前年のM154エンジンには従来は並列1ステージで使用されていたルーツ式スーパーチャージャーを直列2ステージにすることで強化し、これが高い性能を発揮したことから、1939年は新型のM163エンジンと旧型のM154エンジンの両方が使い分けられてW154に搭載された。フランスグランプリ（ランス）で投入されたエンジンはW154としては最大となる483馬力の出力を発生した。
燃費の悪さはM163エンジンでも解決できなかったため、燃料タンクを1938年型の75ガロン（340リットル）から88ガロン（400リットル）に増すことで、劣悪な燃費に対処した。

#### シーマンの死
6月に開催されたベルギーグランプリで、雨の中、リチャード・シーマンの駆るW154がクラッシュ、炎上し、シーマンは死去した。
「シルバーアロー」になって以降のメルセデスチームにとっては初のレース中の事故死者であり、シーマンはノイバウアーら関係者からその後も長くその死を悼まれることとなる。

### 1.5リッターカー「W165」（1939年）

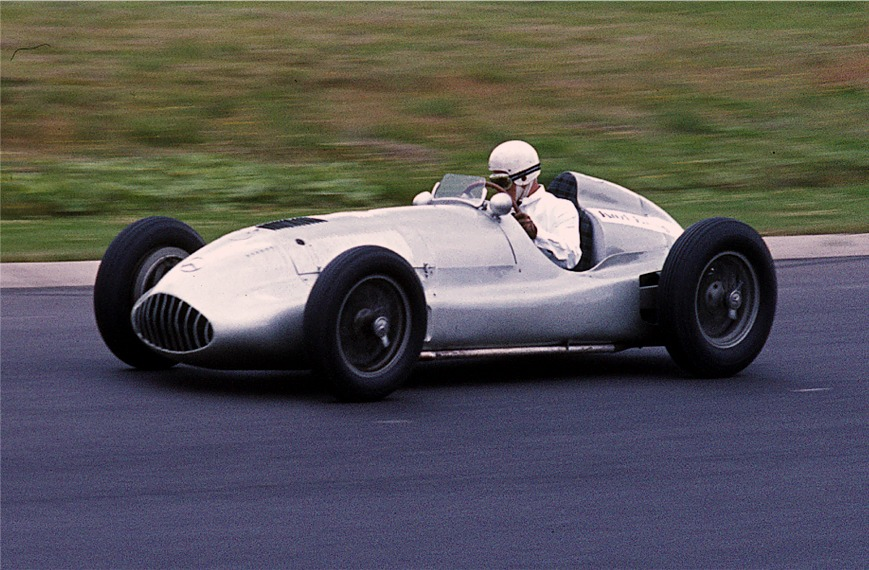
W165（1984年デモ走行）

数年に渡って続いているメルセデスとアウトウニオンの圧勝に業を煮やしたイタリア勢はドイツチームの締め出しを図り、イタリアで開催されるグランプリレースに参戦できる車両を1939年からは（ドイツ勢が持っていない）1.5リッターエンジンの車両のみにするという規則を作った。これにかえって奮起したメルセデスチームは、1939年に向けて1.5リッター車を密かに開発して対抗した。
1939年5月に開催されたトリポリグランプリでメルセデスチームは1.5リッターの新型車「W165」をデビューさせ、このことはイタリア勢を驚愕させた。そして、投入された2台のW165はラングとカラツィオラに駆られてレースを完全に支配した。ノイバウアーはイタリア勢を完全に粉砕することを目論み、予選では手の内を晒さずイタリア勢にポールポジションを獲らせて安心させておいて、決勝レースでは完膚なきまでに圧倒し、ラングが難なく優勝し、2位のカラツィオラも3位のアルファロメオを5分以上引き離す大差を付けて1-2フィニッシュを飾った。
同車は9月に開催されるはずだったイタリアグランプリ以降も使用される予定だったが、9月初めにドイツが開戦したことによってシーズンは途中で終了となり、結果的にこの車両がレースに参戦したのはトリポリグランプリの1戦のみとなった。

#### W165の開発経緯
1938年9月のイタリアグランプリが終わった頃、同年の選手権や非選手権の主だったレースがことごとくドイツ勢に席巻され、イタリア勢がグランプリで1勝もできずに終わったことから、9月11日、イタリアのスポーツ委員会は1939年以降のイタリア国内におけるレースに出場する車両の排気量を1,500㏄以下に制限することを決定した。自動車好きの多いイタリアにおけるレースで良い印象を残すことは直接的な販売につながるかということに留まらない影響があるものであり、メルセデスチームとしては欠場すれば大きな痛手となるものであった。また、その決定は当時「世界で最もグラマラスなグランプリ」と呼ばれていたトリポリグランプリに出場できなくなることも意味していた。
決定から開催まで8か月しかなく、通常であれば規定に合うレースカーの開発は不可能であり、ドイツ勢にとっては寝耳に水のこの決定はノイバウアーを憤激させた。報告とともに新車両を開発するよう要請を受けたマックス・ザイラーは期間の短さに躊躇し、一度は却下したが、1938年9月15日、レース部門の技術者たちを前に「イタリア勢に締め出されて、このまま引き下がる手はない」と鼓舞し、極秘裏に開発が始められた。
時間的な制約から、車体は1938年型W154のレイアウトや機構を踏襲し、同車の縮小版として開発された。
規則で定められた「1,500ccエンジン」は新たに開発する必要があったが、この時もアルベルト・ヘスのチームが辣腕を振るい、DOHCで1気筒あたり4バルブを採用したV型8気筒のスーパーチャージャー付きエンジンであるM164エンジンを完成させた。出力は254馬力だが、車重は燃料を満タンにしてもわずか905㎏であることから、充分すぎる性能だった。W154に先んじて5速のトランスミッションが投入され、レースではラング車をエース格として、ギア比を高くし、トリポリに合った高速走行向きのセッティングとし、カラツィオラにはサポートを任せ、ギア比を低くして加速が良いようにして、両名のピット戦略を分けることで万全を期した。

### 「シルバーアロー」のその後

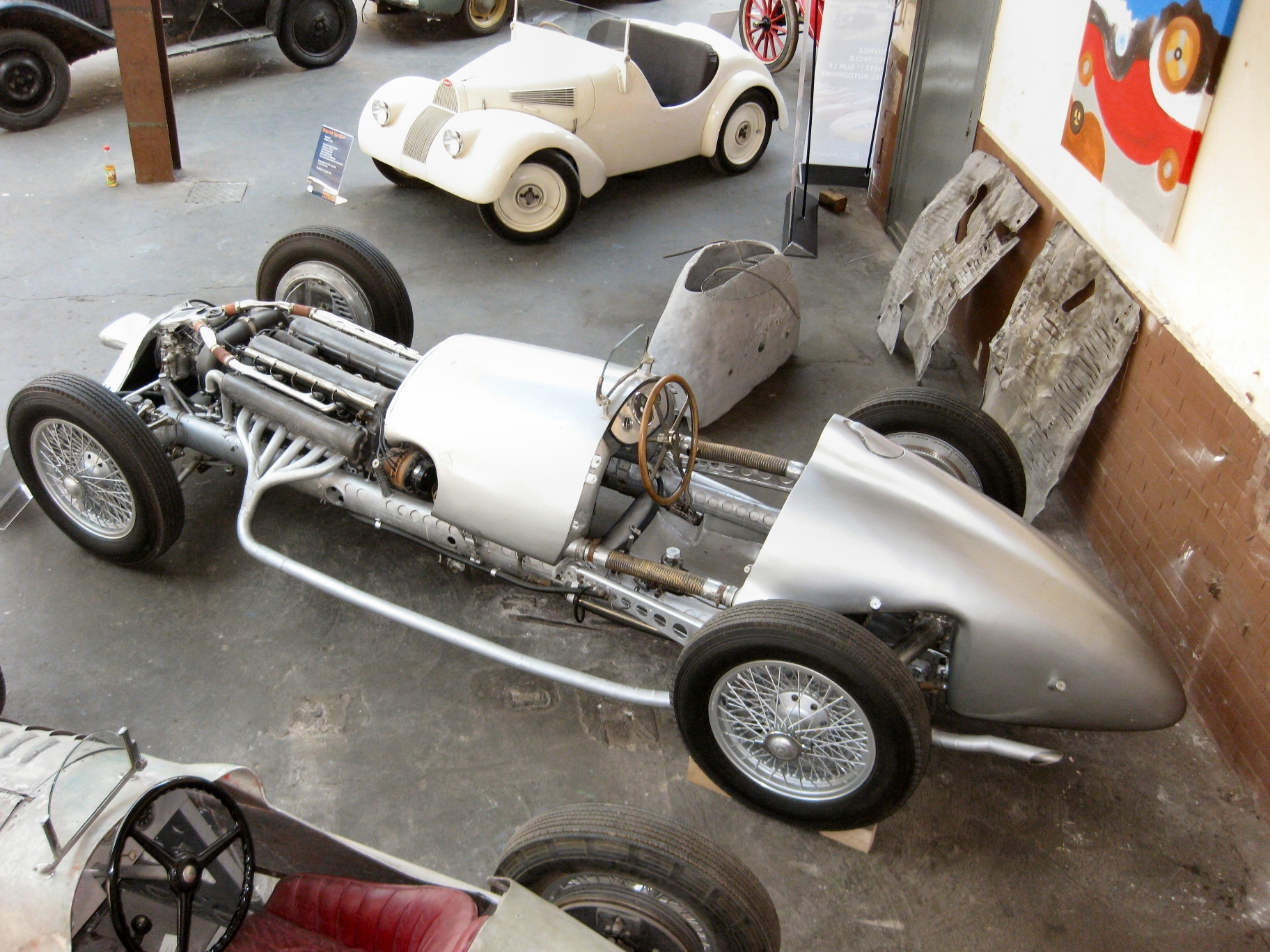
W154の6号車（車体番号189436/6）。この個体は戦時中はポーランドに疎開され、戦後にベルギーで発見された。フランスの自動車収集家シュルンプ兄弟の手に渡った時にはボディの大部分は既に失われてしまっていた。

1939年9月に始まったポーランド侵攻により、ドイツは当初優勢に見えたが、ノイバウアーはレース転戦で培った国際感覚と持ち前の直観から、このまま戦況が推移すればドイツも無傷では済まないと考えた。特に、ドイツ有数の軍需企業でもあるダイムラー・ベンツの工場はいずれ空襲にあう恐れがあると考えたことから、レーシングカーの疎開を計画する。レース再開に備えて1939年時点で現役で使用していたグランプリカーのW154とW165、ヒルクライム仕様のW125の避難を優先させ、同型車を2台ずつペアにして、ルーマニア、チェコ、ポーランド等の東欧諸国に送り、密かに隠した。
その後、ノイバウアーが抱いた不安は現実になり、シュトゥットガルトは戦火に焼かれ、ダイムラー・ベンツのウンターテュルクハイム工場（本社工場）は戦時中にその施設のおよそ80%を失うこととなった。
車両を速やかに疎開させたノイバウアーだったが、ノイバウアーにも予測できなかったことが2つあった。ひとつはヨーロッパにおける戦争はフランス方面（西部戦線）が中心となると考えたことであり、もうひとつは、開戦当初のドイツ軍の優勢から、戦争は短期で終結すると考えたことである。これらの予想は外れ、1941年にドイツは独ソ不可侵条約を破ってソビエト連邦も敵に回して戦争（独ソ戦）を始め、疎開先の東欧諸国が4年に渡って戦場となったことから、多くの車両が破壊されたり、東側諸国に奪われたり、行方不明となったりするという憂き目にあう。
疎開先の東欧諸国は戦後はソビエト連邦の勢力圏となったため、鉄のカーテンに阻まれて消息を追うことも困難となった。運良く発見された車両も、戦利品とみなされたためか、ダイムラー・ベンツに返却されることはなく、発見された車両のほとんどはコレクターの手に渡っていった。

#### ドライバーたちのその後
メルセデスチーム所属のドライバーたちは多かれ少なかれレース中の事故で怪我を負っていたことから、ブラウヒッチュとラングは兵役不合格となり、戦争が始まっても従軍することはなかった。
カラツィオラは1933年の事故で負った怪我により足が不自由であり、戦時中は1920年代から居住していたスイスで隠居生活を送った。資産のほとんどをドイツに置いていたカラツィオラは資産の国外持ち出し禁止措置を受けることになり途方に暮れるが、ダイムラー・ベンツの取締役会会長であるキッセルはカラツィオラをダイムラー・ベンツの社員扱いとし、重役待遇の年金を送り続けることでそれまでの貢献に報いた。一方、ナチス政権下のドイツ政府は戦時下に国外に住んでいるカラツィオラに支出することを問題視し、NSKKは1942年4月にダイムラー・ベンツに対して支払い停止命令を出した。ノイバウアーはカラツィオラが戦前に文字通り命がけでドイツに貢献したことを主張して命令の撤回を求めたが、抗議が聞き入れられることはなかった。
ドイツが敗戦すると、戦前のレース活動でナチス政権に協力していたことを咎められ、ドライバーや一部の関係者たちは連合国によって数週間から数か月に渡って拘束されて調査を受けることになるが、協力者として罰せられた者はいなかった。

## フォーミュラ1
1950年に始まったフォーミュラ1（F1）には1950年代に1954年と1955年の2年間のみ参戦し（→#シルバーアローの復活）、その後、1994年にエンジンサプライヤーとして復帰した（→#エンジンサプライヤー）。2010年にワークスチームが新たに設立され、参戦を続けている（→#現在のファクトリーチーム）。
1950年代は参戦した2年弱の期間でF1を席巻し、2010年に設立されたワークスチームも最初の3年こそ低調な活躍に留まったものの、2014年から2021年にかけてコンストラクターズタイトルを制覇し続けた。
F1において、エントリー名は時期によって異なるが、コンストラクター（製造者）としての名称は一貫して「メルセデス」（Mercedes）が用いられている。

### シルバーアローの復活（1954年 - 1955年）
第二次世界大戦後、メルセデスチームは再結成され、1954年からF1に参戦した。戦前と同じく監督ノイバウアー、開発ウーレンハウトという体制となり、F1用に開発したW196（W196R）を擁して、7月の第4戦フランスグランプリでF1に初参戦する。ドライバーは1951年のチャンピオンだったファン・マヌエル・ファンジオがシーズン途中にマセラティから移籍し、カール・クリング、ハンス・ヘルマンを加えた3名で初年度に臨む。
デビューレースでメルセデスはファンジオとクリングの1-2フィニッシュと、ヘルマンのファステストラップという手早い成功を収めた。このデビューレースを含め、ファンジオは同年にメルセデスで参戦した6戦中4勝を挙げ、1954年のチャンピオンを獲得した。2位のフロイラン・ゴンザレス（フェラーリ、25.14ポイント）に対しては大差であり、メルセデスで獲得したポイントだけでもチャンピオンの獲得には充分なものだった。
同じ車両を使った1955年シーズンも成功は続いた。この年は若きスターリング・モスが加わり、前年に圧勝こそしたものの熟成不足な部分も多かったW196に修正を加えて挑み、ファンジオとモスで参戦した6戦中5勝を挙げ、シリーズランキング1位と2位を占めた。
しかし、レース活動に費やしていた予算と人員があまりにも大きな負担となっていたことから、1955年限りでレース活動から手を引いた。（→撤退）

#### F1参戦に至る経緯
空爆により工場施設を失ったダイムラー・ベンツだったが、1949年までには多くの施設を再建し、1950年にレース部門を再設置した。
戦後にAIACRを改組する形で設立された国際自動車連盟（FIA）はこの1950年から新たなグランプリレースとしてフォーミュラ1世界選手権を始めており、これは1.5リッターフォーミュラであったことから、ダイムラー・ベンツは当初、W165をアップデートして1951年から参戦することを目論んだ。しかし、FIAの下部組織でF1を統括していた国際スポーツ委員会（CSI。FISAの前身）は、1952年までは新規開発車の参戦を禁止する。これは戦後復興の中にあった自動車メーカーに負担をかけないようにするためのものだったが、戦前のままのW165では、1940年代も車両の開発を進めたアルファロメオなどのライバルに対抗することはできなかったため、ダイムラー・ベンツはグランプリにすぐに復帰することは不可能となった。
ノイバウアーは1952年から参戦できるようにできないか、CSIに要望もしたが、フランス勢とイタリア勢の反対によりこれは却下され、F1への参戦は新規定が始まる1954年まで待つことを余儀なくされた。
そうした事情もあって、1951年6月に開かれた取締役会では、そもそもレース専用車両を開発しなくてもいいのではないかという意見が出され、スポーツカーレースにまず参戦するという方針となった。（→#300SL（W194））

#### W196の開発

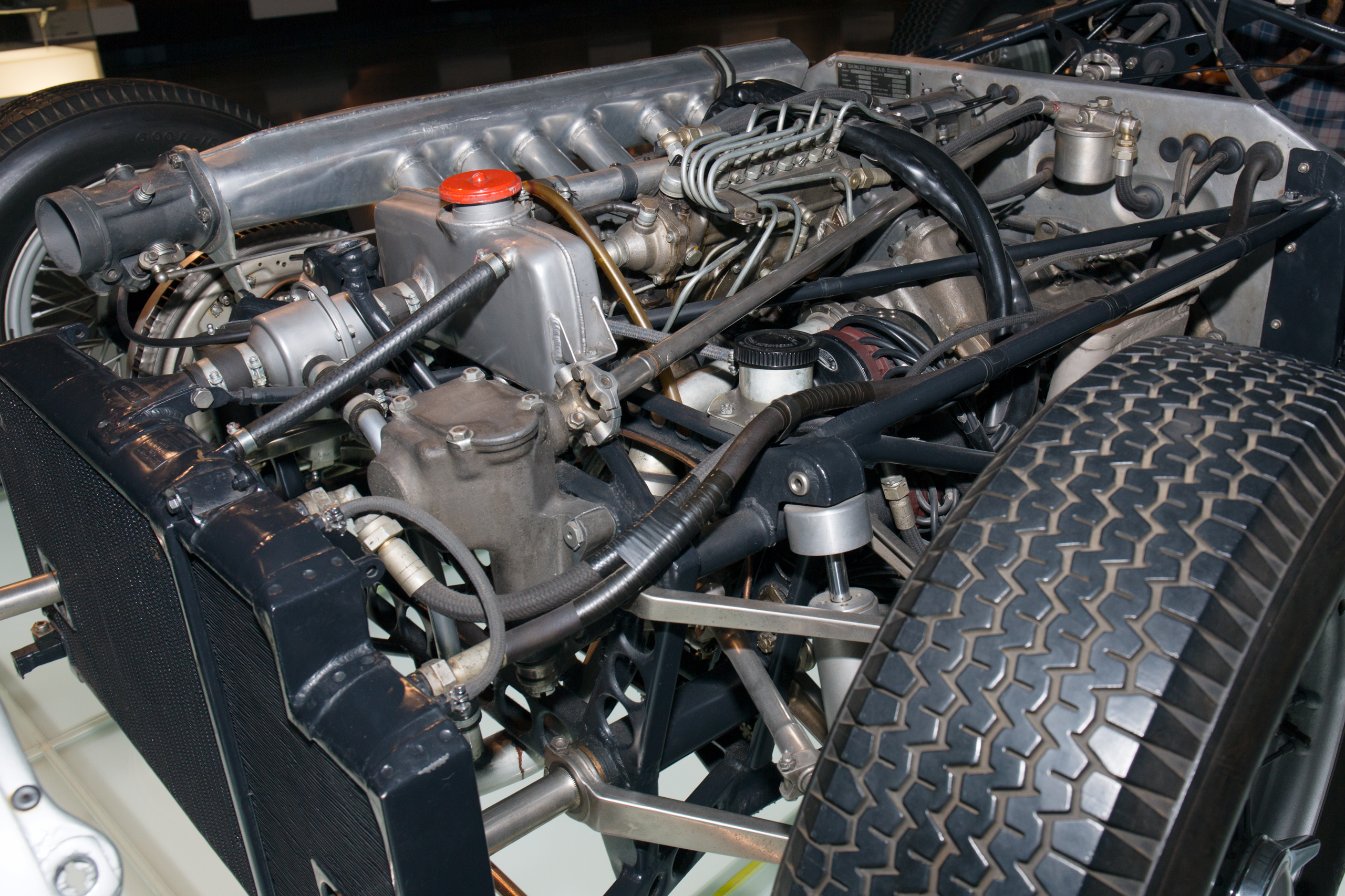
M196エンジン。垂直に立っておらず、右側に35度倒した状態で搭載されている。吸気管は吸気口から直線状になっているほうが吸気効率が良いことが判明したため、形状が変更された（画像左上）。W196のボンネットの特徴的な吸気用バルジはこの変更に伴い追加されたものである（試作車や1954年の初期型には付いていない）。

W196の開発は戦前のシルバーアローと同じく、ナリンガーとウーレンハウトの指揮の下で行われた。ダイムラー・ベンツ社内の最新技術を惜しげもなく投入した結果、1930年代と同じく、当時のライバルたちに比べて若干「過剰な」性能を持つ車両となったが、自然吸気エンジンとしたため、過給エンジンだった1930年代の車両と比べて、W196は制御のしやすい車に仕上がった。 
- M196エンジン
M196エンジン。垂直に立っておらず、右側に35度倒した状態で搭載されている[191][W 88]。吸気管は吸気口から直線状になっているほうが吸気効率が良いことが判明したため、形状が変更された[192]（画像左上）。W196のボンネットの特徴的な吸気用バルジはこの変更に伴い追加されたものである[193][194]（試作車や1954年の初期型には付いていない）。

1954年シーズンから施行されるF1の新たな技術規則において、エンジンは自然吸気の場合は排気量は2,500cc以下、スーパーチャージャー付きエンジンの場合は排気量は750㏄以下と定められていた。1930年代まではメルセデス・ベンツ車両ではスーパーチャージャー搭載エンジンを使っていたが、750㏄ではトルクが細くなりすぎ、ドライバーが扱いにくくなると判断し、F1参戦にあたっては2,500ccの自然吸気エンジンを選択した。エンジン形式はW125以前と同じ直列8気筒になっているが、これも再検討の結果、そう決まったものである。2,500ccという排気量の容積効率を高める方法として、バルブ効率を上げる方向から検討され気筒数を多くすることが決まり、8気筒エンジンが採用される。さらに、1930年代末にレース用V型エンジンを開発した時の知見から、V型8気筒では構造が複雑化し重量も増えてしまうことが明らかだったため、直列8気筒のエンジンに落ち着いた、という経緯である。
ウンターテュルクハイムの技術陣は腕を振るい、バルブ効率をさらに高めるため、吸排気弁の制御に各バルブを強制的に開閉できる「デスモドロミック・バルブギア」を導入した。また、航空機エンジンの技術が応用され、M196エンジンではガソリンをシリンダーに直接噴射する「燃料直接噴射方式」（直噴）が採用された。直噴の燃料噴射装置はボッシュ製で、この直噴方式の採用により、従来のキャブレター方式と比較して、出力は10%向上した上、燃費性能も従来より向上した。
完成したM196エンジンは1954年時点で256馬力を発生し、これは当時のどのライバルより20馬力は高い出力だった。開発段階では、1958年末までに300馬力以上を達成する5か年計画が立てられていた。1954年途中からボンネット右側に特徴的な吸気用バルジが追加されるなどして、吸気効率が改善され、1955年の時点で最終的に出力は290馬力まで到達した。
ライバルのほとんどが4段のトランスミッションを使用していたのに対し、このエンジンは5段のトランスミッションと組み合わされ、その出力は加速からトップスピードまで遺憾なく引き出された。
- 車体

シャシーの構造はスポーツカーの300SL（W194）で効果を実証済みのスペースフレーム構造を採用し、軽量かつ高い剛性を持つ車体を実現した。
エンジンを右に傾けて搭載しているため、プロペラシャフトは車体の左側を通ることになり、これにより、シート位置はプロペラシャフトの位置を気にすることなく低く設置することが可能となり、重心を低くすることができた。
サスペンションは1930年代の車両ではリアをドディオン式としていたが、これは1950年代初めには一般的になっていたため、そこからさらに進めてホイールハブ側を車軸下部の一点のみで保持するシングルピボットのスイングアクスル方式を新たに採用した。
1955年は車体はホイールベースの長短が異なるものや、ブレーキの仕様が異なるものが用意され、様々な仕様が生み出されサーキットに応じて使い分けられた。これらは同じ仕様であってもドライバーの好みやドライビングスタイルによって適否が異なっていたため、ドライバーの選択にも委ねられた。
- ボディ
W196Rストリームライナーオープンホイール仕様（3リッター車）[注釈 97]

高速サーキット向けに前後の車輪を覆ったストリームライナー形式のボディと、コーナーの多い中低速サーキット向けに車輪が見えて操縦のしやすいオープンホイール形式のボディが考案され、どちらも開発が行われた。開発段階で、1954年1月の開幕戦に間に合わせることは不可能で、デビューは7月初めに高速サーキットのランスで開催されるフランスグランプリになると考えられていたため、開発はストリームライナーのボディを優先して進められた。
ストリームライナー仕様は重量面の不利もあったが、オープンホイール仕様で時速158㎞しか出せないような直線で、時速175㎞を出すことができるという優位性もあり、開発段階では両者のボディには一長一短あるものの、戦力的な違いは大きくないと考えられていた。フランスグランプリは目論見通りストリームライナー仕様で圧勝したものの、次のイギリスグランプリにはオープンホイール仕様が間に合わず、表彰台にも立てずに終わる。テストの結果から、ストリームライナー仕様の欠点の大きさが認識され、高速サーキットでも必ずしも利点ばかりではないことも明らかとなり、以降はオープンホイール仕様のボディに開発の重点が置かれるようになった。

#### ファンジオとモスの起用
- ファンジオの起用（1954年）

1950年にメルセデスチームが活動を再開した際、1951年初めのブエノスアイレスグランプリに参戦するため、アルゼンチンに遠征する計画が持ち上がった。このために用意されたのはW154で、戦時中はウンターテュルクハイムに保管されていた古い2台と、疎開中に行方不明になりベルリンの中古車販売店で偶然発見された2台を使って組み立てられたものだった。この車両の出来はかつての栄光とは程遠いもので、練習走行に参加したカラツィオラはこの車両によるレース参戦を拒否した。
そこでカラツィオラの代役として白羽の矢が立てられたのがファンジオで、こうしてメルセデスチームとファンジオの間に縁ができた。
1954年のメルセデスチームのF1復帰にあたって、チームへの加入を打診されたファンジオは、その時点では車の戦闘力が不明だったため、申し出を受けることを躊躇したが、ノイバウアーが様々な説得工作を駆使して口説き落としたとされる。

私の見立てでは、勝利の要因の75%は車とそれを支えるチームに帰するもので、残りの25%はドライバーと運の要素によって占められている。（レースキャリアで）最高のチームはメルセデスだった。技術的に極めて卓越した彼らのためにレースをしている間、私は何の懸念も抱くことはなかった。彼らの車は全く壊れなかった。それが私が1954年と1955年にメルセデスのために走った12戦中8回の優勝を成し遂げた要因だ。
—ファン・マヌエル・ファンジオ

- モスの起用（1955年）

1954年シーズンは圧勝こそしたものの、ノイバウアーはドライバーのラインナップには改善が必要だと判断した。ラングは年齢とブランクによる衰えが大きく、クリング、ヘルマンもファンジオに比べると実力差があり、ファンジオにトラブルが発生した際にフォローできるドライバーがいないという問題を抱えていた。
スターリング・モスは1954年にマセラティで走っており、新人ながらイタリアグランプリでメルセデスをリードする印象的な走りを見せ、これによりノイバウアーの目に留まり、ファンジオをサポートするセカンドドライバーとして契約するに至った。モスは期待に応え、F1でもファンジオに近い位置を走り、ナンバー2としての役目を果たした。
モスの加入後、1955年6月に開催されたル・マン24時間レースでおきた事故はジャガーのマイク・ホーソーンと絡んで起きたものであるため、事故後、イギリスではメルセデスチームへの風当たりが強くなっていたが、イギリス人のモスの存在はチームにとって大きな助けとなった。

メルセデスの優秀性は、組織面でのアルフレート・ノイバウアー、メカニックの面でのルドルフ・ウーレンハウトに負うところが大きかった。ノイバウアーの前でミスは許されなかった。もし、ミスしようものなら、もうその辺をうろつくことはできなかった。お役目ごめんとなるからだ。
—スターリング・モス

#### レントランスポーター

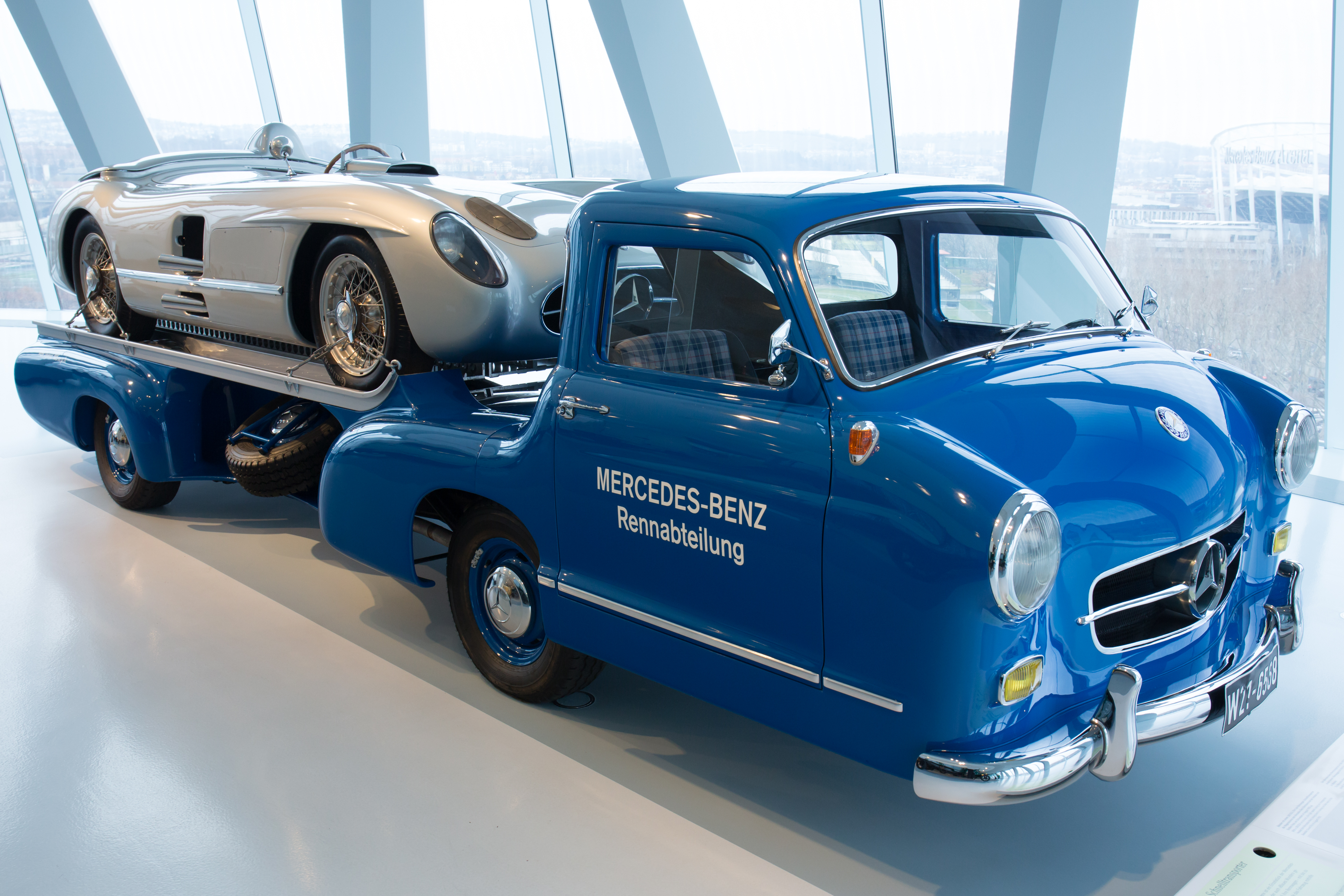
レントランスポーター（複製）。「ブルーワンダー」と呼ばれた。

チームの配慮は車両の輸送の面にも及び、最高時速170㎞で走行可能なレントランスポーター（レーシングカートランスポーター）が開発された。
車両や機材の運搬は通常はトラックで行われたが、レースで破損した車両を次のレースまでに修復できるようシュトゥットガルトの本社に迅速に送り届けるためであるとか、練習走行で車両がクラッシュした際に新しい車両を本社からサーキットに送り届けるためといった、短時間で車両を送り届ける必要がある際にこのレントランスポーターが活用された。この車両のエンジンは300SL（W194）のそれを流用したもので、その速度は当時の市販スポーツカーのポルシェ（356）に匹敵する速さだった。
この車両は1954年に1台のみ製造され、1955年シーズンにF1のW196Rやスポーツカーの300SLRの運搬に使用された。

#### 撤退（1955年）
ダイムラー・ベンツは1955年限りでサーキットにおけるモータースポーツ活動から撤退した。
撤退の理由として1955年のル・マン24時間レースの事故が原因だと言われることがよくあるが、1955年限りでF1から撤退するという決定はル・マン前に下されていた。
これはダイムラー・ベンツの完璧主義により、シュトゥットガルトの本社ではF1用車両とレーシングスポーツカーの開発に500人体制で当たっており、金銭的な負担も莫大なものになっていたためである。人員面でも腕の立つ者ほどレーシングカー開発に忙殺され、市販車の開発リソースを圧迫していた。開発体制を縮小して参戦を継続するという方法も採り得たが、中途半端な形でレース参戦を続けるよりは撤退したほうがメルセデス・ベンツの名に傷がつかないという判断があった。
この撤退により、ノイバウアーは引退し、ウーレンハウトもレーシングカーを開発することはなくなった。ダイムラー・ベンツはその後もプライベーターを支援する形でラリーは続けたが（→#ラリー）、サーキットレースからは離れ、復帰は30年後の1980年代のこととなる（→#グループC）。

### エンジンサプライヤー（1994年 - 現在）
1955年にF1から撤退したメルセデス・ベンツはそれから40年近く経った1994年に、エンジンのサプライヤーという形でF1に復帰した。
メルセデス・ベンツは1994年からF1チームにエンジンを供給し、F1の技術規則の変遷に伴い、1994年から2005年にかけてV型10気筒（V10）自然吸気（NA）エンジンを、2006年から2013年にかけてV型8気筒（V8）自然吸気エンジンを供給し、2014年からはV型6気筒（V6）ターボエンジンにハイブリッドシステムを組み合わせたパワーユニット（PU）を供給している。2008年までは1チームのみにエンジンを供給していたが、2009年以降は複数チームに供給を行っている。
F1用エンジンの開発と製造は当初はイギリスのイルモア・エンジニアリングが手掛けていた。ダイムラーは1993年から同社と資本関係を結び、F1エンジン開発部門は2002年以降はダイムラーの子会社となり傘下に置かれている（時系列による経緯は「沿革」の#1993年以降を参照）。2023年現在、エンジン開発はメルセデスAMG・ハイパフォーマンス・パワートレインズ社が、かつてのイルモア時代と同様、イギリスのブリックスワースで担っている。

#### F1復帰に至る経緯

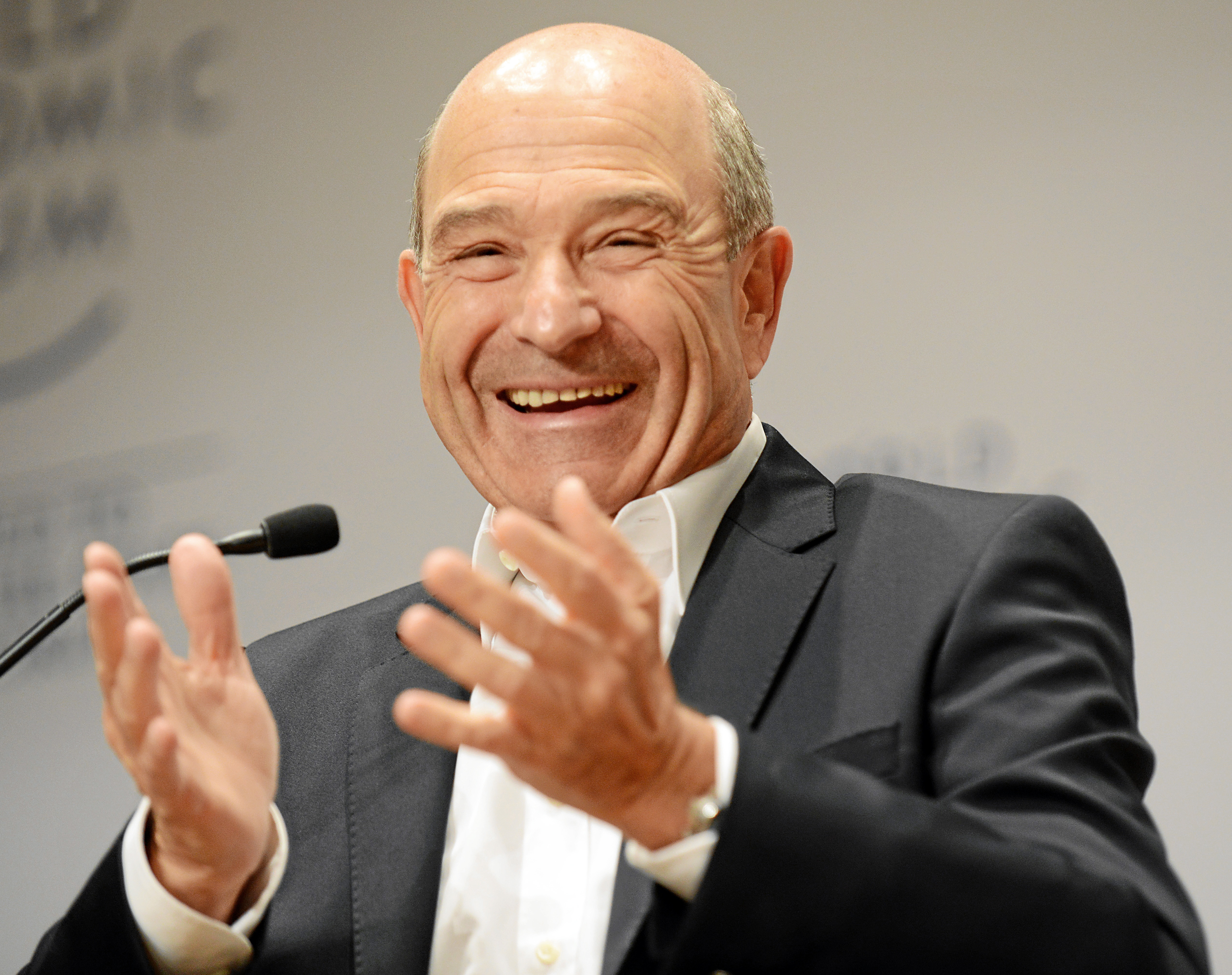
ペーター・ザウバー

1988年にワークス活動を再開し、ザウバーとともにスポーツカー世界選手権を戦っていたメルセデス・ベンツ社だったが、F1への復帰は公式には否定していた。F1に参戦しない理由として、もしF1ですぐに勝てたとすればそれなりに評価されるかもしれないが、もしすぐに勝てなければそれは失敗とみなされることになり、メルセデス・ベンツにとっては得るものより失うもののほうが大きい（から参戦しない）、という説明がされていた。
表向きはF1参戦を否定しつつも、メルセデス・ベンツはF1参戦に向けた準備をザウバーと共に密かに進めていた。この計画は1991年にはF1の現役デザイナーであるハーベイ・ポスルスウェイト、マイク・ガスコインらを迎え、150名のエンジニアを擁して車体とエンジンの開発を行うほどに進展した。メルセデス・ベンツ側では当初はF1車両にグループC用に開発していた180度V型12気筒エンジン（M291エンジン）の搭載を計画していたが、ポスルスウェイトは車体後部の設計を著しく制限することになるこのエンジンの使用に反対し、コスワースのV8エンジンかイルモアのV10エンジンを搭載するよう勧めた。これにより、メルセデス・ベンツはイルモアとの提携に向かうことになった。
ザウバーにおける準備は順調に進捗し、1991年12月にF1参戦を発表する予定だったが、その直前に事態が急転する。当時ダイムラー・ベンツ傘下だったAEGの経営悪化により、グループ全体で数千人規模の人員解雇をせざるを得ないほど厳しい状況に陥ったため、同年11月28日、メルセデス・ベンツ社社長のヴェルナー・ニーファーは「F1参戦しない」ことを声明した。
この決定によりメルセデス・ベンツから出向していた技術者たちやポスルスウェイトは去っていったが、ザウバーの経営者であるペーター・ザウバーはF1参戦をあきらめず、ザウバー単独でプライベーターとして参戦する計画を進める。他方、メルセデス・ベンツ社では、参戦発表をする土壇場に親会社のダイムラー・ベンツの意向で決定された計画白紙化への反発から、モータースポーツ部門の責任者（レースディレクター）だったヨッヘン・ニアパッシュは同社を去り、ノルベルト・ハウグが後任となる。メルセデス・ベンツはザウバーと結んでいた長期契約を尊重して資金提供を行うことでザウバーのF1参戦を支援し、同時に、ハウグはザウバーのためのスポンサー探しに奔走した。
そうして、ザウバーは1993年にF1初参戦にこぎつけた。ザウバーが発表したF1車両の「C12」はイルモアのエンジンを搭載したが、そのエンジンカバーには「Concept by Mercedes-Benz」の文字が掲げられ、その背景は特に説明されなかったため、憶測を呼ぶことになる。

#### ザウバー（1994年）
1994年、メルセデス・ベンツはザウバーにエンジンを供給する形でF1に復帰した。
ザウバーが使用するエンジンの開発と製造は前年に引き続きイルモアが手掛けたが、この年からはメルセデス・ベンツ社が正式にイルモアに開発と製造を依頼する形となり、バッジネームは「メルセデス」に改められた。シーズン序盤のサンマリノグランプリにおけるローランド・ラッツェンバーガーとアイルトン・セナの死により、同年のF1では安全性向上のための規則改正が相次ぎ、その変更への対応に苦慮したこともあってザウバーの成績は振るわず、わずか12ポイントしか獲得できず、ランキングは前年を下回る8位となった。

#### マクラーレン（1995年 - 2014年）
1995年、メルセデス・ベンツは長年を共にしたザウバーと別れ、当時のトップチームのひとつであるマクラーレンと提携し、エンジンの供給を開始した。ザウバーはマーケティング面が弱く、資金面で難があったため、その点が堅固だったマクラーレンと組んだという経緯である。
当初のマクラーレンは低迷期にあったが、供給開始から4年目の1998年に「マクラーレン・メルセデス」はコンストラクター選手権（製造者部門の選手権）とドライバー選手権の両方で年間タイトルを獲得し、以降10年以上に渡って、ほぼ毎年に渡り選手権で上位を争い、強豪の一角として活躍した。マクラーレンへのエンジン供給は2014年まで20年間に渡って続き、一時はダイムラー（ダイムラークライスラー）がマクラーレン・グループと資本関係を結び、共同開発車のSLRマクラーレンを市販するまでに提携関係が進展した。
- マクラーレン・メルセデスの始まり（1995年 - 1996年）

1995年はルノーエンジンを擁するベネトンとウィリアムズがシーズンを支配し、両チームはそれぞれ100ポイント以上を獲得した。マクラーレン・メルセデスはこの年に30ポイント（ランキング4位）を獲得したが、これはランキング3位のフェラーリと比較しても半分以下のポイントで、上位3チームからは大きく離され、ビッグネーム同士の組み合わせで期待された初年度だったが、期待外れな結果となった。翌1996年は前年は2回のみだった表彰台フィニッシュは6回記録するまでに増えたが、この年も上位3チームには及ばず、コンビを組んだ最初の2年間は目立った成果なく終わった。
- 「シルバーアロー」の復活（1997年）とハッキネンの連覇（1998年 - 1999年）

それまでマクラーレンのメインスポンサーだったマールボロが1996年限りでチームを去り、1997年のマクラーレンは銀色のカラーリングをまとった。その色は必然的に「シルバーアロー」を想起させ、以降、マクラーレンにもこのニックネームが使われるようになる。
1997年の開幕戦では、デビッド・クルサードがマクラーレン・メルセデスにとって初となる優勝をもたらした。この優勝はマクラーレンにとって1993年最終戦以来4年ぶり、メルセデス・ベンツにとってはF1では1955年イタリアGPのファンジオ以来42年ぶりとなる、重要な勝利となった。過去2年と同様、このシーズンも3強チームには届かず、コンストラクターズ選手権4位に終わったものの、伸長著しく、開幕戦を含めて3勝を記録した。上位走行中にエンジントラブルによって落としたレースも複数回あったものの、エンジンは出力の点で他メーカーに対して圧倒的な優位を築くに至り、翌年の活躍を期待させるシーズンとなった。

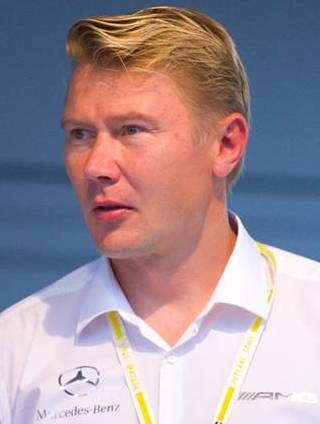
ハッキネン

期待は現実となり、1998年、マクラーレンはエイドリアン・ニューウェイが設計した「MP4-13」を擁して勝利を重ね、ミカ・ハッキネンがドライバーズ選手権を制し、コンストラクターズ選手権はフェラーリとの争いを制してタイトルを獲得した。翌シーズンはコンストラクターズ選手権ではフェラーリに4ポイント及ばず連覇を逃したものの、ハッキネンはドライバーズタイトルを連覇した。
- シューマッハとフェラーリの隆盛（2000年 - 2004年）

ハッキネンの三連覇がかかった2000年は前年の骨折から復帰したミハエル・シューマッハとフェラーリが強力なライバルとなり、タイトル争いはシーズン終盤までもつれたが、両選手権とも2位に終わる。
翌2001年からはシューマッハとフェラーリが他チームを圧倒した。マクラーレンでは、2001年限りでハッキネンはF1から引退し、同じフィンランド人のキミ・ライコネンが後任となる。2002年から2006年にかけての5年間は、マクラーレン・メルセデスは常に上位を争う位置にいるチームではあったものの、タイトル獲得には手が届かないシーズンを送る。
レギュレーション変更によりフェラーリが低迷した2005年はライコネンがルノーのフェルナンド・アロンソとタイトルを争ったが、マクラーレン・MP4-20は速さにおいて優れていたものの信頼性で劣っていたことから、僅差で両タイトルを逃した。
2006年は新規則のV8エンジン規定にエンジン、車体（MP4-21）ともにうまく対応できず、1996年以来となるシーズン未勝利に終わった。
- ハミルトン時代（2007年 - 2012年）

2007年は2005年と2006年のチャンピオンであるアロンソがマクラーレンに加入し、チームメイトとして2006年GP2チャンピオンのルイス・ハミルトンが抜擢されてF1デビューを果たし、低迷した2006年から心機一転してチームは新たな体制となる。
2007年はチームメイト間でコース内外で激しい争いが繰り広げられ、結果的に両ドライバーともにフェラーリのライコネンに1ポイント及ばず、ドライバーズ選手権で2位と3位に終わった。アロンソが1年限りでチームを離脱すると、マクラーレンはハミルトンを中心としたチームとなり、2008年はハミルトンがフェラーリのフェリペ・マッサを1ポイント上回り、ドライバーズ選手権を制覇した。
その後もハミルトンを中心としたチーム体制が数年続き、優勝争いには加わるものの、急速に台頭してきたレッドブル・レーシングには及ばず、タイトルに届かない年が続く。
- パートナーシップの終了（2013年 - 2014年）

ダイムラーは2009年からメルセデスエンジンのカスタマー供給を始め、マクラーレン以外のF1チームにもエンジンが供給されるようになった。同年に供給を受けたブラウンGPが、新チームであるにもかかわらず初年度にダブルタイトルを獲得するという、F1史上でも前例のない快挙を演じた。同年末、ダイムラーは同チームを買収し、翌2010年から自社チームを参戦させることと、2011年までにマクラーレンとの資本関係を解消することを発表した。ワークス待遇を実質的に失うことになったマクラーレンは2013年5月にホンダとの提携を発表し、2015年からはホンダからパワーユニットの供給を受けることを明らかにし、パートナーシップに終止符が打たれることになった。
マクラーレン・メルセデスの最後の2シーズンは、通算7勝した2012年から一転して、終始低迷したままとなり、1995年以来20年間に及んだパートナーシップ関係は2014年に終了した。

#### 他の供給先

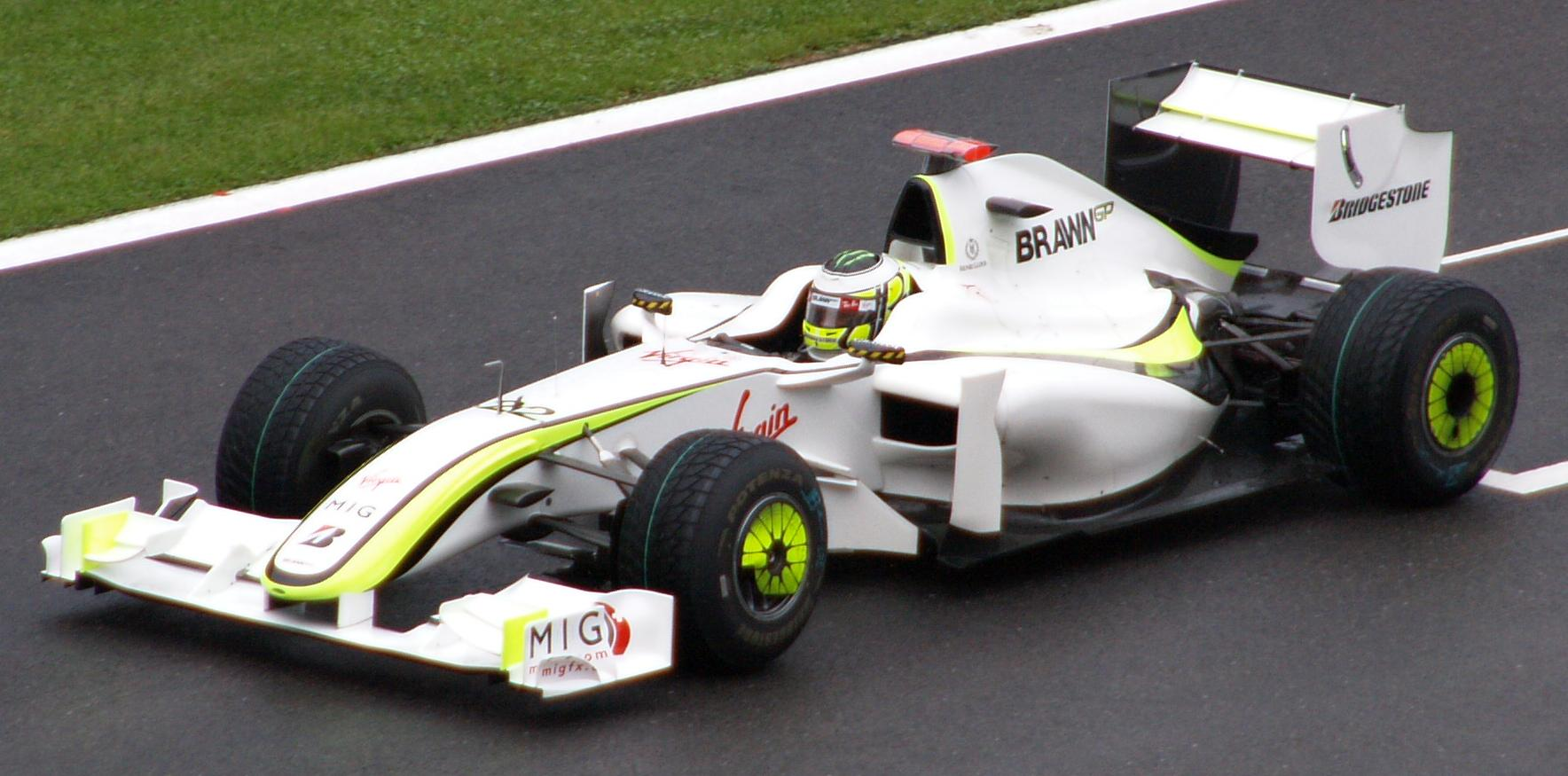
ブラウン・BGP001（2009年）

1995年以来、メルセデス・ベンツはマクラーレンのみにF1エンジンを（無償で）供給していたが、2009年から他チームにエンジンの有償供給（カスタマー供給）を始めた。カスタマーチームとしては異例のことながら、ブラウンは2009年にダブルタイトルを獲得している。詳細は下記各チームの記事を参照。
- フォース・インディア（2009年 - 2018年） → レーシング・ポイント（2018年 - 2020年） → アストンマーティン（2021年 - 2025年｛予定｝）
- ブラウン（2009年）
- ウィリアムズ（2014年 - ）
- ロータス（2015年）
- マノー（2016年）
- マクラーレン（2021年 - ）[注釈 111]
- アルピーヌ（2026年｛予定｝ - ）

### 現在のファクトリーチーム（2010年 - 現在）
2009年シーズンの終了直後、ダイムラーはその年のF1でダブルタイトルを獲得したブラウンGPを買収し、メルセデス・ベンツ・グランプリ社を設立した。翌2010年シーズンから「メルセデスGP」として参戦を始め、ダイムラーとしては55年ぶりにF1に自社チームを復帰させた。
2012年にチーム名称を「メルセデスAMG F1チーム」に変更し、2013年にはトト・ヴォルフがメルセデス・ベンツのモータースポーツ部門の責任者となるとともに、同年からヴォルフがF1チームの代表を務めている。2010年の復帰当初から、ドライバーはニコ・ロズベルグとミハエル・シューマッハという2人のドイツ人ドライバーを擁していたが、この2013年には前年限りで引退したシューマッハに代わって、ルイス・ハミルトンが加入した。
その後、メルセデスチームは2014年から2021年まで8年連続でコンストラクターズ選手権を制覇し続け、所属ドライバーも2014年から2020年まで7年連続でドライバーズ選手権を制覇し続けた。

### ジュニアドライバープログラム

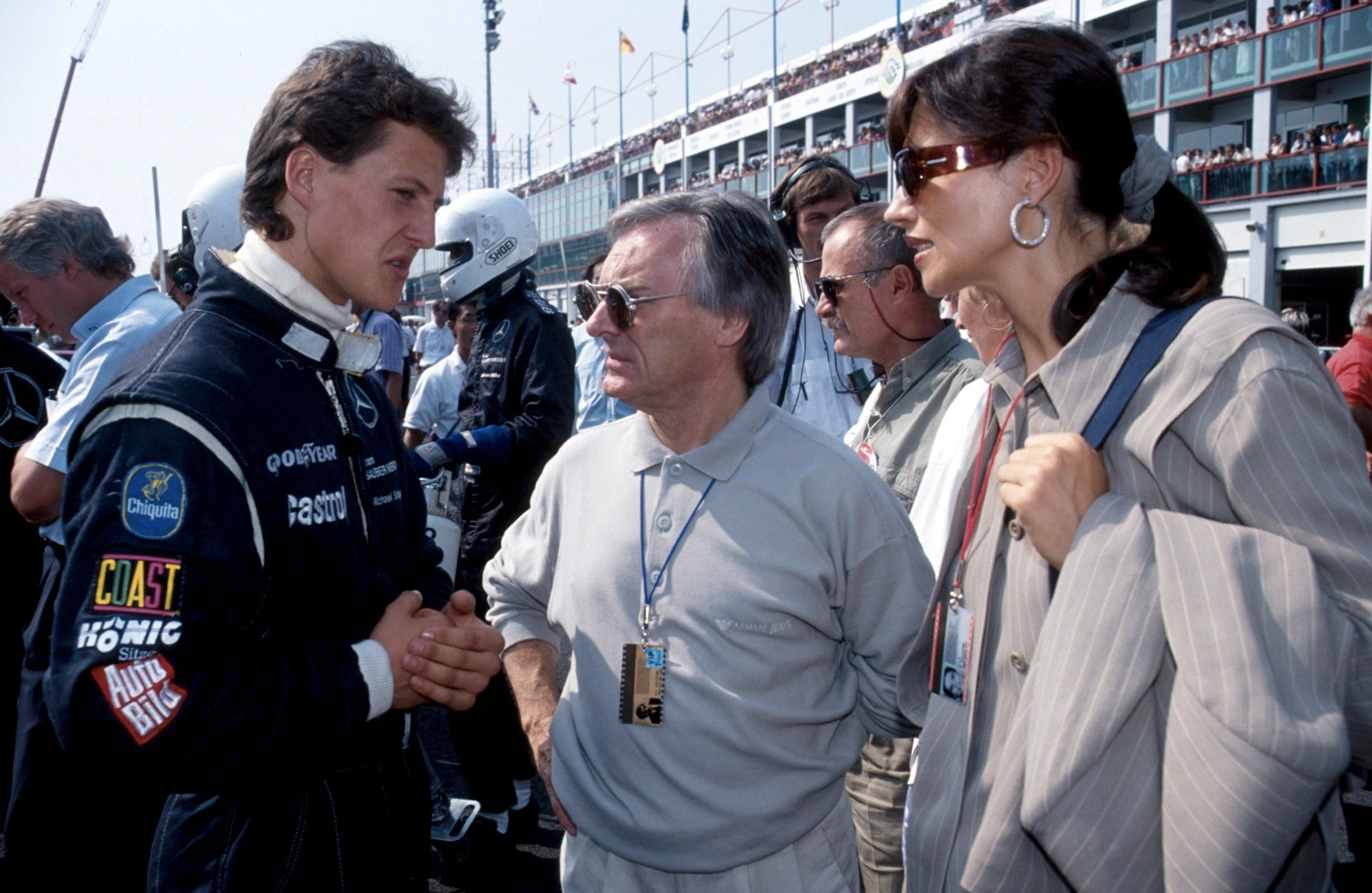
ジュニアチーム時代のミハエル・シューマッハ（写真左、1991年）

メルセデス・ベンツは1990年にジュニアチームを立ち上げ、カール・ヴェンドリンガー、ハインツ＝ハラルド・フレンツェン、ミハエル・シューマッハの3名を起用した。ジュニアチーム設立は当時のモータースポーツ責任者（レースディレクター）であるヨッヘン・ニアパッシュの発案によるもので、ニアパッシュが以前にBMWのモータースポーツ部門の責任者をしていた時に成功していたジュニアチームに範を得たものである。
選ばれた3名は1989年のドイツF3選手権の上位3名をそのまま抜擢したもので、フレンツェンは1年、ヴェンドリンガーとシューマッハは2年に渡って在籍し、元F1ドライバーでスポーツカー世界選手権ではベテランであるヨッヘン・マスを教官役として、スポーツカー世界選手権などで腕を磨いた。
この計画が提案された当初、スポーツカー世界選手権はベテランドライバー中心の選手権であることから、その中で若手を走らせるというこの計画はザウバー内から異論があり、代表のペーター・ザウバーも懐疑的だった。メルセデス・ベンツ社の理解を得ることも大きな苦労があったが、ジュニアドライバーに選ばれた3名が実際に活躍したことからこうした疑念は払しょくされた。
結果としてこの3名は後に全員がF1ドライバーとなり、シューマッハはドイツ人初のF1チャンピオンになるという大きな成功を収めた。

#### その後の取り組み
1990年に始まったジュニアドライバープログラムは1991年には終了したが、1995年頃にヤン・マグヌッセン、ダリオ・フランキッティ、アレクサンダー・グラウを「ジュニアドライバー」として支援し、DTM/ITCやCARTに参戦する後押しをした。
1998年に当時のパートナーであるマクラーレンとともに、ヤングドライバーサポートプログラム（McLaren-Mercedes Young Driver Support Programme）を始め、当時カートドライバーだったルイス・ハミルトンの支援をマクラーレンとともに同年から始めた。
公式なジュニアドライバープログラムではないものの、メルセデス・ベンツとしては、カート時代以降のハミルトンも含め、1990年代から2000年代にかけて個人スポンサーの形でドライバーの支援をしており、2000年代半ばからはポール・ディ・レスタをジュニアドライバーとして支援を行った。2010年代に入ると、同様に支援を受けたドライバーたちの中でパスカル・ウェーレイン、エステバン・オコンら複数名がF1にステップアップするようになっている。

### セーフティカーとメディカルカーの供給
F1では1993年からセーフティカーを正式に使用することになり、ダイムラーは1996年6月からメルセデスAMGの車両をセーフティカー、メディカルカーとしてF1に無償で供給している。
1996年途中までF1用のセーフティカーは各サーキットが車両を用意していたが、たいていはチューニングが施されていたとはいえ、コンパクトカーが使われることもあり、豪雨のレースやレース中の事故発生時等に、F1カーを先導するセーフティカーとしての役割を十分に果たせない懸念が存在した。1996年6月にダイムラーが最初に提供した車種は当時のCクラス（W202）の上位モデルである「C36 AMG」で、この車両は市販されている車種ではあるが、最大280馬力もの高い出力を発生するM104エンジンを搭載した高性能な車両だった。
以降はメルセデス・ベンツが単独で公式セーフティカーとメディカルカーを供給するようになり、AMGがメルセデスAMGの上位モデルをベースにセーフティカーとしての装備を施して供給し続けている。F1における単独供給は25年目となる2020年で終了したが、2021年も引き続きセーフティカーとメディカルカーの供給を行っている。

## インディカー
ダイムラー（DMG）とベンツは1900年代からアメリカ合衆国でレースに参戦しており、1911年に始まったインディアナポリス500（インディ500）のことを特別視はしておらず、当初の参戦はダイムラーからメルセデス車を購入したラルフ・デ・パルマのようなプライベーターによって行われた。1923年にメルセデスチームとして一回のみ参戦し、第二次世界大戦の終戦直後にも参戦を検討したことはあったが、その後の参戦は1994年のこととなる。

### 黎明期の参戦（1911年 - 1915年）
1911年にインディ500が始まると、第1回レースにはメルセデスとベンツの車両がともに参戦した。第2回となる1912年のレースではラルフ・デ・パルマが駆るメルセデスがレースの大部分をリードしたものの、この時は198周目にトラブルを起こして優勝を逸する。
1914年7月のフランスグランプリで、メルセデスチームは1-2-3フィニッシュを達成した（→#1914年フランスグランプリ）。この時の車両（メルセデス・18/100PS）の1台は、レース後にデ・パルマによって買い取られ、アメリカに送られた。デ・パルマはこの車両に乗って1915年のインディ500に挑み、インディ500初優勝を遂げた。
このようにインディアナポリス500の最初の数年において、メルセデスの車両は活躍を続けたが、第一次世界大戦の進展によりアメリカ合衆国にとっての敵国ドイツの車であるメルセデス車両は参戦が途絶えることになる。
第一次世界大戦後、メルセデスチームは1923年のインディ500に当時のワークスドライバーの主力メンバーであるクリスティアン・ラウテンシュラガー、クリスティアン・ヴェルナー、マックス・ザイラーを参戦させたが、この時は芳しい結果を得ることはなかった。以降、メルセデスは再開されたヨーロッパのレースに集中し、チームとしてインディ500に参戦することはなくなった。

### W154を入手したアメリカ人たちによる挑戦（1947年 - 1957年）
第二次世界大戦の開戦時にノイバウアーはメルセデス・ベンツのレーシングカーを東欧各地に疎開させ、前述したように、それらの多くは戦後に接収されてコレクターの手に渡っていった。
戦後間もない頃にチェコスロバキアの穀物倉庫で偶然発見された2台のW154（9号車と10号車）も、そうした個体の一例である。この2台はチェコ自動車クラブが名目上の所有者となるが、9号車は放出され、人手を経てアメリカ人のトミー・リー（通称「ドン・リー」）という人物の手に渡った。この車両はリーを含めた3人のオーナーの手に渡り、1947年から1957年にかけてインディ500に挑戦することになる。

#### リーによる挑戦（1947年 - 1948年）

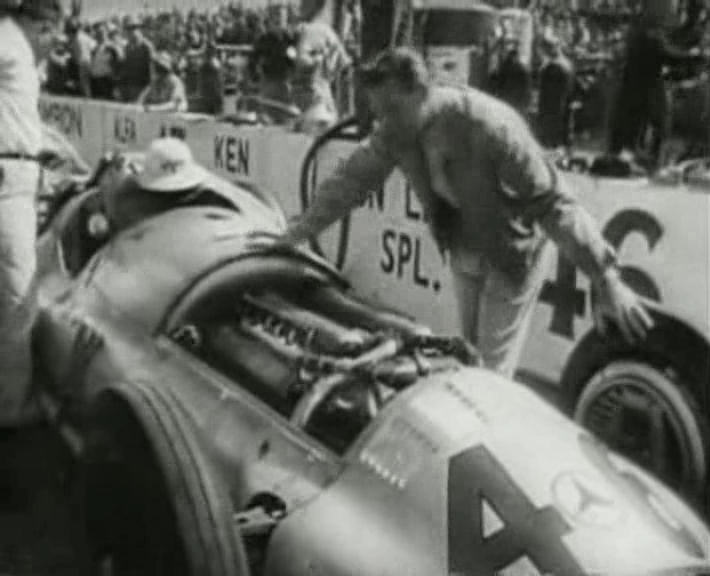
1947年のインディ500のW154（ドン・リー・スペシャル）

1947年、リーは同車をアメリカへと運び、ダイムラー・ベンツにも技術的な意見を聞きながらレストアを行った。燃料は本来のシェルに代えてモービル、タイヤはコンチネンタルに代えてファイアストンからの供給を受け、1947年のインディ500参戦の準備を整えた。かつてヨーロッパのレースを席巻したW154の名は轟いていたことから、ドライバー志願者はリーの元に殺到し、リーはその中からデューク・ナロンに白羽の矢を立てた。
レースは6番手からのスタートだったが、スタート直後にトップギアの5速に入れる前には前の車を全て抜き去り、首位を奪った。しかし、200周のレースの118周目でエンジントラブルによりリタイアとなる。翌年もチェット・ミラーの運転で再びインディ500に挑んだが、またもトラブルによってリタイアに終わった。
2年連続のトラブルにより、たとえW154といえども、ダイムラー・ベンツの技術陣やメカニックたちのバックアップがなければレースに勝つことは出来ないということをリーは悟り、インディ500への挑戦を諦めた。リーはW154からエンジンを降ろし、車体は1948年末にジョエル・ソーンという人物に売却した。

#### ソーンによる挑戦（1949年 - 1951年）
ソーンは同車にスパークスという名の自然吸気4.9リッターのエンジンを搭載した。前オーナーであるリーはボディにはほとんど手を加えなかったが、ソーンはボディをインディカー仕様に大幅に改造を施し、この個体はもはやW154の原型を留めないほど外観が変わることとなる。
ソーンは自らの運転で1949年から1951年のインディ500に挑んだが、3年連続で予選落ちとなり、レースに出走することは叶わなかった。

#### シュリーンによる挑戦（1957年）
ソーンが参戦をあきらめたことで、W154は1955年11月までインディアナポリス市内の倉庫に保管（放置）されていたが、これをエディ・シュリーンという人物が購入した。
シュリーンはW154にジャガー・Dタイプのエンジンを搭載し、ステアリングをダニー・クラディスに託して、1957年のインディ500に挑んだ。結果はまたしても予選落ちとなり、この例を最後にW154を使ったインディ挑戦は幕を下ろした。

### 1994年インディアナポリス500
メルセデス・ベンツは、北米を中心に開催されていた自動車シリーズであるCARTシリーズ（インディカーシリーズ）に1995年からエンジン供給を始めることになった。それに先んじて、1994年のインディ500に向けてイルモアによって開発された「プッシュロッドエンジン」に関与することになる。
1994年のインディ500に投入されたメルセデス・ベンツ・500Iエンジンの性能は圧倒的で、この年の同レースを席巻することになった。

#### インディ復帰に至る経緯
1991年頃、メルセデス・ベンツはF1参戦を目指すにあたってイルモアと交渉を行っていた（詳細は「#F1復帰に至る経緯」を参照）。当時、イルモアの株式は創業者のマリオ・イリエンとポール・モーガン、それにロジャー・ペンスキーとゼネラルモーターズ（GM）を加えた四者で折半されており、それぞれが25%ずつの株式を保有していた。ロジャー・ペンスキーは北米で多角的に事業展開している人物で、そのひとつであるトラックリース会社はダイムラー・ベンツの大口取引先でもあったことから、メルセデス・ベンツ社とペンスキーは自然と接近することになった。
その頃にイルモアが作っていたCART用のエンジンはシボレーのバッジを付け、ロジャー・ペンスキーが経営するレーシングチームであるチーム・ペンスキーなどに供給されていた。イルモアとシボレーの契約は1993年秋までというものであり、両者ともにその契約をあまり積極的には延長しようと考えていなかったため、メルセデス・ベンツ社はGMと数か月に渡って交渉を行い、その結果、GMは手を引くこととなった。イルモアは新たにメルセデス・ベンツ社と契約を結び、1995年からはイルモアのCART用エンジンに「メルセデス・ベンツ」のバッジを付けることと、初年度はチーム・ペンスキーに独占かつ無償でそのエンジンを供給することが決定した。

#### プッシュロッドエンジン
1990年代初頭、アメリカのインディカーシリーズ（Indy Car World Series）の運営や規則の策定は基本的にはCART（カート、Championship Auto Racing Teams）によって統括されていたが、その内の1戦で、同シリーズにとっての看板レースとなっていたインディ500のみ、アメリカ合衆国自動車クラブ（USAC）によって管理されていた。
両者は同じ車両を走らせるため、基本的には同じテクニカルレギュレーション（技術規則）を使用していたが、規則の中には微妙な相違点も存在した。エンジンについては、CARTで使用が許されているのは2,650㏄以下の8気筒のOHCエンジンだった。一方、インディ500で適用される（USACが策定した）規則では、量販車に搭載されたOHVエンジン（プッシュロッドエンジン）のシリンダーブロックをベースにしたエンジンを使用する場合（かつ1気筒あたり2バルブの場合）、排気量は最大3,430㏄まで許可されており、加えて、ターボチャージャーのブースト圧（過給圧）の点でも優遇する扱いになっていた。この規則は量産車の安価なエンジンをベースとすることを奨励し、高価なレース専用エンジンとも競えるようにすることで、小規模なエンジンビルダーでも参入しやすくすることを目的として設けられたものである。この時点で、マリオ・イリエンは、その規則であれば、プッシュロッドエンジンは通常のOHCエンジンよりも大きな出力が見込め、性能的な優位性を引き出せる可能性があるということに気づいていた。
1993年、USACは翌年からは「量販車のシリンダーブロック（ストックブロック）を使用しなければならない」という規制を撤廃することを決定した。これでインディ500では「レース専用設計のプッシュロッドエンジン」を搭載して参戦することが可能となり、プッシュロッドエンジンの優位性はより確実なものとなった。

#### 「ビースト」500Iエンジンの開発

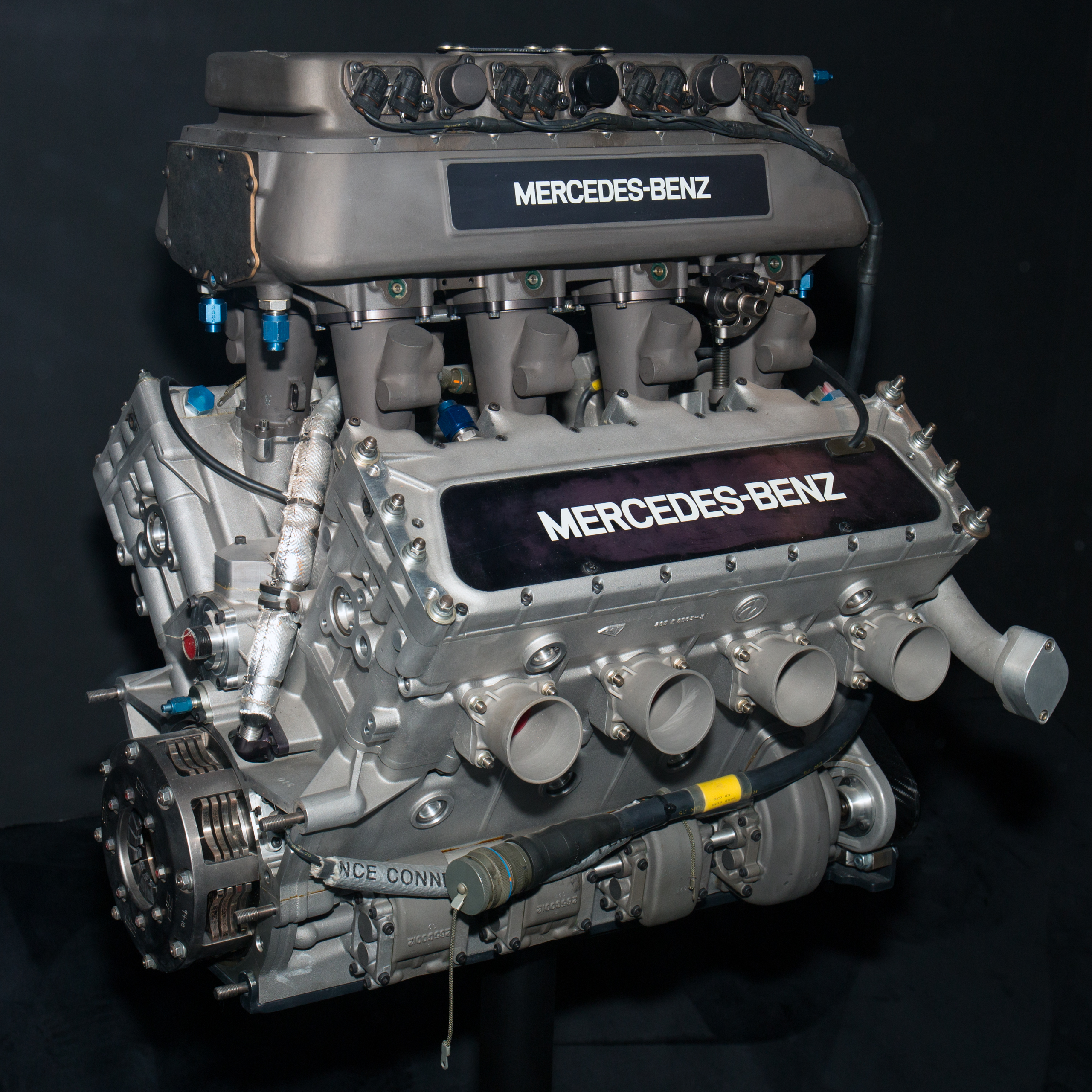
500Iエンジン（1994年）

1993年4月、イリエン、モーガンとロジャー・ペンスキーは、1994年のインディ500に向けてプッシュロッドエンジンの開発を進めることに合意し、イルモアで開発が密かに始められた。技術規則の上でプッシュロッドエンジンの優位性を見つけることができたとしても、プッシュロッドエンジンはインディカーシリーズの他のレースでは使用できないエンジンであり、インディ500というただ1戦だけのために用意することになるため、常識的に考えれば、投入はコストの面から現実的ではなかった。それだけに、もしもイルモアがプッシュロッドエンジンの開発を行っていることが露見すれば、ライバルたちが使用の禁止を訴え始めることは明らかだったため、開発とテストは極秘裏に行われた。
1994年1月、イルモアはプッシュロッドエンジンを完成させた。開発に要したのはわずか10ヶ月だった。開発を始める以前、イリエンはロジャー・ペンスキーに対して、プッシュロッドエンジンであれば930馬力から940馬力は見込めると請け合っていた。1993年にペンスキーが使用していたイルモアのOHCエンジン（265C）の最大出力が780馬力であったから、イリエンの構想はそれを150馬力も上回るものだったが、実際に完成したプッシュロッドエンジンは事前の想定を大幅に上回り、1,024馬力もの驚異的な出力を達成していた。
このエンジンの開発は全てイルモアとペンスキーによって極秘裏に行われた。ほぼ完成という段階になって、資金提供を依頼するため、ロジャー・ペンスキーは翌年からパートナーとなる予定のメルセデス・ベンツ社にも参画を要請し、社長のヘルムート・ヴェルナーはこれを了承した。
こうして、レースの1ヵ月前の1994年4月、このプッシュロッドエンジンには「メルセデス・ベンツ・500I」という名前が付けられた。その驚異的な性能から、このエンジンはチーム・ペンスキーから「ビースト」（The Beast）のニックネームを与えられ、その後もしばしばこの名で呼ばれることとなる。

#### ペンスキー・メルセデスの圧勝
1994年5月、ペンスキーは3台のペンスキー・PC-23をインディ500に投入し、いずれにも500Iエンジンを搭載した。
目論見通りプッシュロッドエンジンは強力な武器となり、ペンスキーはこのレースを席巻した。このエンジンは他のチームのエンジンより出力が200馬力ほど優れていたことに加えて、燃費も良く、他チームよりも給油のためのピットインの回数を減らすことができ、圧倒的なアドバンテージを築いた。200周で争われるレースの大部分はペンスキーのエマーソン・フィッティパルディがリードし、3位以下を周回遅れにしてしまうほどの大差を築いたが、184周目にほぼ1周遅れで2番手を走っていた同じペンスキーのアル・アンサーJr.の後ろを走っていた時にコーナーでクラッシュしてリタイアしたため、アンサーJr.が優勝を飾った。
開発開始前からの懸念通り、高性能すぎたこのエンジンはライバルたちからの反発を招き、事実上の禁止となり、500Iエンジンはこの1戦限りの使用となった。

### CART参戦（1995年 - 2000年）
CARTにおいて、1995年シーズンからイルモアのエンジンは「メルセデス・ベンツ」の名で供給され、フル参戦初年度に6勝を達成し、その内の4勝を挙げたアンサーJr.はドライバーズ選手権2位を獲得した。
1996年の停滞期を経て、1997年にメルセデス・ベンツは8勝を挙げ、エンジン製造メーカーに与えられるマニュファクチャラーズタイトルを獲得した。
この時期、CARTとIRLは分裂し、ペンスキーらメルセデス・ベンツエンジンの供給先はCARTに残り、インディ500への参加はなくなった。1998年シーズン以降は成績も振るわず、ダイムラー（当時はダイムラークライスラー）はこうした状況で徐々に関心を失い、2000年シーズンの終わりにアメリカでの活動から撤退した。

## スポーツカーレース
スポーツカーレースは明確なレースカテゴリーとして確立した時期が比較的遅く、1914年以前（第一次世界大戦以前）のレースについてグランプリレースとスポーツカーレースを区別することは不可能であるとされている。メルセデス・ベンツとして、明確に「スポーツカー」でレースに参戦をしたと言える初期の例は、市販車のメルセデス・ベンツ・S（W06）をレース用に転用し始めた1920年代後半に見ることができる（この時期の詳細は「#「ホワイト・エレファント」を参照）。
メルセデス・ベンツのスポーツカーレース活動は第二次世界大戦後に大きく3度行われており、300SL（W194）と300SLRで参戦した1950年代前半の例（→#300SLと300SLR）、スイスのレーシングカーコンストラクターであるザウバーと組んで参戦した1980年代後半から1991年までの例（→#グループC）、FIA GT選手権に参加するためにGT1/LMP車両を製造して参戦した1990年代後半の例（→#GT1/LMGTP）である。この項目ではそれらについて述べる。

### メルセデス・ベンツと初期のル・マン24時間レースとの関係
メルセデス・ベンツにとって、ル・マン24時間レースへの参戦は常に重要な活動となるが、最初からそういう位置付けだったわけではなかった。
フランスのル・マンで開催されているル・マン24時間レースは初開催された1923年の時点では地方都市における小さなレースでしかなく、当時のダイムラーやベンツのような、グランプリで覇を競っていた自動車メーカーが関心を示すようなものではなかった。ダイムラー・ベンツが初参戦したのは1930年の第8回レースで、その時も自社チームとしての参戦はその1回のみで終わり、続く数年はプライベーターがSSKで細々と参戦するのみだった。その後、1930年代から第二次世界大戦を挟んで1940年代までの間、同レースはフランスの小規模メーカーに加えて、イギリスのベントレー、アストンマーティン、ジャガー、イタリアのフェラーリといった比較的新興のメーカーの参戦によって国際レースとしての地位を徐々に確立していった。この段階に至って、ダイムラー・ベンツはル・マンを制覇する対象のひとつとして認識するようになった。

### 300SLと300SLR（1952年、1955年）
1951年、ダイムラー・ベンツはモータースポーツへの復帰を決定したが、新たなグランプリであるF1用の車両をいきなり用意することはF1をとりまく規則や自社の財政状況などの事情から難しかったため、レース部門はまずスポーツカーレースから始めることにした。1951年のル・マン24時間レースを制したジャガー・Cタイプが市販車のXK120からの派生車だったように、当時としてはこれは成果が充分見込める方法だった。

#### 300SL（W194・1952年）

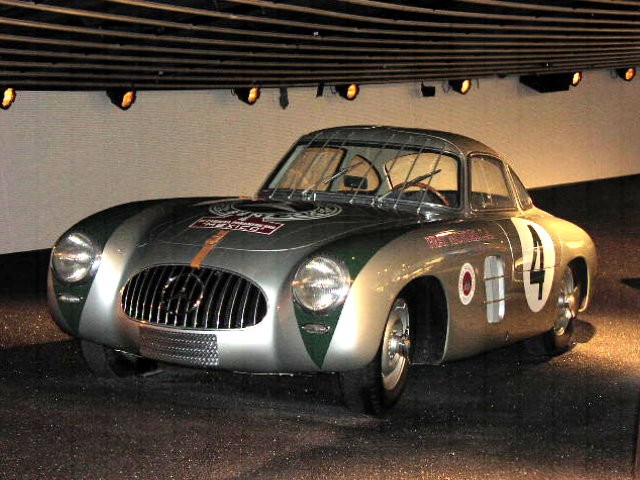
300SL（W194・1952年カレラ・パナメリカーナ優勝車）

ルドルフ・ウーレンハウトに率いられたレース部門が最初に開発したのが、1952年の300SL（W194）である。同車はこの年のル・マン24時間レースやカレラ・パナメリカーナを制し、メルセデスチームに幸先の良い復帰をもたらした。しかし、1953年はF1復帰の準備を優先することになったため、その活躍は1952年の1年のみで終わった。
- 300SL（W194）の開発

ダイムラー・ベンツの取締役会はスポーツカーレースへの参加を決定したが、どういった車両を開発するかはウーレンハウトに一任された。取締役のナリンガーが「3リッターセダン」をベースにしてはどうかと示唆したこともあって、ウーレンハウトは自分が開発して1951年に発売された市販車の300（W186）を新たなレーシングカーの基盤とする方針を立てた。そうして、同車が搭載する排気量3,000cc・直列6気筒のM186エンジンと同車の駆動系全てのコンポーネントを流用しつつ、レース部門はそれらをウーレンハウトのアイデアになるチューブラー・スペースフレームの車体に組み込み、「300SL」（W194）を完成させた。
- レースにおける活躍

300SLはまず1952年1月のモンテカルロラリーに持ち込まれ、以降は5月のミッレミリアを目標に定めてテストが重ねられた。そのミッレミリアでは3台の300SLを出場させたものの、2位、4位に終わり、優勝を手にすることはできなかった。
1952年の最初の大きな成果は6月に開催されたル・マン24時間レースにおける優勝である。このレースは幸運に恵まれた面も大きく、ゴルディーニを駆って独走でレースをリードしていたピエール・ルヴェーがゴールまで残り1時間となったところでエンジントラブルによりリタイアしたことで、それまで2位に付けていたラングとフリッツ・ライスの組が勝利を拾い、2位にはこのレースのみメルセデスチームからスポット参戦していたテオ・ヘルフリッヒとヘルムート・ニーダーマイヤの組が入り、メルセデスチームはル・マンにおける初勝利を1-2フィニッシュで飾った。
ル・マンで優勝して以降は勢いに乗り、続くニュルブルクリンクにおけるレースも1-2フィニッシュで制し、11月にメキシコで開催されたカレラ・パナメリカーナでも1-2フィニッシュを飾る。当時の同レースはメキシコを舞台に3,000㎞に及ぶ行程を走り抜くというもので、ヨーロッパやアメリカからトップクラスのドライバーたちが参戦し競われ、米国の自動車雑誌では「世界最大のスポーツイベント」と評するものもあるほど大きなイベントだった。このレースで優勝したことで、300SLは世界で最も強力なスポーツカーのひとつとみなされるようになった。
- 300SL（W194/11・1953年）

1952年8月、ダイムラー・ベンツの取締役会が翌年もスポーツカーレースに参戦を続けることを決定したため、ウーレンハウトは300SL（W194）のアップデートを進める。
同年12月には概要をまとめ、ガソリン直噴式エンジンの搭載、トレッドの縮小によるドラッグの低減、重量配分の最適化を通して改善を図ることにした。この中で、直噴式エンジン「M198」の採用と、トランスアクスルの採用は特に画期的な物となる。ハンス・シェレンベルクとカール・ハインツ・ゲッシェル（Karl-Heinz Göschel）によって開発されたM198エンジンは、後にF1カーのW196Rや、後述の300SLR（W196S）のM196エンジンへと発展する。
しかし、1954年からF1に参戦することが決定し、そちらにリソースを集中させるため、1953年のスポーツカーレースへの参戦は見送るという決定が下される。そのため、この車両は300SLの11号車として試作車が1台作られたのみで、レースに参戦する機会を得ることはなかった。
- 300SL（W198・1954年）

300SL（W194）は後に市販バージョンとして300SL（W198）が発売されることになり、この市販車の設計もウーレンハウトが手掛け、同車はメルセデス・ベンツを代表する車両として知られるようになる。この車両はレース用に開発されたわけではなかったが、プライベーターによって、ラリーや長距離の公道レースなどで用いられた。

#### 300SLR（W196S・1955年）

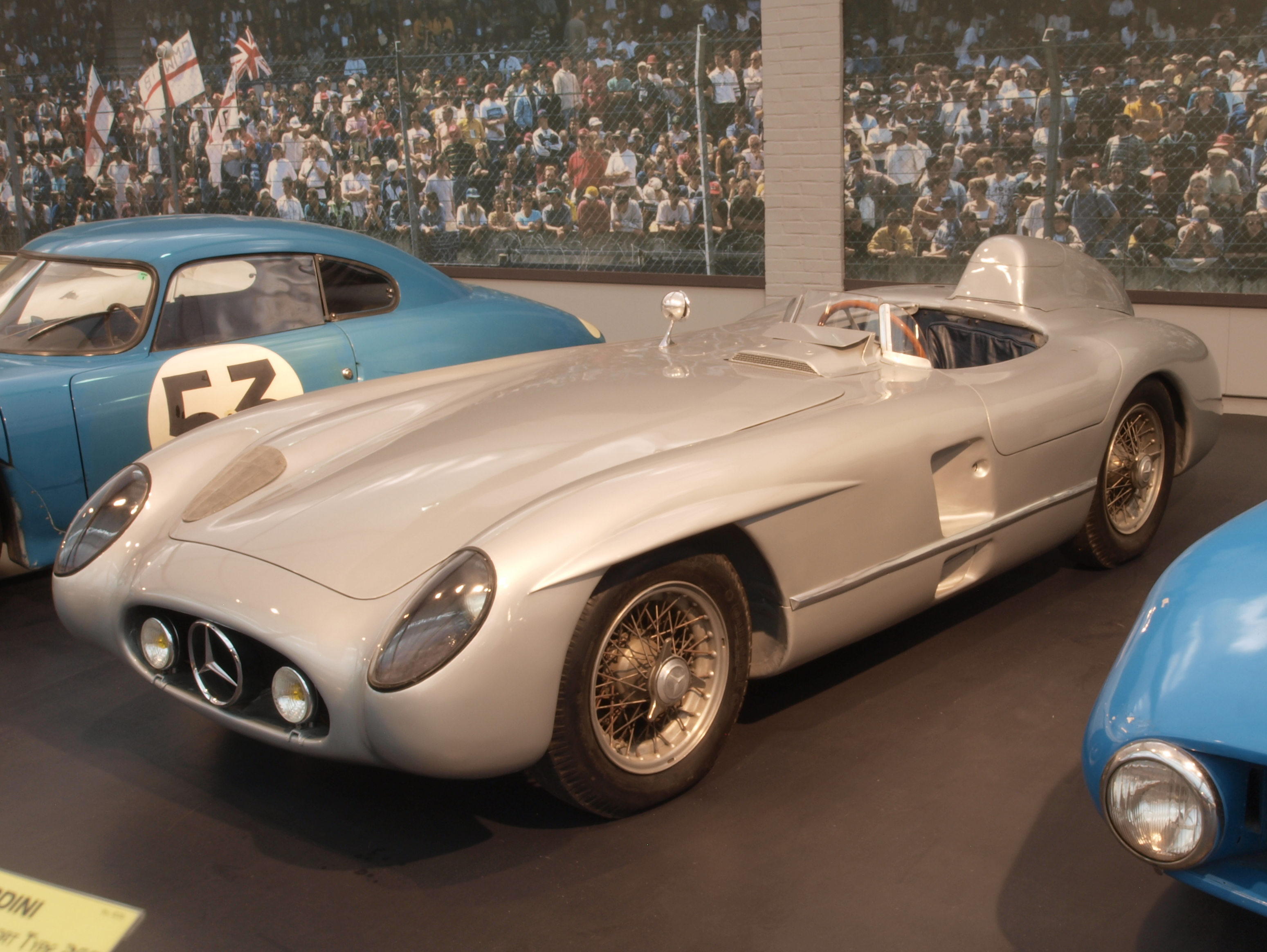
300SLR（1955年）

1952年の300SL（W194）はチームに充分な成果をもたらしたが、メルセデスチームを率いるノイバウアーは「より強力なエンジン、5速のトランスミッション、強力なブレーキと16インチホイール」を備えた更なる高性能車両をレース部門に求めた。
しかし、F1参戦に忙殺されたメルセデスチームは1953年と1954年はスポーツカーレースに参戦する余裕がなかったため、復帰は1955年のこととなる。
1955年に投入された300SLR（W196S）はF1用のW196Rを転用したもので、非常に高い性能を誇った。全6戦で開催されたこの年の世界スポーツカー選手権で、第3戦からのデビューで4戦のみの参戦だったにもかかわらず、途中棄権したル・マンを除く3戦で優勝し、この年の選手権タイトルを獲得した
- 300SLRの開発

同時期にF1用の車両も準備をする必要があり、フォーミュラ1車両とレース専用スポーツカーを同時に開発することは現実的ではないとダイムラー・ベンツの技術陣は考え、このレース専用スポーツカーは基本的な設計をW196と共有した車両として開発された。そのため、型番も共有して「W196S」となるが、この呼び方はフォーミュラ1車両の「W196R」との混同を生じさせるため、技術陣の間では早くから「300SLR」と呼ばれた。その名称から発表当初から「300SL」の発展形と思われがちだったが、車両としては全く関連がなく、両車の関係を当時のジャーナリストのデニス・ジェンキンソンは「要するに排気量が3リッターであること以外、何の関係もない」と端的に評した。
その3リッターのエンジンは排気量こそ異なるが、基本構造はF1用の2.5リッターのM196エンジンそのままで、ボア径とストロークをそれぞれ伸長することで排気量を増大させている。エンジン特性も高回転時の大きなトルクはスポーツカーレースではそれほど必要としないと考え、最高回転数は落とされ、ストローク長が長くなっているにもかかわらず、ピストンスピードもM196エンジンよりも低く抑えられている。エンジン重量の増大に対応するため、レーシングカー用のエンジンとしては初めて、アルミニウム合金製のシリンダーブロックを採用して軽量化が図られた。
エンジンとボディ以外はW196Rとほぼ同じである。300SLRはW196Rより200㎏から300㎏ほど重いが、エンジン出力は300SLRのほうが大きく、速さの点で両車両の性能差はほとんどなかった。1954年9月にモンツァで行われた最初のテストでファンジオが記録したタイムは、自身がW196Rで樹立した当時のラップレコードと比べ、走り始めからわずか3秒落ちるのみだった。
- レースにおける活躍

1954年当時、スポーツカーレースにおける強豪であるジャガー（Dタイプ）やフェラーリは3,400㏄以上のエンジンを搭載しており、それに3,000ccのエンジンの車両で対抗するのは「子供が大人に喧嘩を仕掛けるようなもの」だと言われた。
しかし、デビューした300SLRは無敵といってよい活躍をし、5月のミッレミリアで優勝したのを皮切りに、同月のアイフェルレンネン、8月のスウェーデングランプリ、9月のRACツーリストトロフィー、10月のタルガ・フローリオ、といった出場したレースのほとんどで優勝を飾った。
- 1955年ル・マン24時間レースの事故

1955年6月に開催されたル・マン24時間レースで、ピエール・ルヴェーが駆る300SLRが関連した事故が起こり、宙を舞った300SLRは観客席に飛び込み、80人以上の観客を死亡させる事故を起こした。
事故後もレースは続けられたものの、チームとしてはそれどころではなく、ノイバウアーからの連絡により本社では取締役会が緊急で開かれ、ノイバウアーは電話で本社と話し合いを重ねた。この間にスタートで出遅れていたファンジオ組がジャガーのホーソーンを抜き去りトップに浮上していたが、「多数のフランス人の屍の上で、ルマンをドイツが制す」といった見出しが新聞上に踊れば、それはダイムラー・ベンツにとっては致命傷となりかねないとの判断が下る。そうして、事故発生からおよそ7時間後の午前1時40分、メルセデスチームは死者に弔意を示しレースを棄権することを決定してサーキットを去った。
ル・マン以前の時点でF1からの撤退は決定していたが、ダイムラー・ベンツの取締役会はスポーツカーレースからの撤退も決定し、この年のシーズン後、同社はモータースポーツ活動そのものを休止することを発表した。（「#撤退（1955年）」も参照）

### グループC（1985年 - 1991年）
| 1980 | (グループC規定が公表される)                    |
| 1981 | (ダイムラー・ベンツ有志がザウバーと協働開始)   |
| 1982 | (ザウバー初のグループCカー、C6による参戦)      |
| 1983 | (ザウバーへのエンジン供給が非公式に承認される) |
| 1984 | (M117HLツインターボエンジンの開発)             |
| 1985 | ザウバーへのエンジン供給開始                   |
| 1986 | スポーツカー世界選手権のレースにおける初勝利   |
| 1987 | ザウバー・C9登場                               |
| 1988 | メルセデス・ベンツ、ワークス活動再開           |
| 1989 | シルバーアロー復活。ダブルタイトル獲得         |
| 1990 | ダブルタイトル連覇                             |
| 1991 | 不振のシーズン 撤退（11月）                    |

1955年に自動車レースから撤退したダイムラー・ベンツはその後は、ラリーを例外として、モータースポーツ活動を行わなくなっていた。1980年代になって、同社は活動の休止を解くことになるが、それはスポーツカーレースにおける関与を契機とするものだった。
ダイムラー・ベンツは、グループCカーで争われていたスポーツカー世界選手権を戦っていたザウバーに1985年から非公式にエンジン供給する形で関与し始め、1988年から本格的にレース活動を再開し、「ザウバー・メルセデス」として強豪の一角を占めるに至る。同選手権には1991年まで参戦し、その短い参戦期間において、ル・マン24時間レースで総合優勝1回（1989年）、世界選手権でザウバー・メルセデスとしてチームタイトル2回（1989年、1990年）という結果を残した。
この記事では、各シーズンの内容や車両の詳細は大略に留め、活動において「メルセデス・ベンツ」が果たした役割を中心に記述する。

#### スポーツカーレース復帰に至る経緯
ダイムラー・ベンツとザウバーとの関わりは、レース参加に意欲を持っていたダイムラー・ベンツのエンジニア有志たちが余暇のボランティアとして、ザウバーに協力を始めるという形で始まった。やがて、その活動は、購買層の若年化のための方策を探していたダイムラー・ベンツ中枢の目に留まり、メルセデス・ベンツの自動車レース活動再開へとつながっていくことになる。
- グループC規定が生まれた経緯

1970年代後半、スポーツカーレースはグループ5とグループ6の2つの規定に基づいたレース用車両で争われていたが、どちらも自動車メーカーを惹き付けることができずにいた。スポーツプロトタイプカーによるグループ6は、1978年のルノー（アルピーヌ・A442、A443）の撤退以降はポルシェ（936）の一人勝ちとなって盛り上がりを失った。量産車により近い位置付けのグループ5は、自動車メーカーにとって参戦しやすいカテゴリーだったが、ポルシェやプライベーターが走らせていたグループ6車両（レース専用車両）にル・マン24時間レース等で太刀打ちすることは不可能であることから、やはりメーカーからの人気を失っていった。
そうした状況から、FIAの下部組織である国際自動車スポーツ連盟（FISA）は、1979年から新たなスポーツカー規定の検討を始め、1980年に「グループC」規定が策定される。第2次オイルショック（1979年）の影響下にあった当時の情勢を背景に、この規定は「限られたエネルギーで最大のパフォーマンスを実現すること」をテーマとして策定され、この方針はFISAのテクニカルワーキンググループを構成する各自動車メーカーからの支持を受け、1982年から施行されることが決定されるに至る。
- ダイムラー・ベンツの「リビングルームテーブルクラブ」

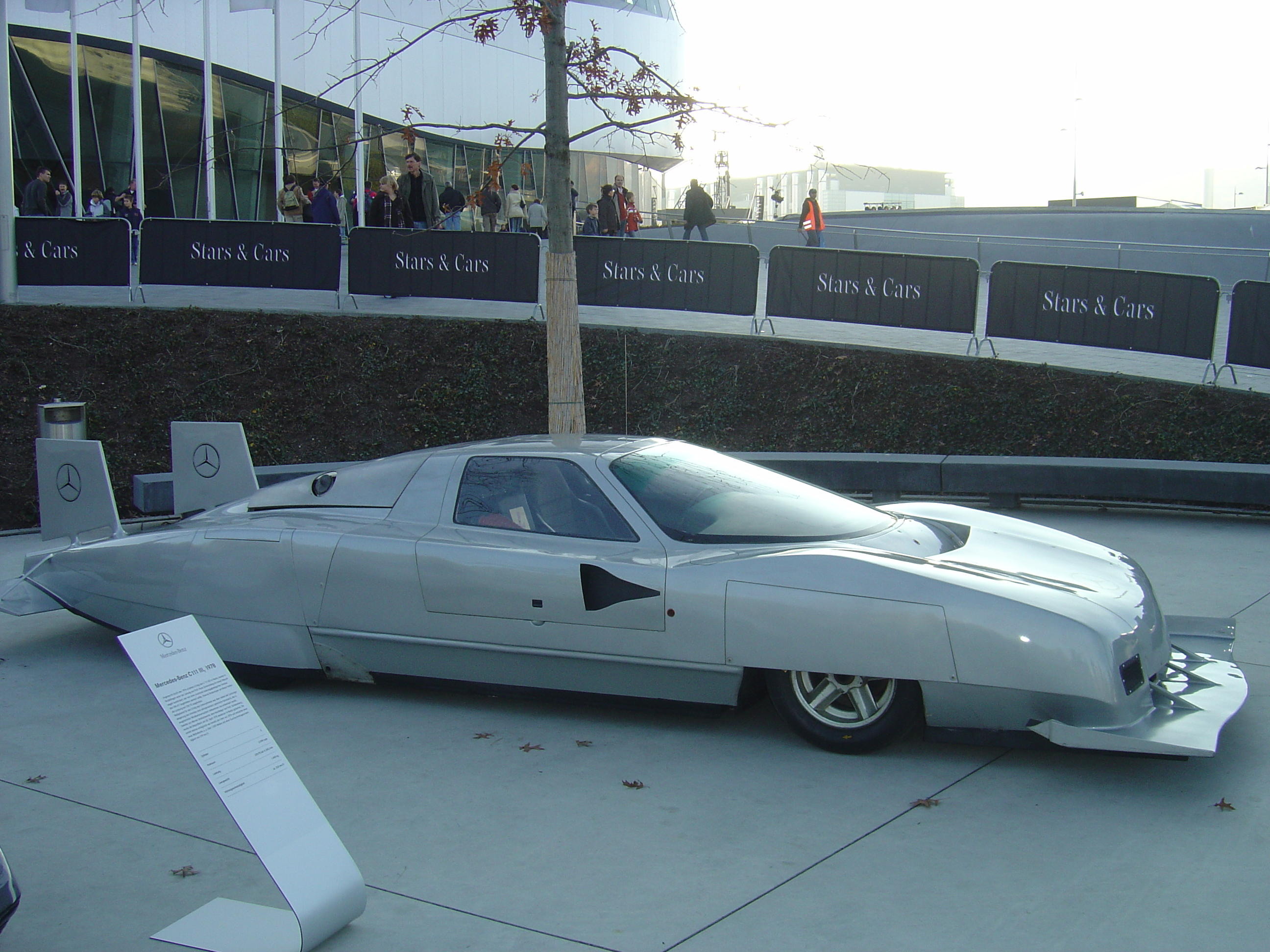
C111-IV（1979年）

1955年以来、サーキットにおけるレース活動から遠ざかっていたダイムラー・ベンツだったが、1970年代を通じて試験車両シリーズであるC111によって空力やエンジンの効率性を追求しており、グループCによって示された方針は同社のエンジニアたちの関心を大いに惹き付けるものだった。いつしか、ダイムラー・ベンツ社内では有志がランチタイムや週末に集まり、C111-IVに搭載されたV型8気筒ターボエンジンであるM117を搭載したグループCカーの構想を練るようになっていった。
この集まりのメンバーは、車体設計のレオ・レスとロルフ・ホルツァフェル、ラリー用エンジンの開発をしていたウォルフガング・ミュラー、空気力学を専門とするルディガー・フォールとヘルムート・ユリヒャーの5名で、「リビングルームテーブルクラブ」と呼ばれた。フォールが自宅の「リビングルーム」と全体的なコンセプトを提供し、ユリヒャーが図面を引き、彼らは1981年初めにはグループCカーの設計図を完成させたが、それを実現させる資金などあるはずもなく、活動はそこで停滞を余儀なくされる。
1981年8月、ルディガー・フォールは、人づてに彼の名を聞いたスイスのコンポジット会社のジーガー&ホフマン（Seger & Hoffman）から「1982年のグループCカー製作のため、空力の専門家を探している」と問い合わせる電話を受けた。フォールはただ一言、「我々はデザインを既に完了しています」と返答した。
同社に製作を依頼していたのはペーター・ザウバーであり、これがザウバーと「リビングルームテーブルクラブ」の協働の端緒となる。
- ザウバー・C6（1982年）

こうして、ザウバー、シーガー&ホフマン、「リビングルームテーブルクラブ」は、ザウバー初のグループCカーである「C6」の開発を開始した。
ザウバーがアルミモノコックの車体を受け持ち、シーガー&ホフマンがボディカウルなどの製作を担当し、これらはレスとユリヒャーが助けた。問題になるのはエンジンだった。「リビングルームテーブルクラブ」は当然のようにM117エンジンを同車に搭載するつもりだったが、彼らの活動は完全にダイムラー・ベンツの業務外のことであり、M117エンジンを使用するにはC111の開発を所管する乗用車開発部門（アドバンスド・エンジン・リサーチ・センター）の許可を必要とした。同部門の責任者で同社取締役のヴェルナー・ブライトシュベルトはエンジンの提供に難色を示し、「ザウバーのプロジェクトはC111の延長線上にある」というフォールらの主張を却下し、ペーター・ザウバーもブライトシュベルトにエンジン供給する意思がないか打診するが、これも返事を保留する形でやんわりと断られた。同様に、当時、グループB参戦計画の頓挫により手つかずで放置されていたコスワース製の2,140㏄ターボエンジンを転用するという案も却下された。
ダイムラー・ベンツの乗用車開発部門は、当時は190（W201）の開発が佳境で、乗用車の開発と試作で手一杯の状態で、余計なプロジェクトに関わっている余裕もなかったためであり、開発部門を預かるブライトシュベルトとしては当然の判断だった。エンジン提供は拒否されたが、フォールらはジンデルフィンゲン工場にある1/5モデル用の古い風洞設備の使用許可をラリー部門の責任者であるエリック・バクセンベルガーを介してブライトシュベルトに求め、これには許可が与えられた。
結局、エンジンはフォード・コスワース・DFVエンジンのボアストローク拡大版である「DFL」を搭載することに落ち着き、C6は名前に「Seger & Huffman / Sauber」の頭文字を加え、「SHS C6」として完成した。
- ザウバー・C7の風洞実験とブライトシュベルトの決断（1983年）

結果として、C6は失敗作となり、それに不満を持ったシーガー&ホフマンはレースから手を引いた。ザウバーと「リビングルームテーブルクラブ」は諦めず、1983年に向けて、レオ・レスの設計になる「C7」を完成させた。
C6で大きな問題となったのはフォード・DFLエンジンが発生する振動で、当のフォード社も不出来なDFLを主な原因として、自社のグループCカーであるC100による参戦を諦めたほどの難物だった。ザウバーにとって幸いなことに、1983年はスイスのエンジンチューナーであるハイニ・マーダーが、ほぼ無償で2基のBMW・M88エンジンを貸与してくれた。
ダイムラー・ベンツ社内では、「リビングルームテーブルクラブ」の活動は正式に認められたものではなかったものの、C111時代のつながりから、空力部門などは彼らの活動を黙認していた。空力を追求するにあたって重要となる剛性試験台と解析用コンピュータの使用は、彼らの活動に好意的だったラリー部門のバクセンベルガーが許可した。しかし、モータースポーツを行っていなかった当時のダイムラー・ベンツは厳密な空力測定をさほど必要としていなかったため、縮尺模型用のムービングベルト（ローリングロード）付き風洞を持っていなかった。より正確な計測を必要とした「リビングルームテーブルクラブ」は、ウンターテュルクハイムの本社施設にあるアドバンスド・エンジン・リサーチ・センターが管轄する1/1風洞の使用を画策する。
1983年5月4日、フォールはウンターテュルクハイムの風洞にBMWエンジンを搭載したザウバー・C7を運び入れ、風洞実験を始めた。この実験は許可されたものだったが、不審に思った風洞オペレーターによって責任者のブライトシュベルトが呼び出される。図らずもテストに立ち会うことになったブライトシュベルトは、そこでC7の仕上がりやテストの様子に魅了されてしまい、（BMWではなく）メルセデス・ベンツエンジンを使うよう注文を付け、モータースポーツ参戦についての企画書を提出するようフォールに言って立ち去った。ダイムラー・ベンツを自動車レース復帰へと方向づけたという点で、この出来事はほぼ半世紀前のキッセルとノイバウアーのやり取りの再現となり、ここから事態は急速に進展していくことになる。
生粋のエンジニアだけで構成された「リビングルームテーブルクラブ」には考えが及ばないことだったが、巨大な自動車企業によるモータースポーツへの参戦は技術開発だけを目的として行えるものではなかった。特にダイムラー・ベンツでは「復帰」となれば、1955年の撤退との兼ね合いであるとか、いずれ「シルバーアロー」の復活まで見据えなければならないことであるとか、考慮しなければならない事柄も多く、サーキットレースに再び参加するためには、取締役会を納得させられるだけの理由付けが必要だった。フォールらが提出してきた企画書は満足のいくものではなかっため、ブライトシュベルトは老練な役員たちを納得させるために、半年に渡って慎重に根回しを行い、額は少ないながらも、グループC用エンジンの開発予算を獲得することに成功した。
1983年10月23日、ダイムラー・ベンツの正式なモータースポーツ活動としてではなく、アドバンスド・エンジン・リサーチ・センターの権限でザウバーへのエンジン供給契約が結ばれた。その6日後の10月29日、当時のダイムラー・ベンツ取締役会会長のゲルハルト・プリンツが心臓発作により54歳の若さで急死するという椿事があり、それに伴い、ブライトシュベルトはその後任として取締役会会長に就任した。以降、ザウバーへのエンジン供給は、ダイムラー・ベンツとしては非公式な活動でありつつも、同社経営陣トップのブライトシュベルトによる後ろ盾を得ることとなる。
- M117HLツインターボエンジンの開発（1984年）

ブライトシュベルトは、ザウバー担当として、ヘルマン・ヒエレス（Hermann Hiereth）と、M117エンジンの開発者であるゲルト・ヴィザルム（Gert Withalm）を任命し、彼らがダイムラー・ベンツ側の責任者となる。グループCカー用のエンジン開発は、ヴィザルムではなく、若手のヴィリ・ミュラー（Willi Müller）が担当するという布陣が構築された。予算の都合上、V8のM117エンジンをベースとするという点は動かせなかったので、ミュラーはグループCの技術規則が定める約1.8km/l以上という燃費効率を満たしつつ、同エンジンで650馬力程度を出力するにはどうすればよいか検討を行った。C111-IVに搭載されていたM117と同じ排気量3,000ccで製作する場合、回転数は7,500rpm、過給圧は1.5バールほど必要になる計算となるが、そのためにはシリンダーブロックを頑丈にする必要があり、重量面でデメリットがあった。比較検討した結果、ミュラーはM117の排気量を5,000ccに拡張し、回転数は6,000rpm程度、過給圧を0.7バール程度に抑えるのが最適という結論に至る。M117エンジンは市販車用に開発されたものであり、コンロッドやピストンなどはレース用に適さなかったため、これらはザウバーに紹介されたハイニ・マーダーの助力を得つつ開発が行われ、ターボチャージャーはポルシェを参考にしてKKK製を装着し、M117HLツインターボエンジンが完成した。
同エンジンの最初のベンチテストは1984年12月に始められ、並行して、ザウバーでは、レオ・レスの指揮の下、BMW M88用に製作されていたC7をM117HLエンジンに適合するよう変更する形で、ザウバー・C8の開発が進められた。

#### ザウバー・メルセデス誕生（1985年）
1985年、あくまで非公式なものではあるが、メルセデス・ベンツはザウバーにエンジンを供給するという形でトップレベルのスポーツカーレースに復帰した。この年の時点では、エントリー名は単に「ザウバー」とし、メルセデス・ベンツの名は車両にも刻まない形となった。
この年から1987年にかけての活動はダイムラー・ベンツとして正式に認めたものではなく、エンジンはダイムラー・ベンツが製造した量販車用エンジン（M117）をハイニ・マーダーがレース用にチューニングしてザウバーに送っている、と、表向きには説明されていた。しかし、実際には、ハイニ・マーダーでチューンしたのは数基のみで、大部分はウンターテュルクハイムで用意したレース用エンジン（M117HL）がザウバーに直接送り届けられており、このことは当時から公然の秘密だった。
一方、あくまで非公式な活動であることから、ダイムラー・ベンツのエンジニアたちはザウバーに協力するにあたって、それまでの「リビングルームテーブルクラブ」と同様、余暇を充てるか、同社に休暇届を出して参加した。
- C8の不発

C8は春も終わろうかという時期になってようやく完成し、6月のル・マン24時間レースに参戦すべく準備が整えられた。準備は順調とはいかず、ホッケンハイムリンクで行われたシェイクダウンで、スプリングが柔らかすぎたことと車高設定のミスからピッチングが発生して、車両前部を破損するというトラブルが発生した。ル・マンの直前に再びホッケンハイムでテスト走行が行われたが、今度はスプリングが固すぎて操縦困難となり、ル・マンには2台エントリーしていたところを1台のみ送り出すこととなる。
ル・マンでもC8の操縦性は最悪で、サルト・サーキットの6㎞に及ぶ「ユノディエール」ストレートでは強力なM117HLエンジンにより370 km/hを軽々と上回ったが、ダウンフォースの不足によりコーナーが致命的に遅く、ライバルのポルシェ・962Cや956Bなどが練習走行で3分20秒台のラップタイムを刻む中、C8は3分37秒を出すのがやっとという有様だった。挙句の果てに、練習走行でユノディエールを走行中、シェイクダウン走行時と同じようにピッチングを起こして車両前部が破壊され、ダウンフォースを失った車両前部が浮き上がって車両が宙を舞う事故を引き起こした。幸い、ドライバーのジョン・ニールセンは無事だったが、この事故により、ザウバーはこの年のル・マンを棄権した。

#### 31年ぶりの勝利（1986年）
この時期、ダイムラー・ベンツが確保した予算はエンジン開発の分だけであり、予算不足に苦しむザウバーに新型車両を用意する余裕はなく、前年不具合を起こしたC8を改修して1986年のレースに挑むことになった。
そんな折、元BMWのモータースポーツ部門の責任者で、当時はIMGにいたヨッヘン・ニアパッシュが、ザウバーの窮状を助けるため、ザウバーにイヴ・サンローランを紹介した。同社は、化粧品ブランドの「クーロス」をPRするため、シリーズ戦であるスポーツカー世界選手権の中でもヨーロッパの数戦でレースのスポンサーを務める予定だったことから、ザウバーのスポンサーとなることにも前向きで、ザウバーがル・マンだけではなく同選手権の数戦にも出場することを条件として契約はほどなくまとまった。
こうして1986年の選手権に挑んだが、その場しのぎの改良ではC8の根本的な遅さはどうにもならなかった。ル・マン直前のシルバーストン戦では、ラップタイムが1分10秒台の同サーキットで、予選時に過給圧を高め700馬力まで出力を増大させたC8は、自然吸気エンジンを搭載して出力は650馬力に過ぎないジャガー・XJR-6にラップタイムで4秒も離されてしまい、シャシーの性能の低さを露呈することになる。
5月末のル・マン24時間レースでは、前年のような不具合こそ起きなくなったものの、予選のラップタイムはポールポジションのポルシェ・962Cから10秒以上も遅く、20秒以上離されていた前年よりはかなり短縮したとはいえ、全く勝負にならなかった。このレースで、メルセデス・ベンツエンジン搭載車両としては、1950年代以来初めて、ル・マン24時間レースの決勝レースを走行したが、出走した2台ともレース半ばでミッションとエンジンを壊してリタイアとなる。
- ニュルブルクリンク1000㎞

ル・マンで惨敗したザウバーは、8月のニュルブルクリンク1000kmを目標に定め、それ以前のレースは全て棄権し、C8の改良を敢行した。クーロスの援助を得たとはいえ予算が少ないことに変わりはないため、改良する箇所を車体底部（フロア）とリアウィングに絞り、ダウンフォースの増強に努めた。その間、ダイムラー・ベンツもM117HLエンジンの改良を進め、過給圧を見直すとともに、ターボチャージャーのタービンを変更することでスロットルレスポンスと燃費を大幅に改善し、燃費を考慮した決勝でも680馬力を出力可能とした。
8月のニュルブルクリンク1000㎞は悪天候のレースとなり、ドライバーのマイク・サックウェルが改良されたC8を駆ってポルシェワークスチームの962Cをオーバーテイクする奮闘を見せ、クラッシュと悪天候を理由に962Cを擁する各チームが棄権したこともあって、ザウバー・メルセデスは初優勝を遂げた。ダイムラー・ベンツにとっては、スポーツカーレースでは1955年以来31年ぶり、北コースとGPコースという違いはあるが、ニュルブルクリンクでは1954年ドイツグランプリ以来32年ぶりとなる勝利だった。

#### ザウバー・C9登場（1987年）
1987年シーズン、ザウバーは待望の新型車ザウバー・C9を第4戦から投入した。この年は初期トラブルにより結果にはつながらなかったものの、上位争いが可能となり、その活躍はダイムラー・ベンツを動かすことになる。
- C9の開発

C8で戦うことが限界であることは明らかであり、チーフデザイナーのレオ・レスはC8をウンターテュルクハイムの風洞に入れて問題の洗い出しを行い、そこで得た結果から、フロントとリアのダウンフォース配分、重量配分を適正なものにすることをテーマに据えて、新型車の計画を練っていた。同時に、空力の面ではジャガーに対抗することは難しいと判断し、空力面で劣る分はメルセデス・ベンツエンジンで補うという方針を立てた。
トニー・サウスゲートがジャガー・XJR-6（1985年半ばにデビュー）で持ち込んだカーボンファイバーのモノコックはレスも導入を希望したが、予算の面から不可能だったため、C9では引き続きアルミニウムを用いつつ、ハニカム構造を導入して強度を向上させた。車両内部のレイアウトは大きく見直し、ラジエーターをコクピット脇後方に置くというC8で採用されていた配置（サイドラジエーター）は大きなドラッグを発生させていたため、C9ではラジエーターをフロントノーズ内に配置する形（フロントラジエーター）に変更した。フロントラジエーターにしたことの効果は非常に大きく、車両前部でダウンフォースが発生可能となった上、重量物のラジエーターが移設されたことで前後の重量配分も改善された。
ザウバー・C9は1986年9月には最初の車両が完成し、上記の開発を通じて、C8と比べて30%大きなダウンフォースを獲得した。しかし、ドラッグも大きいという点が問題となり、この解決には時間がかかることとなる。
M117HLエンジンは、ボッシュが新たに開発したエンジンコントロールユニット（ECU）である「MP1.7モトロニックシステム」が組み込まれ、大きな進化を遂げた。従来のECU（MP1.2モトロニック）は燃料噴射と点火だけをコントロールする比較的単純なものだったが、新型ECUは、スロットル開度や吸排気される空気の温度、エンジンの状態といった様々なデータに基づいて燃料噴射、点火、過給圧を最適に制御することが可能な、いわば「エンジンマネジメントシステム」となっていた。
エンジンの出力はC8に搭載されていた時よりもさらに向上し、決勝で700馬力、予選では800馬力以上を出力可能となった。それでいて、ヴィリ・ミュラーの尽力により、コンロッドがチタン化されるなどして、重量は従来より20㎏軽い189㎏となった。C9に搭載するにあたってエンジンは大きく改良されたため、従来型と区別して「M117HL-C9」と呼ばれることもある。
- 動き出すダイムラー・ベンツ

ザウバー・C9は高いポテンシャルを持つ車に仕上がり、予選でも決勝でも上位を争う位置に着くことが可能になったものの、初年度はトラブルも多く、結果にはつながらなかった。しかし、上位争いを始めた「ザウバー・メルセデス」は、ダイムラー・ベンツ本社のマーケティング部門や宣伝部門から関心を寄せられるようになる。当時の同社は購買層の高齢化が悩みの種だったが、ザウバーの活躍により、モータースポーツにおける成功は効果的な宣伝になる（のではないか）という認識が醸成されていった。同年9月1日、ダイムラー・ベンツの取締役会会長はブライトシュベルトに代わって、社内変革を掲げるエツァルト・ロイターとなり、こうした動きは同社をレース復帰の方向に傾かせていくこととなる。
そんな中、9月にニュルブルクリンクで開催されたスーパーカップ最終戦で、ザウバー・メルセデスがポルシェワークスチームの962Cを初めて破って優勝を果たした。
このレースの直後、ダイムラー・ベンツのマーケティング部門は「メルセデス・ベンツにとってグループCによるレース参戦が若い層へのアピールには最適」というレポートをロイターら新首脳陣に提出した。既に1955年のル・マンの事故の記憶は世間から薄れていたとはいえ、この提案はダイムラー・ベンツ首脳陣の間で慎重に検討された。取締役の一人であるヴェルナー・ニーファーは、グループCへの参戦がメルセデス・ベンツの技術力やイメージに利益をもたらすということを訴え、最終的にその意見は支持され、1988年1月12日、ダイムラー・ベンツの取締役会はモータースポーツへの復帰を決定した。

#### ワークス活動の再開（1988年）
1988年1月15日、ダイムラー・ベンツはモータースポーツへの復帰を公表した。これに伴い、同社のモータースポーツ部門全般の代表としてヨッヘン・ニアパッシュが任命された。ダイムラー・ベンツはザウバーへのエンジン供給を正式な活動として承認し、ザウバーのレース活動に資金援助をすることも可能となった。
ワークス体制となったことで、エントリー名は正式に「ザウバー・メルセデス」に改められ、1988年シーズンからは世界選手権にフル参戦を開始した。
この年はミシュランのタイヤトラブルに翻弄されることになり、開幕前テストからタイヤ起因と考えられる不具合が発生し、解決できないままル・マンに挑むこととなった。5月末のル・マン24時間レースでは、予選でまたしてもタイヤトラブルが発生し、ミシュランのエンジニアと原因を探ったものの特定には至らなかったため、大事を取って決勝レースへの参戦は見送った。
ル・マンこそ不本意な結果となったが、選手権では強さを発揮し始め、全11戦中5勝を収め、9戦でポールポジションを獲得した。大量ポイントが得られるル・マンを棄権したことが響き、チームタイトル争いはジャガーに敗れてランキング2位となったものの、互角の戦いを演じ、最終戦ではザウバーとしては同選手権で初となる1-2フィニッシュを飾り、次シーズンに期待を残す年となった。
- ダイムラー・ベンツの参画による変化

ワークス体制となってダイムラー・ベンツが最初に手を付けたのは、テレメトリーシステムの導入である。これはダイムラー・ベンツでは1978年に試験車両のC111-IIIを開発する際に導入と開発を始めたもので、走行中の車両からその時の走行速度、前後横方向のG、エンジンの状況、サスペンションの変位、タイヤの情報といった、車体の主だったデータをピットに電波で送ることができるシステムである。この点では1987年からC9が「エンジンマネジメントシステム」であるMP1.7モトロニックシステムを搭載していたことも好都合となり、このシステムはチームを大いに助けることとなる。
前年末でザウバーとイヴ・サンローランとの契約期間が終了したことから、ダイムラー・ベンツグループの電機メーカーであるAEGが新たなスポンサーとなり、C9のカラーリングは前年の青（ダークブルー）から黒に変更された。イヴ・サンローランとの契約終了により、ザウバーはそのままでは撤退の危機にあったのだが、ダイムラー・ベンツのワークス活動として支援が受けられるようになったことで、継続参戦が可能となり、その投資によってザウバーの本拠地のあるヒンウィルに近代的なファクトリーが新築され、設備は一新された。
人員面では、1987年時点でザウバーは常勤のおよそ12名とパートタイムのエンジニアがいるのみの小規模な開発体制だったが、徐々に増員され、1990年には50名規模にまで拡大し、本格的な開発体制が構築された。これに加えて、ダイムラー・ベンツのウンターテュルクハイムでは100名のエンジニアがザウバー用のエンジン開発に従事するようになった。
ダイムラー・ベンツは資金援助やエンジン開発などの支援を充実させた一方で、現場への介入は行わず、車体開発とチーム運営は引き続きザウバーに一任した。

#### 「シルバーアロー」の復活（1989年）
4月、この年の世界スポーツプロトタイプカー選手権の開幕戦の開催地である鈴鹿サーキットに、ザウバーはシルバーのカラーリングが施されたC9を持ち込み、前触れなく「シルバーアロー」が復活した。
この年はC9も熟成され、ザウバー・メルセデスがポルシェ、ジャガーといったライバルたちを圧倒し、全8戦の選手権で7勝を収め、ザウバーは同選手権に参戦して初のチームタイトルを獲得した。ドライバーもジャン＝ルイ・シュレッサーがドライバーズチャンピオンとなり、ランキングの2位から4位も全てザウバー・メルセデスのドライバーで独占した。
選手権外のレースとして開催されたこの年のル・マン24時間レースは、1-2フィニッシュで制覇し、メルセデス・ベンツとしては1952年以来37年ぶりとなるル・マン優勝を果たした。
- 「シルバーアロー」復活の理由

C9のカラーリングは開幕前の発表会の時点では前年とほぼ同様の黒いAEGカラーであり、開幕戦で銀色に変更された理由は、ダイムラー・ベンツ社副社長でモータースポーツ推進派のヴェルナー・ニーファーの個人的意向だと表向きは説明された。しかし、実際の事情としてはマーケティング部門と宣伝部門の要請によるものであり、ダイムラー・ベンツはこの年の6月に乗用車部門を「メルセデス・ベンツ社」（Mercedes-Benz AG）として独立させる予定だったため、同社の確固たるアイデンティティを示すために行われた施策だった（同社の初代社長にはニーファーが内定していた）。
- C9/89の開発

レオ・レスは、1988年型C9（C9/88）の時点でル・マン以外の「短距離」のレースではC9の性能に自信を持っていたことから、1989年型C9（C9/89）の開発では、24時間レースのル・マンに照準を合わせた開発を行い、ル・マンに合ったロードラッグ仕様の開発を重点的に行った。これにより、L/D値（揚抗比）などの値で、当時最高と信じられていたジャガー・XJR-8と同等の空力性能を持つまでになった。
この年の大きな変更はエンジンである。前年のM117HL-C9エンジンの開発にあたって、2バルブとするより4バルブにしたほうが燃焼効率の点で圧倒的に優れることが判明していた。その時は導入が見送られたが、1989年型C9の開発にあたって、市販車用のM119エンジンの開発ともリンクする形で、4バルブ・DOHCの「M119HLツインターボエンジン」が開発された（排気量は従来通り4,973cc）。熟成に時間を要したものの、4月の開幕戦の時点で、前年の2バルブ・SOHCのM117HLを上回り、決勝で約700馬力、予選では過給圧を高めて925馬力程度の出力を発生させることが可能となった。低回転から大きなトルクを発生するこのエンジンは、この年のC9にとって強力な武器となる。
こうした改良と動力性能の向上により、この年のル・マンのユノディエールでC9/89は最高時速400㎞超えを記録した。

#### C11の登場と「シルバーアロー」の連覇（1990年）

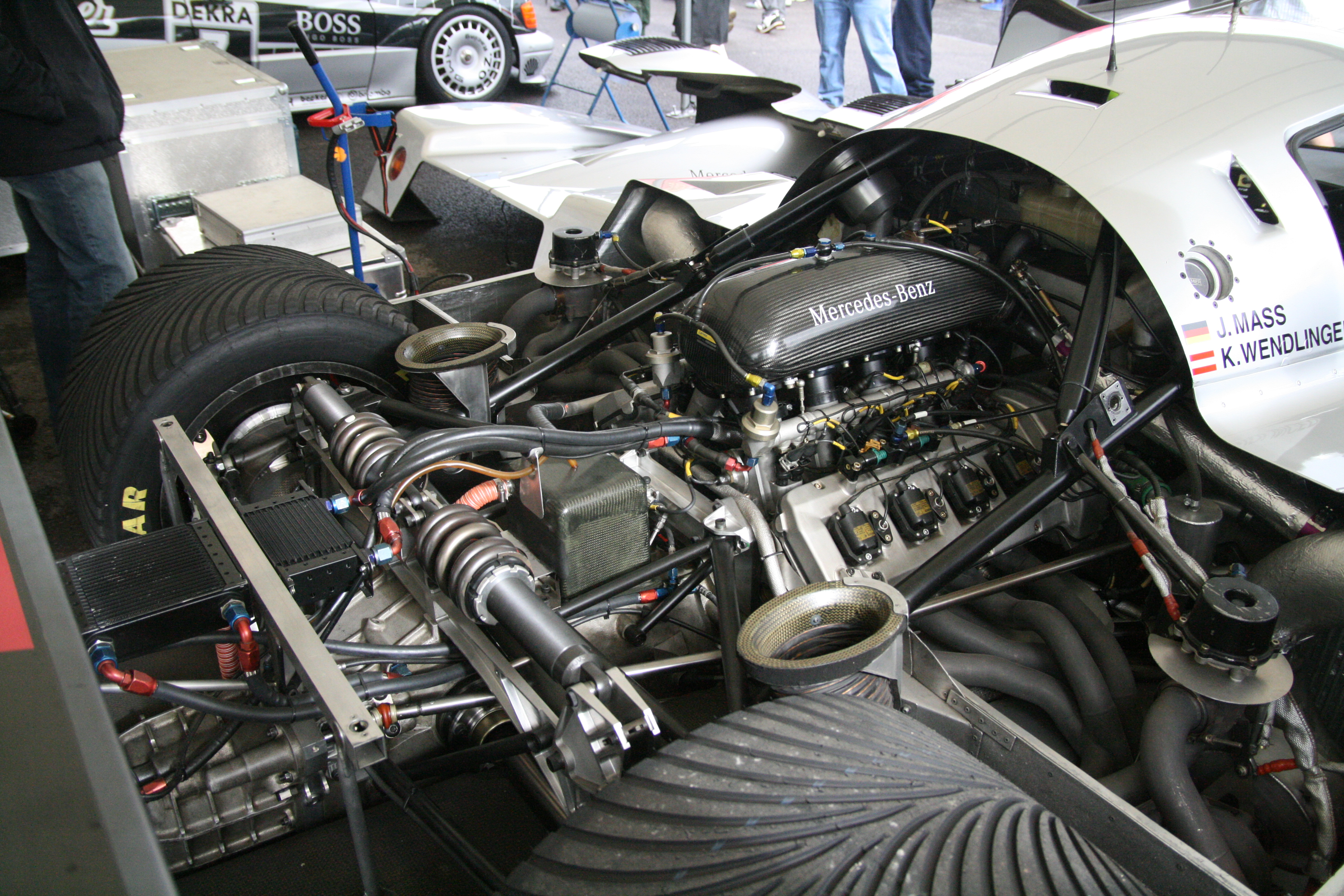
M119HLエンジン

1990年シーズンに投入されたC11から、車両名に「メルセデス・ベンツ」が冠されるようになった。チーム名は「ザウバー・メルセデス」のままで運営体制も変化はなく、同選手権では「チームタイトル」はあっても、F1の「コンストラクターズタイトル」やWRCの「マニュファクチャラーズタイトル」のような車両の製造者に掛けられたタイトルは存在しないため、選手権上の扱いではこの変更は意味を持たなかったが、ボディ各所には前年までと異なり「Sauber Mercedes」ではなく「Mercedes-Benz」と書かれるようになり、メルセデス・ベンツによる関与がより前面に打ち出される形になった。
チームはこのシーズンも席巻し、9戦中8勝、5回の1-2フィニッシュを遂げ、チームとドライバーの両タイトルを連覇した。シートを分け合って参戦したジュニアドライバーの3名は除いて、レギュラーの3名でドライバーズランキングの上位3位を独占した。チームランキングで2位のジャガーに倍以上、ドライバーズランキングで4位のアンディ・ウォレス（ジャガー）に対してレギュラードライバーの3名全員が倍近くのポイント差を付けるほどの圧勝だった。
世界スポーツプロトタイプカー選手権を統括するFISAと、ル・マン24時間レースの主催団体であるフランス西部自動車クラブ（ACO）との間で前年から発生していた対立の結果、この年のル・マン24時間レースも選手権外のレースという扱いになり、前年優勝チームのメルセデス・ベンツは「世界選手権を優先する」として、欠場した。
- C11の開発

C9は1989年のタイトルを獲得したが、元をたどれば1983年のC7の設計に改良を重ねてきた車両であり、そのコンセプトはすでにかなり古いものであった。ダイムラー・ベンツの支援を得られるようになったことで、レオ・レスはC9以前で予算の制約から断念していた新機軸を新型車のC11で取り入れていくこととなる。
1988年からダイムラー・ベンツのワークス体制となったことで、C11の開発にあたって同社の総力を結集することが可能となり、ルティガー・フォールやかつてのC111の開発メンバーが招集され、様々なアイデアが提出された。
C9の分厚いフロントノーズ部がドラッグを生んでいることが指摘され、レスもそのことは以前から気づいていたが、1985年ル・マンの時のように宙を舞うことがないよう、安全面を考慮して保守的にデザインするしかない箇所だった。C9までは、ダイムラー・ベンツのジンデルフィンゲン工場にある1/5スケールモデル用の古い風洞と、ウンターテュルクハイム本社施設の1/1風洞を使って作業していたが、これは煩雑な作業を伴うため、最高時速400㎞で走るレーシングカーの今後の空力開発にはムービングベルトを備えた風洞は不可欠と思われた。この調査にはダイムラー・ベンツの力が使われ、スイスの軍用施設に、ムービングベルトを備え、かつ30%スケールモデルを使用可能な風洞があることが判明し、C11の開発に活用された。こうした開発により、C11の空力性能はC9/89と比べて20%向上した。
C9開発時にレスが希望したカーボンファイバー製のモノコックは予算的には導入可能となり、ダイムラー・ベンツによるワークス体制となった時に、レスはカーボンファイバーコンポジットの研究予算を何よりも先に申請した。製造には専門的な技術が必要となるため、専門家のフランク・コパックを雇い、ザウバーは新たにカーボンファイバーコンポジットの設計製造部門を社内に設けた。ザウバー内に成型用のオートクレーブなどの設備はまだなかったため、C11用モノコックの設計はザウバー内で行いつつ、製作はデビット・プライスとフィル・シャープによって設立された専門会社のDPS社に外注した。
カーボンモノコックの導入により、C11の車体はC9と比べてはるかに高剛性で、かつ非常に軽量に仕上がり、技術規則が定める最低重量の900㎏を下回るため、バラストの配置に自由度が生まれ、重量バランスの調整が容易になった。しかし、C11は本来は1989年の投入を目指して開発されていたが、そうした進歩を実現するため、カーボンモノコックの設計ミスにより、投入が1年遅れることにもなった。
エンジンはM119HLを改良し、ボッシュのECUがMP1.8に更新されたことで、より綿密な制御が可能となった。
タイヤはミシュランには見切りを付け、前年ザウバー・メルセデスが唯一勝てなかったディジョンのレースで優れた働きを見せていたグッドイヤーに注目して、新たに契約を結んだ。
- ジュニアチームの創設

この年、ニアパッシュの発案により、メルセデス・ベンツのジュニアチームが作られ、カール・ヴェンドリンガー、ハインツ＝ハラルド・フレンツェン、ミハエル・シューマッハの3名が選ばれた（→#ジュニアドライバープログラム）。
この3名はザウバー・メルセデスの1台を任され、交代で「教官役」のヨッヘン・マスとペアを組み、1990年の各レースに参戦することとなる。彼らのチームはザウバーのスタッフからは「Learners」（見習い）の意味で「Lチーム」と呼ばれた。3名の中で最も有望視されたのはフレンツェンだったが、9月のドニントンに参戦したのみでジュニアチームから離脱した。2年目となる1991年はヴェンドリンガーとシューマッハの2名がコンビとなって甲乙つけがたい走りを見せ、最終戦では2名とも力走を見せ、ベテラン組でも果たせなかった、この年チーム唯一の優勝を挙げることとなる。

#### 不振のシーズン（1991年）

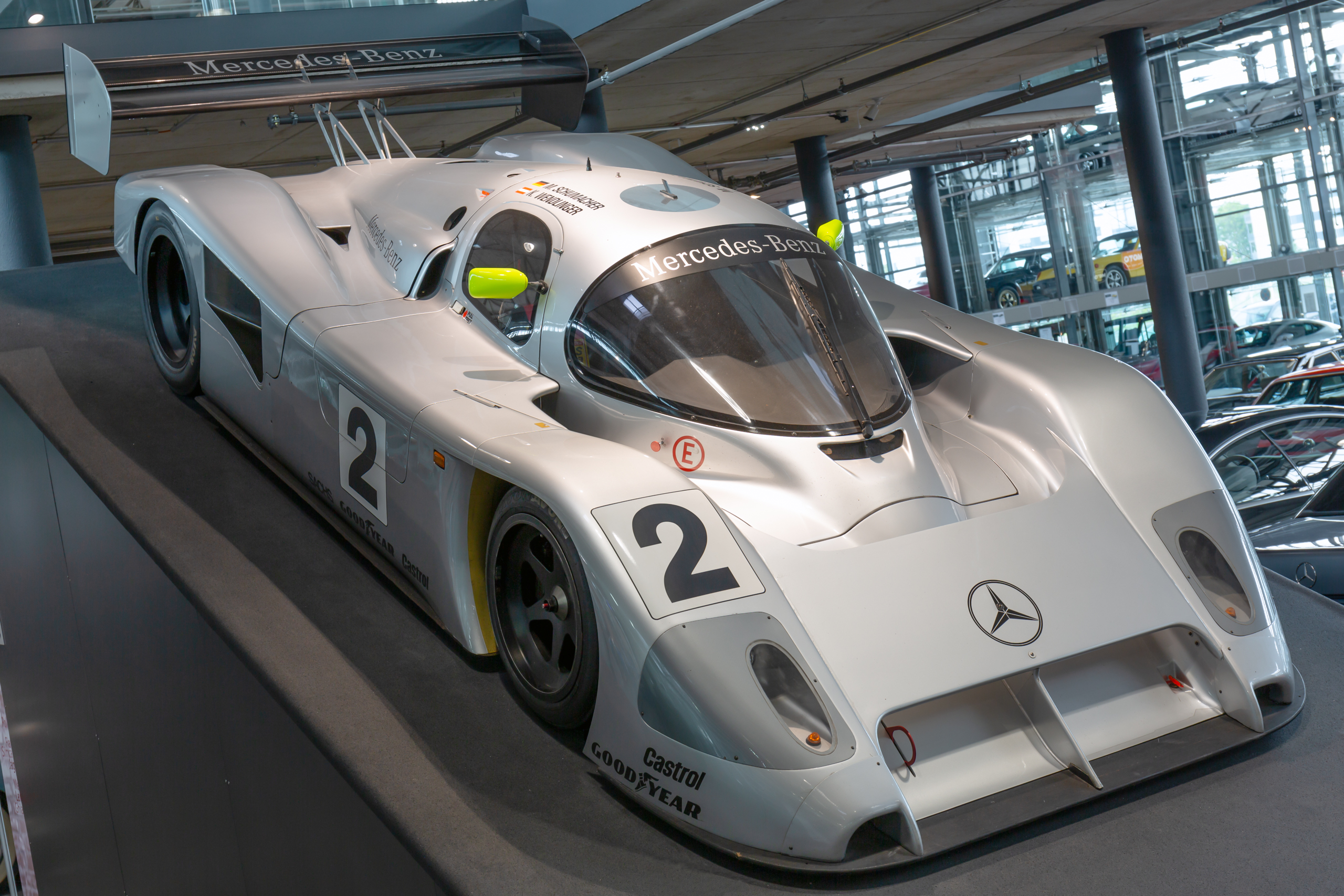
C291 (1991年）

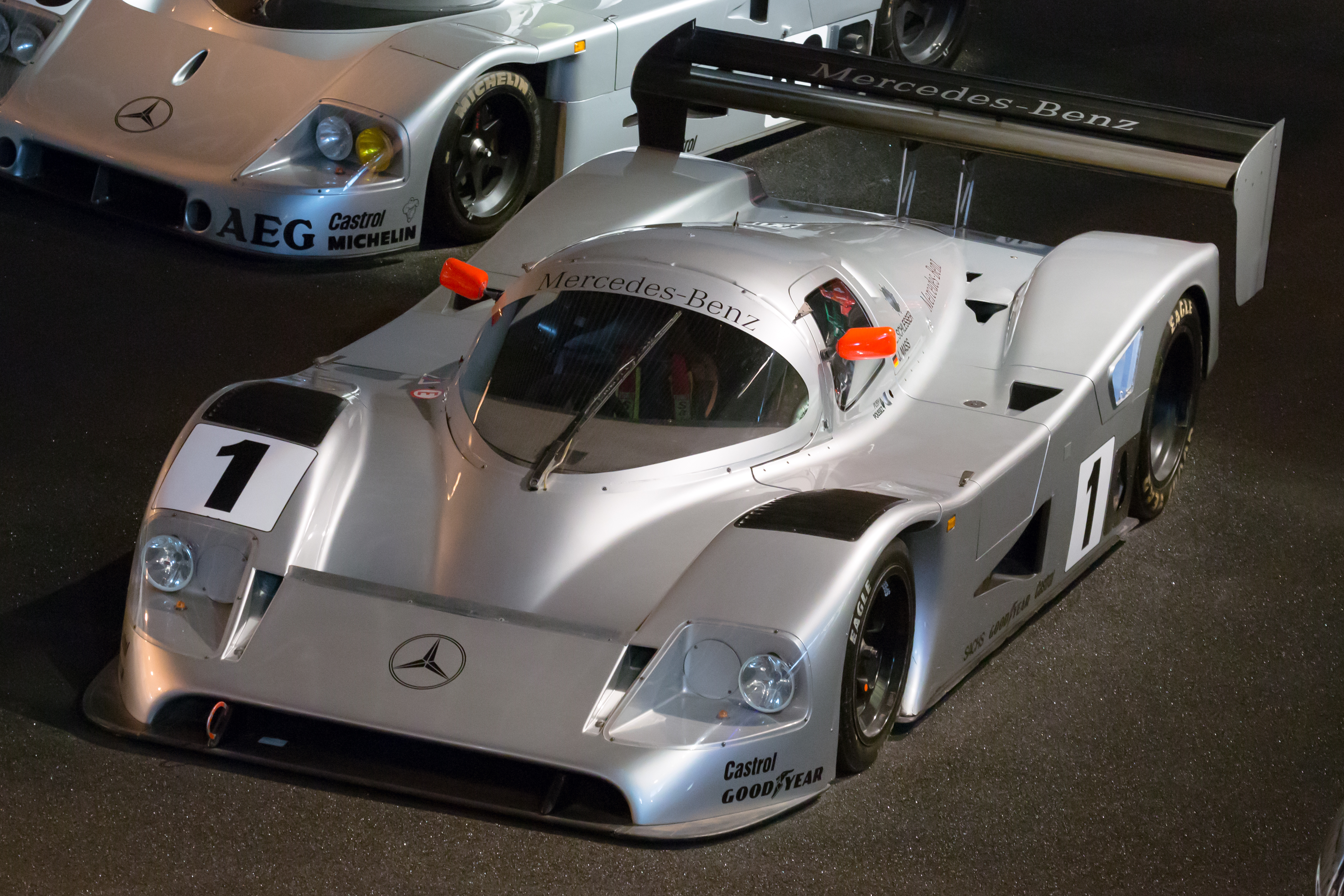
C11（1991年型）

1991年シーズンからはグループCの新規定が施行され、新型車のメルセデス・ベンツ・C291を投入した。しかし、この新型車は完成度が低く、この年は前年までとは一転して陰鬱なシーズンとなった。開幕戦（鈴鹿サーキット）の予選でポールポジションを獲得したジャガー・XJR-14から3.8秒も離されるような状態で、速さに欠けるだけでなく、序盤の数戦は決勝も信頼性不足で完走すらおぼつかないレースが続いた。
この年は全体を通して失意しかないものとなったが、ジュニアチームの伸長は著しく、最終戦（オートポリス）ではヴェンドリンガーとシューマッハの若手同士で組ませた2号車が望外の勝利を遂げた。
- C291の開発

C291では、レオ・レスによる車体設計は成功作であるC11から根本的な変更はされず、この車両では主にエンジンとその周辺が変更された。車体の大きな変更としてはラジエーターの搭載位置が変更され、C8以前と同じサイドラジエーターになった。C9とC11で用いたフロントラジエーターは重量配分の改善には効果があったが、冷却水の入った配管を車両の前部まで伸ばす必要があり、重量が増えてしまう不利があったためこの変更が行われた。フロントノーズ部は、ラジエーターをなくした代わりにウィングが設置されてダウンフォースを生み出すとともに、コクピット脇前部に設けられたラジエーター吸気口への整流の役目を担っている。
ターボエンジン搭載車のC11ではエンジンへの吸気はボディ表面のNACAダクトのみで行われていたが、自然吸気エンジンに変更されたC291では、NACAダクトでは充分なラム圧を得られないことが最初の車が完成してから判明したため、左右のコクピットドア後方に大きなダクトが追加されている。
- 異形のM291エンジン

1991年から始まる新規定では従来存在した燃費についての規制がなくなり、F1と同じ排気量3,500ccの自然吸気エンジンとすることが定められたため、それまで排気量5,000ccのツインターボエンジンを使用していたメルセデス・ベンツ車両はエンジンについては大きな変更を必要とした。
メルセデス・ベンツのグループC用エンジンはそれまで市販車用のエンジンをベースとしたものだったが、新規定への対応を機に、レース専用エンジンとしてバンク角180度のV型12気筒エンジンのM291エンジンが新たに開発された。メルセデス・ベンツが（市販車用からの転用ではない）レース専用に設計したエンジンを投入するのは1954年のM194エンジン以来のことだった。バンク角を180度としたのは、全高を抑えて重心を低くすることと、車体後部底面に幅の広いディフューザーを置くためである。バンク角の狭いV型エンジンとした場合はエンジンの全高が高くなり、車体底面のディフューザーは左右に分割されてしまうことになるが、バンク角が180度で全高の低いエンジンであれば車体の底面をより平坦に設計できるため、幅の広いディフューザーを設置することができる、という目論見だった。
しかし、このコンセプトは通常はエンジン下方向に伸ばす排気管や、エンジン後部に接続するギアボックスの設計に困難を強いることになる。
このエンジンのもうひとつの特徴は、エンジンヘッドとシリンダーを一体化させたモノブロック構造となっている点である。この構造はガスケットからの漏れを防ぐために導入された。それは12気筒を3気筒ずつ分割し、4基のモノブロックで構成されていた。鋳造で作られたこの部品は多くのトラブルを引き起こすこととなり、対策として大量に作ったモノブロックの中から良品のみを選別してレースに使用することになり、この年だけで200基のモノブロック（エンジン50基分）を作ることになった。
デビュー当初、出力の公称値は600馬力で、これはライバルであるプジョー・905 Evo 1 bis（670馬力）やジャガー・XJR-14（650馬力）に後れを取るものだったが、シーズン終盤には出力の点ではプジョーに追い付いていたとされる。トランスミッションは、ザウバーとメルセデス・ベンツのグループCカーとしては初めて、シーケンシャルシフトが採用された。
- C11の再登場

元々の計画では、スポーツカー世界選手権は、1991年から排気量3,500ccの自然吸気エンジンを搭載したグループC「新規定」の車両のみで争われるようになるはずだった。しかし、それだけでは参加台数を確保できないと判断したFISAは、前年までの旧規定の車両を「カテゴリーC2」車両として参加させることを認めた。
「C2」の車両には、新規定車である「C1」の車両以上に活躍してしまわないよう、最低重量や燃料の使用量などでハンデが課されていたため、ザウバー・メルセデスは当初、選手権の「短距離」レースでC11を使用する予定はなかった。しかし、C291の開発が思ったように進まなかったために、序盤戦ではシュレッサーとマスが組んだベテラン組（カーナンバー1）は万全を期して旧型のC11を使用し、ヴェンドリンガーとシューマッハの「Lチーム」（カーナンバー2）は新型のC291を使用するという布陣になった。
C291は選手権の500㎞弱で争われるレース用に開発されているため、ル・マン24時間レースの距離には対応しておらず、ザウバー・メルセデスはル・マンの決勝レースは3台のC11で戦った。これは当初から予定されていたもので、レオ・レスはル・マンのために1991年もC11の開発をC291と並行して行った。
戦闘力は健在でル・マンの予選では最速タイムを記録したものの、カテゴリーC1規定の車両を優先する規則のため、決勝は11番手からスタートした。終盤までレースをリードしたものの、最後はエンジントラブルによりリタイアしている。
- 撤退

不振に終わった1991年の雪辱を果たすべく、ザウバーは1992年シーズン用にC292の開発を進めたが、1991年11月28日にメルセデス・ベンツは翌年の世界選手権に参戦しないことを発表し、スポーツカーレースから撤退した。
1991年は開発の年という位置付けであり、同年の不振は撤退の判断にあたってそれほど重要なことではなかった。最終戦が開催された10月末の段階でFISAは翌年のスポーツカー世界選手権の開催カレンダーを発表できておらず、選手権の先行きが不透明だったこと、ダイムラー・ベンツのグループ企業であるAEGの経営合理化のため、大規模な人員整理が必要になったこと、このふたつが撤退の理由とされる。この年、ザウバーとメルセデス・ベンツではF1参戦に向けた計画が密かに進められていたが、後者の理由により、メルセデス・ベンツがF1参戦しないことも明言された。
この後、ザウバーはザウバー単独によるF1参戦に向けて動き出すことになり、メルセデス・ベンツはそれを側面から支援し、やがて自らもF1復帰へと向かうことになる（詳細は「#F1へのエンジン供給」を参照）。
C292に導入するために開発されたアクティブサスペンションなどの装備は、DTM車両に転用されることになる（詳細は「#クラス1」を参照）。

### GT1/LMGTP（1997年 - 1999年）
| 1997 | CLK-GTR: FIA GT選手権参戦と圧勝          |
| 1998 | CLK-GTR & CLK-LM: FIA GT選手権で10戦全勝 |
| 1999 | CLR: ル・マン24時間レースの事故と撤退    |

1990年代半ば、メルセデス・ベンツはF1やインディカーにエンジン供給をする一方で、AMGを実働部隊としてDTM/ITCに参戦していた。同選手権への参戦は、公道を走る乗用車により近い車両でレースをすることで、市販車のイメージリーダーとするという目的があった。
ITCが消滅したことにより、そうした目的を満たせる場を失ったメルセデス・ベンツは1997年にスポーツカーレースに復帰し、新しく始まったFIA GT選手権にAMGをパートナーとして参戦した。
スポーツカーレースに図らずも復帰した形だが、AMGメルセデスチームはCLK-GTRとCLK-LMを擁して同選手権を2年に渡って席巻した。その結果、同選手権はメーカー同士で競われるGT1クラスを廃止することとなる。1998年と1999年はル・マン24時間レースにも参戦したが、選手権の圧勝ぶりとは異なり、両年とも結果は出ず、1999年のレースでは宙を舞う事故を三度起こして撤退することとなる。

#### CLK-GTR: FIA GT選手権参戦と圧勝（1997年）
FIA GT選手権のGT1クラスに出場するために必要となるグループGT1車両の開発に充てられる時間はほとんどなかったことから、CLK-GTRの完成は1997年シーズン開幕の直前となり、AMGメルセデスチームは熟成どころかセッティングもろくにされていない状態の車両を1997年の開幕戦ホッケンハイムに持ち込んだ。
初年度はベルント・シュナイダー、アレッサンドロ・ナニーニ、クラウス・ルートヴィッヒ、マルセル・ティーマンをレギュラードライバー、アレクサンダー・ヴルツ、ベルント・マイレンダーらを準レギュラードライバーとして、開幕3戦目までは2台、4戦目以降は3台を投入した。同選手権の前身のBPRグローバルGTシリーズから数えて参戦3年目のマクラーレン・F1 GTRや2年目のポルシェ・911 GT1には歯が立たないという想定だったが、開幕戦から予選でポールポジションを奪い、熟成が進んだ4戦目で初優勝を遂げる。
その後も優勝を重ね、年11戦の内、チームとして6勝を挙げ、シュナイダーがチャンピオンとなり、AMGメルセデスはチームチャンピオンを獲得した。
- CLK-GTRの開発

メルセデス・ベンツは1997年は引き続きITCに参戦するつもりだったため、FIA GT選手権参戦に向けた準備の開始は遅くなり、GT1車両の開発をAMGに依頼したのは1996年12月のことだった。エンジンは量販車用のV型12気筒のM120エンジンをベースに開発したが、車体は未完成だったため、マクラーレン・F1 GTRに載せてテスト走行を行った。
車体はマクラーレン・F1 GTRやポルシェ・911 GT1への対抗上、カーボンモノコックの採用は不可避だったため、フルカーボンコンポジットのボディとモノコックを設計し、製造はローラ・コンポジットに委託した。
最終的に、新型車両CLK GTRは1997年3月26日に完成し、その2日後にハラマサーキットでベルント・シュナイダーが最初のテスト走行を行った。開発開始から完成までにかかった日数はわずか128日だった。これは4月13日が決勝日の開幕戦のわずか2週間前で、腕に障害のあるナニーニが乗る車両（カーナンバー10）に至っては、特殊なシフトレバーを用意する必要があったため、完成したのは開幕戦の練習走行の前夜だった。
本来、ロードカーを完成させてホモロゲーションを取得する必要があったが、メルセデス・ベンツを取り込みたい思惑からFIAは譲歩し、ロードカーの完成はレースカー完成の後でも良いことになり、同年9月にようやく完成した。

#### CLK-GTR & CLK-LM: 10戦全勝（1998年）
この年は2台を投入し、前年に引き続きシュナイダーとルートヴィッヒを起用するとともに、それぞれマーク・ウェバー、リカルド・ゾンタという若手ドライバーと組ませて、この4名でシーズンを戦い抜いた。
開幕2戦はCLK-GTRで戦い、6月のル・マン後は新型車CLK-LMを投入し、全10戦を全勝し、1-2フィニッシュを6回記録するという、驚異的な成績を残した。
シーズンを通して見れば無敵の結果を残したAMGメルセデスチームだったが、選手権外のレースで、CLK-LMのデビュー戦となったル・マン24時間レースでは、ポールポジションは獲得したものの、出走した2台とも序盤でエンジントラブルを起こし、リタイアに終わった。
- CLK-LMの開発

エンジンは、前年のV型12気筒のM120エンジンに代えて、V型8気筒のM119エンジンをベースにしたエンジンを開発した。M119をベースとしているという点ではグループCカーの時のM119HLターボエンジンと同じだが、今回のエンジンは技術規則に合わせて自然吸気エンジンとなっている。このエンジンへの変更は、ル・マン24時間レースへの参戦を見据えてのものだったと考えられている。

#### CLR: ル・マンの事故と撤退（1999年）
2年連続でAMGメルセデスチームが圧勝してしまったため、GT1クラスに参戦していた他メーカーは全て撤退してしまい、FIAは1999年のFIA GT選手権についてGT1クラスを設定しないことを決定した。
この時点でダイムラークライスラーは、オペル、アウディとともに、2000年にDTMを復活させるための取り組みを進めていたため、この年の選手権を戦えなくなること自体はさほど問題とはしなかった。そのため、この年は前年に不本意な結果に終わったル・マン24時間レースに焦点を絞り、ル・マンに特化したGTプロトタイプ（LMGTP）車両のCLRを用意した。
この年のル・マンで、CLRは計3回に渡って走行中に宙を舞うという事故を起こした。3台でエントリーしていたが、木曜の予選と土曜の練習走行時で、どちらも4号車が事故を起こし、土曜の事故で車両は大破して走行不能となった。レースには残った2台で挑む決断が下され、結果として、5号車も同様の事故を起こしたことで、その時点でトップ争いをしていた6号車もピットに呼び戻し、AMGメルセデスチームはレースを棄権した。
1955年の事故とは異なり、この時の3回の事故で大きな怪我をした者は（奇跡的に）いなかったものの、より大きな事故に発展していた可能性は高く、練習走行までに2回の事故があったにもかかわらず決勝レース出場を強行した無謀さは非難を受けることとなる。
最初の2回の事故は映像として残っていなかったが、レース本番で起きた3回目の事故はテレビ中継中に発生したため、多くの目撃者を生んだ。この事故は「メルセデス・ベンツ」ブランドのプロモーションにとっては大きな打撃となり、ダイムラークライスラーはスポーツカーレースからの撤退を決め、モータースポーツ全体についても、今後の活動の再評価を行うことになる。
2021年時点で、これがメルセデス・ベンツがル・マンに参戦した最後のレースとなっている。
- CLRの開発

基本的には前々年のCLK-GTR、前年のCLK-LMを踏襲した車両だが、ロードカーにすることを考慮しなくてよくなったため、ボディ形状は空力を最優先したものになり、ル・マンのみで走らせる車両であるため、オーバーハングは1,200mmという非常に長いものとなった。
しかし、空力を優先した結果、ピッチングを抑えるためのサイドダンパーを装着するスペースがなくなってしまい、前年までは装着していたそれを取り外したと言われている。また、空力の検証は本来の風洞施設を使えなかったため、シュトゥットガルト大学の風洞を借りて行われた。この風洞はローリングロードを持たない古いタイプのもので、車高を下げた時の走行データを取れていなかった。
最初の車両は1999年2月に完成し、カリフォルニア・スピードウェイ、ホームステッド＝マイアミ・スピードウェイといったオーバルトラックや、ホッケンハイムリンク、（比較的）テクニカルなマニクールといったヨーロッパの高速サーキットで、走行距離としては合計で35,000km近くになる入念なテスト走行が行われた。ル・マンでは、予選前日の水曜に行われた練習走行の時点でピッチングの症状が出ていたことをチームは認識していたが、テスト走行時には安定していたことで、こうした不安定な挙動の兆候は軽視された。
- CLRの事故がその後の技術規則に及ぼした影響

ル・マンの事故については、空力の不具合（設計ミス）によるものというのが一般的な見解である。事故直後から、FIA、ダイムラークライスラーそれぞれで空力の検証調査が行われた。その結論を受け、1999年10月の世界モータースポーツ評議会で、FIAは、ACOをはじめとするスポーツカーレースの主催団体に対して、各団体が定める技術規則について、前後オーバーハング長の制限、フラットボトムの形状見直し、車体前後の空力付加物の形状や寸法の見直しなどの方法により、ピッチングへの過敏な反応を抑える対策を取るよう求めた。この事故はレース関係の組織以外からも研究テーマとして注目され、SAE Internationalでは、CLRのような形状の車両で、ピッチングによりフロントノーズ部が1°持ち上がると離陸する恐れがあり、2.5°持ち上がると確実に離陸するという実験結果が提出されるなど、この事故に関連した複数の論文が発表されことになった。
こうした研究成果が反映され、後のル・マンプロトタイプ（LMP）車両では、前後オーバーハングの長さ規制が導入され、2011年にはシャークフィンの装着、2012年からはフロントフェンダー上部に開口部を設けることが義務化されるなど、「離陸」を防ぐための数々の安全対策が施されるようになった。

### カスタマーレーシング

#### GT3（2011年 - 現在）
2010年3月、メルセデスAMGがSLS AMGのGT3レース用車両「SLS AMG GT3」を発表した。ダイムラーとしては初のカスタマーレーシング専用の車両で、AMGは同年にプライベーターへの販売を開始し、翌2011年から各地域のGT選手権で用いられるようになった。
SLS AMG GT3はドバイ24時間レース、ニュルブルクリンク24時間レース、スパ・フランコルシャン24時間レースなどの耐久レースで優勝を飾るとともに、SUPER GT（GT300クラス）など、各地のGT選手権でも活躍した。2014年には、SLS AMG GT3の後継車両としてメルセデスAMG GT3が発表され、2016年からレースに参戦している。
2025年からはFIA 世界耐久選手権（WEC）のLMGT3クラスにAMG GT3が参戦しており、WECの一戦であるル・マン24時間レースにも復帰する予定。

## ツーリングカーレース
ツーリングカーレースは、日常的な量販車に小規模な改造を施したレーシングカーで争われる。メルセデス・ベンツの車両は、1980年代以降に参戦しているドイツツーリングカー選手権における活動が知られる。

### 1969年スパ24時間レース

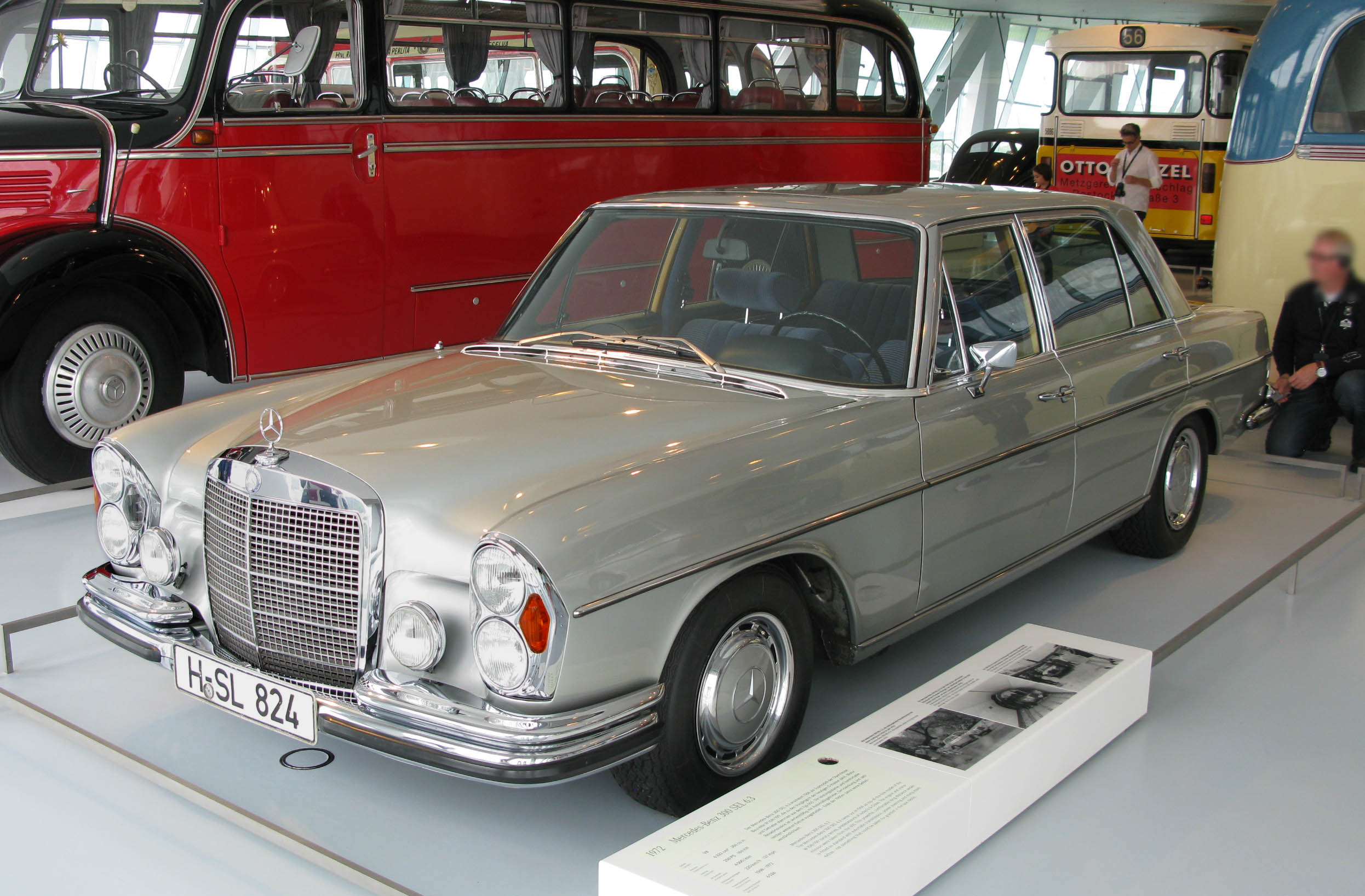
300SEL 6.3（市販車）

1968年に発表された300SEL 6.3は、セダンの300SE（W112）のロングバージョンに600（W100）用V型8気筒のM100エンジンを搭載したもので、ツーリングカーレース向きだと判断され、レース仕様が作られた。
1969年7月、ダイムラー・ベンツはスパ・24時間レースに同車で参戦し、予選でその速さを見せつける。これはダイムラー・ベンツのレース復帰になるかと見られたが、その予選で、ホッケンハイムリンクやニュルブルクリンクで行った事前テストでは起きなかったタイヤトラブルが発生したことで、最終的に決勝日の朝にこのレースを棄権した。
この棄権の後、1970年代初頭に石油危機が起きたため、ダイムラー・ベンツはツーリングカーへの関与を中止した。

### 1971年スパ24時間レース
1967年、メルセデス・ベンツのレース用エンジン部門のエンジニアだったハンス・ヴェルナー・アウフレヒトとエアハルト・メルヒャーが「AMG」を設立する。同社はメルセデス・ベンツ市販車のエンジンのチューニングを行うことを目的とした会社で、メルセデス・ベンツの市販車を使ってレースへの参戦を始めた。
1971年、AMGは2年前にダイムラー・ベンツの自社チームが持ち込んだのと同様、大柄な300SEL 6.3を持ち込み、スパ・フランコルシャン24時間レースに出場した。このレースで総合2位（クラス優勝）という結果を出したことで、AMGはその名を広く知られることになった。
1969年の同レースからの撤退以来、ダイムラー・ベンツではモータースポーツへの関与がますます薄くなっていた時期だったが、AMGによる活動はダイムラー・ベンツのモータースポーツの火を守ることとなり、後々意味を持ってくることとなる。

### DTM（1986年 - 1996年）
1970年代までダイムラー・ベンツが市販車を使って参戦あるいは関与した自動車レースでは、ほぼ例外なく、その当時の販売ラインナップの中でも上位に属する車両が用いられてきた。1980年代初めにコンパクトセダンの190シリーズ（W201）が企画されると、同車を使ってレースに参戦することが検討され始める。当時のダイムラー・ベンツは購入層の高齢化という問題に直面していたため、エントリーレベルの車両である同車の訴求を図ることで、そうした状況を打開したい思惑からである。当初、ラリーへの使用が検討されるが、後にサーキットレースで使用する方向に軌道修正され、ドイツツーリングカー選手権に参戦を始めることとなる。
1986年から1996年の参戦では一貫してエントリーレベルの車両を用い、1994年以降は、190シリーズの後継車であるCクラス（W202）が発売されたこととDTMのクラス1規定への移行に伴い、新規定車の「Cクラス」で戦った。

#### グループA（1986年 - 1992年）
ドイツツーリングカー選手権（Deutsche Tourenwagen Meisterschaft、DTM {旧DTM}）は1984年にドイツプロダクションカー選手権（Deutsche Produktionswagen-Meisterschaft、DPM）として始まったツーリングカー（主に量販セダン）による選手権で、メルセデス・ベンツは「DPM」が「DTM」に改められた1986年シーズンから参戦を始めた。
1980年代初めまで、メルセデス・ベンツのセダンは大型のSクラスと中型のW123（1985年以降はEクラスに引き継がれる）の2本立てだったが、1982年にコンパクトセダンの190E（W201）がラインナップに加わった。190Eのスポーティーなイメージをモータースポーツを通じて訴求しようと考えていたダイムラー・ベンツは、1984年に同車の高性能版としてコスワース製の2.3リッター直列4気筒エンジン（16バルブ）を搭載した「190E 2.3-16」を開発し、DTMに参加可能となるグループA規定のホモロゲーションを取得した。DTM参戦にあたって、さらにAMGがエンジンを開発した。
DTM初年度はAMGと、ヘルムート・マルコが率いるRSMマルコが190E 2.3-16を使って参戦し、第3戦と第4戦で新人のフォルカー・ヴァイドラーが連勝し、幸先の良いデビューを飾った。しかし、ツーリングカーの経験豊富なBMWやフォードとの差は大きく、その後の数年は苦戦が続く。1989年シーズンにはDTMの規則変更に対応し、エンジンの排気量を2.5リッターにアップし（M102.983エンジン）、ボディもカーボンコンポジット素材を採用して軽量化した「190E 2.5-16エヴォリューション」を投入したものの、状況を大きく好転させるには至らなかった。
1990年シーズン半ばには、シュトゥットガルト大学の空力専門家リヒャルト・エップラーの手になるとされるボディキットを採用し、空気抵抗係数を下げつつダウンフォースを増強した「190E 2.5-16エヴォリューションII」（通称「190E 2.5-16 EvoII」）を投入した。この車両は他メーカーの車両と互角以上の戦闘力を発揮し、1991年シーズンはドライバーズタイトルこそアウディのフランク・ビエラに奪われたものの、メルセデス・ベンツとしてはDTMで初となるマニュファクチャラーズタイトル（DTMではこの年から授与されるようになった）を獲得した。グループA規定の最終年となった1992年シーズンは、BMW勢との争いを制してマニュファクチャラーズタイトルを連覇し、ドライバーズ選手権ではクラウス・ルートヴィッヒがメルセデス・ベンツとしては初のDTMドライバーズチャンピオンとなったほか、上位3位までを独占した。
量販車をベースにしたサーキットレースへの参戦はメルセデス・ベンツにとっては初の試みだったが、こうして所期の目的は達成された。自動車レースではレースの結果が市販車の販売を左右する状況を指して「日曜日に勝ち、月曜日に売る」というフレーズがあるが、DTMにおける活躍により、190Eはメルセデス・ベンツにおけるそれを体現する存在となった。

#### クラス1（1993年 - 1996年）
1993年シーズンからDTMではクラス1ツーリングカー規定が始まった。新型車を用意できなかったメルセデス・ベンツは初年度はグループA規定の190E 2.5-16 EvoIIと新規定に合わせた間に合わせの改造を施した190Eで戦うが、新規定車のアルファロメオ・155 V6 TIの前に完敗した。
続く1994年シーズンに、155 V6 TIを上回ることを目標に開発された新規定車Cクラス（W202）を投入した。クラス1規定ではエンジンは最大6気筒で量販車に搭載されているエンジンの派生型とすることが規定されていたが、当時の同社には適当なエンジンはなかったことから、Sクラス（W140）が搭載していたV型8気筒（V8）のM119エンジンから2気筒削り、DTM用のV型6気筒（V6）エンジンを開発した。車体はキャビン部分こそ市販車のパーツを流用したが、車体の前部と後部はサブフレームを設けてエンジンやサスペンションをマウントするという、旧規定のグループA車両に比べて、レーシングカー色の濃い車両となる。この車両では、アクティブサスペンション、トラクションコントロールシステム（TCS）、アンチロックブレーキシステム（ABS）、セミオートマチックトランスミッションといった、グループCのC292に投入する予定で開発された技術も投じられた。
Cクラスは投入された初年度から目論見通り155 V6 TIに匹敵する高い戦闘力を発揮し、1994年にマニュファクチャラーズとドライバーズの両タイトルの奪取に成功した。1995年シーズンも、同年から開催されるようになった国際ツーリングカー選手権（ITC、International Touring Car Series）も含め、DTMとITCの両方で両部門のタイトルを獲得した。
1996年シーズンはDTMがITC（International Touring Car Championship）に統合される形で開催されたが、参戦していた3メーカー中、アルファロメオとオペルの2メーカーが撤退を表明したことで、このシーズンをもってITCが消滅した。活動の場を失ったメルセデス・ベンツは翌年から活動の舞台をFIA GT選手権に移した（詳細は「#GT1/LMGTP」を参照）。

### DTM（2000年 - 2018年）
ITCの消滅によりFIA GT選手権を戦っていたメルセデス・ベンツは、並行して、アウディとオペルとともにDTM復活のための取り組みを進め、2000年に新生DTM（Deutsche Tourenwagen Masters）の創設が実現した。

#### CLK-DTM（2000年 - 2003年）
DTMの再開が決定すると、メルセデス・ベンツはすぐに新規定車の開発に着手し、車両の開発は1999年にハンス・ヴェルナー・アウフレヒトによって設立されたHWA AGによって行われ、エンジンはメルセデスAMG（1999年にダイムラークライスラーの傘下になった）によって4リッターのV8エンジンの開発が進められた。車両のベースとなったのはCLKクーペ（C208）で、新規定はシルエットカー（市販車と同じ車体でなくてもよい）であるため、外観はベース車両のそれを踏襲しつつ、中身はスチールチューブラーフレームとカーボンモノコックで構成された純然たるレーシングカーとなった。
新生DTM参戦に向けてメルセデス・ベンツが万全の態勢で臨んだ一方、競合メーカーはオペルはワークス参戦したものの、アウディはセミワークス体制での参戦だったこともあり、メルセデス・ベンツ陣営は初年度の2000年シーズンから優勢を保ち、2003年シーズンまでの4年間でマニファクチャラータイトルを2回、ドライバーズタイトルを3回（いずれもベルント・シュナイダー）、チームタイトルを4回獲得した。

#### Cクラス（2004年 - 2011年）
2004年から参戦車両を4ドアのCクラス（W203）に変更し、2007年からはさらに新型のCクラス（W204）に更新した。ボディ形状やサイズは多少変更されたものの、メルセデス陣営が優勢であることには変わりなく、多くの勝利とタイトルを獲得した。
この時期はドライバーは元F1ドライバーを起用することが多くなり、元F1チャンピオンのハッキネンのほか、ジャン・アレジ、ラルフ・シューマッハらも起用した。

#### クラス1（2012年 - 2018年）
DTMの規則変更により、2012年から2ドアのクーペスタイルに戻ることになり、メルセデス陣営はCクラスクーペ（C204）を投入した。この年に導入された車両規則は、後に日本のSUPER GTと共通の車両規則（クラス1）という扱いになる。
2016年にはベース車両の更新に伴い、AMG C63（C205）に変更された。
メルセデス・ベンツはフォーミュラEに参戦するため、2018年シーズン一杯でDTMへの参戦を終了することを決定した。2010年代に入るとDTMでは優勝からは遠ざかっていっていたが、それでも2015年と2018年は両年ともチームタイトルとドライバーズタイトルを獲得し、最終年の2018年にマニュファクチャラータイトルを含めた、タイトル3つ全てを獲得してシリーズを去った。
その後、DTMは2021年シーズンからグループGT3車両によって競われる形に改められ、メルセデス・ベンツ車両も復帰するが、アウディ、BMWといった他社と同様、これはワークスチームとしての参戦ではなく、カスタマーチームによる参戦という形に位置付けが変更されている。

### V8スーパーカー（2013年 - 2015年）
2013年、メルセデス・ベンツはエレバス・モータースポーツと共にV8スーパーカー選手権に参戦。2013年はメルセデス・ベンツE63s V8を3台、2014年と2015年は2台投入した。2016年シーズンに向けてエレバスはE63 AMGの開発を止め、2台のホールデン・VFコモドアを投入した。これにより、メルセデス・ベンツのスーパーカー選手権への関与に将来的な見通しは立たなくなった。

## 電気自動車
メルセデスと電気自動車によるモータースポーツとの関わりは、1902年にウィーンの森のエクセルベルクで開催されたエクセルベルクレース（Exelberg Race）までさかのぼる。このヒルクライムレースでは、フェルディナント・ポルシェが自身が開発したローナーポルシェの電動インホイールモーターをメルセデス・シンプレックス（28馬力）に組み込んだハイブリッド車両（Porsche-Mixte）をエントリーさせ、ポルシェ自身の運転により優勝を収めた。この車両は、1906年にアウストロ・ダイムラーの技術部長となったポルシェ自身の手により、ダイムラー初の市販ハイブリッド車であるメルセデス・ミクステ（Mercédès-Mixte）に発展した。
それから100年以上経った2009年、F1で回生ブレーキによってエネルギーを回収する運動エネルギー回生システム（KERS）の搭載が許可された。当時のワークスチームであるマクラーレンにはメルセデス・ベンツ・ハイパフォーマンス・エンジンズ（HPE）製のハイブリッドエンジンが供給され、同エンジンを搭載したマクラーレン・MP4-24は同年のハンガリーグランプリで回生システム搭載車としてはF1史上初となる優勝を遂げた。その後、2014年からF1では熱エネルギーの回生も含めたエネルギー回生システム（ERS）の搭載が義務化され、「パワーユニット」時代となり、メルセデスチームは原動機が電動ハイブリッド化されたF1を席巻することとなる。（→#F1・現在のファクトリーチーム）

### フォーミュラE（2019年 - 2022年）

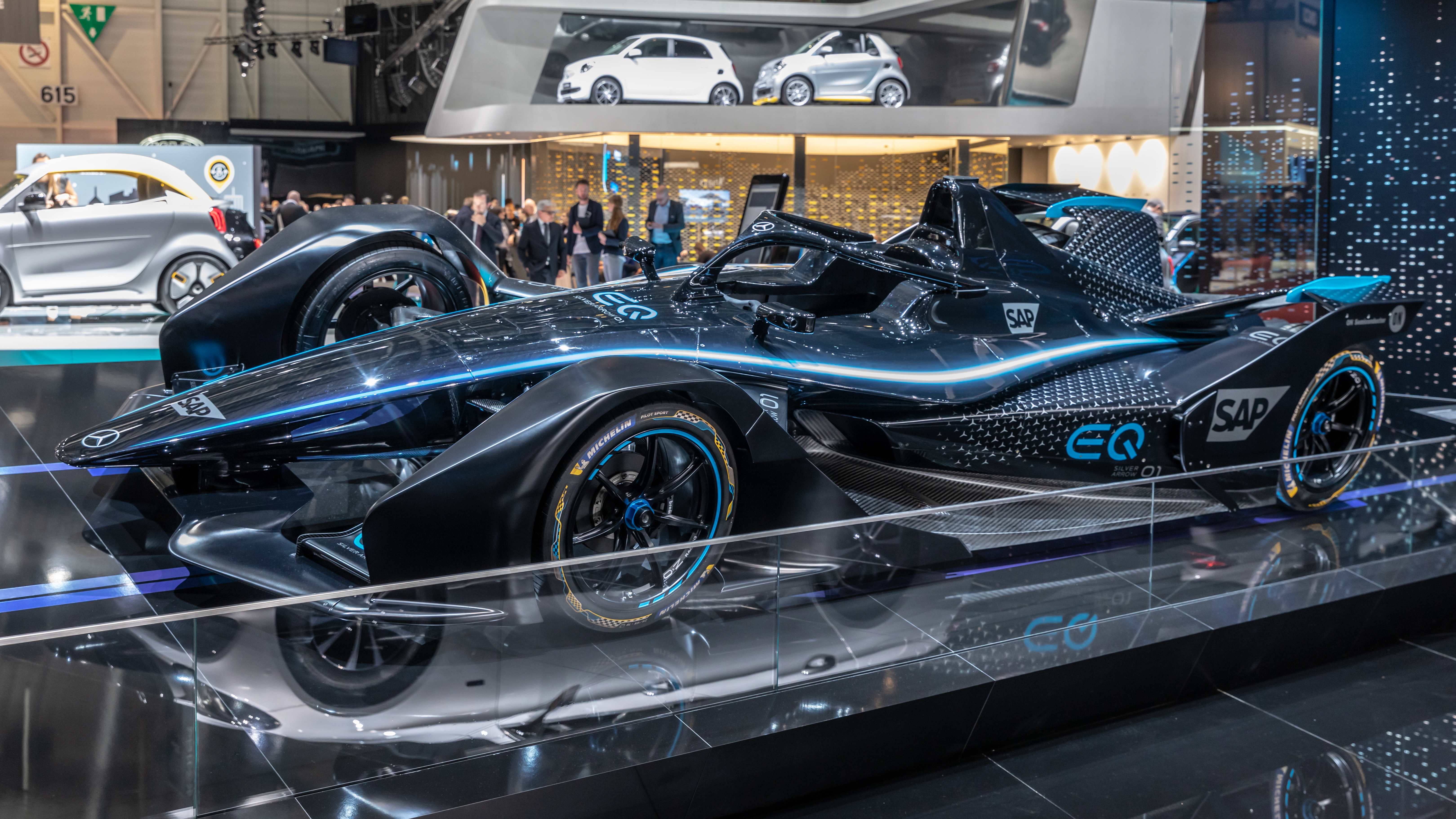
EQシルバーアロー01（2019年-20年）

2010年代になって、電気自動車による選手権としてFIAフォーミュラE選手権が始まり（2014年初開催）、メルセデスは同選手権に2019年（シーズン6）からワークス参戦を開始した。
同選手権は車体（シャシー）はワンメイクだが、電動パワーユニットは各メーカーで開発することが認められており、F1と同じくメルセデスAMG・ハイパフォーマンス・パワートレインズ（HPP）がその開発を手掛けた。この参戦はF1チームの運営会社であるメルセデス・ベンツ・グランプリ（MGP）が主導し、本拠地もF1と同じイギリスのブラックリーに置かれたが、フォーミュラEへの参戦は2018年のDTM撤退と入れ替わりに始められたものでもあることから、DTMでメルセデス系チームのひとつの運営を担っていたHWAチームがレースチームの運営を担当した。
チーム名称にはメルセデス・ベンツの電気自動車ブランドである「メルセデスEQ」を使用し、「Mercedes-EQ Formula E Team」としてエントリーした。
フォーミュラEは2020年-21年シーズンからFIAの世界選手権となり、正式参戦2シーズン目のメルセデスEQチームはドライバーズ選手権とチーム選手権の両タイトルを獲得し、両選手権の初代ワールドチャンピオンとなった（ドライバーズタイトルはニック・デ・フリースが獲得）。
正式参戦を開始した最初の2シーズンで、初年度にチーム選手権ランキング3位、2年目にダブルタイトル獲得という大きな成功を収めたが、ダブルタイトルを獲得した2シーズン目の終了直後、3シーズン目となる2021年-22年シーズンをもってフォーミュラEから撤退することを発表した。最後のシーズンとなった2021年-22年シーズンはダブルタイトルを連覇するとともに（ドライバーズタイトルはバンドーンが獲得）、チームランキングの2位もメルセデスAMG・HPPのパワートレインを使用するヴェンチュリ・レーシングが占め、メルセデスは両選手権の上位を独占して最後のシーズンを終えた。

## ラリー

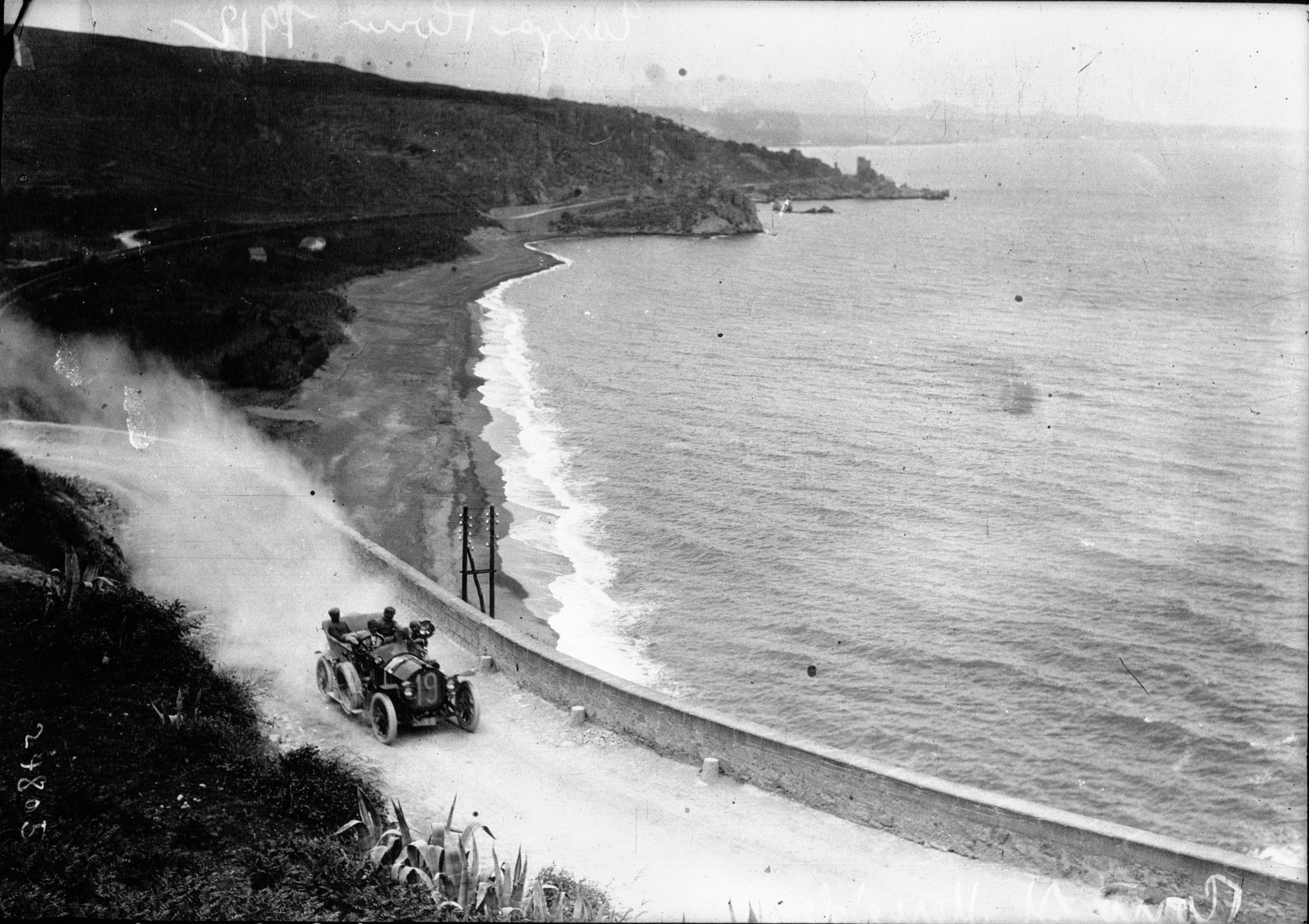
メルセデス・60PS（1912年タルガ・フロリオ）

ラリーもまたメルセデス・ベンツのモータースポーツの歴史において重要な地位を占めている。しかし、第二次世界大戦以前の公道レースや1950年代前半のカレラ・パナメリカーナ・メヒコ、モンテカルロラリーを除くと、ラリーやラリーレイドに自社チーム（ワークスチーム）を参戦させた例はなく、いずれも表向きはローカルな販売会社によるレース活動（ディーラーチーム）もしくはプライベーターによる参戦ということになる。

### 220SEと300SEの活躍（1960年 - 1964年）

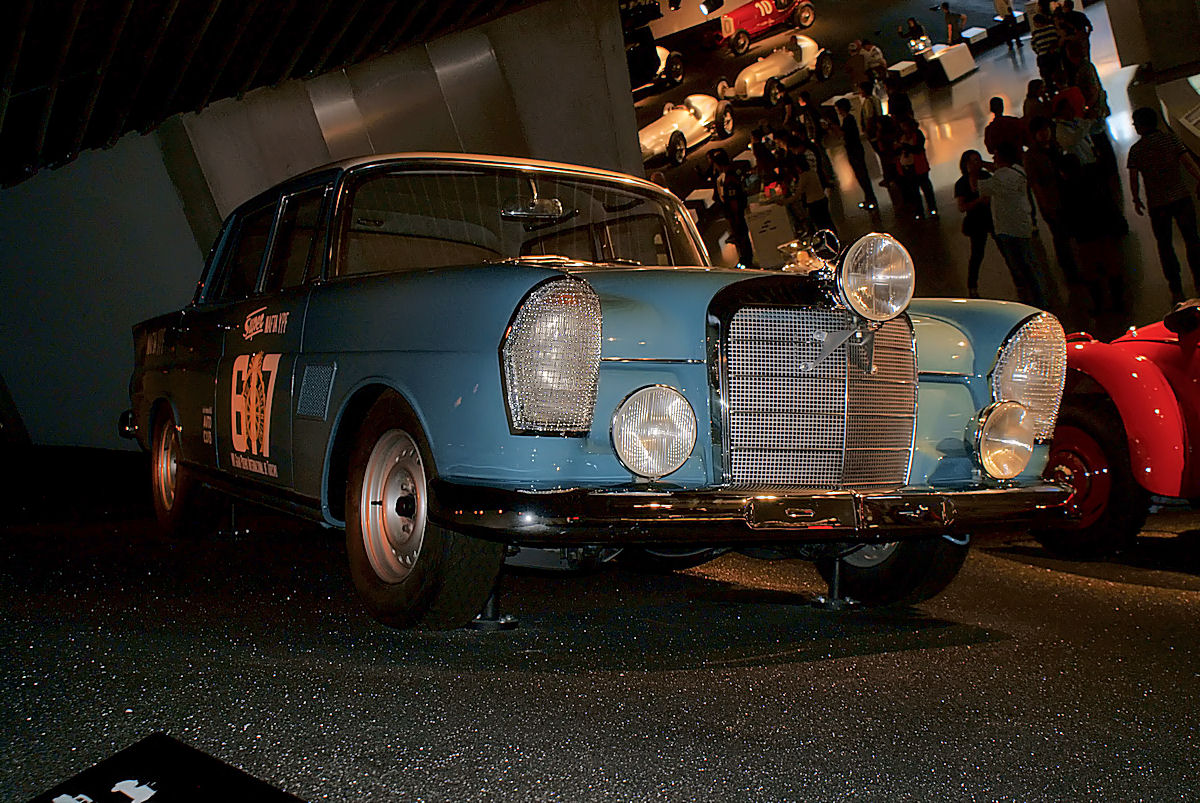
330SE（1963年型）

ダイムラー・ベンツは1955年限りでサーキットレースから撤退し、1956年以降はラリーにおけるプライベーター支援が同社のモータースポーツ活動の中心となった。ワークス活動の終了に伴い、それまで「監督」を務めていたノイバウアーは引退し、彼に代わって元ワークスドライバーのカール・クリングがスポーティングディレクター（Sportdirektor）として新たな責任者となり、ラリー活動はクリングの指揮の下で行われた。
当時、ラリーでは速さよりも車体の堅牢性や機械的な信頼性のほうが重視されていたことから、そういった点で優れていたメルセデス・ベンツの市販車はラリーに取り組んでいるプライベーターたちから好まれており、彼らへのサポートは1956年以降も続けられることとなる。
この時期、ミッレミリアやリエージュ～ローマラリーなどはGTカーの使用が盛んで、市販車の300SL（W198）はプライベーターだったヴォルフガング・フォン・トリップスやヴァルター・ショックによって選ばれ、元ワークスドライバーのモスもプライベーターとして300SLを駆ってラリーに参戦するなどし、一定の活躍をした。
300SLの開発はされなかった一方で、フェラーリ（250GT）などの他社はGTカーの開発を続けたため、1950年代末になる頃には300SLも競争力を失い、それを支援する事業も一段落となる。
1960年のヨーロッパラリー選手権（ERC）では、ダイムラー・ベンツはクリングを監督とする自社チームで参戦し、220SE（W111）をエントリーさせた。自社チームといっても、220SEは4ドアのセダンであり、新型車を厳しいラリーで試験するという意味合いの参戦だった。しかし、開幕戦のモンテカルロラリーで、ワークスチームを参戦させていたBMC、フォード、トライアンフといった各社の車両を下して、ヴァルター・ショック、オイゲン・ベーリンガー、エベルハルト・マーレの220SEが1-2-3フィニッシュを飾ってしまう。この結果は当のクリングやドライバーたちにとっても思いがけないものだったが、選手権のその後のレースでも優勝を重ね、結果的にこの年は、ショックがヨーロッパラリーチャンピオンを獲得した。220SEはその後も活躍し、翌1961年はベーリンガーを同選手権でランキング2位に導き、1962年にはベーリンガーにヨーロッパラリーチャンピオンのタイトルをもたらすこととなる。
続く1963年、ダイムラー・ベンツは300SE（W112）のラリー仕様車を用意した。技術規則で「改造」は許されていたことから、エンジンは300SLのM198エンジンに換装し、トランスミッションも5速のものに変更した。300SEには市販車の時点でエアサスペンションが使われており、ラリー仕様車はその試作品を使用し、ドライバーが路面状況に応じて床下の高さを調整可能とした。この車両はツーリングカーレースでも使用され、翌1964年まで活躍した。
ラリーへの参戦はいずれもプライベーターをサポートするという体裁が取られたが、ラリーにおける活躍によって、メディアからはメルセデス・ベンツがモータースポーツ（サーキットレース）に戻るのではないかという憶測が飛ばされたが、クリングはそうした憶測に対して、メルセデス・ベンツがモータースポーツに戻ることはないと繰り返した。

### 280E（1977年ロンドン～シドニー）
1972年のスパ24時間レースでその名を轟かせたAMGは、メルセデス・ベンツのチューナーとしてプライベーターからの注文を獲得するようになり、1977年のロンドン・シドニーマラソンラリーに参戦するための車両を依頼され、280E（W123）をベースとした車両を製作した。開発はダイムラー・ベンツも支援し、この車両のテストはウンターテュルクハイムの本社施設でも行われた。
起業家のウィルトン・ディクソン（Wylton Dickson）によって主催されたこのレースは、スタート地点であるロンドン・コヴェントガーデンのロイヤル・オペラ・ハウスから、ユーラシア大陸を経由して、ゴールであるオーストラリアのシドニー・オペラハウスを目指すというもので、コースは全長30,000kmに及んだことから、「史上最長のレース」、「史上最も過酷なレース」と呼ばれた。
このレースは69台で争われ、その中で6チームがそれぞれ1台ずつ280Eをエントリーさせた。彼らはいずれもプライベーターで、ダイムラー・ベンツは「ワークスチーム」として登録することはなかったが、車両開発部門のエンジニアであるエリック・バクセンベルガーの主導の下、経由する各地域の販売店ネットワークが活用され、彼らに対するサポートを行った。
8月12日に始まったレースは9月28日にシドニーでゴールを迎え、280Eはアンドリュー・コーワンらの車両を先頭に1-2フィニッシュを達成した。

### WRC（1978年 - 1980年）
1978年3月、ヴェルナー・ブライトシュベルトが車両開発部門の責任者となり、同部門にラリー部門を設け、エリック・バクセンベルガーをマネージャーに任命してラリーに専念できる体制を構築した。これはダイムラー・ベンツ全体としてのレース活動ではなく、車両開発部門としての研究開発の一部という名目だったが、車両開発部門は15億マルク（ドイツマルク）もの年間予算を持っていたことから、ラリー部門にも潤沢な予算が投じられ、シュトゥットガルト北東のヴァイブリンゲンに置かれたラリー部門の拠点では50名もの人員が仕事に従事した。
この時期のラリー活動はサファリラリー制覇を目標としたもので、習熟の一環として、同じアフリカ大陸のコートジボワールラリーなどにも参戦した。両ラリーを含め、いくつかのラリーは当時の世界ラリー選手権（WRC）に組み込まれていたものであり、1978年から1980年にかけてメルセデス・ベンツは同選手権にスポット参戦した扱いとなる。1979年のWRC最終戦として開催されたコートジボワールラリーで450SLC 5.0は1-2-3フィニッシュを飾り、これがメルセデス・ベンツにとってのWRC初優勝となり、翌年の同ラリーでも500SLCで1-2フィニッシュを果たしたため、記録上、メルセデス・ベンツはWRCで2勝していることになる。
ドライバーとしてはコーワンのほか、ビョルン・ワルデガルドとハンヌ・ミッコラをメインに起用した。

#### サファリラリー（1978年 - 1980年）
1978年、ラリー部門では450SLC（R107）でグループ4のホモロゲーションを取得してラリー仕様を開発し、280Eとともにテストを繰り返した。450SLCはV型8気筒のM117エンジンを搭載し、開発途中で排気量は4,520㏄から5,025㏄に拡大され、「450SLC 5.0」と呼ばれるようになった。
450SLC 5.0は1979年4月のサファリラリーに投入することを目標に、AMGの協力も受けつつ開発され、現地での試走を繰り返して入念に準備が進められた。
このレースに傾注したラリー部門は参戦体制の充実に力を入れ、3台の450SLC 5.0とは別に前年にすでにサファリラリーで走らせた実績のある280Eを3台用意し、完成したばかりのGクラス5台を含めサポート車両が35台、上空からレースの様子の観測や無線の中継を行うために軽飛行機・2機、ヘリコプター・1機がナイロビに持ち込まれた。走行中の車両について無線でデータの取得を行うテレメトリーシステムも合わせて開発が進められた。
結果として、このラリーは450SLCを託されたミッコラとワルデガルドが2位と6位、280Eで走ったコーワンが4位というまずまずの成果を得た。翌年は前年以上の体制で臨んだが、3位止まりとなり、サファリラリーでは優勝に手が届かないまま活動を終えることとなった。

#### 500SLC（1980年）
1980年4月のサファリラリー後、450SLC 5.0が搭載するM117エンジンの生産台数がグループ2の基準を満たすのに充分な数となったことで、同車はホモロゲーションを取得するのに合わせて「500SLC」に名前が改められた。同時に、エンジンの排気量は若干縮小して4,975㏄となり、車高はより低く設定され、差動装置のリミテッド・スリップ・デファレンシャル（LSD）も効果が調整されるなどの変更が施された。ブレーキ周りは特に手が加えられ、ディスクとキャリパーはよりレース向きのものに交換され、サイドブレーキもそれまでの機械式から油圧式に変更された。
完成した車両は7月のコダスルラリー、9月のラリー・ニュージーランド、10月のRCAラリーなどに参戦して熟成を重ね、12月のコートジボワールラリーでは、450SLC 5.0で1-2-3フィニッシュした前年に続いて、1-2フィニッシュを遂げた。
スポット参戦のため、いくつかのレースは欠場していたにもかかわらず、1980年の世界ラリー選手権のマニュファクチャラーズランキングでメルセデス・ベンツは4位を獲得した。このことから、翌シーズンからのフル参戦を期して、ダイムラー・ベンツは1980年シーズンのWRCチャンピオンであるヴァルター・ロールと契約を結び、1980年シーズンの終了直後に行われた最初のテストにはロールも早速合流した。
500SLCに対するロールの評価は手厳しいもので、1月の開幕戦モンテカルロラリーの順位について「おそらく10位、全てが完璧に運べば5位、奇跡が起きたとしても3位」というものだった。ヨーロッパで行われるラリーを戦うにあたって、500SLCでは全長が長すぎるという欠点はダイムラー・ベンツ側でも認識しており、バクセンベルガーは1981年用の500SLCの開発と並行して1982年を見据えて新型車の開発を進めていたところだった（後述）。
ところが、1980年末、モンテカルロラリーまで数週間に迫った時期に、ダイムラー・ベンツの首脳陣はラリー活動の中止を決定した。第2次オイルショック（1979年）の影響が続いていたことから、経営環境の将来が予見しがたい状況にある、というのが表向きの説明だった。この決定はブライトシュベルトの乗用車開発部門の事情によるもので、ダイムラー・ベンツとしてはラリーの継続は望むところだったが、乗用車開発部門としては新型車両の開発に注力していたため、ラリーに回す余力がなくなったという事情があったとされる。この時に開発が進められていた新型車両が1982年末に発表されることになる190（W201）である。
取締役会にラリー部門の責任者として呼び出されたバクセンベルガーは、カール・ベンツによるガソリン自動車の発明100周年（1986年）に合わせてラリーの世界チャンピオンになることを約束したが、決定は覆らなかった。

#### グループB参戦計画

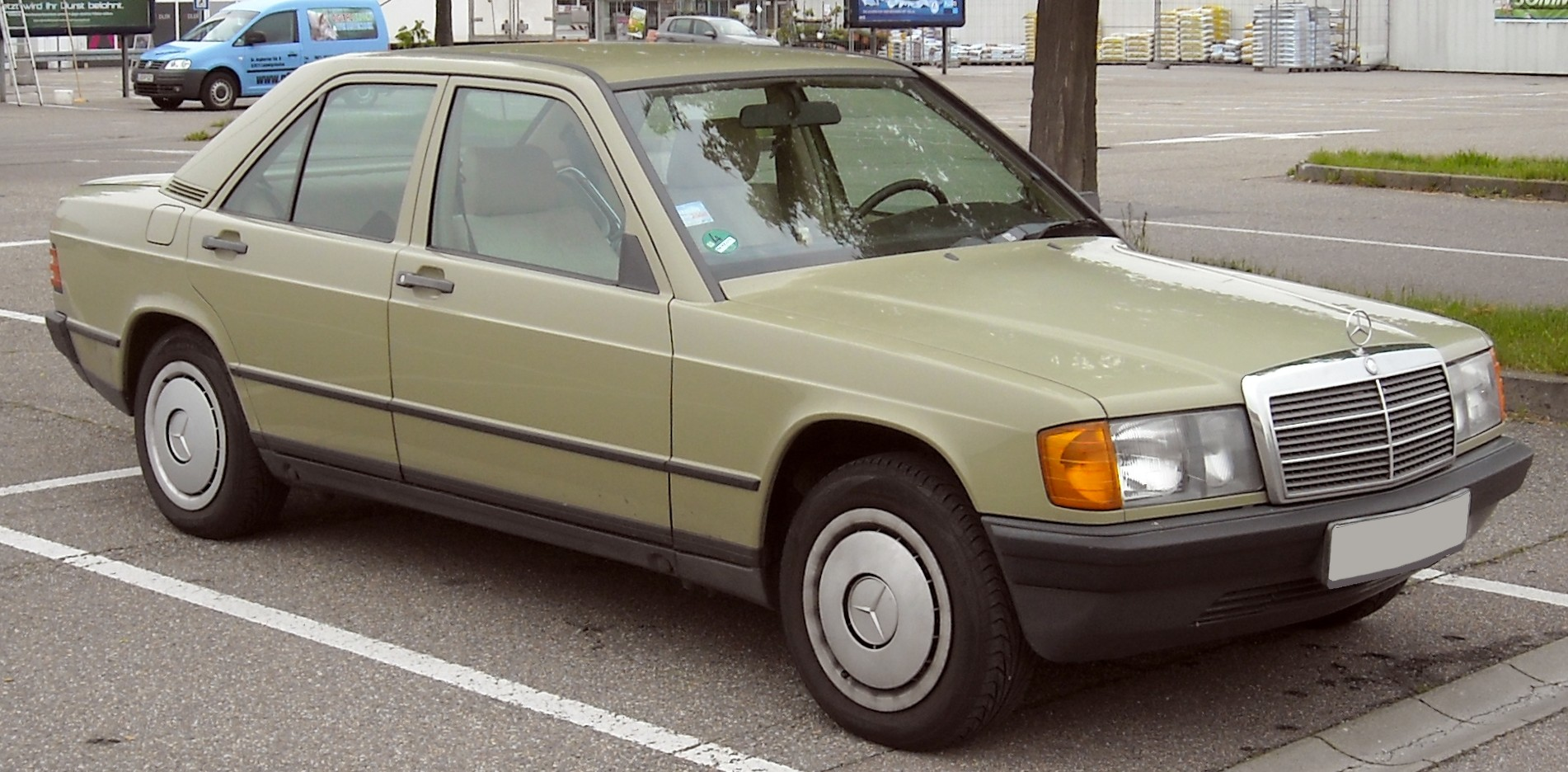
190（市販車）

ラリーからの撤退が発表された際、バクセンベルガーのチームは190（W201）の試作車をベース車両として、グループB車両の開発を進めていたが、この計画もまた中止となった。
このラリー車両用のエンジンはコスワースにM102エンジンのチューンを依頼し、過給機なしで300馬力という、当時の他のラリー車両の追随を許さない水準の出力を達成した。開発中にアウディがターボチャージャー付きのラリー用車両（クワトロ）を1982年から参戦させることを発表したため、ダイムラー・ベンツもコスワースと共に同エンジンにターボチャージャーを追加し、400馬力を40時間連続して得ることに成功した。
試作された車体はベース車両の完成前であったことに加え、ラリー用にホイールベースを短縮していることもあって、190の量産車とは全く異なる外観となっていた。
ダイムラー・ベンツが計画を中止した理由は2つあったとされており、ひとつは1981年にグループ4車両として登場したアウディ・クワトロに端を発するWRCの4WD化とターボ化の流れに起因するものである。ターボエンジンはともかく、クワトロのような4WD車に2WD車の190で対抗することは困難と考えられたためである。
もうひとつはマーケティング上の懸念によるもので、190によるラリー参戦の狙いはそれを通じて若い消費者たちにアピールすることだったが、ラリーでは安価なファミリーカーと競って敗北する可能性もあり、「メルセデス・ベンツ」ブランドを毀損するリスクが大きいと判断されたためである。この懸念はやがて、同社のマーケティング部門をスポーツカーレースこそ参戦するのにふさわしいという判断に傾かせることとなる（詳細は「#動き出すダイムラー・ベンツ」を参照）。
190（190E）は後にDTM参戦に用いられることになる（詳細は「#DTM（1986年 - 1996年）」を参照）。

### ダカール・ラリー
1979年に始まったパリ・ダカール・ラリー（現在のダカール・ラリー）は開催当初は自動車のクラス分けというものが存在しなかったが、1980年の第2回大会からは、二輪（オートバイ）、乗用車部門、トラック部門の区分けがされるようになった。
メルセデス・ベンツのオフロード車両は両部門において大会の開催初期から用いられている。

#### トラック部門
ダイムラー・ベンツの車両は1980年からトラック部門で参戦している。これはフランス人のジョルジュ・グロワンらによるものである。1982年の第4回大会で、トラック部門は完走わずか3台という過酷なものになったが、グロワンはウニモグ・U 1700Lを駆って優勝し、2位には同じくピエール・ラルー（Pierre Laleu）が入ったことで、ダイムラー・ベンツ製車両は1-2フィニッシュで初優勝を果たした。翌年もグロワンが勝利し、同部門で初の連覇を達成。その後、ダイムラー・ベンツ製トラックはトラック部門を1986年の第8回大会まで5大会連続で制覇した。
これ以降総合優勝は途絶えているが、その後もウニモグは10L未満クラスやサポートトラックとしてプライベーターによく用いられた。

#### 乗用車部門
ダイムラー・ベンツは1979年にメルセデス・ベンツ・ゲレンデヴァーゲン（W460。初代Gクラス）を発売し、ダカール・ラリーの乗用車部門（CAR）では、1980年の第2回大会でフレデリック・ハレウィン（Frédéric Harrewyn）が240GEを駆って参戦したのが最初の参戦となる。
1982年に元F1ドライバーのジャッキー・イクスとフランスの俳優クロード・ブラッスールが280GEで参戦し、翌1983年に同車で乗用車部門の総合優勝を果たした。この時のイクスの挑戦はメルセデス・ベンツフランスの支援を受けたもので、イクスの280GEは、エンジンは市販仕様の156馬力から197馬力に強化され、エンジンの改造だけで、最高速は通常より25 km/hも速い175 km/hに達した。さらに空力面でもフロントガラス周辺に改良が施され、Cd値は通常の0.52から0.41に向上し、最高速は200 km/hとなったことに加え、燃費の面でも改善された。
プロダクションカー部門（小改造のみ許された市販車で争われるクラス）では、2000年にジャン＝ピエール・ストルゴが駆るML430（W163）がクラス優勝を記録した。この車両はかつてのトラック部門の優勝者であるグロワンが改造を手掛けた。

## 最高速度記録
自動車による最高速度記録の歴史は古く、1898年には自動車では史上初とされる速度記録会が行われるようになった。メルセデス・ベンツ・グループ社の挑戦としては、源流である2社の内、ダイムラー（DMG）は1901年に、ベンツは1909年に最初の挑戦を始めており、ダイムラー・ベンツとなって以降も1930年代にナチス政権のバックアップの下で数度の挑戦に挑むなど、戦前は同社にとって主要なモータースポーツ活動のひとつだった。
速度記録の認定は、同じ走路の往復の平均速度を求めるという規則が基本となっている。計測する走路を走るにあたって助走を伴う形態は「フライングスタート」となり、静止状態から計測する形態は「スタンディングスタート」となる。1930年代のメルセデスチームは主に1㎞、1マイルの距離の記録、すなわち「フライング㎞」と「フライングマイル」、「スタンディング㎞」と「スタンディングマイル」の更新を目標として活動を行っているため、本項でもその記録を中心に述べる。記録の認定は1904年から国際自動車公認クラブ協会（AIACR）が行い、1947年以降はAIACRを改組して発足した国際自動車連盟（FIA）が行っているが、基本的なルールは共通である。

### メルセデス・35PS（1901年）
1901年3月に行われたニース・スピードウィークで、メルセデス・35PSがフライングキロメートルで84.9 km/hを記録した（ドライバーはクロード・ロレーヌ=バロー）。当時の自動車の最高速度記録（絶対記録）は電気自動車のラ・ジャメ・コンタントが1899年に樹立した105.88 km/hだったが、メルセデス・35PSによるこの記録は内燃機関搭載車としては最高速度記録となった。

### メルセデス・シンプレックス（1904年）

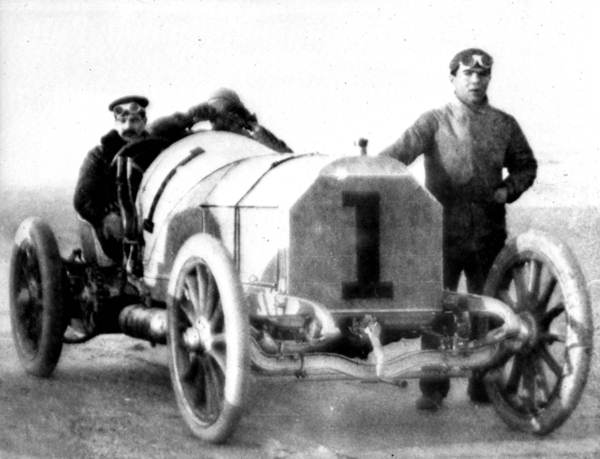
ヴァンダービルトとシンプレックス速度記録車（1904年）

90馬力となったメルセデス・シンプレックスは、その高出力から速度記録の挑戦に用いられ、1904年1月にアメリカ合衆国のデイトナビーチにてウィリアム・キッサム・ヴァンダービルト2世がフライングキロメートルで148.51 km/hを記録した。これはAIACRによって認められたものではないが、その後数多くの速度記録を生み出すデイトナビーチで記録された最初の絶対速度記録となった。同年11月、今度はベルギーのオーステンデで、ピエール・ド・カテールがやはり90馬力のシンプレックスを駆って記録に挑み、フライングキロメートルで156.50 km/hを記録し、これはAIACRも認めた地上絶対速度記録となった。「ベンツ」車両については次項のブリッツェン・ベンツの例があるが、「メルセデス」車両としては、絶対速度記録を公式に塗り替えたのはこの時が唯一である。
翌1905年もデイトナビーチにおいて記録の更新に挑む者が現れ、ヴァンダービルトは記録更新に失敗したが、ボストン出身のハーバート・L・ボーデン（Herbert L. Bowden）という人物が、60馬力のシンプレックスをベースとしてエンジンを2基搭載した「フライングダッチマンII」でフライングマイルで176.5 km/hという新記録を樹立した。

#### メルセデス・シンプレックスが更新した記録（フライングスタート）
| 記録日        | 場所           | ドライバー                         | フライングkm | フライングマイル | 記録の種類                            | 出典              |
| ------------- | -------------- | ---------------------------------- | ------------ | ---------------- | ------------------------------------- | ----------------- |
| 1904年1月27日 | デイトナビーチ | ウィリアム・K・ヴァンダービルト2世 | 148.5 km/h   | –                | 地上絶対速度記録（非公認）            | [ 344 ] [ W 192 ] |
| 1904年5月25日 | オーステンデ   | ピエール・ド・カテール             | 156.5 km/h   | –                | 地上絶対速度記録（AIACR認定世界記録） | [ 344 ]           |
| 1905年1月25日 | デイトナビーチ | ハーバート・L・ボーデン            | –            | 176.5 km/h       | 地上絶対速度記録（非公認）            | [ 345 ] [ W 194 ] |

### ブリッツェン・ベンツ（1909年 - 1911年）
1909年初め、ベンツのハンス・ニベルは自身が前年に設計したレース用車両のベンツ・150PSをベースとして、時速200㎞の壁に挑む車両の開発を行った。グランプリの規定では4気筒エンジンのボア径は155㎜に制限されていたが、速度記録車ではそうした規定に縛られないため、ベンツ・150PSのエンジンはボア径を185㎜に拡大され、ストロークも200㎜まで伸ばされたことで、排気量21,504ccという当時の自動車エンジンとしては最大の排気量を誇り、200馬力を出力するエンジンに生まれ変わった。同エンジンが搭載される車体には流線形のボディが架装された。

#### ベンツ・RE（1909年）
この車両は「タイプRE」と名付けられ、1909年11月8日にイギリスのブルックランズで記録に挑み、フライングキロメートルで206.6 km/h、フライング1/2マイルで205.87 km/hを記録し、目標だった前人未到の200 km/hを上回るとともに、この時点で自動車の速度記録を樹立した（ドライバーはヴィクトル・エメリ）。
周回コースのブルックランズではそれ以上の記録更新は難しかったことから、同車は長い直線路のあるアメリカ合衆国に運ばれることになり、改良を施された後、1910年1月にヨーロッパを離れた。

#### ライトニング・ベンツ（1910年）
アメリカ合衆国に渡ったベンツ・REはエミー・ロモスという人物の所有となり、彼によって「LIGHTNING BENZ」（ライトニング・ベンツ、「稲妻のベンツ」）と名付けられ、車体側面にもその名が刻まれた。
1910年3月16日、デイトナビーチにおいて、ロモスのドライバーであるバーニー・オールドフィールドが「ライトニング・ベンツ」に乗ってフライングキロメートルとフライングマイルの記録を更新した。

#### ブリッツェン・ベンツ（1911年）
モロスは再挑戦を試み、同車の出自を強調するため名前を同じ意味のドイツ語で「BLITZEN BENZ」（ブリッツェン・ベンツ）に改め、同車にはドイツ帝国の紋章が描かれるようになった。
オールドフィールドは去ったため、ボブ・バーマンがドライバーとなり、1911年4月にバーマンはさらなる新記録を打ち立てた（下表を参照）。
デイトナビーチにおける記録は往復ではなく片道で計測を行ったため、AIACRによる認定は受けられず、アメリカ自動車協会（AAA）のみの認定による「アメリカ記録」という扱いになった。しかし、ブリッツェン・ベンツが記録した速度はいずれも当時は飛行機の最高速度記録（1911年当時は130 km/h前後）を大幅に上回るもので、バーマンの228.08 km/hという記録は飛行機には1918年まで、自動車には1919年まで破られなかった。

#### ブリッツェン・ベンツが更新した記録（フライングスタート）
| 記録日        | 場所           | ドライバー                   | フライングkm | フライングマイル | 記録の種類                            | 出典              |
| ------------- | -------------- | ---------------------------- | ------------ | ---------------- | ------------------------------------- | ----------------- |
| 1909年11月8日 | ブルックランズ | ヴィクトル・エメリ           | 206.6 km/h   | –                | 地上絶対速度記録（AIACR認定世界記録） | [ 346 ]           |
| 1910年3月16日 | デイトナビーチ | バーニー・オールドフィールド | 211.26 km/h  | 211.98 km/h      | 地上絶対速度記録（AAA記録）           | [ 346 ] [ W 197 ] |
| 1911年4月23日 | デイトナビーチ | ボブ・バーマン               | 226.69 km/h  | 228.08 km/h      | 地上絶対速度記録（AAA記録）           | [ 346 ]           |

### 「シルバーアロー」の挑戦（1934年 - 1939年）
ブリッツェン・ベンツ以降は速度記録から遠ざかっていたが、1930年代の「シルバーアロー」時代になって、メルセデスチームは再び自動車の速度記録（クラス記録）に挑むようになる。ナチ党の国家社会主義自動車軍団（NSKK）はこれをドイツの自動車技術の高さを示す事業として位置付け、アウトバーンを封鎖して全面的な協力を行い支援した。
いずれの車両もメルセデスチームのエースであるルドルフ・カラツィオラがステアリングを握った。

#### 時代背景
フライングキロメートルやフライングマイルの速度記録の計測を行うためには、加速のための助走距離と安全に減速して静止するための制動距離で10㎞以上の長大な直線路が必要となる。記録される速度が300 km/hに近づくにつれてデイトナビーチでは手狭となり、アメリカ合衆国では1930年代半ばになると速度記録に挑戦する舞台は広大なボンネビル・ソルトフラッツに移っていき、以降の世界記録は航空機用エンジンを搭載した車両によって更新され続けるようになった。
一方、ドイツ国内では通常であればそのような速度記録のための舞台は得られるはずもなかったが、1933年にナチ党が権力を掌握したことで、その状況が大きく変化した。ナチ党は1933年初めに政権を握ると、同年9月にはアウトバーン（帝国アウトバーン）の建設に着手した。1935年に開通したフランクフルト～ダルムシュタット間（現在のA5線）などは長大な直線舗装路となり、速度記録に挑戦するには適地となる。自動車技術の高さを国威発揚に活用したい思惑を持つナチス政権による協力の下、（航空機用エンジンを用いない）自動車のクラス別速度記録挑戦の舞台としてそれらの道路が利用され、メルセデスチームはグランプリカーを転用した速度記録車で記録に挑むこととなる。

#### W25レンリムジン（1934年）
1934年の車両にはグランプリカーのM25Bエンジン（3,360cc）をそのまま用いた。この車両はコクピットを風防で覆っていたものの、タイヤはグランプリカーそのままに剥き出しで、空気抵抗の軽減はさほど考慮されたものではなかった。しかし、当時の国際C級（排気量3,001 - 5,000cc）のクラス記録を破るには充分で、フライングキロメートル、フライングマイルの両記録と、スタンディングマイルの記録の3つを更新した。
この車両には特に名前は付けられていなかったが、ドライバーのカラツィオラは「レンリムジン」（Rennlimousine）と呼んだことから、その呼称はすぐにダイムラー・ベンツの広報資料でも使用されるようになり、定着していった。

#### W25レコルトワーゲン（1936年）
1936年10月の挑戦ではW25にホイールまで覆った流線形のボディを架装し、V型12気筒のM25DABエンジン（5,577cc）を搭載した車両を用意し、国際B級（5,001 - 8,000cc）の記録更新に挑んだ。この挑戦には、W25ショートカーの失敗によって惨憺たる結果となった同年のグランプリレースの苦い記憶を払拭する意味合いがあった。
この車両を開発するにあたって、翌年のアヴスレンネンがより高速化したものになることがわかっていたことから、流線形ボディはアヴスレンネンと速度記録挑戦の両方に良い相乗効果をもたらすという車両開発上の思惑があったとされている。後から見れば、1936年のW25レコルトワーゲン、1937年アヴスレンネンのW25ストリームライナー（ブラウヒッチュ車）、1937年10月のW125レコルトワーゲンの間に相互作用があったことは明らかだが、初めからそうなるよう計画されていたのかは定かではないとも言われている。
この頃からグランプリレースにおけるライバルのアウトウニオンもメルセデス・ベンツの車両と同様に流線形のボディをまとった車両で速度記録を狙うようになり、競争が過熱することになる。

#### W125レコルトワーゲン（1937年）
1937年もグランプリレースのシーズン後に国際B級（5,001 - 8,000cc）の速度記録更新を狙い、W125の車体に前年のW25レコルトワーゲンとほぼ同じボディを架装し、最大出力を736馬力にまで強化したM25DABエンジンを搭載した車両を用意した。
1937年10月にフランクフルト・ダルムシュタット間で同車で速度記録に挑んだが、速度が400 km/hに迫った段階で車体前部に揚力が発生して浮き上がる兆候が生じたため、記録更新は断念された。そうしている間に、同10月25日にアウトウニオンのベルント・ローゼマイヤーが公道上で歴史上初めて400 km/hを突破して国際B級の新たな世界記録を樹立した。これはメルセデスチームの奮起を促すこととなる。

#### W125レコルトワーゲン（1938年）とローゼマイヤーの死
冬のドイツは路面が凍結することがあるため、それまで速度記録への挑戦はシーズン後の秋の決められた週に行うようNSKKによって定められていたが、ダイムラー・ベンツは当局の上層部に働きかけて1938年1月末に速度記録への挑戦を行うという予定を承認させた。この日程は当時は2月か3月にベルリンで開催されていたドイツ最大の自動車展示会であるベルリンモーターショー（IAA）の開催直前であったことから、重要イベントの前に記録を更新されてしまうという事態を避けたかったアウトウニオンも参加を表明することになった。
メルセデスチームは前年のアウトウニオンの記録を破るべく風洞試験を重ねてボディの改良を入念に行い、車体先端のインテークを縮小し、2つの小さな穴のみとした点が前年型（3ヶ月前）のボディとの大きな違いとなった。インテークを小さくすればエンジンは冷却が不充分な状態に晒されるが、速度記録車の走行は短い時間で終わることから、氷を詰めた冷却装置を設置することで冷却の補助を行うというアイデアが用いられた。対するアウトウニオンは、参加を急遽決定したため確実に記録更新できるほどの改良を施す時間はなく、現状の車両を空力の面で手直しすることで30 km/hを稼ぐというプランを立てた。
1938年1月28日午前8時頃、前回と同じフランクフルト～ダルムシュタット間で、改良されたW125レコルトワーゲンをカラツィオラが走らせ、432.69 km/hという新記録を樹立した。同日の昼前にアウトウニオンのローゼマイヤーも走り出し、往路でカラツィオラに迫る速度を記録したが、記録更新に挑んだ復路の走行中に風にあおられたとみられる事故により彼のアウトウニオンは沿道の木々に打ち付けられ、ローゼマイヤーは帰らぬ人となった。以降、アウトウニオンは速度記録車の開発から手を引き、結果的に、メルセデス・ベンツとアウトウニオンの間で繰り広げられた速度記録をめぐる争いも、この事故によって終息した。
この時にW125レコルトワーゲンが樹立した432.69 km/hという記録は公道上で記録された最高速度記録としてその後も長く残り、2017年に更新されるまで80年近くに渡って破られることはなかった。

#### W154レコルトワーゲン（1939年）
1939年はW154を使って、排気量がより小さい国際D級（2,001 - 3,000cc）の記録更新に挑んだ。この年はスタンディングスタートの記録も更新すべく、2種類のボディを用意した。
スタンディングスタート仕様の車両は流線形のボディに車輪のみを覆った形態とし、フライングスタート仕様は前年のW125レコルトワーゲンとほぼ同様のボディが架装された。グランプリレースで使用される通常のW154のCd値は0.54だが、速度記録用のボディ変更により、スタンディングスタート仕様は0.406、フライングスタート仕様は0.184にまで低減された。
この車両による走行は新設されたデッサウ～ビターフェルト間のアウトバーンで行われ、1939年2月9日に両仕様を使ってフライングスタート（km・マイル）、スタンディングスタート（km・マイル）のどちらのクラス記録も更新した。
その5日後の2月14日にも走行が行われ、結果的にこれがメルセデスチームが最高速度記録に挑んだ最後の走行となった。

#### 各車両が更新した記録（フライングスタート）
| 記録日          | 場所                                         | 車両                                        | Cd値  | フライングkm | フライングマイル | 記録の種類・排気量別クラス | 出典                        |
| --------------- | -------------------------------------------- | ------------------------------------------- | ----- | ------------ | ---------------- | -------------------------- | --------------------------- |
| 1934年10月28日  | ギヨン                                       | W25レンリムジン                             | 0.32  | 317.5 km/h   | 316.6 km/h       | 国際C級 (3,001 - 5,000cc)  | [ 346 ] [ W 198 ]           |
| 1936年10月26日  | フランクフルト～ダルムシュタット（現・A5線） | W25レコルトワーゲン                         | 0.235 | 364.4 km/h   | 366.9 km/h       | 国際B級 (5,001 - 8,000cc)  | [ 347 ] [ W 79 ] [ W 208 ]  |
| 1937年6月16日※  | フランクフルト～ダルムシュタット（現・A5線） | アウトウニオン・タイプC・ストリームライナー | –     | 389.61 km/h  | 389.88 km/h      | 国際B級 (5,001 - 8,000cc)  | [ 350 ]                     |
| 1937年10月25日※ | フランクフルト～ダルムシュタット（現・A5線） | アウトウニオン・タイプC・ストリームライナー | –     | 406.32 km/h  | 406.29 km/h      | 国際B級 (5,001 - 8,000cc)  | [ 350 ] [ W 200 ]           |
| 1938年1月28日   | フランクフルト～ダルムシュタット（現・A5線） | W125レコルトワーゲン                        | 0.157 | 432.692 km/h | 432.36 km/h      | 国際B級 (5,001 - 8,000cc)  | [ 351 ] [ 347 ] [ W 209 ]   |
| 1939年2月9日    | デッサウ～ビターフェルト（現・A9線）         | W154レコルトワーゲン                        | 0.184 | 398.23 km/h  | 399.56 km/h      | 国際D級 (2,001 - 3,000cc)  | [ 347 ] [ W 203 ] [ W 204 ] |

※参考のため1937年のアウトウニオン（ローゼマイヤー）の記録を記載。

#### 各車両が更新した記録（スタンディングスタート）
| 記録日         | 場所                                 | 車両                 | Cd値  | スタンディングkm | スタンディングマイル | 記録の種類・排気量別クラス | 出典                        |
| -------------- | ------------------------------------ | -------------------- | ----- | ---------------- | -------------------- | -------------------------- | --------------------------- |
| 1934年10月30日 | ギヨン                               | W25レンリムジン      | 0.32  | –                | 188.6 km/h           | 国際C級 (3,001 - 5,000cc)  | [ 346 ] [ W 198 ] [ W 210 ] |
| 1939年2月9日   | デッサウ～ビターフェルト（現・A9線） | W154レコルトワーゲン | 0.406 | 175.1 km/h       | 204.53 km/h          | 国際D級 (2,001 - 3,000cc)  | [ 347 ] [ W 207 ]           |
| 1939年2月14日  | デッサウ～ビターフェルト（現・A9線） | W154レコルトワーゲン | 0.406 | 177.43 km/h      | –                    | 国際D級 (2,001 - 3,000cc)  | [ W 207 ] [ W 204 ]         |

### T80（1939年）

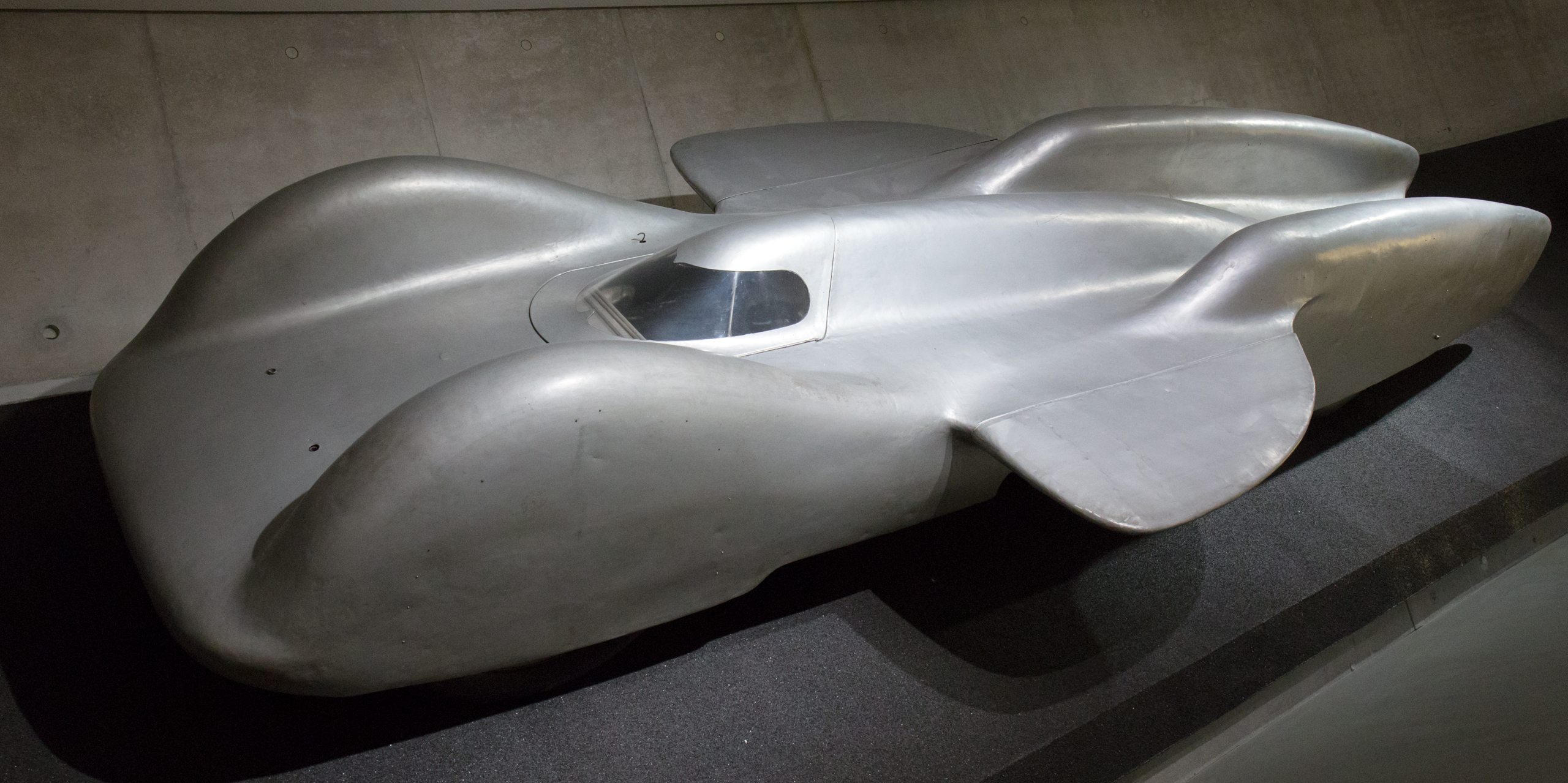
T80（1939年）。ヒトラーが名付けた「ブラックバード」という計画名の通り黒く塗装される予定だったとされる。

グランプリカーを転用することでクラス記録の更新に挑戦したメルセデスチームだったが、これらは自動車の最高速度の「絶対記録」ではなかった。前記したように1930年代半ばになると自動車の最高速度記録への挑戦は米国のボンネビルを舞台として行われるようになり、1930年代半ばには2,000馬力を超える航空機用エンジンを搭載した車両によって記録が打ち立てられ、その速度は500 km/hに迫っていた。
これを上回る記録を打ち立てようという提案を始めたのは、アウトウニオンのドライバーであるハンス・シュトゥックであった。1936年8月、シュトゥックはダイムラー・ベンツの取締役会会長であるキッセルを説得し、最高速度記録のための車両製作を承認させた。キッセルはフェルディナンド・ポルシェに速度記録車の設計を依頼し、ダイムラー・ベンツは翌1937年3月にフェルディナンド・ポルシェと正式に（T80に限らず）車両設計全般についてのコンサルタント契約を結ぶことになる。当時の最高速度記録はイギリス勢に独占されており、この計画はヒトラーからも承認され、その際、ヒトラーはこの計画を非公式に「シュヴァルツァーフォーゲル」（「ブラックバード」）と命名した。
ポルシェは車体を設計するとともに、ボディの設計にはエルンスト・ハインケル、ラインハルト・フォン・ケーニッヒ＝ファクセンフェルト、ヨーゼフ・ミックルといった航空技術者や空気力学の専門家の助けを借りた。
この車両は1937年4月の時点では550 km/h以上で走れることを目標に計画され、後にその目標は600 km/h以上に引き上げられた。エンジンはアウトウニオンのレーシングカーと同様、リアにミッドシップに搭載され、リアを四輪とした六輪車として開発された。エンジンは当初はダイムラー・ベンツの航空機用エンジンであるDB601の搭載を予定していたが、後により出力の大きなDB603RSに変更され、このV12エンジンに特殊燃料を使用することで、目標の600 km/h達成に充分な出力となる3,000馬力を得ることが可能となった。DB603RSはベンチテストで3,000馬力の出力を記録し、計算上は3,500馬力程度までさらに出力を増加することが可能と考えられたことから、目標速度は650 km/hへと引き上げられた。
車体の開発が進められた一方で、600 km/hで走行するためには長大な直線路が必要となることから、速度記録に挑戦するために走行できる場所がないことがこの計画の課題となる。対米関係の悪化によりこの車両をボンネビルに運ぶことは現実的ではなくなっていたという事情もあるが、ナチス政府はドイツ国内で記録達成することを望み、フリッツ・トートの指導の下、アウトバーンのデッサウ～ビターフェルト間に新区間として長さ11㎞の直線路を建設した。これはT80が全開で走行するには到底不十分な距離であったため、キッセルとポルシェはこの直線路がT80には短すぎ、ボンネビルに持っていくしかないと抗議したものの、決定は覆らず、ダイムラー・ベンツの首脳がナチス政権に抗議したという事実も秘匿されることとなる。
1939年9月に第二次世界大戦が開戦した後も計画は進められ、1940年10月に走行を行うという予定も設定されたが、戦況の悪化によりこの計画は中止された。T80は一度も高速走行をすることなく、1940年6月にダイムラー・ベンツの保存車庫に入れられた。

### 第二次世界大戦後の挑戦
第二次世界大戦後、自動車の速度記録（絶対速度記録）は戦時中に発達したターボジェットエンジン（後にターボファンエンジン）や固体燃料ロケットを用いたものとなり、内燃機関を用いていた戦前のそれとは変質した。以降は、ダイムラーは量産車に根ざした技術の試験車両を使って長距離高速耐久走行試験を行う中で、いくつかの速度記録を残している。この活動により、2023年時点でも長距離の速度記録の多くはメルセデス・ベンツ車が保持している。

#### C111-IV（1979年）
1978年3月、ダイムラー・ベンツの車両開発部門の責任者に就任したヴェルナー・ブライトシュベルトは、C111開発チームのハンス・リーボルト（Hans Liebold）にサーキットにおける最高速度記録を更新するよう課題を与えた。当時の最高速度記録は、1975年にタラデガ・スーパースピードウェイでポルシェ・917/30スパイダー・ロングテール（917/30-003）によって記録された時速221.160マイル（およそ時速355㎞）だった。リーボルトはこの年4月に完成した試験車両「C111-III」であっても、あと100馬力ほど出力を増強すればこの記録を更新することは可能だと計算したが、記録をほんの少しだけ更新するという開発目標は技術者として面白くないため、時速400km（時速250マイル）を超えることを目標として設定した。
Can-AM車両の917/30は1,500馬力もの大出力を有したが、C111の開発計画は高効率なエンジンをテーマとしたものであるため、エンジンは量産車用のV型8気筒M117エンジンをベースとして、500馬力のターボエンジンを開発し、ボディ開発チームはC111-IIIのそれを見直し、姿勢安定用のフラップやスポイラーを追加するなどした。こうして、新型試験車両「C111-IV」が完成した。
1979年5月5日、イタリアのナルド・サーキットで、C111-IVは最高時速403.978km（時速250.918マイル）を記録し、サーキットにおける最高速度記録を更新した。同時に、10㎞、10マイル（約16㎞）、100㎞、100マイル（約160㎞）の各距離における速度記録も樹立した。この活動はやがて、メルセデス・ベンツのレース復帰につながっていくことになる（詳細は「#スポーツカーレース復帰に至る経緯」を参照）。

#### 190E 2.3-16（1983年）
1983年8月13日から21日にかけて、イタリアのナルド・サーキットで、190E（W201）の新型車（後の「190E 2.3-16」）の試作車を使って長距離の高速耐久走行試験（50,000km）が行われた。
車両はパワーステアリングと電動クーリングファンを外した以外はほぼ市販車そのままの無改造車で、給油やドライバー交代のための停車時以外は平均時速250㎞で走り続け、8日間（201時間39分43秒）で50,000kmを走破した。この試みにより、25,000㎞、25,000マイル（約40,233㎞）、50,000kmの各距離における速度記録を樹立した。

#### E320 CDI（2005年）
2005年4月から5月2日にかけて、アメリカ合衆国テキサス州ラレドのテストコースで、E320 CDI（W211）を使って長距離の高速耐久走行試験（100,000マイル）が行われた。
30日間に渡って平均時速224㎞で走り続け、50,000マイル（約80,467㎞）、100,000km、100,000マイル（約160,934km）の各距離の速度記録を樹立した。

## ヒルクライム

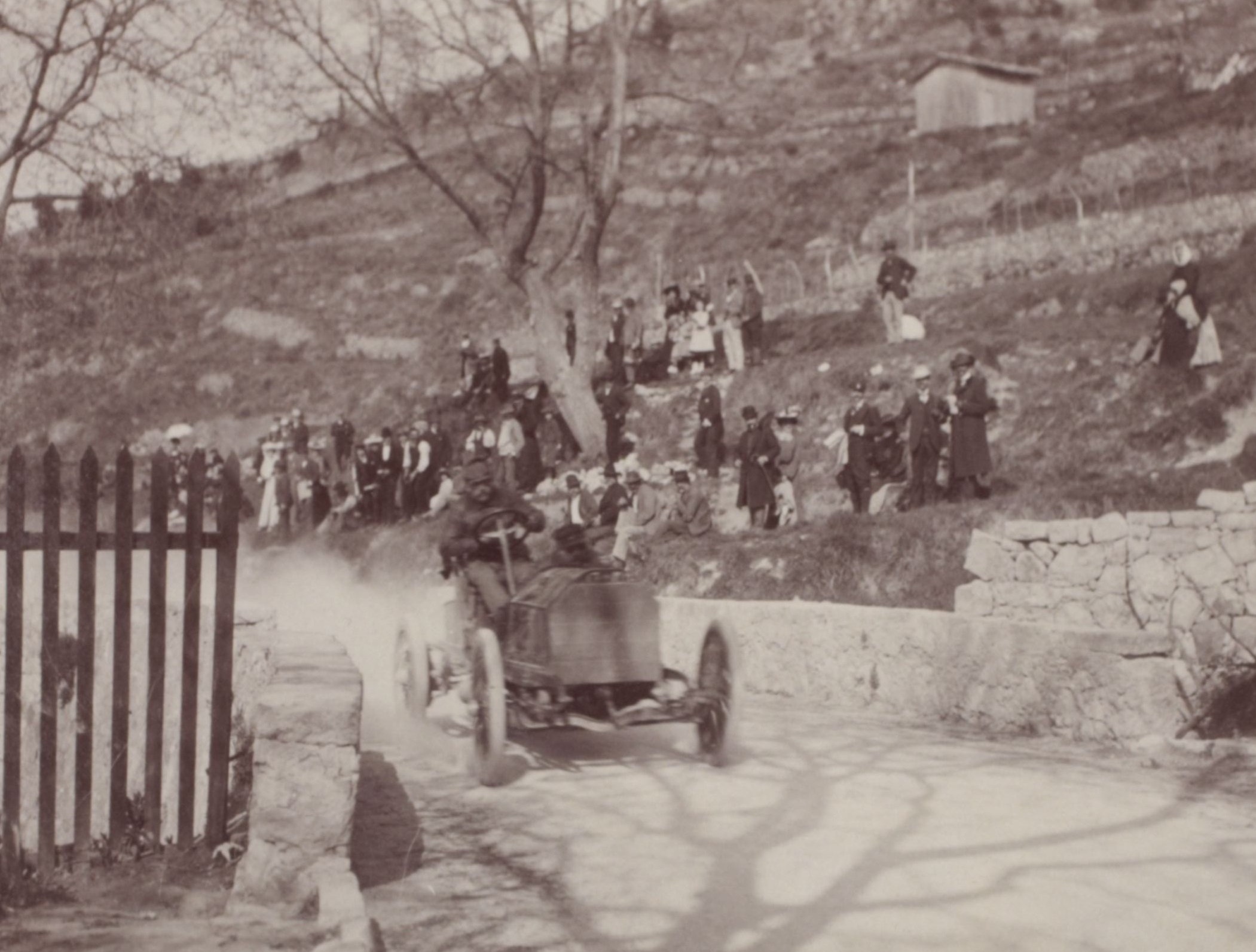
メルセデス・シンプレックス（1903年ニース～ラ・テュルビーヒルクライム）

ダイムラーとヒルクライムの関わりは古く、1897年1月にニース～ラ・テュルビー間（Course de côte Nice - La Turbie）で行われたヒルクライムレースにまで遡る。同レースは公式なものとしては世界で初めて行われたヒルクライムレースとされており、ライセンス生産されたダイムラーエンジンを搭載したプジョーが参戦した。このヒルクライムレースはドライバーたちからも観客からも好評を博したことから、1899年には速度記録会や自動車レースも取り入れた「ニース・スピードウィーク」に発展した。このイベントに参加していたエミール・イェリネックが好結果を望んだことが「メルセデス」の誕生につながったことは前記した通りである。
その後もダイムラー（ダイムラー・ベンツ）の車両がヒルクライムに使用されることはあったが、この活動に特に力が入れられたのは「シルバーアロー」時代のこととなる。

### 「シルバーアロー」の挑戦（1938年 - 1939年）
メルセデスチームは1920年代からヒルクライムレースに参加しており、1930年から1933年まで開催されていたヨーロッパヒルクライム選手権では、ルドルフ・カラツィオラと、当時プライベーターだった、ハンス・シュトゥックがSシリーズ（SSK/SSKL）でスポーツカー部門のチャンピオンを計3回獲得している。
1930年代のシルバーアロー時代には、ライバルであるアウトウニオンの活躍に触発され、メルセデスチームも1930年代も末の1938年から本格的に挑戦するようになった。

#### 1938年
ヒルクライム競技は元々はさほど人気のあるカテゴリーではなかったため、1934年のグランプリ復帰後のメルセデスチームは熱心ではなく、このカテゴリーにおいては「ベルク・マイスター」（山の王者）、「ベルク・ケーニヒ」（山の王）の異名を持つハンス・シュトゥックを擁するアウトウニオンが有力だった。アウトウニオンの活躍によってこのカテゴリーの人気自体も上がり、メルセデスチームとしても無視できぬものとなっていっていた。
当時のヒルクライムにはグランプリレースで適用されるような技術規則はなく、いわばフォーミュラ・リブレだったため、1938年はグランプリレースでは前年のみの使用となったW125を使って参戦した。同車はメルセデス・ベンツのグランプリカーの中でも最大の出力を誇る車両だが、この年はヒルクライムレース参戦にあたって軽量化程度の小さな改造しか行っておらず、登坂時に後輪にその巨大な出力を伝えきれず、後輪が空回りして結果が伴わずに終わる。

#### 1939年
1938年が不本意な結果に終わったことで、監督のノイバウアーは車両開発の責任者であるウーレンハウトと相談し、1939年に向けて本格的なヒルクライム仕様の車両を用意することにした。
車体としてはW125に加えて、速度記録用に既に軽量化してあるW154の1台（11号車）を転用し、ヒルクライムではそれほど重要ではないブレーキ、ラジエーターは小型のものに変更して軽量化し、走行距離が短いため燃料タンクも小型のものに変更の上、重量配分を考慮して車体後部に移設する改造を施した。ラジエーターを小型化したことで冷却能力が低下し、それを補うために速度記録車と同様、氷を使用する方法がまず検討された（前項を参照）。しかし、車体前部に氷のような重量物を載せることはヒルクライムでは不利になると判断して、この方法は採用せず、液冷の航空用エンジンで使われている技術を応用し、冷却水にエチレングリコールを混ぜて沸点を下げて、気化熱によって冷却し、エンジンの冷却に使った蒸気は排出するという、蒸気冷却法を用いた。これらの対策によって、後輪のトラクション不足という問題の解決に力が入れられた。
1939年6月のウィーン・マウンテン・ヒルクライムではブラウヒッチュとラングが出場した。タイヤは後輪をツインタイヤかシングルタイヤか試し、車両もW125とW154でどちらが良いか試し、ラングはより高出力のW125のパワーはツインタイヤでも吸収しきれないと判断してこのレースではW154を選択し、ブラウヒッチュはW125を選択し、後輪は両者ともにツインタイヤを選択してレースに挑んだ。
このレースでラングがアウトウニオンのヘルマン・パウル・ミューラーを僅差で上回って優勝を遂げ、8月のドイツヒルクライムグランプリもラングがW125に乗って優勝し、ラングはこの年の凡ドイツヒルクライムチャンピオン（Pan-German Hillclimb champion）となった。

## トラックレース
1980年代にヨーロッパとアメリカ合衆国で、トラクターヘッド（牽引自動車の一種）を用いたレースが行われるようになり、各地に広がり人気を博するようになる。メルセデス・ベンツのトラクターヘッドはヨーロッパや南米のレースシリーズで用いられるようになり、各地域の現地法人などが主体となってレース活動が行われている。以下、代表的な2つのシリーズについて記述する。

### ヨーロッパトラックレース選手権（1985年 - 現在）
ヨーロッパを中心に開催されているヨーロピアン・トラック・レーシング・チャンピオンシップ（ETRC）に、同シリーズが始まった1985年から参戦している。トラックも同じ「メルセデス・ベンツ」ブランドを使用するが、このシリーズはグループのトラック部門であるダイムラー・トラック社（Daimler Truck AG）による参戦である。
1989年にトマス・ヘグマンがクラスCで、1990年にアレックス・ヘグマンが最高位のクラスAでそれぞれメルセデス・ベンツのトラックドライバーとしては初のチャンピオンとなった。最も多くタイトルを獲得したのは元GPライダーのスティーブ・パリッシュで、クラスCでは1990年、1992年、1993年の3度、クラスAでは1994年と1996年の2度の計5つのタイトルを獲得した。
1998年には最上位の「スーパー・レーストラック」クラスで従来の1834-Sに代えてアテゴを投入し、ルドビク・フォールがこの年のチャンピオンとなった。
財政上の理由により、2001年限りで最高位クラスである「スーパー・レーストラック」クラスから撤退して、活動を下位の「レーストラック」クラスに縮小したものの、この2つのクラスは2006年に統合されたため、以降は同一クラスで他メーカーと競っている。
2023年現在も参戦を続けているが、タイトル獲得からは1999年に下位の「レーストラック」クラスで獲得したのを最後に遠ざかっている。

### フォーミュラ・トラック / コッパ・トラック（1996年 - 現在）
南アメリカでは1996年から2017年まで開催されていたフォーミュラ・トラックに1996年当初から参戦しており、現在はその実質的な後継シリーズであるコッパ・トラック（「トラック杯」の意）に参戦している。
フォーミュラ・トラックはブラジルを中心に開催されていたトラックレーシングシリーズで、現地では人気のあるカテゴリーで、ブラジルのメルセデス・ベンツ現地法人（Mercedes-Benz do Brasil Ltda.）のバックアップの下、レース用トラックが製作され、地元チームがチーム運営を担っていた。2016年にフォーミュラ・トラックの主催者と、多数のチーム・ドライバーが激しく対立した結果、2017年シーズンの開幕を前にシリーズ分裂にまで発展し、チーム側は新シリーズの「コッパ・トラック」を立ち上げ、2017年から開催を始めた。これにより、フォーミュラ・トラック自体が2017年に1戦も開催できないままシリーズごと終了してしまったため、メルセデス・ベンツ陣営もコッパ・トラックに移った。両シリーズは基本的に同じ内容だが、フォーミュラ・トラックがブラジル国内のみのシリーズだったのに対して、コッパ・トラックは隣国のアルゼンチンとウルグアイでもレースが開催されるようになっている。
フォーミュラトラックでは2004年からブラジル選手権タイトルとしてマニュファクチャラーズタイトルが掛けられ、メルセデス・ベンツは、フォルクスワーゲン、フォード、スカニア、イヴェコ、MANといったライバルメーカーとしのぎを削り、ブラジル選手権が最後に掛けられた2016年までに全マニュファクチャラーの中でも最多となる5回のタイトルを獲得した。コッパ・トラックでもフォーミュラ・トラックと同様、ブラジル自動車連盟によってブラジル選手権タイトルが掛けられており、2021年シーズンにマニュファクチャラーズタイトルを獲得している。
ドライバーでは、2000年にデビューしたウェリントン・シリッノが2023年現在まで20年以上に渡ってエース的存在を務めており、フォーミュラ・トラックで計4回の選手権タイトルを獲得しており、これは同シリーズの21年に及んだ歴史においてフェリペ・ジアフォーネと並んで最多タイのタイトル獲得数である。

## その他のカテゴリー

### フォーミュラ3

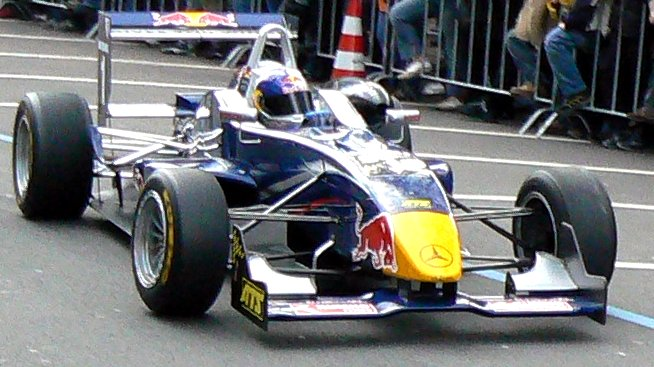
メルセデスのエンジンを搭載したF3カーを運転するセバスチャン・ベッテル（2006年）

2002年のドイツF3選手権に供給を始めたのを皮切りに、フォーミュラ3用のエンジンの供給を行っている。実際の製造開発は一貫してHWA社が手掛けている。
最初のエンジンはCクラスとEクラス用のM271エンジンをベースにしたもので、このエンジンは2002年から2013年まで様々なF3選手権で使用された。
その10年間において、メルセデス・ベンツエンジンを搭載したF3車両に乗ったドライバーは数多くのチャンピオンタイトルを獲得しており、当時有力な選手権だったフォーミュラ3・ユーロシリーズでは、同シリーズが2012年に終了となるまでの10年間でドライバーズタイトルとチームタイトルでそれぞれ8回の獲得に貢献している。後にメルセデスのF1ドライバーとなるルイス・ハミルトン（2005年チャンピオン）もメルセデスエンジンでF3チャンピオンになった一人である。
2014年にF3専用に新開発したメルセデスAMG・F3-414エンジンを投入した。F3ユーロシリーズの後継シリーズであるヨーロッパ・フォーミュラ3選手権では、2013年から同シリーズが終了する2018年までの6年間で、M271エンジンとF3-414エンジンを搭載したF3車両は、ドライバーズチャンピオンを5回、チームチャンピオンを6回全て獲得するという圧倒的な実績を残した。
2018年までの17年間でメルセデス・ベンツ製のF3エンジン搭載車は各地のF3選手権で計500勝を達成した（500勝目はミック・シューマッハによって記録された）。しかし、2019年に新たに発足したFIAフォーミュラ3選手権ではエンジンはメカクロームによる独占供給（ワンメイク）となったことから、同年以降はメルセデスAMGエンジンはオーストラリアF3選手権など各地の地域選手権で用いられるのみとなった。

## 沿革

### 創業期（モータースポーツ参戦前）
- 1878年
  - カール・ベンツが2サイクルエンジンを完成させる。
- 1883年
  - 10月1日、カール・ベンツがベンツ社（Benz & Cie.）を設立する[17][359]。
- 1885年
  - カール・ベンツが世界初のガソリン自動車であるベンツ・パテント・モトールヴァーゲンを完成させる。
- 1886年
  - 1月29日、カール・ベンツがベンツ・パテント・モトールヴァーゲンの特許を出願し[359]、11月2日に認可される。
  - 8月28日、ゴットリープ・ダイムラーとヴィルヘルム・マイバッハが世界初の四輪ガソリン自動車であるダイムラー・モーターキャリッジ（英語版）を完成させる[359]。
- 1888年
  - フランスで、エミール・ロジェがベンツ車の販売を始める[13][14][W 16]。
- 1889年
  - 2月、ゴットリープ・ダイムラーが、フランスにおけるガソリンエンジンのライセンス製造を認める契約をルイーズ・サラザン（Louise Sarazin）と結ぶ[W 239]。
  - 5月から10月にかけて開催されたパリ万国博覧会において、ベンツ・パテント・モトールヴァーゲンとダイムラー・シュタールライトヴァーゲン（英語版）が展示される[360][W 240]。多くのフランス人は冷ややかな反応だったが、ダイムラーのガソリンエンジンに注目したエミール・ルヴァッソール（英語版）とルネ・パナール（英語版）が、ゴットリープ・ダイムラー、サラザンと面会し[360]、後に、フランスでガソリンエンジンをライセンス製造する権利を獲得する。
  - 10月29日、パナール・エ・ルヴァッソールが、ダイムラーからライセンスを受けたエンジンをフランスで初めて製造する[W 241]。その後、パナール・エ・ルヴァッソールはエンジンをアルマン・プジョーに供給する契約を結び、プジョーはダイムラーのエンジンを用いて同社として初の自動車を1890年に製造する[361]。
- 1890年
  - 11月28日、マックス・ドゥッテンホーファー（英語版）とヴィルヘルム・ローレンツ（ドイツ語版）の援助により、ゴットリープ・ダイムラーとマイバッハがダイムラー社（Daimler Motoren Gesellschaft、DMG）を設立する[20][359]。ゴットリープ・ダイムラーとマイバッハが製造面や車両開発を受け持ち、共同創業者のドゥッテンホーファーが経営を担う体制となる[20]。

### モータースポーツ黎明期
ガソリン自動車の発明から5年ほど経ち、1890年代半ばになるとフランスを中心に自動車を使ったレースが行われるようになった。19世紀中のレースのほとんどはフランスで開催され、参加者もフランス勢が多数を占める中、ドイツのダイムラーとベンツの2社がそこに名を連ねる。高い完成度を持ったダイムラー製ガソリンエンジンは、フランスの自動車に搭載されて、市場においてもレースにおいても、フランス車をこの時点の主流の地位に押し上げた。
- 1894年

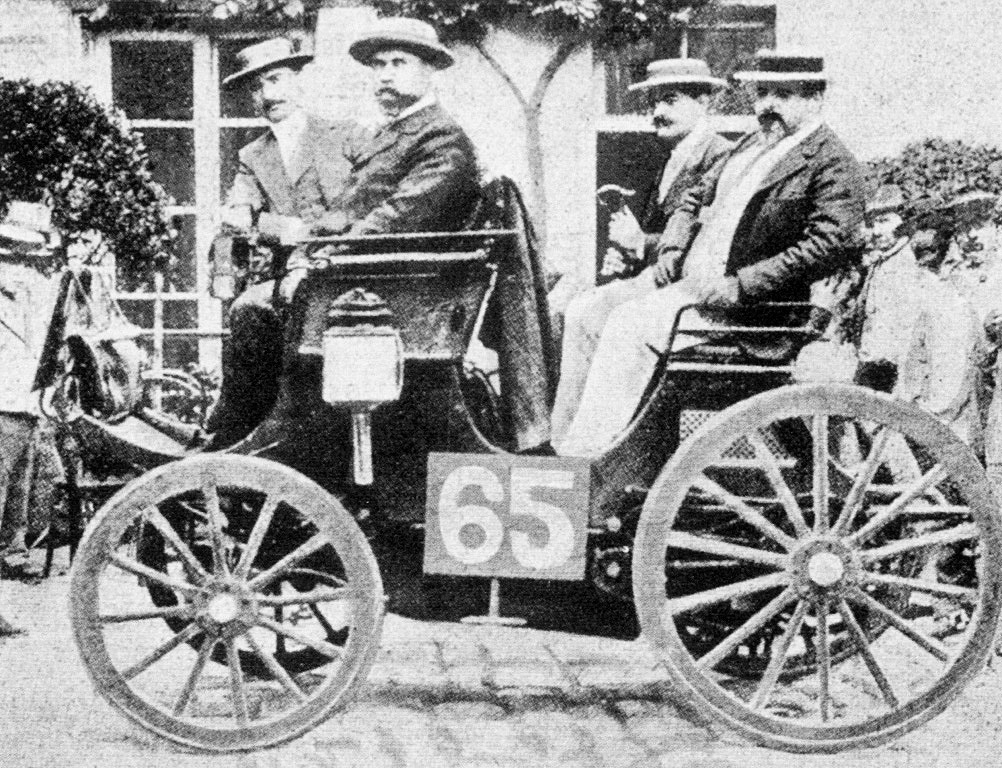
ダイムラーがライセンスしたガソリンエンジンを搭載したプジョー（1894年パリ～ルーアン）
  - 7月22日、世界初のモータースポーツイベントとなるパリ・ルーアントライアル（英語版）が開催される。（→#自動車レースの始まり）
    - ダイムラーがライセンスしたガソリンエンジンを搭載したプジョー・タイプ7（英語版）（ドライバーはアルベール・ルメートル（英語版））と、同じくダイムラー製エンジンをライセンス生産して搭載したパナール・エ・ルヴァソールの両車両が優勝を分け合った[362][10]。
    - ベンツのガソリン自動車が1台参戦し、14位で完走した（ドライバーはロジェ）。
- 1895年
  - 6月11日、世界初の自動車レースとされるパリ・ボルドーレース（英語版）が開催される。
    - ダイムラー製エンジン（ライセンス生産品）を搭載したパナール・エ・ルヴァソールが最初にゴールしたが、2シーターであったため違反となり3位に降格となる。
    - ベンツのガソリン自動車が1台参戦し、5位で完走した。

  - 11月、アメリカ合衆国で初となる自動車レースがシカゴで開催される（シカゴタイムス・ヘラルドレース（英語版））[363][W 31][W 32]。4台の自動車が出走し、唯一完走したベンツの車両が優勝した[363][注釈 183]。
- 1896年

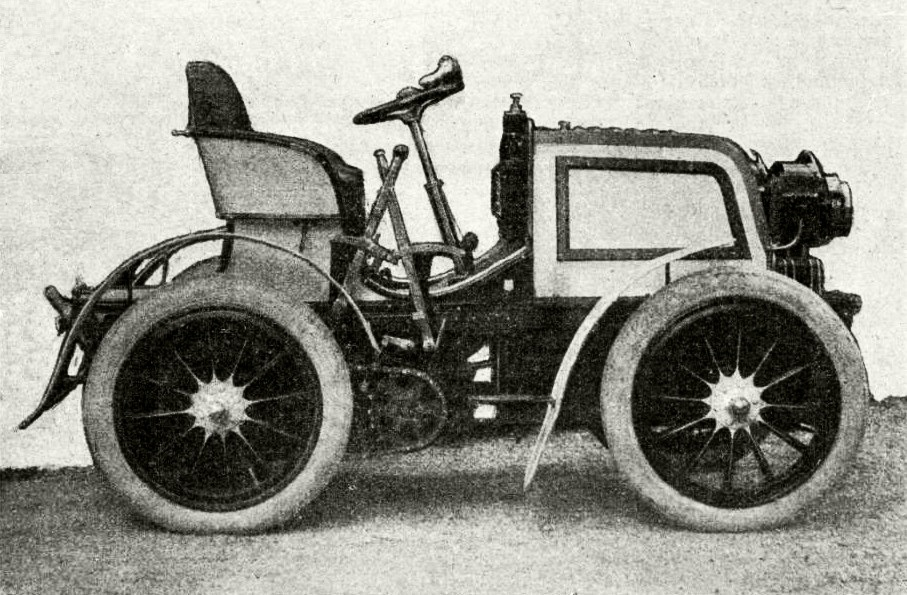
ダイムラー・フェニックス・24PS（1900年型）
  - ニースに住むオーストリア人実業家エミール・イェリネック（英語版）が、マイバッハと面識を得るとともに、「最高時速40㎞」を出せる車両を2台発注する[364][注釈 184]。
- 1897年
  - 1月31日、ニース～ラ・テュルビー間（Course de côte Nice - La Turbie）の10.3マイル（約16.6㎞）で、正式なものとしては世界初となるヒルクライムレースが開催される[355][W 242][注釈 185]。このレースにはライセンス生産されたダイムラーエンジンを搭載したルメートルのプジョー（6馬力）も参戦するが、蒸気自動車のド・ディオン・ブートン（英語版）（15馬力）に敗れる[355][W 223][W 224]。
  - 10月、イェリネックが、ダイムラーから最初の車両（6馬力）を受け取り、翌年1月には4馬力の車両を受け取る[364]。要望通り時速40㎞ほどのスピードは出るものだったが、レースで戦うにはどちらの車両も性能が不十分だと感じたイェリネックはさらなる高性能車の開発を望み、これが史上初の4気筒車であるダイムラー・フェニックス（ドイツ語版）（24馬力）の開発の端緒となる[364][365][W 243]。その後、イェリネックは1900年までに販売目的に10台単位の注文をダイムラーにするようになり、創業間もない頃の同社にとって重要な顧客となる[W 243]。
- 1898年
  - 5月24日、ドイツ初の自動車レースとして、ベルリン～ポツダム間を往復するレースが開催される[362]。ダイムラーとベンツが初めて同じレースで競い、両者とも優勝を逃す[362]。
- 1899年
  - 3月、第1回ニース・スピードウィークが開催される。イェリネックがダイムラー・フェニックス（24馬力）を走行させるが、上位には食い込んだものの優勝を手にすることはできず、さらなる高性能車を望む[364][365]。
  - ベンツが同社としては初のレース専用車両となるベンツ・8PS（ベンツ・レンワーゲン）を開発する[W 17]。（→#ベンツ・レンワーゲン）

### 「メルセデス時代」の始まり
1900年末に「メルセデス」の名を冠する最初の車両であるメルセデス・35PSが完成した。同車はそれまでの馬車をひきずった車とは一線を画する先進的な自動車で、「我々はメルセデス時代に入った」と称賛された。（→#メルセデス・35PS）
ベンツ社では、カール・ベンツはレース活動に関心を持たなかったため、この時期の活動は断続的なものとなるが、ダイムラー（メルセデス）の活躍に触発されてレース活動への関与を徐々に強めていく。（→ベンツ・パルシファル）
- 1900年

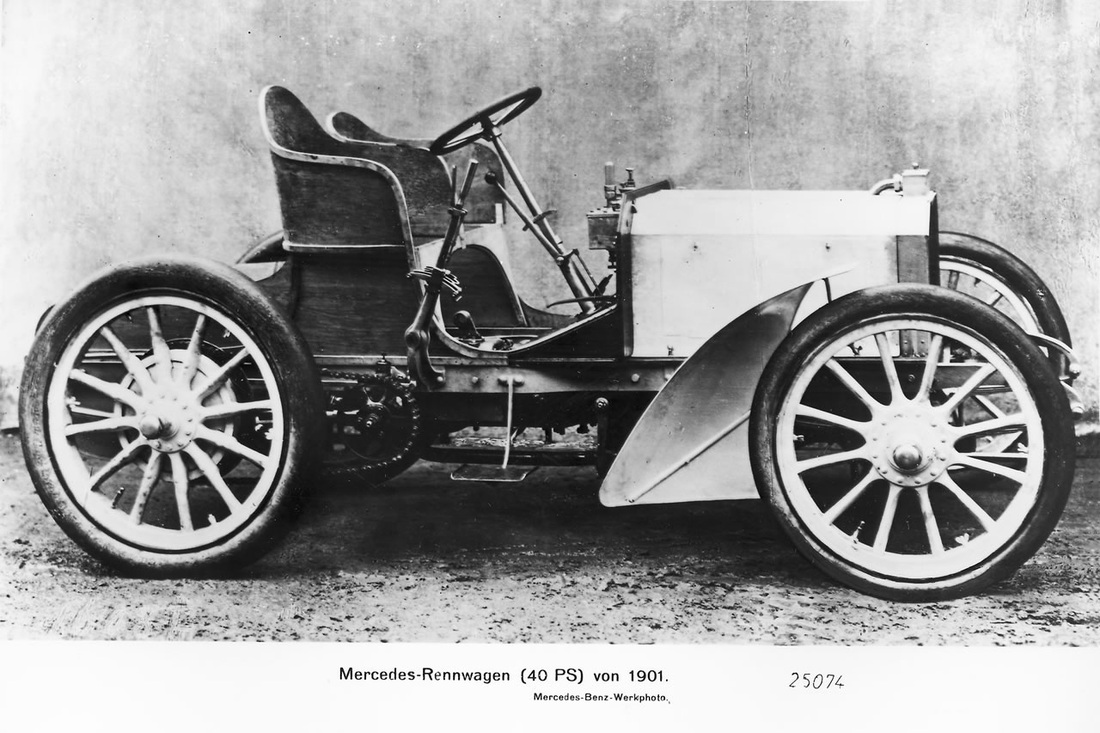
メルセデス・35PSレース仕様（1901年）
  - 3月6日、ゴットリープ・ダイムラーが死去する。
  - 3月末、ニース・スピードウィークで、イェリネックがダイムラー・フェニックス（28馬力）を走行させる。1イベントとして行われたニース～ラ・テュルビー間のヒルクライムレースにおいて、ドライバーのヴィルヘルム・バウアーが死亡する事故が起きる[33][31][W 23][W 24]。
  - 4月、イェリネックがダイムラーにより高性能な車両の開発を求め、36台分を発注し、同年12月22日に最初の1台を受け取る[W 243]。マイバッハの手になるこの車両は後に「メルセデス・35PS（英語版）」と呼ばれ、最初の「メルセデス」として知られるようになる。（→#メルセデス・35PS）
  - 4月2日、イェリネックがダイムラーの取締役の一人となる[34]。
- 1901年
  - 3月、イェリネックがニース・スピードウィークにメルセデス・35PSを持ち込み、ほぼ全てのレースで圧勝し、速度記録を樹立するなどの活躍を見せたことから、この出来事はメルセデスの名を有名にする[10][W 243][W 21]。
- 1902年

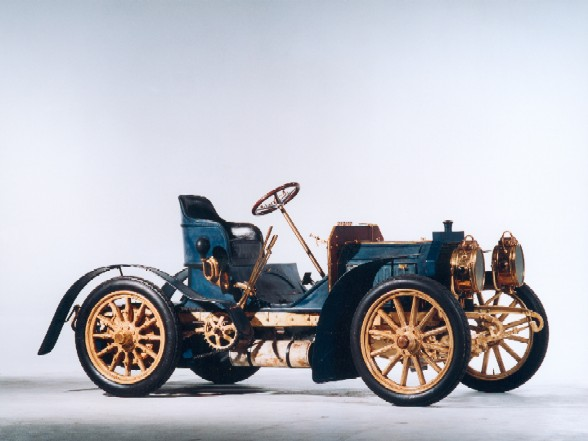
メルセデス・シンプレックス（40PS・1902年型）
  - 3月、35PSの後継車両であるメルセデス・シンプレックス（英語版）が完成し、受け取ったイェリネックはレースへの投入を始める。
  - 5月、オーストリアのエクセルベルク（ドイツ語版）で開催されたヒルクライムレース（Excelberg Race）で、フェルディナント・ポルシェが自身が開発したローナーポルシェの電動インホイールモーターをメルセデス・シンプレックス（28馬力）に組み込んだハイブリッド車両（Porsche-Mixte）をエントリーし、自動車部門で優勝する[W 161][W 162]。（→#電気自動車）
  - 6月23日、ダイムラーは「メルセデス」（Mercédès）を自社の商標として出願し[28]、同年9月26日に商標登録が認められる[W 243]。
- 1903年
  - 5月、パリ・マドリードレース（英語版）が開催され、メルセデス・シンプレックス（60馬力）とベンツ・パルシファル（ドイツ語版）（60馬力）が参戦する。このレースは事故が多発しレース途中でフランス政府によって中止に追い込まれた。
  - 7月2日、アイルランド・アシー（英語版）で第4回ゴードン・ベネット・カップが開催され、メルセデス・シンプレックス（60馬力）が優勝する（ドライバーはカミーユ・ジェナッツィ）[366]。（→#ゴードン・ベネット・カップ）
- 1904年
  - 5月25日、メルセデス・シンプレックス（90馬力）が自動車の速度記録（時速97.25マイル、時速156.50㎞）を樹立する（ドライバーはピエール・ド・カテール（英語版））。
  - 10月、アメリカ合衆国ニューヨーク州ロングアイランドで、第1回ヴァンダービルト杯が開催され、同国初の国際レースとなったこの大会に、メルセデスは5台の車をエントリーさせた[367]。

### グランプリレースの始まり（1906年 - 1914年）
1900年代末の不況や第一次世界大戦（1914年 - 1918年）の影響によりヨーロッパでモータースポーツは低調となる。一方、北米では、ダイムラー、ベンツどちらの車両も盛んに活動するようになる。
- 1906年
  - 6月26日、フランス・ルマンで史上初のグランプリとなる第1回フランスグランプリが開催される。2台のメルセデスが出走するが最高位10位完走という結果に留まる。
- 1907年
  - 4月、社内で役割を制限されつつあったマイバッハがダイムラーを去り[58][W 245]、パウル・ダイムラーがアウストロ・ダイムラー（英語版）からダイムラーに移籍し、ダイムラーの技術部長に就任する[60]。
  - 4月、タルガ・フローリオにベンツ車両（ベンツ・60PS）が参戦する[368]。
  - 6月、ドイツ皇帝ヴィルヘルム2世の名の下にカイザープライズ（英語版）が開催され、ベンツ車両（ベンツ・60PS）とメルセデス車両（シンプレックス・60PS）が参戦する[368]。
  - 7月6日、世界初の常設のレーシングサーキットとして建設されたブルックランズ（イギリス）において、同サーキット最初のレースとしてモンタギューカップが開催される。このレースではメルセデス・120PSを駆るダリオ・レスタ（英語版）が最初にゴールしたが、手順の誤りにより1位とはみなされず、同じくメルセデス・120PSを駆って2着でゴールしたJ・E・ハットンが優勝した。
- 1908年
クリスティアン・ラウテンシュラガーとメルセデス・140PS（1908年フランスグランプリ）
  - 6月、第1回プリンツ・ハインリヒ・トライアル（英語版）が開催され、ベンツ車両が優勝する（ドライバーはフリッツ・アール）。
  - 7月7日、フランス・ディエップで第3回フランスグランプリ（英語版）が開催され、メルセデス車両（メルセデス・140PS）がグランプリ初優勝を遂げる（ドライバーはクリスティアン・ラウテンシュラガー）。このレースではベンツの車両（ベンツ・120PS）も2位と3位となる。（→#1908年フランスグランプリ）
- 1909年
ヴィクトル・エメリとベンツ・RE/ブリッツェン・ベンツ（1909年）
  - 6月24日、ダイムラーが「スリーポインテッド・スター」を商標として出願する[W 246]。この年、「メルセデス」の商標もアクセントのない「Mercedes」で改めて出願し登録される[28]。
  - ベンツがベンツ・RE（ブリッツェン・ベンツ）を開発し、11月9日にブルックランズ（イギリス）で平均時速202.7kmの自動車の速度記録を樹立する（ドライバーはヴィクトル・エメリ）[W 247][W 248]。これは四輪自動車が時速200㎞以上を記録した世界初の例となった[W 248]。（→#ブリッツェン・ベンツ）
- 1910年
  - プリンツ・ハインリヒ・トライアルに参戦するため、ベンツがベンツ・80PS「プリンツ・ハインリヒ」を開発する[W 249][W 250]。
- 1912年
  - 10月、ヴァンダービルト杯でメルセデス車両が優勝する（ドライバーはラルフ・デ・パルマ（英語版））。1913年の中止を挟んで、1914年もデ・パルマがメルセデスで連覇した。
- 1914年
メルセデス・18/100PS（1914年）[注釈 186]

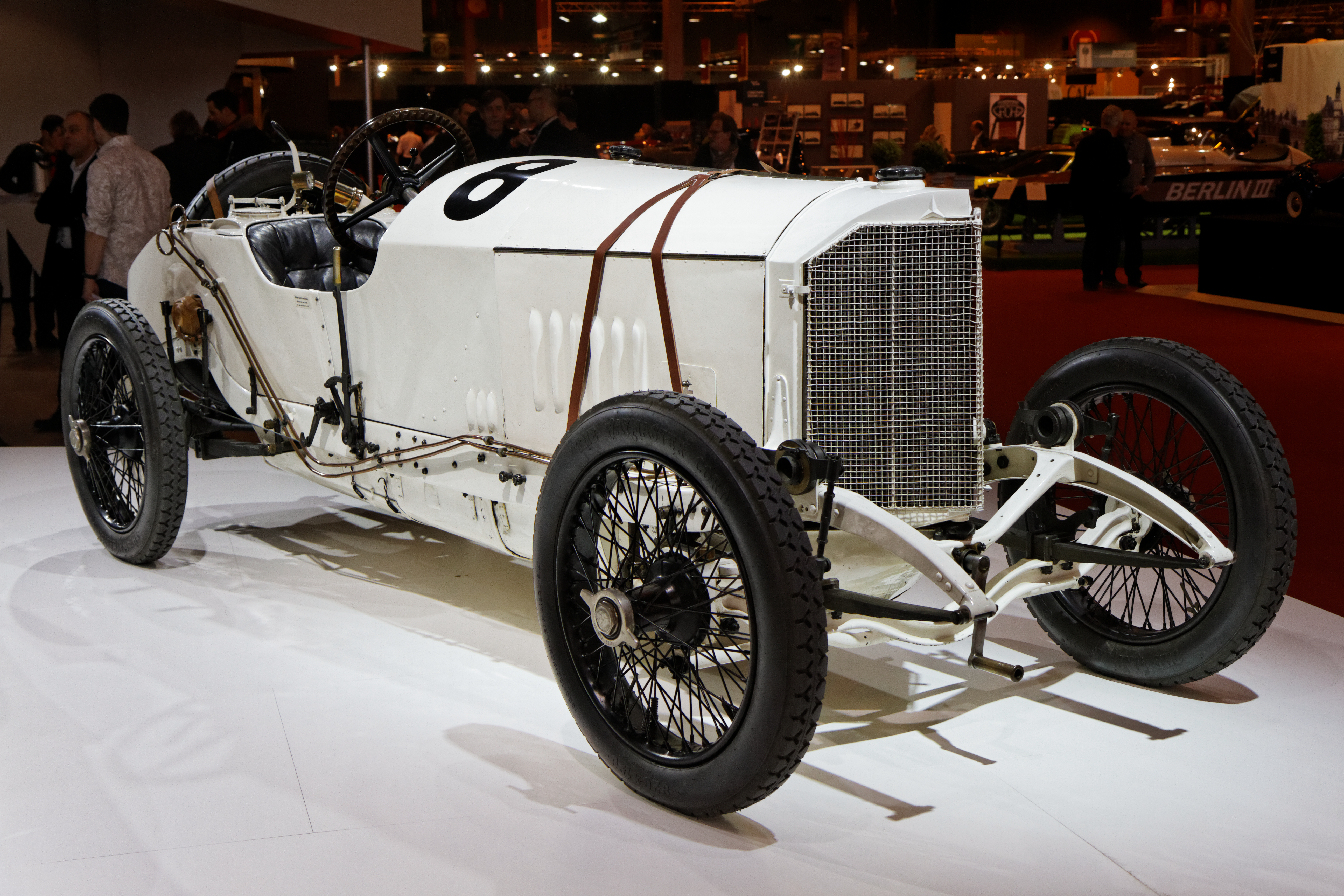
メルセデス・18/100PS（1914年）

  - 6月28日、サラエヴォでオーストリア＝ハンガリー帝国の帝位継承者であるフランツ・フェルディナント大公が暗殺される（サラエボ事件）。これにより、数日後のフランスグランプリは、ヨーロッパが政治的な緊張下に置かれた中で開催されることとなる。
  - 7月初め、フランスグランプリ（英語版）に1914年型メルセデス・18/100PSが投入され、決勝レースで1位から3位までを独占する[66]。（→#1914年フランスグランプリ）
  - 7月28日、第一次世界大戦が開戦する。これにより、ヨーロッパでのレースは開催されなくなる。
- 1915年
  - 5月、インディ500（英語版）でメルセデス車両（1914年型18/100PS）が優勝する（ドライバーはラルフ・デ・パルマ）。
- 1918年
  - 11月9日、ドイツ革命が起こり、ドイツ帝国は打倒され、ドイツ皇帝ヴィルヘルム2世は廃位される。
  - 11月11日、ドイツと連合国の間で休戦協定が結ばれる。（第一次世界大戦の終結）
- 1919年
  - 8月、ドイツでヴァイマル憲法が制定され、同法に基づいてヴァイマル共和政が始まる。
- 1920年
  - ドイツ銀行のエミル・ゲオルク・フォン・シュタウス（英語版）が同行への籍は残した状態でダイムラーの監査役に就任する[80]。その後、シュタウスはダイムラーとベンツの合併を推し進めていくことになる[80]。

### 第一次世界大戦後の復帰（1922年 - 1925年）
1921年にグランプリレースが再開される。第一次世界大戦で敗戦国となったドイツは不況に見舞われ、ダイムラーとベンツも苦しい財政事情の中、レースに復帰する。
- 1921年

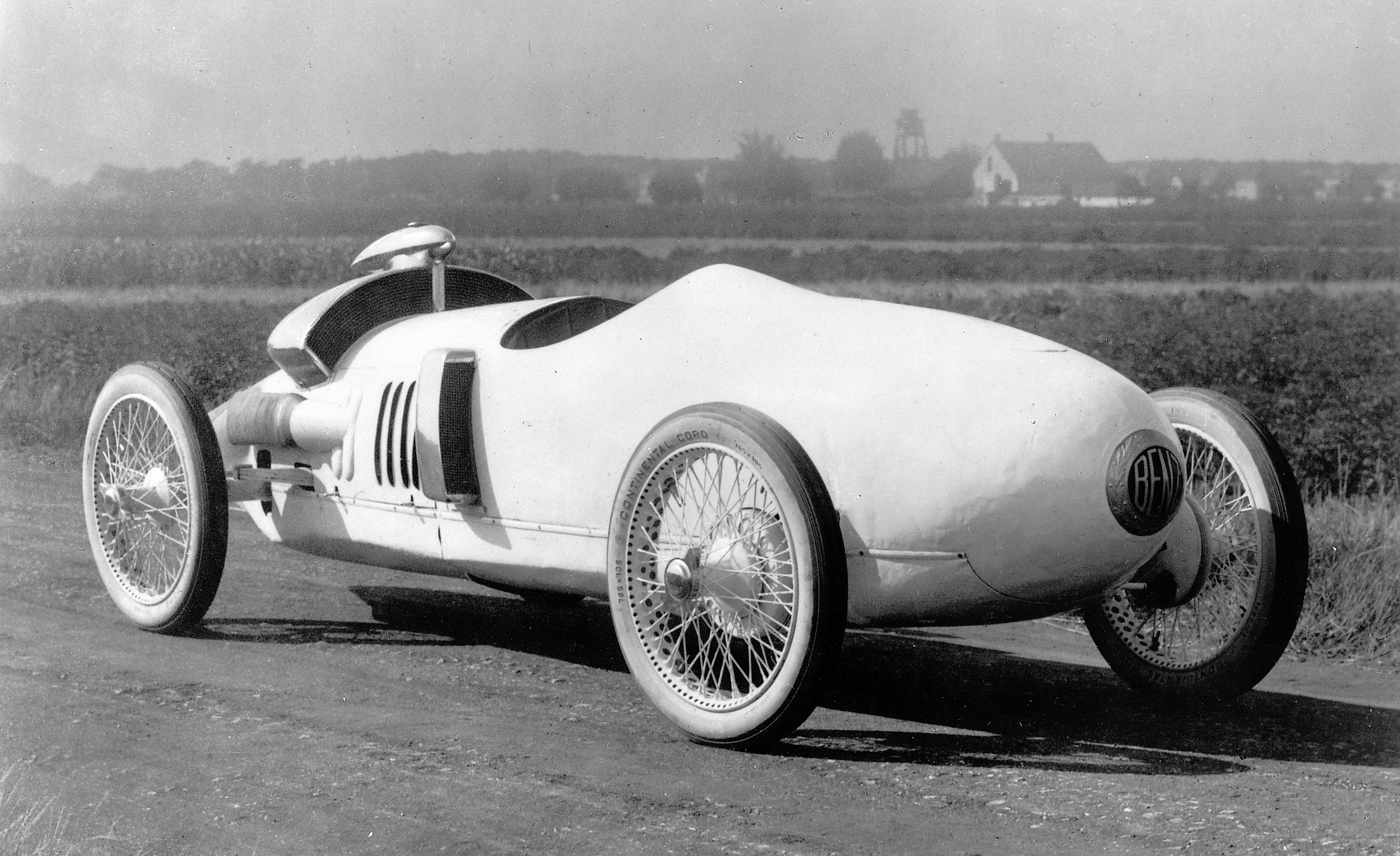
ベンツ・トロップフェンワーゲン（1923年）
  - 9月、エドムント・ルンプラーがベルリンモーターショー（IAA）にルンプラー・トロップフェンワーゲン（英語版）（涙滴型自動車）を出品する。ベンツのチーフデザイナーであるハンス・ニベルはこの流線形の車両に関心を持ち、ベンツはルンプラーからライセンスを受け、1923年にレース用車両のベンツ・トロップフェンワーゲン（ドイツ語版）を完成させる[W 45]。（→#ベンツ・トロップフェンワーゲン）
- 1922年
  - 4月、タルガ・フローリオに1914年型メルセデス・18/100PSにフロントブレーキを搭載する等の改造を施して参戦し、優勝する（ドライバーはジュリオ・マセッティー（英語版））。
  - 末、技術部長のパウル・ダイムラーがダイムラーを去る。
- 1923年
  - 春、アウストロ・ダイムラーに所属していたフェルディナント・ポルシェがアルフレート・ノイバウアーらを引き連れてダイムラーに移籍し、技術部長に就任する。
  - 末、不況下で生き残りを図るため、ダイムラーとベンツは将来の合併を念頭に置いた覚書を交わし[W 251]、非公式な提携関係となる。
- 1924年
  - 4月、前年のインディ500（英語版）用の車両をポルシェが再設計してタルガ・フローリオに参戦し、優勝する（ドライバーはクリスティアン・ヴェルナー）[W 41]。
- 1925年
  - グランプリレースにおいて、この年からライディングメカニック（コ・ドライバー）の同乗が禁止された[369]。
  - 7月12日、ミュンヘンで「全国息切れ車クラブ（ドイツ語版）」の25周年記念祝賀会が催され、81歳のカール・ベンツが参加したほか、ドイツ博物館に収められていたパテント・モトールヴァーゲンから最新型のレース車両まで、新旧のベンツ車、メルセデス車が一堂に会する[21]。

### ダイムラー・ベンツの設立とSシリーズの活躍（1926年 - 1929年）
グランプリレースの主催団体である国際自動車クラブ連盟（AIACR）が毎年のように車両規定を改正したことへの反発から、1920年代後半は重量規定などがないフォーミュラ・リブレが盛んとなる。1926年にダイムラーとベンツの合併により設立されたダイムラー・ベンツは、市販スポーツカーのメルセデス・ベンツ・S（W06）をレース用に転用して、レース活動を続ける。同車とその発展型は、ドライバーのルドルフ・カラツィオラ、「監督」のアルフレート・ノイバウアーと強力なトリオを形成し、活躍する。
- 1926年

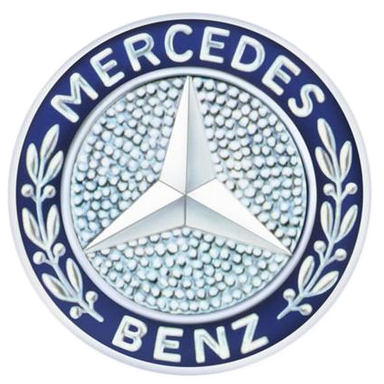
メルセデス・ベンツの誕生（1926年）
  - 6月28日、ダイムラーとベンツが合併し、「ダイムラー・ベンツ」（Daimler-Benz AG）が設立され、自動車のブランド名は「メルセデス・ベンツ」になる[W 47]。本社は旧ダイムラーの本社と同じシュトゥットガルトのウンターテュルクハイムに置かれ、レース車両開発も同地で行われることとなる。
  - 7月11日、第1回ドイツグランプリ（アヴス）で、カラツィオラがグランプリレース初優勝を挙げる[80][注釈 187]。
    - この時期を境にノイバウアーはメルセデスチームのドライバーから監督に転身する[80]。（→#「監督」ノイバウアーの登場）
- 1927年
  - フェルディナント・ポルシェが前年に開発した市販スポーツカーのメルセデス・ベンツ・Sタイプ（W06）をレース仕様に改修し、この年からレースで使用を開始する。（→#メルセデス・ベンツ・Sの登場）
  - 6月、ニュルブルクリンク（ドイツ）が完成し、オープニングレースとして第1回アイフェル・レンネン（英語版）が開催される。Sタイプが予選で上位3位を独占し、決勝では1-2フィニッシュを飾る（ドライバーは優勝カラツィオラ、2位アドルフ・ローゼンベルガー）
- 1928年
ルドルフ・カラツィオラとメルセデス・ベンツ・SSK（1928年）
  - フェルディナント・ポルシェがSタイプの発展型として、「SS」と「SSK」を完成させる。
  - 末、フェルディナント・ポルシェがダイムラー・ベンツを去り、後任としてハンス・ニベルが技術部長に就任する[W 252]。
- 1929年
  - 10月、世界恐慌が始まる。ドイツに進出していたアメリカ資本の会社も次々に撤退し、第一次世界大戦の敗戦とその後の不況から回復しつつあったドイツ経済にも深刻な影響を及ぼすことになる。

### 世界恐慌の影響（1930年 - 1933年）
世界恐慌（1929年）により財政難に陥ったダイムラー・ベンツはレース活動を大幅に縮小し、1930年限りで自社チームによる参戦を停止する。そのため、1931年から1933年にかけて、ダイムラー・ベンツのレース活動はメルセデス・ベンツの車両を使う小規模なプライベーターを支援する形のみの関わりとなる。
- 1930年
  - ヨーロッパヒルクライム選手権のスポーツカー部門でルドルフ・カラツィオラがチャンピオンになる。
  - 末、ダイムラー・ベンツがレース活動の停止を決定する。ノイバウアーの嘆願を入れて、翌年はカラツィオラへの支援を行う。（→#チーム・カラツィオラ）
- 1931年

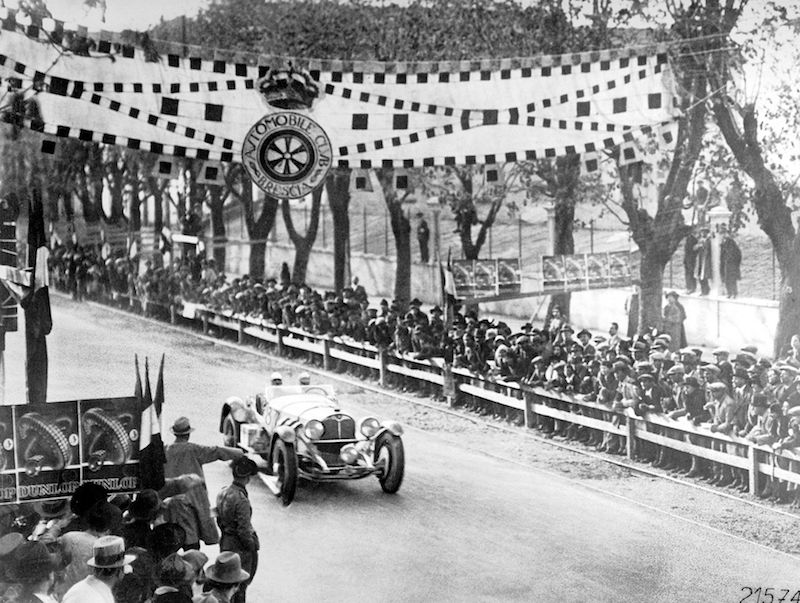
SSKL（1931年ミッレミリア）
  - ポルシェが設計したSSKにニベルが軽量化を施しSSKLを完成させる。
  - 4月、ミッレミリアでSSKLが優勝し、ドイツ車として同レースにおける初優勝を果たし、カラツィオラとコドライバーのヴィルヘルム・セバスチャンはドイツ人ドライバーとして同レースにおける唯一の優勝を遂げる。
  - この年もヨーロッパヒルクライム選手権のスポーツカー部門でルドルフ・カラツィオラがチャンピオンとなり、連覇を果たす。
- 1932年
  - 財政状況の悪化により、ダイムラー・ベンツが会社としてのレース活動を完全に中止する。
  - 5月、アヴスレンネンで、プライベーターのSSKLが優勝する（ドライバーはマンフレート・フォン・ブラウヒッチュ）。（→#SSKLストリームライナー）
  - 6月、ドイツ・ケムニッツで、アウトウニオンが設立される。同社のレーシングチームは、1934年以降、メルセデスチームの強力なライバルとなる。（→#アウトウニオンの創設）
  - 10月12日、AIACRが1934年から新規則（750㎏フォーミュラ）を施行することを採決する[115][74]。この時点で、経済的な苦境にあったダイムラー・ベンツや他のメーカーはこの規則についてそれほど重要視はしていなかった[115][114]。
  - 11月5日、ノイバウアーがアウトウニオンの重役であるクラウス・フォン・ウルツェン（英語版）と面会し、アウトウニオンへの移籍に同意する契約を結ぶ[115]。
  - 11月、ノイバウアーがダイムラー・ベンツの取締役会議長であるヴィルヘルム・キッセルに辞職届を提出するが、キッセルが慰留し、レース復帰を約束したことで、ノイバウアーはダイムラー・ベンツに留まる[115]。
- 1933年
  - 1月30日、アドルフ・ヒトラーがドイツ首相に任命され、ヒトラー内閣が成立する[114]。（ナチス・ドイツの始まり）
    - ヒトラーはダイムラー・ベンツとアウトウニオンに対して、レース活動への奨励金を出すことを伝える[113]。（→#ナチスとの関係）

  - 2月、ベルリンモーターショー（IAA）でヒトラーが演説を行い、ドイツの自動車産業を振興することについて宣言するとともに、ドイツにとって自動車レースにおける活躍が重要となることを訴える[371]。
  - 3月、ダイムラー・ベンツの取締役会が翌年からのレース復帰を決定する[114]。（→#レース復帰の決定）
  - 11月18日、W25の試作車が完成し、最初のテストが行われる[W 253][W 74][注釈 188]。

### シルバーアロー時代（1934年 - 1939年）
ダイムラー・ベンツは1934年に始まった新規定（750㎏フォーミュラ）に合わせてモータースポーツ活動を再開し、W25で参戦を開始する。この年から1939年にかけて、アウトウニオンとともに他を圧倒し、銀色のメルセデス・ベンツ車両は「シルバーアロー」と呼ばれ、一時代を築く。（→#「シルバーアロー」時代）
- 1934年

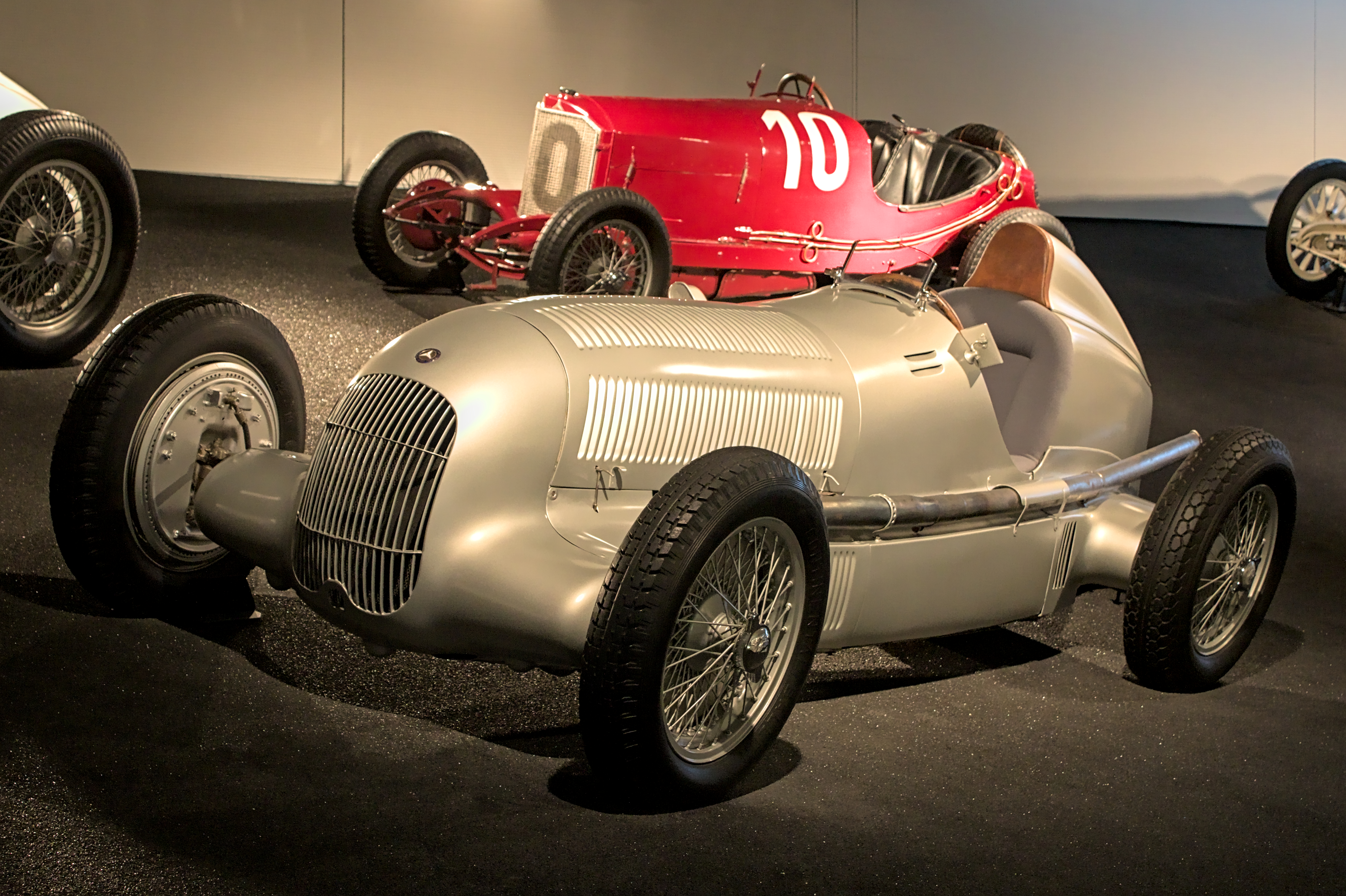
W25（1934年）
  - 1月4日、ヒトラーが宣伝相のヨーゼフ・ゲッベルス、ダイムラー・ベンツとの仲介役であるヤコブ・ヴェーリン（英語版）を伴ってミュンヘンのメルセデス・ベンツショールームを訪れ、W25を見学する[注釈 189]。
  - 6月、W25がアイフェルレンネンでデビューし、同車を駆ったマンフレート・フォン・ブラウヒッチュが優勝する。（→#「シルバーアロー」伝説の始まり）
  - 8月、ドイツでパウル・フォン・ヒンデンブルク大統領が死去し、同月に行われた民族投票（ドイツ語版）の結果、指導者兼首相であるアドルフ・ヒトラーが大統領も兼務し「総統」に就任する。
  - 10月、ブダペストの道路でW25を改造した速度記録車により自動車のクラス別速度記録に挑戦し、国際C級の記録更新に成功する（ドライバーはカラツィオラ）。（→#W25レンリムジン）
    - 以降、毎年のシーズンオフに速度記録への挑戦が行われるようになる。（→シルバーアローによる速度記録への挑戦）
- 1935年
  - 1月1日、前年末に急死した技術部長のハンス・ニベルの職位をマックス・ザイラーが引き継ぐ（中央設計本部の本部長と兼務）[W 78]。
  - ルドルフ・カラツィオラがこの年のヨーロッパドライバーズ選手権でチャンピオンとなる。
- 1936年
  - W25ショートカーの失敗により、不振の年となる。（→#W25ショートカーの失敗）
  - フリッツ・ナリンガーのテスト部門の下に「レース部門」（Rennabteilung。レースカー設計開発部門）が新設され、ルドルフ・ウーレンハウトがその責任者となる[注釈 190]。（→#「レース部門」の設立とウーレンハウトの登場）

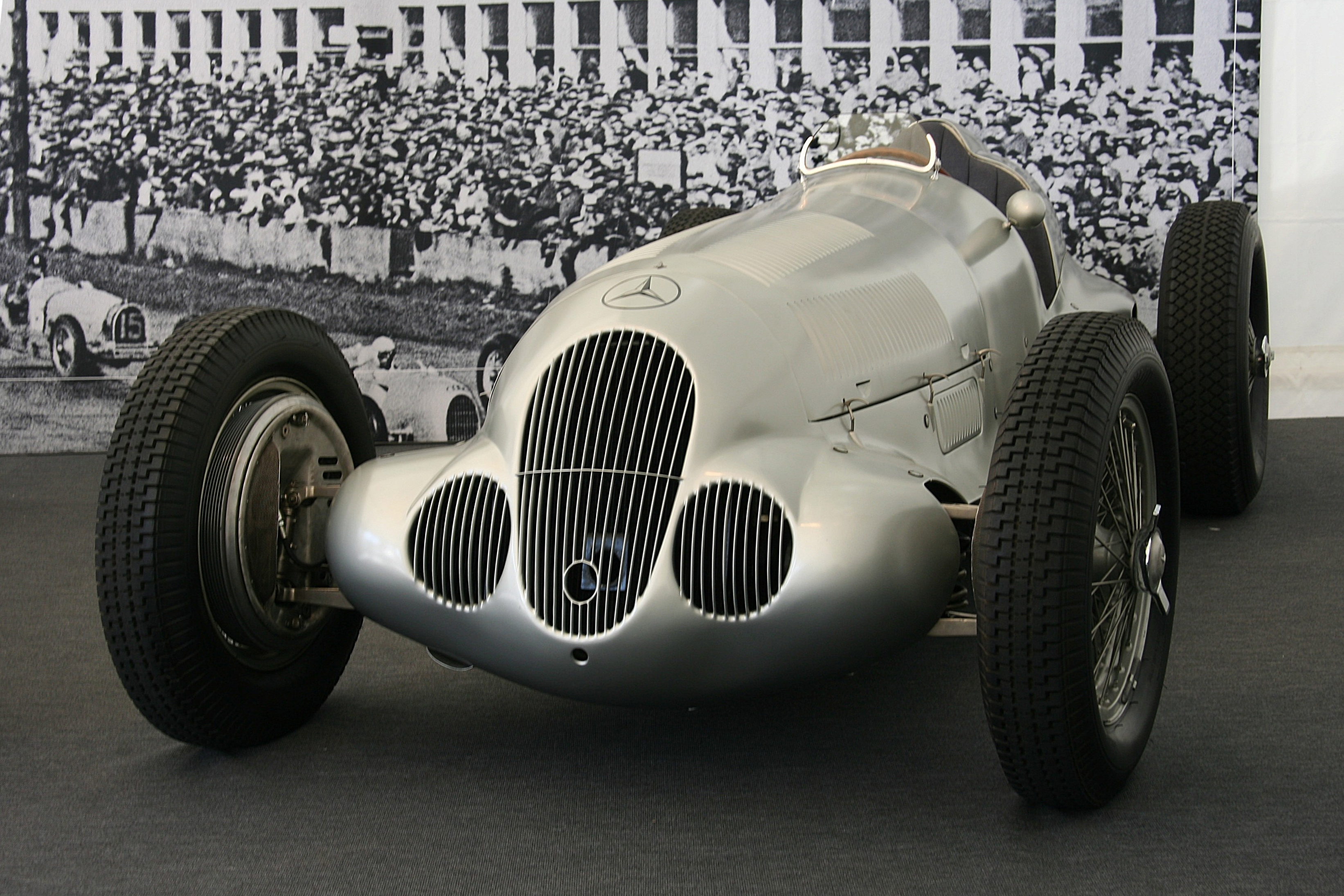
W125（1937年）

- 1937年
  - 5月、W25に代わる新たなグランプリカーであるW125を投入し、この年のAIACRヨーロッパ選手権を席巻し、全5戦中4勝する。（→#W125）
  - ルドルフ・カラツィオラがこの年のヨーロッパドライバーズ選手権でチャンピオンとなる。
- 1938年
  - フォーミュラの規定変更に合わせてW154を開発し、この年も前年と同様に圧勝する。（→#W154）
  - 1月28日、ドイツ・アウトバーンでW125速度記録車が432.69 km/hを記録し、公道上の最高速度記録を樹立する[W 248]。この記録は約80年間破られなかった。（→#W125レコルトワーゲン）
  - ルドルフ・カラツィオラがヨーロッパドライバーズ選手権を連覇し、通算3回目のチャンピオンとなる。メルセデスチームの4名（カラツィオラ、ブラウヒッチュ、ラング、シーマン）がランキングの上位4位を独占する。
- 1939年
ヘルマン・ラングとW154（1939年型）
  - 1月、ルドルフ・カラツィオラがW154レコルトワーゲンで国際D級のフライング㎞・マイル、スタンディング㎞・マイルの各記録を更新する。（→#W154レコルトワーゲン）
  - 6月25日、ベルギーグランプリの決勝レースでワークスドライバーのリチャード・シーマンが事故死する。（→#シーマンの死）
  - 8月、ヘルマン・ラングがドイツヒルクライムグランプリで優勝する。ラングはこの年の凡ドイツヒルクライムチャンピオンを獲得する。（→#ヒルクライム）
  - 9月1日、ドイツがポーランドに侵攻し、第二次世界大戦が始まる。同日、メルセデスチームはベオグラードグランプリ（英語版）のため、ユーゴスラビアを訪れており、9月3日の同GP決勝レースが1930年代最後のレースとなる。
  - 9月以降、メルセデスチームはグランプリカーの疎開を開始し、レース用車両の多くを東欧諸国に送る。（→#「シルバーアロー」のその後）
  - 10月12日、T80がシャシダイナモで最初の試験運転を行うが、ほどなく計画は中止される[W 254]。（→#T80）
- 1940年
  - 4月、引退するザイラーに代わってフリッツ・ナリンガーが技術部門の責任者に就任する[W 255]。
- 1945年
  - 5月8日、ドイツが連合国に無条件降伏し、ヨーロッパにおいては、第二次世界大戦が終戦を迎える（欧州戦線における終戦）。以降、ドイツは1949年まで連合軍の軍政下に置かれる。

### 第二次世界大戦後の復帰（1951年 - 1955年）
戦前と変わらず、監督はノイバウアー、車両設計はウーレンハウトという体制。ドライバーたちの多くは都合がつかず、当初は高齢のカラツィオラとラングしかいなかったが、F1参戦にあたってファン・マヌエル・ファンジオらが加入する。
- 1949年
  - 5月23日、ドイツ連邦共和国（Bundesrepublik Deutschland）、通称「西ドイツ」が成立する。ダイムラー・ベンツが本社を置くシュトゥットガルトを含むバーデン＝ヴュルテンベルク州は西ドイツの構成州となる。
- 1950年
  - 12月、ダイムラー・ベンツの施設復旧計画の第1段階が終了し、ウンターテュルクハイムの施設は1943年の80%程度まで再建された[W 256]。
- 1951年
  - 2月、非選手権のブエノスアイレスグランプリ（英語版）に出場し、3台のW154を出走させる。
  - 6月15日、ダイムラー・ベンツの取締役会がモータースポーツ活動の再開を決定する[189][373]。この決定に付随して、レース専用車両の開発については保留され、まず市販車をベースにした車両による参戦が提案される[189]。
- 1952年
  - 1月、モンテカルロラリーで300SL（W194）がデビューを果たす[189]。
  - 6月、ル・マン24時間レースで300SL（W194）が1-2フィニッシュを果たし、ドイツ車として同レースにおける初優勝を遂げる（優勝した21号車のドライバーはラングとフリッツ・リース（英語版））。この勝利によりメルセデスは世界三大レース全てにおける優勝を達成する。（→#300SL（W194））
  - 8月、この年のシーズン後半のレース活動を全て休止して、翌シーズンに向けた準備期間にする決定が下される[189]。
- 1953年
  - 翌年からのF1参戦に備え、この年はスポーツカーレースへの参戦を見合わせる。
- 1954年
ファン・マヌエル・ファンジオとW196 (W196R）オープンホイール仕様
  - W196Rが完成し、2月18日にホッケンハイムリンクに持ち込み、テストを開始する[196]。
  - 7月、メルセデスが第4戦フランスグランプリでF1に初参戦する（車両はW196R）。（→#シルバーアローの復活）
  - ファンジオがこの年のF1ドライバーズチャンピオンとなる。
- 1955年
スターリング・モスと300SLR（W196S）
  - 1953年と1954年は参戦を休止していた世界スポーツカー選手権に復帰し、新型車300SLRを投入する。（→#300SLR（W196S））
  - 開発費用があまりに高騰したことから、F1からの撤退を決定する[201][214][W 86]。
  - 6月、ル・マン24時間レースで、300SLRを駆るルヴェーが関連する事故が起こり、81人の観客が死亡する惨事となる。
  - この年のヨーロッパラリー選手権（ERC）で、300SLを駆ったヴェルナー・エンゲル（フランス語版）がドライバーズタイトルを獲得する。
  - ファンジオがこの年もF1ドライバーズチャンピオンを連覇する。
  - メルセデスチームがこの年の世界スポーツカー選手権のマニュファクチャラーズチャンピオンとなる。
  - 10月24日、モータースポーツのワークス活動の終了を発表し、レースから撤退する[W 257]。

### 活動休止期間（1956年 - 1987年）
メルセデス・ベンツのワークスチームとしての活動は終了したが、カスターマーレーシング向けのレース用エンジン開発部門は残り、1956年以降もプライベーターへのサポートを続けた。ここでは主だった出来事だけ記載している。
- 1956年
  - この年のヨーロッパラリー選手権（ERC）で、300SLと220（英語版）（W180）を駆ったヴァルター・ショック（ドイツ語版）がドライバーズタイトルを獲得する。
- 1959年
  - 3月、サファリラリーで、219（英語版）（W105）が同ラリーにおけるメルセデス・ベンツ車としての初優勝を挙げる（ドライバーはビリー・フリッチー（フランス語版）、コドライバーはジャック・エリス）。同じコンビで翌年も同ラリーを連覇した。
- 1960年
  - 1月、モンテカルロラリーで、220SE（英語版）（W111）が同ラリーにおけるメルセデス・ベンツ車としての初優勝を挙げるとともに、1-2-3フィニッシュを遂げる（優勝車両のドライバーはショック、コドライバーはロルフ・モル）。
  - この年のヨーロッパラリー選手権（ERC）で、ショックがドライバーズタイトルを獲得する。
- 1961年
  - 3月、サファリラリーで、220SE（W111）が優勝し、メルセデス・ベンツ車両は同ラリーにおける3年連続の優勝を達成する（ドライバーはジョン・マヌッシス（フランス語版））。
- 1962年
  - この年のヨーロッパラリー選手権（ERC）で、220SEを駆ったオイゲン・ベーリンガー（ドイツ語版）がドライバーズタイトルを獲得する。
- 1964年
  - 11月、マカオのツーリングカーレース（後のギア・レース（英語版））で、300SE（英語版）が優勝する（ドライバーはベーリンガー）。
- 1965年
  - 車両開発部門の責任者であるフリッツ・ナリンガーが引退し、ハンス・シェレンベルクがその後任となる。
- 1971年

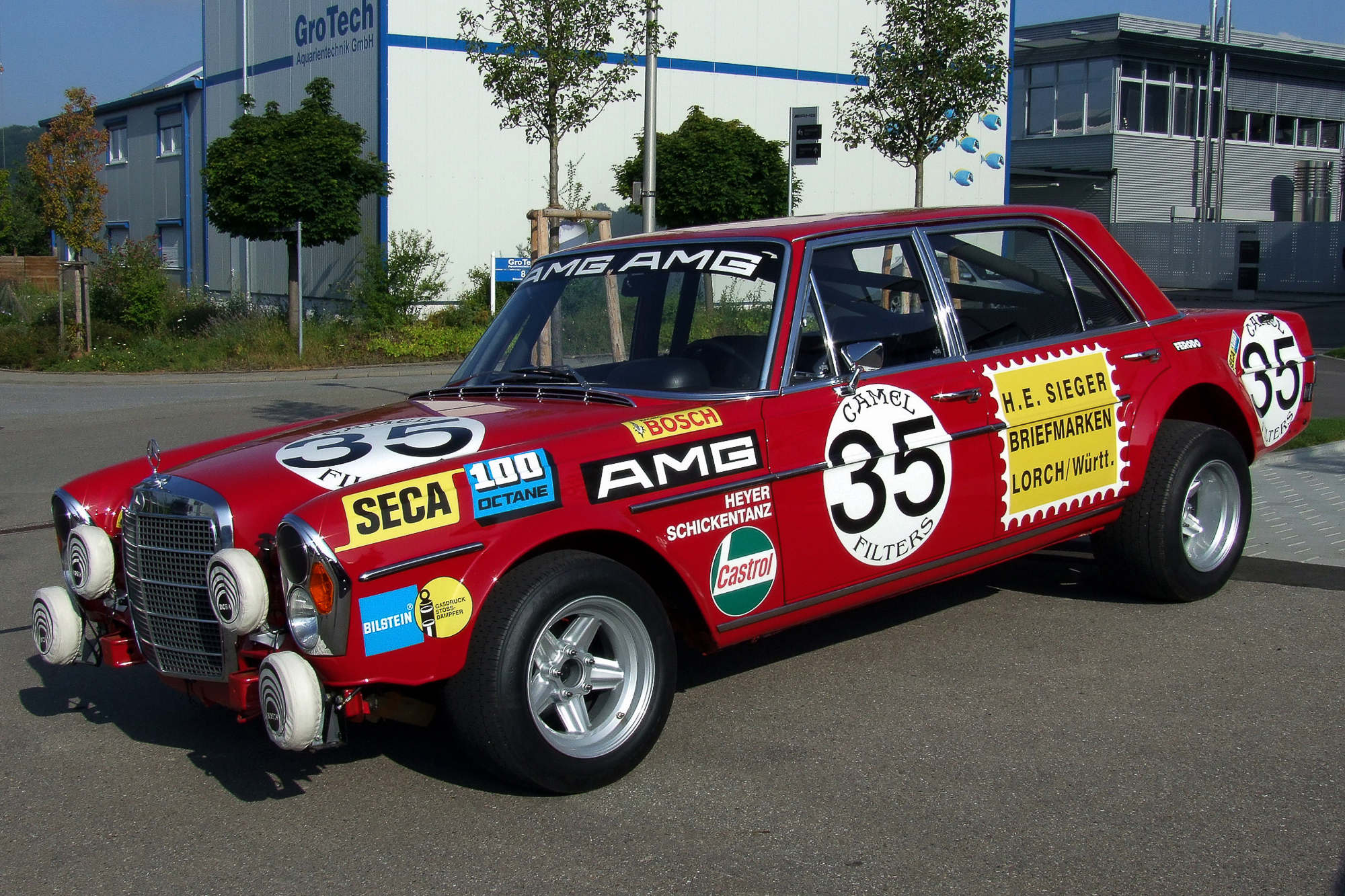
300SEL 6.8 AMG（1971年）
  - 7月、スパ24時間レースでAMGが300SEL 6.8 AMGを使って参戦し、総合2位、クラス優勝する[W 148][注釈 191]。スポーツカーを相手に4ドアセダンで出した結果であることから、AMGはその名を広く知られるようになった[W 148]。（→#1971年スパ24時間レース）
- 1977年
  - 8月12日から9月28日にかけて、ロンドン・シドニーマラソンラリー（英語版）に280Eで参戦し、1-2フィニッシュを飾る[W 182]。（→#280E）
  - 12月31日、車両開発部門の責任者であるシェレンベルクが引退し、ヴェルナー・ブライトシュベルトがその後任となる[W 258]。
- 1978年
  - 3月21日、ブライトシュベルトがダイムラー・ベンツの車両開発部門担当取締役となり、取締役会に加わる[256]。
    - ブライトシュベルトはC111開発チームのハンス・リーボルト（Hans Liebold）に、サーキット上の最高速度記録の更新を目指した車を開発するよう要請する[256]。（→#C111-IV）
    - ブライトシュベルトは乗用車開発部門内の下部組織として、ラリー部門を設立し、エリック・バクセンベルガー（Erich Waxenberger）を責任者に任命して参戦体制を構築させる[334][256]。（→#WRC）
- 1979年
  - 5月5日、ナルド・サーキット（イタリア）で、C111-IVが最高時速403.978km（時速250.918マイル）を記録し、サーキットにおける最高速度記録を更新する（ドライバーはハンス・リーボルト）[354][256][W 218][W 219]。
  - 12月、コートジボワールラリー（英語版）に450SLC 5.0で参戦し、世界ラリー選手権（WRC）におけるメルセデス・ベンツ車としての初勝利をあげるとともに、1位から4位までを独占する（優勝車両のドライバーはハンヌ・ミッコラ、コドライバーはアルネ・ハーツ（英語版））。
- 1980年
  - 国際自動車スポーツ連盟（英語版）（FISA）が、1982年から開始予定のグループC規定を発表する。C111-IV用に開発していたM117エンジン（英語版）を転用可能であることから、ダイムラー・ベンツのエンジニアの間で大きな話題となる[255]。
    - ルディガー・フォール（ドイツ語版）、レオ・レスら社内の有志5名が業務時間外に独自にグループCカーの設計と構想を練る活動を始める[255]。（→#スポーツカーレース復帰に至る経緯）

  - 12月14日、コートジボワールラリーに500SLCで参戦し、前年に続いて連覇するとともに、1-2フィニッシュを遂げる（優勝車両のドライバーはビョルン・ワルデガルド、コドライバーはハンス・トーゼリウス（フランス語版））。
  - 12月18日、ブライトシュベルトの主導により[256]、ダイムラー・ベンツの首脳陣はラリーからの撤退を決定する[337]。グループB規定の車両は試作が進められていたが、これも中止される。（→#グループB参戦計画）
- 1981年
  - 8月、ダイムラー・ベンツ社内有志の5名がザウバーの手伝いを始める[257]。
  - 11月25日、エリック・バクセンベルガーがブライトシュベルトにザウバー車両のための風洞使用許可を要請し、翌月、許可される[263][256]。
  - 12月2日、フォールがブライトシュベルトにザウバーへのエンジン供給を要請し、拒否される[263]。
- 1982年
  - 1月、パリ・ダカール・ラリーで、ウニモグ・1700L（435）がカミオン（トラック）部門で初優勝し、1-2フィニッシュする。
  - 8月2日、ペーター・ザウバーがブライトシュベルトにザウバーへのエンジン供給を打診し、保留する旨の返事をもらう形でやんわりと拒否される[263][256]。
  - 12月8日、ダイムラー・ベンツが量販車の190（W201）を発表する。ダイムラー・ベンツとしては初のDセグメント車両（小型セダン）である同車は、従来手薄だったアジア市場までにらんだ世界戦略車であり[256]、購買層の若年化を狙う販売戦略上の要請から、開発段階からレースでの活用がたびたび検討されており、後にグループA仕様、グループN仕様が製作され、レースで活躍することになる。
- 1983年

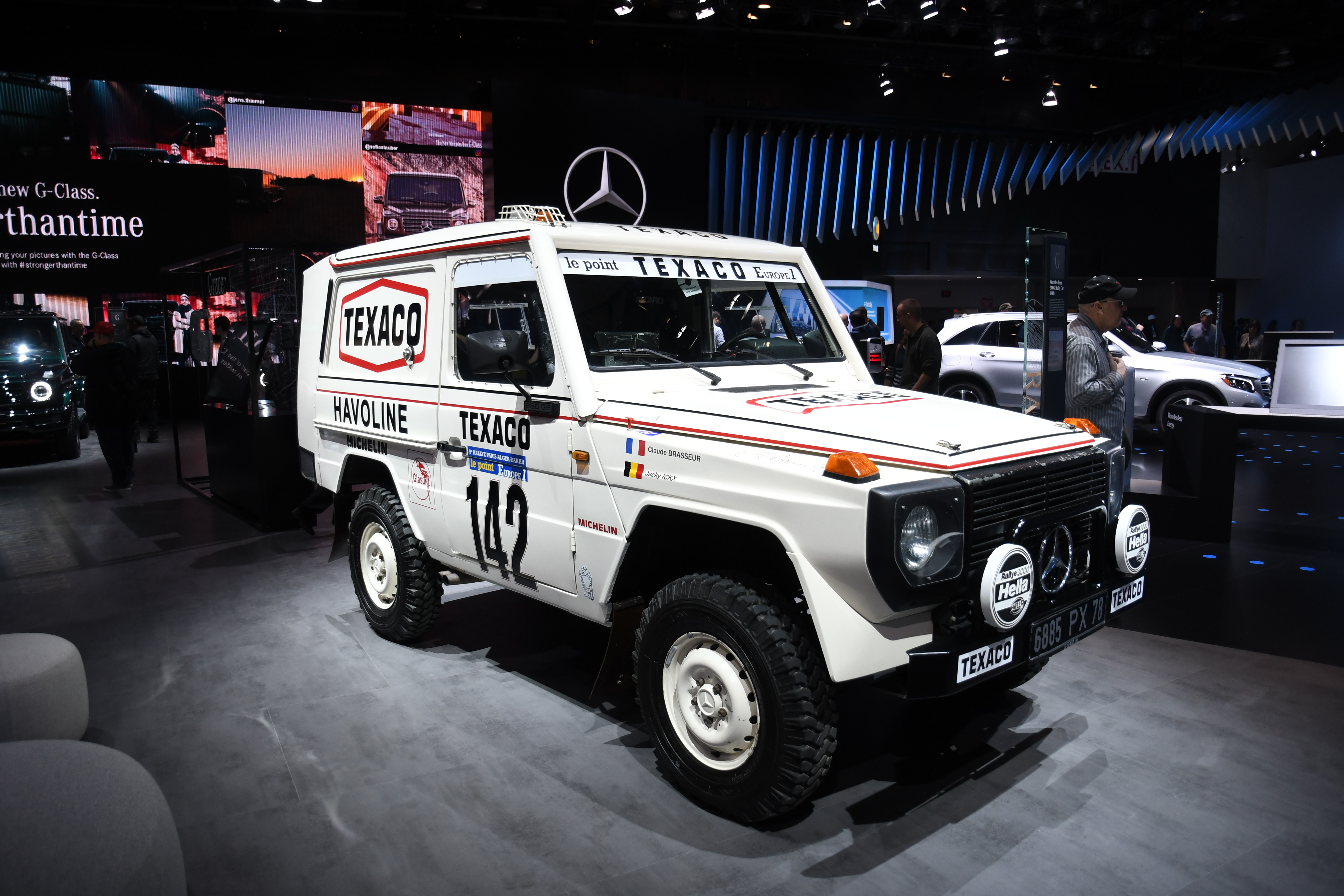
280GE（1983年パリ・ダカール・ラリー総合優勝車）
  - 1月、パリ・ダカール・ラリーで、280GE（W460）が総合優勝を果たす（ドライバーはジャッキー・イクス、コドライバーはクロード・ブラッスール）。（→#ダカール・ラリー）
  - 5月4日、ウンターテュルクハイム本社施設の風洞でザウバー・C7の実験が行われ、それを見学したブライトシュベルトが翻意し、ザウバーへのエンジン供給に向けて動き始める[264]。（→#ブライトシュベルトの決断）
  - 8月、ナルド・サーキットで190E 2.3-16（W201）が長距離走行の速度記録を樹立する[W 248][W 220]。
  - 10月23日、ブライトシュベルトが管轄する乗用車開発部門のアドバンスド・エンジン・リサーチ・センターがザウバーにエンジンを供給する契約を結ぶ[264]。
  - 10月29日、ダイムラー・ベンツの取締役会会長のゲルハルト・プリンツが急死し、同年12月、ブライトシュベルトがその後任として取締役会会長に就任する[W 130]。
- 1984年

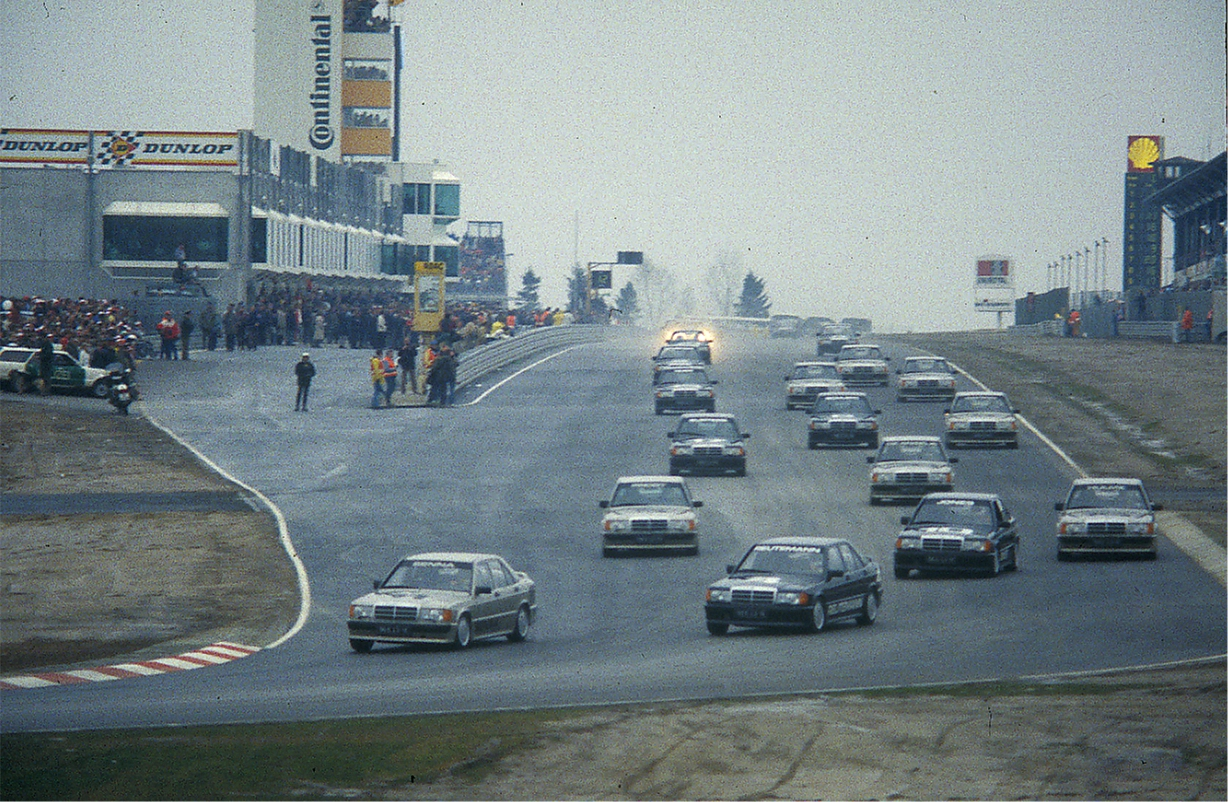
1984年ニュルブルクリンク・レース・オブ・チャンピオンズ
  - 5月12日、ニュルブルクリンクのグランプリサーキット完成を記念したワンメイクレースが開催され、そのレースのためにダイムラー・ベンツは20台の190E 2.3-16（W201）を提供する（優勝したのはアイルトン・セナ）[318]。

### モータースポーツ活動再開、ルマン復帰（1985年 - 1991年）
1950年代以前に一時代を築いたメルセデス・ベンツは1955年にレース活動から撤退して以降、1980年代に至るまで30年に渡る沈黙を保っていた。スイスのレーシングカーコンストラクターであるザウバーとの間に生まれた協力関係から、1985年から彼らへのエンジン供給がひっそりと始まった。やがて、ダイムラー・ベンツの取締役会はモータースポーツ活動への復帰を正式に承認し、1988年から「メルセデス・ベンツ」の名の下でレース活動が再開される。1989年には銀色のボディをまとったザウバー・C9が登場し、「シルバーアロー」が34年ぶりにサーキットに戻った。
- 1985年
  - 乗用車開発部門の権限で、スイスのレーシングカーコンストラクター「ザウバー」へのエンジン供給を非公式に開始する[注釈 192]。メルセデス・ベンツエンジンを搭載したザウバー・C8は6月のル・マン24時間レースでデビューを果たす。しかし、予選で宙を舞うクラッシュを起こしたため出場を断念し、この年はその後もレース参戦を見送る。（→#ザウバー・メルセデス誕生）
- 1986年
  - グループA仕様の190E 2.3-16（W201）でドイツツーリングカー選手権（DTM）への参戦を開始する。（→#グループA）
  - メルセデス・ベンツエンジンを搭載したザウバーが世界スポーツプロトタイプカー選手権に参戦を始め、8月に開催された第7戦ニュルブルクリンク1000㎞レースで初優勝をあげる（ドライバーはマイク・サックウェルとアンリ・ペスカロロ）。これはメルセデス・ベンツエンジン搭載車としても1955年以来の世界選手権レースでの勝利となった[286]。（→#31年ぶりの勝利）
- 1987年
  - 9月1日、ブライトシュベルトに代わり、エツァルト・ロイターがダイムラー・ベンツの取締役会会長に就任する[281][W 132]。ロイターはダイムラー・ベンツの分社化を進め、これにより乗用車部門の「メルセデス・ベンツ」が確固たるアイデンティティを示すための方策として、自動車レースへの正式な復帰が後押しされる流れとなる。（→#動き出すダイムラー・ベンツ）
- 1988年
  - 1月12日、ダイムラー・ベンツの取締役会において、モータースポーツに復帰する決定が下される[W 131]。
  - 1月15日、モータースポーツに復帰することを発表し、グループC（ザウバー）とグループA（DTM）の活動を正式に自社のモータースポーツ活動として認め[W 134]、グループCではこの年から「ザウバー・メルセデス」として参戦を始める。（→#ワークス活動の再開）
  - メルセデス・ベンツ社がヨッヘン・ニアパッシュをモータースポーツ部門の責任者に任命する[W 93]。
  - 6月、ル・マン24時間レースの予選でタイヤがパンクするトラブルが起き、原因を特定できなかったため、ザウバー・メルセデスは安全面を考慮して同レースを棄権した[231]。
- 1989年

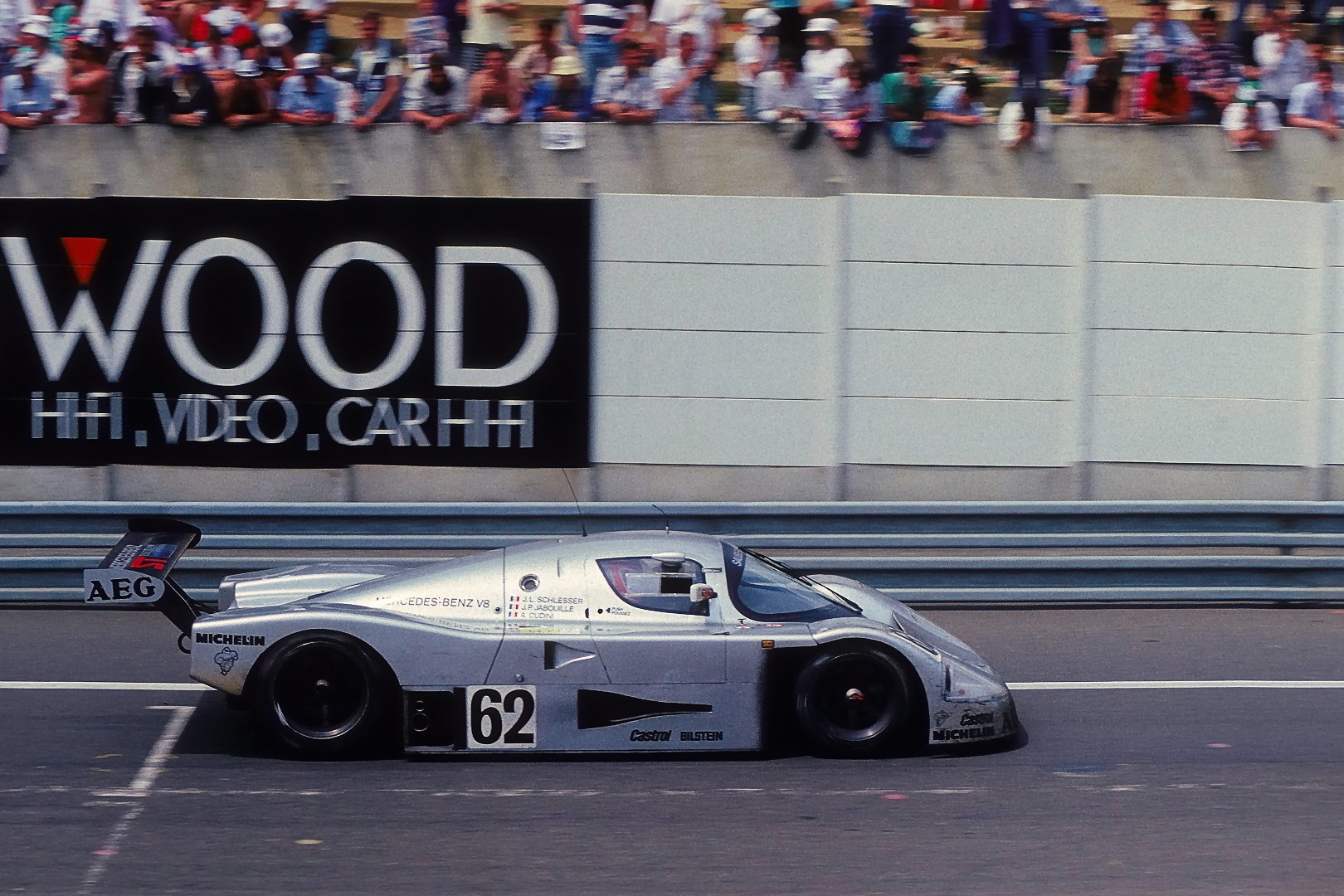
ザウバー・C9（1989年ル・マン24時間レース）
  - 4月、この年の世界スポーツプロトタイプカー選手権の開幕戦の開催地である鈴鹿サーキットに、ザウバー・メルセデスはシルバーのカラーリングが施されたザウバー・C9を持ち込み、前触れなく「シルバーアロー」が復活する[219][W 259][注釈 193]。
  - 6月、ル・マン24時間レースでザウバー・メルセデスが総合優勝する（ドライバーはヨッヘン・マス、マヌエル・ロイター、スタンレー・ディケンズ）。
  - 6月29日、ダイムラー・ベンツで組織再編が行われ、ダイムラー・ベンツ社は持株会社となり、その下に乗用車部門の子会社として「メルセデス・ベンツ社」（Mercedes-Benz AG、初代）が設立される[W 260]（1997年に再統合）。
  - 9月、ザウバー・メルセデスが世界スポーツプロトタイプカー選手権でチームタイトルを獲得する[注釈 194]。
  - 11月9日、ベルリンの壁が崩壊する。
- 1990年
  - ザウバー・メルセデスの車両名にこの年から「メルセデス・ベンツ」を冠し、「メルセデス・ベンツ・C11」を投入する。（→#C11の登場と「シルバーアロー」の連覇）
  - ザウバー・メルセデスがジュニアチームを設立し、カール・ヴェンドリンガー、ハインツ＝ハラルド・フレンツェン、ミハエル・シューマッハの3名を育成ドライバーとする。（→#ジュニアドライバープログラム）
  - 10月、メルセデス・ベンツとAMGが協力協定に署名する[W 261][W 262]
  - 10月3日、東ドイツ（ドイツ民主共和国）が西ドイツに編入される形で、ドイツの再統一が果たされる。
- 1991年
  - 前年まで苦戦が続いていたDTMで、190E 2.5-16エヴォリューションIIを投入したこの年は常に上位を争い、ドライバーズタイトルは逸したが、マニュファクチャラーズタイトルを獲得した。
  - 11月26日、ダイムラー・ベンツがスポーツカー世界選手権からの撤退を決定する[309]。
  - 11月28日、メルセデス・ベンツがスポーツカー世界選手権からの撤退を発表する[W 95]。同時に、密かに進めていたF1参戦計画を撤回し、F1参戦しない旨を正式に声明する[216]。（→#F1復帰に至る経緯）
    - メルセデス・ベンツのモータースポーツ部門の責任者だったニアパッシュはこの決定に反発して同社を去り、ノルベルト・ハウグが後任となる[216]。
- 1992年
  - DTMでマニュファクチャラーズタイトルを連覇し、ドライバーズ選手権ではクラウス・ルートヴィッヒがメルセデス・ベンツとしては初のDTMドライバーズチャンピオンとなった。

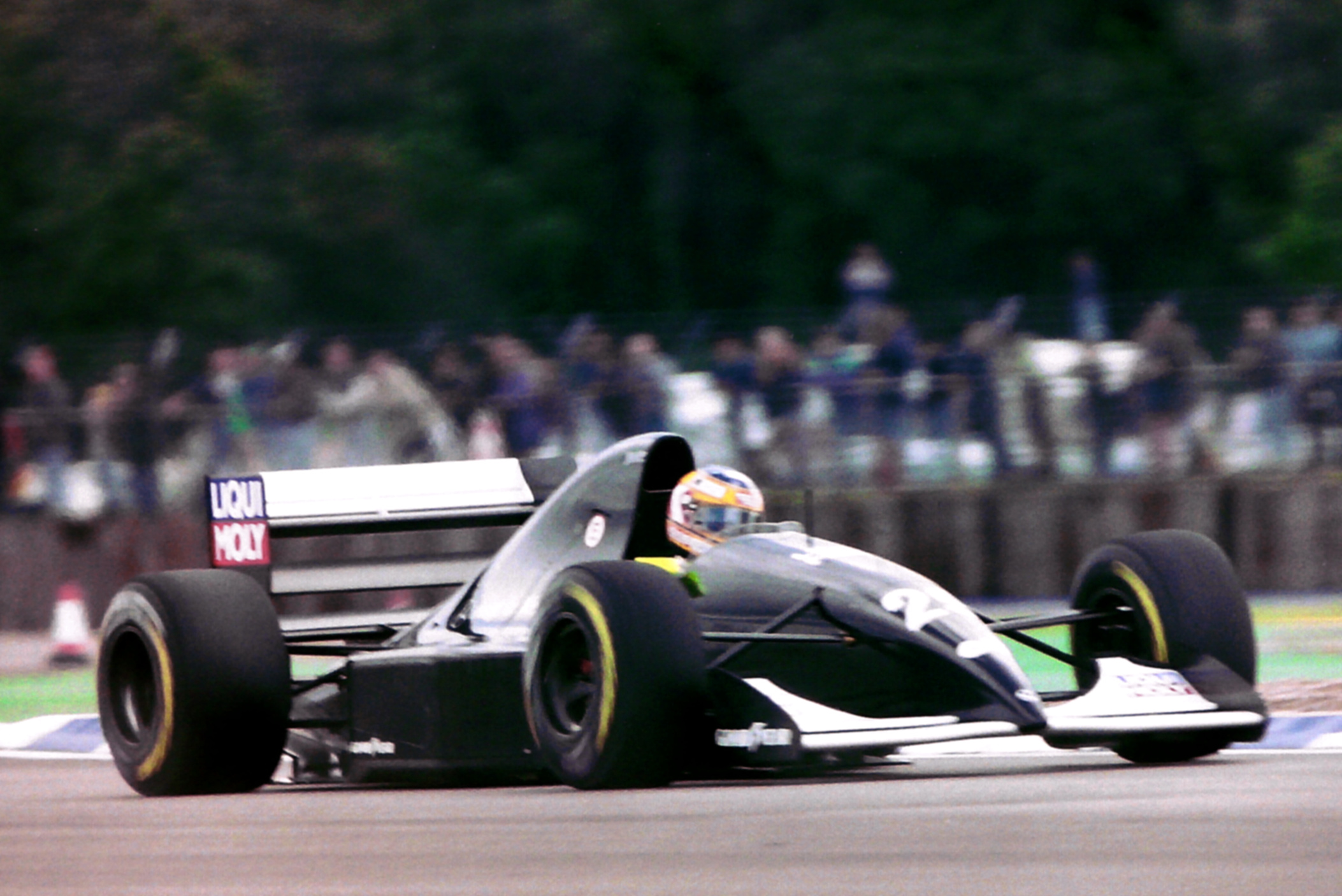
ザウバー・C12（1993年）

- 1993年
  - 1月、ヘルムート・ヴェルナーがメルセデス・ベンツ社の社長に就任する（1997年1月まで在任）。先代のニーファーと同じくモータースポーツ推進派のヴェルナーは、アメリカのレースに参戦することを企図する[218]。
  - 3月、ザウバーがF1参戦を始める。資金提供を行っていたことから、ザウバーの車両C12のエンジンカバーには「Concept by Mercedes-Benz」が掲示される。
  - 10月29日、メルセデス・ベンツ社とイルモアがF1用エンジンとインディカー用エンジンの製造開発についての契約を結ぶ[218]。
  - 11月3日、メルセデス・ベンツ社はそれまでゼネラルモーターズが持っていたイルモア株を買い取り、イルモアの発行済み株式の25%を取得した[W 263][W 264]。

### F1参戦・エンジンサプライヤー（1994年 - 2009年）
メルセデス・ベンツは1991年をもってスポーツカーレースから撤退し、自社チームによるF1参戦計画も中止していたが、イルモアに資本参加したことを契機としてF1とインディカー（CART）にエンジンサプライヤーとして復帰した。1996年をもってそれまで参戦していたツーリングカーレースのDTM/ITCが終了したため、メルセデスAMGを通じてFIA GT選手権に参戦し、2年にわたって席巻。
- 1994年

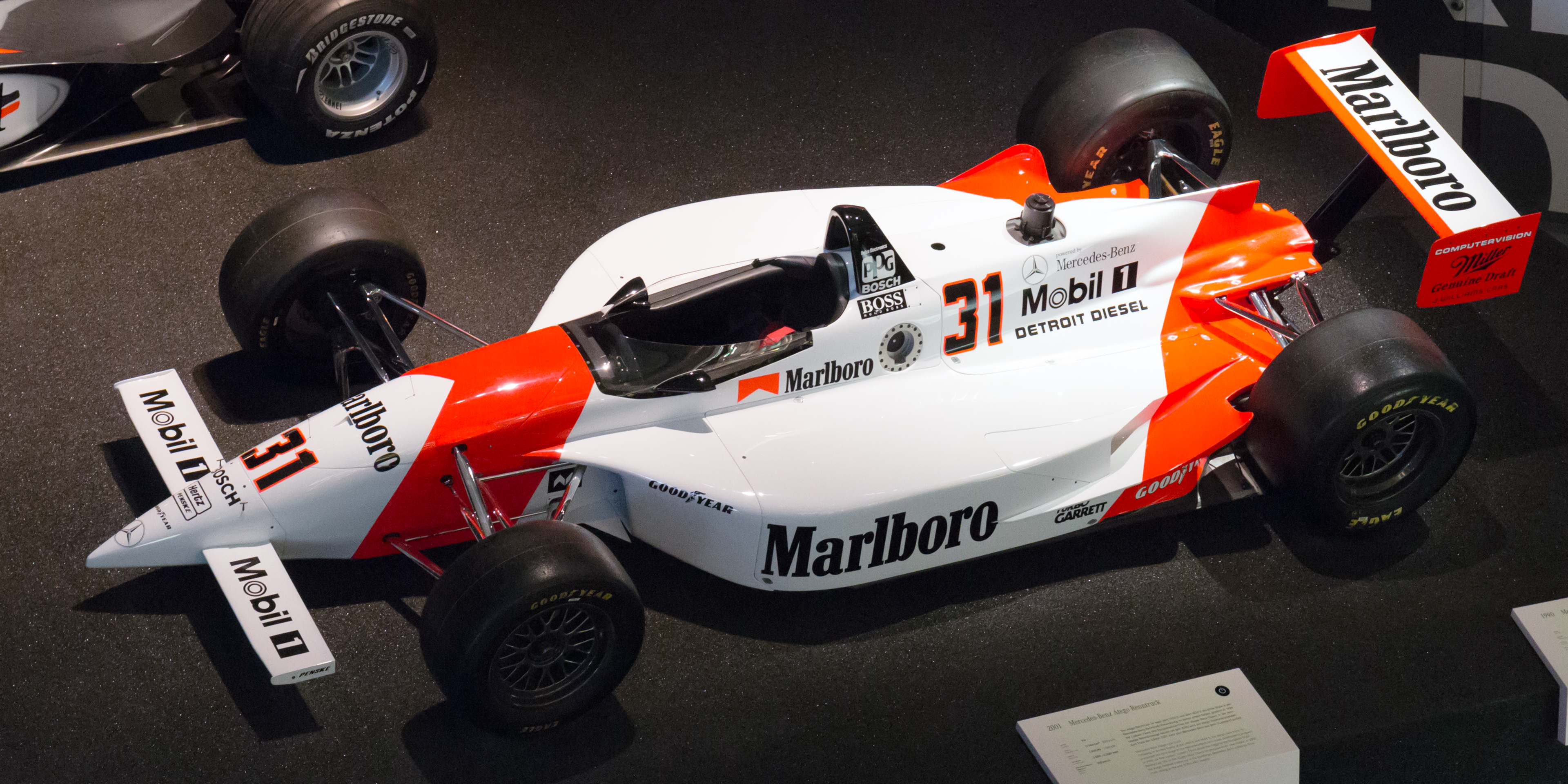
ペンスキー・PC-23（1994年インディアナポリス500優勝車）
  - 3月、ザウバーにエンジン（イルモア製）を供給する形でF1に復帰する[W 265]。（→#ザウバー）
  - 5月、インディ500（英語版）でメルセデス・ベンツ・500Iエンジン（イルモア製）を搭載したペンスキー・PC-23（英語版）が優勝する（ドライバーはアル・アンサーJr.）。（→#1994年インディアナポリス500）
- 1995年
  - F1エンジンの供給先をザウバーからマクラーレンに変更する。（→#マクラーレン）
  - 5月、ロイターに代わって、ユルゲン・シュレンプがダイムラー・ベンツの取締役会会長に就任する[W 133]。シュレンプはロイターによって分社化された組織の再統合と、クライスラーとの合併を推し進める[W 133]。
- 1996年
  - 6月、F1に公式セーフティーカーとメディカルカーの供給を開始する。以降、2020年まで、メルセデスAMG車両がF1のセーフティーカーとして独占供給される。（→#セーフティカーとメディカルカーの供給）
  - 国際ツーリングカー選手権（ITC）のシーズン半ば、競合メーカーだったオペルとアルファロメオがこの年限りで撤退することを表明し、選手権に残るのがメルセデスだけとなったため、翌年の選手権自体が消滅してしまう。
- 1997年

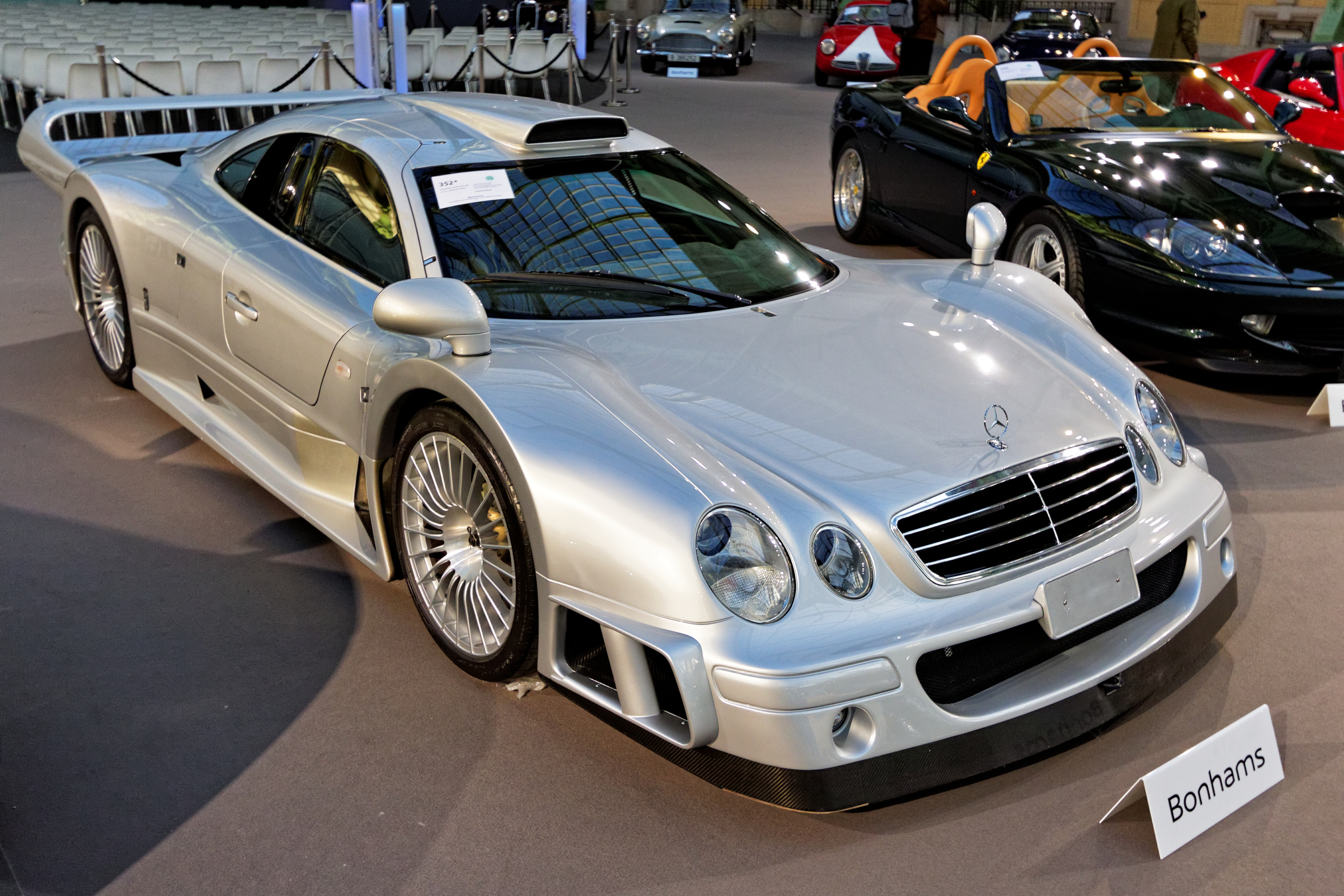
CLK GTR公道仕様（1997年）
  - 3月、マクラーレンがF1開幕戦オーストラリアグランプリで優勝し、メルセデスエンジン搭載車としては1955年以来のF1レース優勝を遂げる（ドライバーはデビッド・クルサード）。この年は計3勝を挙げる。
  - 4月1日、組織再編により、メルセデス・ベンツ社（Mercedes-Benz AG）がダイムラー・ベンツ社（Daimler-Benz AG）に吸収される[W 266][W 133]。
  - 4月、DTM/ITC消滅で行き場を失ったため、FIA GT選手権に参戦することが前年中に急遽決定し、CLK-GTRを急造で開発し、スポーツカーレースに復帰する。（→#GT1/LMGTP）
  - 9月28日、ニュルブルクリンク（ドイツ）で開催されたルクセンブルクグランプリの決勝レースを1-2体制で走行していたマクラーレン・メルセデスが、2台ともエンジントラブルで相次いでリタイアする[374]。この失態の汚名をすすぐため、ダイムラー・ベンツはすでに資本関係を持っていたイルモアへの関与をより一層強めることになる[374]。
  - FIA GT選手権でAMG・メルセデスチームがチームチャンピオン（GT1）となる。
- 1998年
ミカ・ハッキネンとマクラーレン・MP4-13（1998年）
  - 11月12日、ダイムラー・ベンツとクライスラーが合併し、「ダイムラークライスラー」（DaimlerChrysler AG）が設立される[W 267]。
  - マクラーレン・メルセデスがF1コンストラクターズタイトルを獲得する。同チームのミカ・ハッキネンがF1ドライバーズタイトルを獲得し、マクラーレン・メルセデスはダブルタイトルを制覇する。
  - FIA GT選手権でAMG・メルセデスチームが10戦全勝でチームチャンピオン（GT1）となる。しかし、2年連続でメルセデスチームがあまりにも圧勝してしまったため、GT1クラスに参戦していた他メーカーは全て撤退してしまい、FIAは翌年の選手権ではGT1クラスを設けないことを決定する。
- 1999年
  - 1月1日、ダイムラークライスラーがAMGの株式の51%を取得して子会社とし、同社の社名を「メルセデスAMG」（Mercedes-AMG GmbH）に変更する[W 154][W 155]。この際、AMGの創業者であるハンス・ヴェルナー・アウフレヒトはAMGのレース部門を分離してHWA社（ドイツ語版）（HWA AG）を設立し、以降はメルセデスAMGのレース活動はHWAが担う体制となる[W 268]。
  - 6月、ル・マン24時間レースでCLRが空中を舞うアクシデントを三度起こし、同レースから撤退するとともに、その後は自社チームによるスポーツカーレース活動を停止する。（→#CLR: ル・マンの事故と撤退）
  - 7月、ダイムラークライスラーがマクラーレン・グループ（英語版）の株式の40%を取得することを発表する[W 269]。
  - マクラーレン・メルセデスのミカ・ハッキネンがこの年もF1ドライバーズタイトルを獲得し、連覇を達成する。マクラーレン・メルセデスはコンストラクターズ選手権では2位となる。
- 2000年

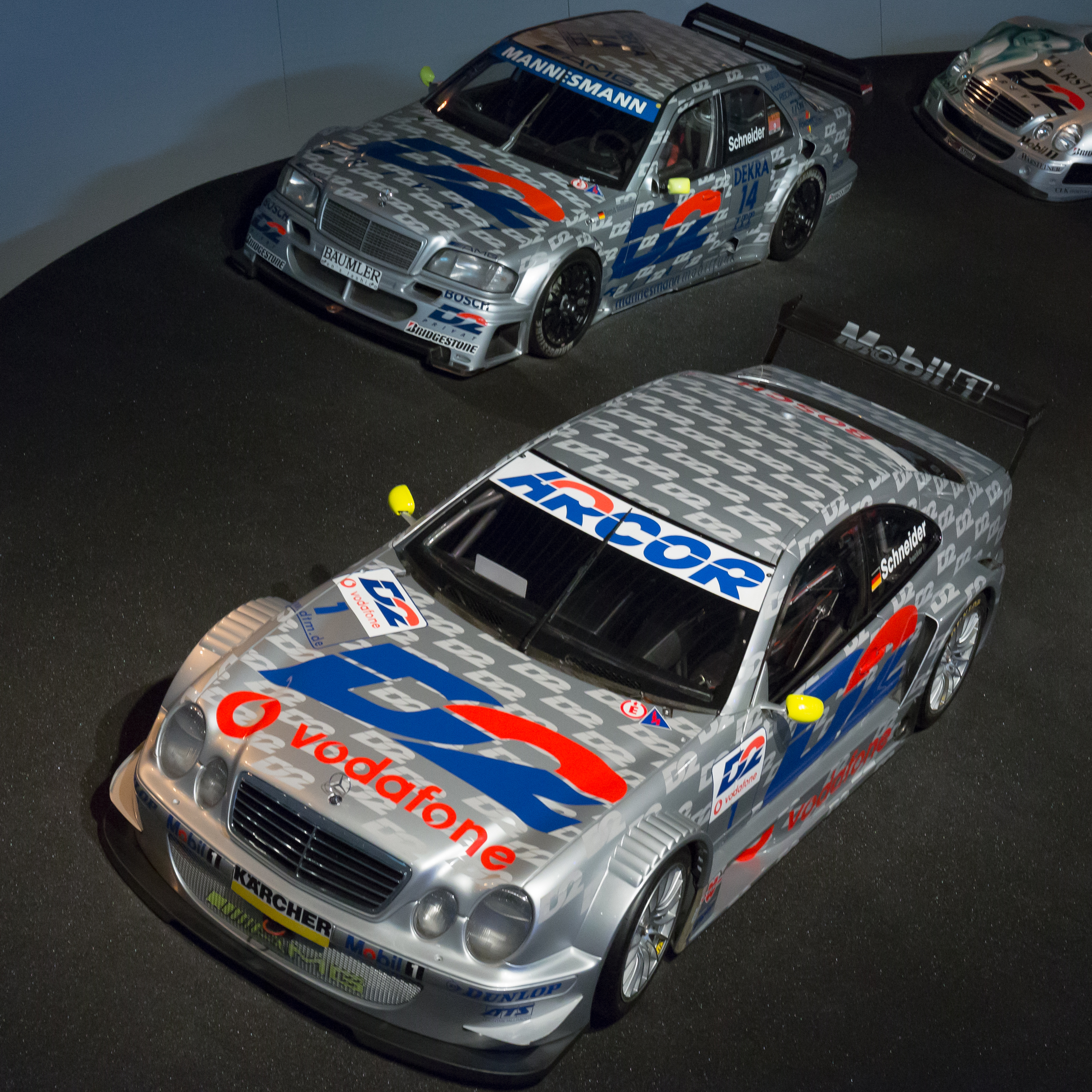
CLK DTM（手前、2001年）
  - 2月3日、ダイムラークライスラーがマクラーレンに資本参加し、発行済み株式の40%を取得する[W 270]。
  - 5月、ドイツツーリングカー選手権（DTM）の再開に伴い、参戦を開始。2018年まで同選手権への参戦を続ける。（→#新DTM）
- 2002年
  - フォーミュラ3（F3）向けにエンジン供給を始める[W 237][W 238]。（→#フォーミュラ3）
  - 9月20日、ダイムラークライスラーがイルモアの発行済み株式の55%を取得して傘下に置き、同社の社名は「メルセデス・イルモア」（Mercedes-Ilmor Ltd.）に変更される[W 271][W 92][注釈 195]。
- 2005年
  - 1月1日、ダイムラークライスラーがAMGの株式を100%取得して完全子会社にする[W 154]。
  - 6月、メルセデス・イルモアがメルセデス・ベンツ・ハイパフォーマンスエンジン社 (Mercedes-Benz High Performance Engines Ltd.) に改名する[W 92][W 272]。この際、ダイムラークライスラーは同社を完全子会社とする[374][注釈 196]。
- 2007年
  - 10月4日、ダイムラークライスラーがクライスラー部門を分離し、社名を「ダイムラー」（Daimler AG）に変更する[W 275]。
- 2009年
ジェンソン・バトンとブラウン・BGP001（2009年）
  - それまでマクラーレンのみに供給していたF1エンジンを他チームにも供給するようになり、この年はフォース・インディアとブラウンGPにもエンジンを供給する。
  - 3月29日、F1開幕戦のオーストラリアグランプリをブラウン・メルセデスが1-2フィニッシュで制する。F1デビュー戦で1-2フィニッシュを達成するのは1954年フランスグランプリのメルセデス以来の快挙となる。
  - 10月18日、ブラジルグランプリまでの結果により、ブラウン・メルセデスがF1コンストラクターズタイトル獲得を確定させる。同レースで同チームのジェンソン・バトンのF1ドライバーズタイトル獲得も確定し、ブラウン・メルセデスは参戦初年度にダブルタイトルを制覇するというF1史上前例のない記録を打ち立てる[W 97]。
  - 11月、ダイムラーがブラウンGPを買収し、メルセデス・ベンツ・グランプリ社（Mercedes-Benz Grand Prix Limited）を設立し、翌年からF1に自社チームを参戦させることを発表する。

### F1参戦・自社チーム（2010年 - 現在）
- 2010年

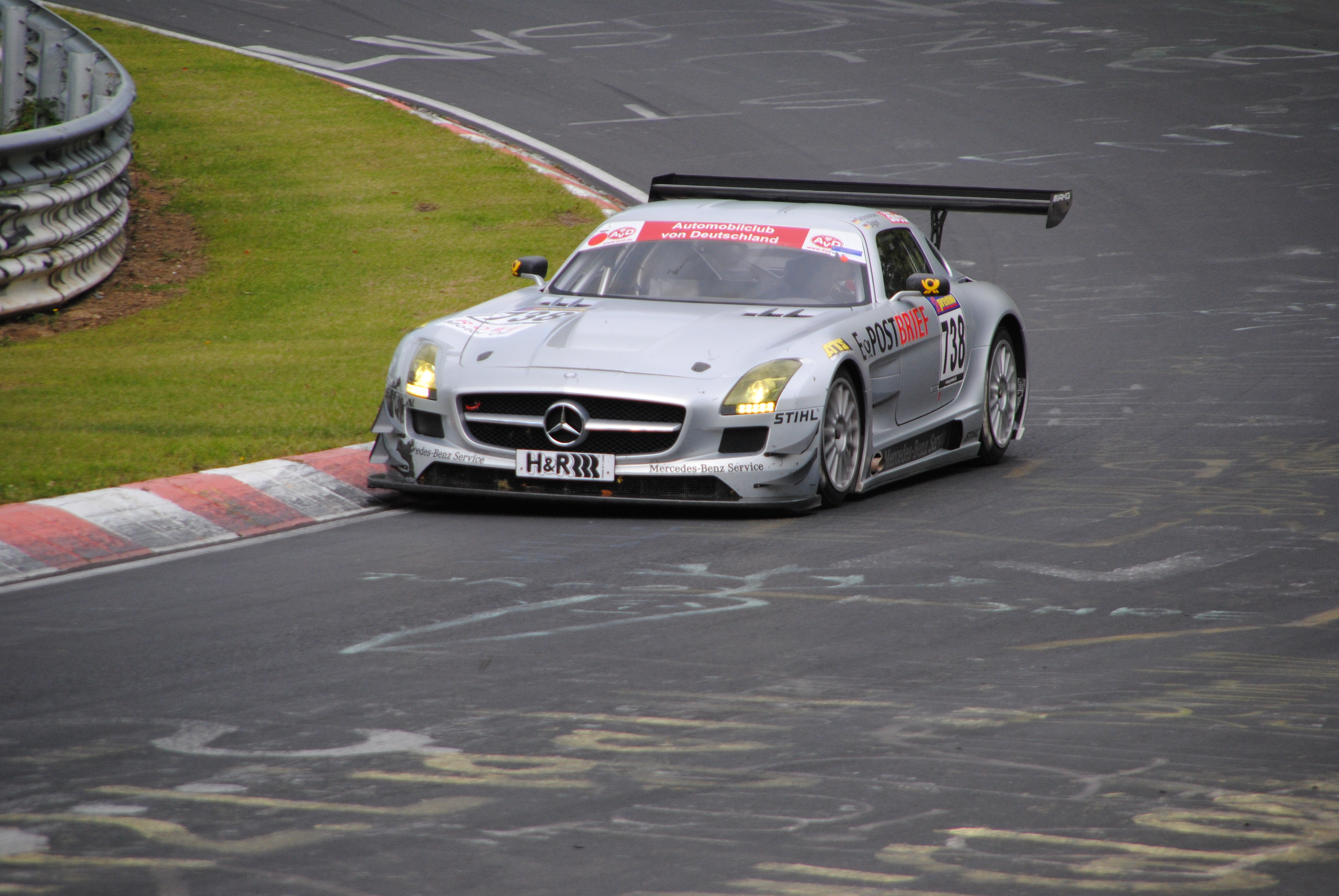
SLS AMG GT3（2010年）
  - 1955年以来となるF1自社チームとして、「メルセデスGP」がF1への参戦を開始する。ドライバーはミハエル・シューマッハとニコ・ロズベルグ。（→#現在のファクトリーチーム）
  - 3月、メルセデスAMGがSLS AMGをベースにしたグループGT3車両SLS AMG GT3（ドイツ語版）を発表する[W 144]。同車両は同年9月にニュルブルクリンク耐久シリーズ（VLN）でデビューし、同年に発売され、翌年から各地域のGT選手権などで用いられるようになる。（→#GT3）
- 2011年
  - マクラーレンとの資本関係を解消する。
  - 11月、メルセデス・ベンツ・ハイパフォーマンスエンジン（HPE）が社名を「メルセデスAMG・ハイパフォーマンス・パワートレインズ」（HPP）に変更する[W 272]。
- 2012年
  - 「メルセデスGP」がチーム名を「メルセデスAMG F1」に変更する。
  - 4月、ニコ・ロズベルグがF1第3戦中国グランプリで優勝し、自社チームとしては1955年イタリアグランプリ以来となるグランプリ優勝を遂げる。
- 2013年
  - 1月、前年末に退任したノルベルト・ハウグの後任として、トト・ヴォルフがメルセデス・ベンツのモータースポーツ部門の責任者となる。
  - 前年で引退したシューマッハに代わって、メルセデスAMG・F1チームにルイス・ハミルトンが加入する。翌2014年以降、2020年までにメルセデスチームとともに4連覇を含む6回のドライバーズタイトルを獲得した[注釈 197]。
  - 3月、エレバス・モータースポーツ（英語版）とともにE63でV8スーパーカー選手権に参戦を開始し、2015年まで参戦を続ける。
  - 5月、ニュルブルクリンク24時間レースで、メルセデス・ベンツ車両（SLS AMG GT3）が初優勝を遂げる（ドライバーはベルント・シュナイダー、ジェロエン・ブリークモレン、シーン・エドワーズ、ニッキー・ティーム）。
  - 6月、SLS AMG・エレクトリックドライブ（C109）がニュルブルクリンク北コースで7分56秒234のラップタイムを記録し、市販電気自動車としての最速タイム記録を樹立する[W 248]。同コースで市販電気自動車が8分を切るラップタイムを記録したのもこの例が初となる[W 248][W 276]。
- 2014年
ルイス・ハミルトンとメルセデス・F1 W05 Hybrid（2014年）
  - メルセデスAMG・F1チームが初のF1コンストラクターズタイトルを獲得する[注釈 198]。同チームのルイス・ハミルトンはF1ドライバーズタイトルを獲得し、この後、メルセデスと所属ドライバーはF1の両タイトルを制覇し続け、ドライバーズタイトルは2020年までに7連覇し、コンストラクターズタイトルは2021年までに8連覇を達成した。
- 2015年
  - 6月、パイクスピーク・インターナショナル・ヒルクライムにC300d 4MATIC（W205）が出走し、11分37秒を記録しディーゼルエンジン搭載車としては最速タイムを記録する（ドライバーはウーベ・ニッテル（ドイツ語版））[W 248]。
- 2016年
ニコ・ロズベルグとメルセデス・F1 W07 Hybrid（2016年）
  - メルセデスAMG・F1チームのニコ・ロズベルグがF1ワールドチャンピオンとなり、ドイツ国籍のチームでF1ワールドチャンピオンとなった最初のドイツ人となった。
- 2017年
  - 7月、メルセデスAMGがAMG GTをベースにしたグループGT4車両AMG GT4を発表する[W 277][W 278]。
- 2018年
  - この年のシーズンをもって、DTMから撤退。
- 2019年
  - 10月、ダイムラーで組織再編が行われ、ダイムラー社（Daimler AG）を親会社として乗用車部門の子会社として「メルセデス・ベンツ社」（Mercedes-Benz AG、2代目）が設立される[W 279]。
  - 11月、メルセデス・ベンツEQ・フォーミュラEチームがフォーミュラEに参戦を始める。（→#フォーミュラE）
- 2021年
ニック・デ・フリース、ストフェル・バンドーンとフォーミュラE車両
  - 6月、ドイツツーリングカー選手権（DTM）の車両がこのシーズンからGT3カーに変更されたことに伴い、カスタマーレーシング事業の一環として、同選手権に復帰する。
  - 8月、メルセデスEQ・フォーミュラEチームが2020年-21年シーズンのチームタイトルを獲得する[W 171][W 172]。同選手権にはこの年から世界選手権タイトルが掛けられており、ドライバーズタイトルもメルセデスEQチームのニック・デ・フリースが獲得し、両選手権の初代ワールドチャンピオンとなる[W 171][W 172]。
- 2022年
  - 2月1日、ダイムラーが社名を「メルセデス・ベンツ・グループ」（Mercedes-Benz Group AG）に変更する。
  - 8月、メルセデスEQ・フォーミュラEチームが2021年-22年シーズンのチームタイトルを獲得する。同時に、ドライバーズタイトルはストフェル・バンドーンが獲得し、両タイトルの連覇を果たす[W 176][W 177][W 178]。このシーズンをもってフォーミュラEからは撤退する。
- 2024年
  - 7月、メルセデスAMGのカスタマーレース事業を集約するための子会社として、アファルターバッハ・レーシングが設立される[W 280]。

## 関連組織

### 現在の組織
2023年現在、メルセデス・ベンツのモータースポーツ活動を担っている主要な組織は下記の通りである。いずれの組織も、メルセデス・ベンツのレース関係者からはしばしば所在地の名称で呼ばれている。
- メルセデス・ベンツ・グランプリ（Mercedes-Benz Grand Prix Limited）

メルセデス・ベンツ・グループ社の子会社で、F1チームの運営を担っている。2023年現在、F1には「Mercedes-AMG Petronas F1 Team」の名称で参戦している。
イギリス・ブラックリーに所在。
- メルセデスAMG・ハイパフォーマンス・パワートレインズ（Mercedes AMG High Performance Powertrains Ltd）

メルセデス・ベンツ・グループ社の子会社で、F1用パワーユニット（PU）の開発と製造を担っている。略称「HPP」。
F1以外ではフォーミュラE用の電動パワートレインの開発と製造も行っていた。
イギリス・ブリックスワースに所在。
- メルセデスAMG（Mercedes-AMG GmbH）

メルセデス・ベンツ・グループ社の子会社で、メルセデス・ベンツ車両のチューニングを手がけている。セーフティカーなどの特殊車両の製造開発も行っている。
レース関連では、2010年代から2024年までカスタマーレーシング事業を手掛けており、GT3カー、GT4カーなどのレース用車両や、レース用エンジンを扱い（開発はHWA社に委託）、顧客とのコミュニケーション（窓口業務）も担っていた。1990年代後半はGT1/LMGTPの車両も製作していた。
ドイツ・アファルターバッハに所在。
- アファルターバッハ・レーシング（Affalterbach Racing GmbH）

メルセデスAMGの子会社で、GT3カーの開発など、メルセデスの名の下で行われているカスタマーレーシング事業を手掛ける。
2024年の事業再編により、メルセデスの名の下で行われるカスタマーレーシング事業を集約するため、メルセデスAMGの子会社として設立された。メルセデスAMGが手掛けていたカスタマーサービスを手掛けるほか、HWAの一部事業を買い取り、GT3カーの開発を引き継いでいる。
ドイツ・アファルターバッハに所在。
- HWA（HWA AG）

ダイムラークライスラー（当時）がAMGを子会社にした際にAMGのレース部門が分離されて設立された会社。
HWA社が運営しているHWAチームは、メルセデスAMGのセミワークスチームと言ってよい位置付けであり、2019年-20年シーズンから2020年-21年シーズンにかけて、フォーミュラEのワークスチームである「メルセデスEQ・フォーミュラEチーム」の運営を担っていた。
2024年時点で現行世代のGT3カー、GT4カーの開発を手掛けている。過去には、F3用エンジンの開発も手掛けていた。
上記の4社とは異なり、HWA社とメルセデス・ベンツ・グループ社との間に直接の資本関係はないものの、HWAチームは基本的にメルセデス・ベンツ傘下のチームと認識されている。
ドイツ・アファルターバッハに所在。

### 過去の組織
- ダイムラー・ベンツ（Daimler-Benz AG）

1955年までのレース活動はダイムラー・ベンツ（現在のメルセデス・ベンツ・グループ社）に置かれたレース部門（Rennabteilung）によって、直接行われていた。1956年以降もカスタマーレーシング用のエンジン開発は続けられ、1980年代後半から1991年にかけてはグループC用のエンジンを開発した。
ドイツ・シュトゥットガルト・ウンターテュルクハイムに所在。